# Liste der Baudenkmäler in Ochsenfurt
Auf dieser Seite sind die Baudenkmäler in der unterfränkischen Stadt Ochsenfurt zusammengestellt. Diese Tabelle ist eine Teilliste der Liste der Baudenkmäler in Bayern. Grundlage ist die Bayerische Denkmalliste, die auf Basis des Bayerischen Denkmalschutzgesetzes vom 1. Oktober 1973 erstmals erstellt wurde und seither durch das Bayerische Landesamt für Denkmalpflege geführt wird. Die folgenden Angaben ersetzen nicht die rechtsverbindliche Auskunft der Denkmalschutzbehörde.

## Ensembles

### Ensemble Altstadt Ochsenfurt
Das Ensemble (Lage) umfasst den Umgriff der ehemaligen Stadtbefestigung, soweit erhalten mit dem Wall, sonst mit dem Graben. An der Nordseite reicht es bis zum Main und umschließt auch die Uferanlagen. Die Alte Mainbrücke, ehemals in die Stadtbefestigung einbezogen, ist in ihrer ganzen Länge Teil des Ensembles. – Wesentliches Kennzeichen dieses Ensembles ist die enge Verbindung einer monumentalen Mainbrücke (die im 16. Jahrhundert ihre heutige Gestalt als steinerne Pfeiler-Bogen-Brücke erhielt) mit einer kleinen, über regelmäßigem Rechteckgrundriß ummauerten und sehr einheitlich erscheinenden Stadtanlage des 14. Jahrhunderts. An der Stelle eines fränkischen Königshofs entstand die Stadt zusammen mit der ursprünglich hölzernen Brücke seit dem späteren 12. Jahrhundert an der neuen, für das Stauferreich wichtigen nordsüdlichen Rompilgerstraße, als eine Gründung der Würzburger Bischöfe. Immer im Schatten der nahen Großstadt Würzburg, war eine Entwicklung zum Fernhandelszentrum oder Sitz bedeutender Gewerbe von vornherein ausgeschlossen. Wochenmärkte waren dagegen seit dem 14. Jahrhundert kennzeichnend für die Rolle der Stadt als befestigter regionaler Markt, von der ihre architektonische Erscheinung bis heute geprägt wird: eine langgezogene Marktstraße mit platzartigen Erweiterungen, umstanden von schmalen zweigeschossigen Fachwerkhäusern, die im 18. Jahrhundert teilweise verputzt und barockisiert worden sind. Die Stadtbefestigung umgreift hauptsächlich Bereiche geschlossener Wohnbebauung zumeist kleinbürgerlichen Gepräges mit kleinen Hofflächen und ackerbürgerlichen Nebengebäuden, durchzogen von schmalen, engen Gassen und nur sehr wenig Garten- oder Weideland. Die Bebauung ist im Kern sicher spätmittelalterlich und überwiegend zweigeschossig in Fachwerk mit vorkragendem Obergeschoss und Satteldach. In den Nebengassen weisen zahlreiche zurückgesetzte Giebelhäuser auf eine ursprünglich lockere Anordnung, die wohl erst im 18. Jahrhundert zu geschlossenen Gassenbildern systematisiert wurde. Es fehlen die für die fränkischen Reichsstädte so bezeichnenden stadtbildbeherrschenden Schrannenbauten ebenso wie größere Stapelplätze. Die Steinbauten waren Niederlassungen der Klöster in Würzburg und Tückelhausen oder Sitz der würzburgischen Administration wie die Fronfeste bei der Brücke und vor allem das zusammen mit den Türmen der Stadtbefestigung das wehrhafte Bild der Stadt bestimmende Amtsschloß des würzburgischen Domkapitels, dessen wichtigster Besitz und Fluchtort Ochsenfurt seit dem Verkauf durch den Würzburger Bischof am Ausgang des 13. Jahrhunderts wurde. Die Kirchen – neben der spätgotischen Stadtpfarrkirche St. Andreas die Friedhofskapelle St. Michael und die Spitalkirche des 16. Jahrhunderts – und die beiden Rathausbauten – das ältere aus dem 14. Jahrhundert, das zugleich Kaufhaus war, und das spätgotische Neue Rathaus mit seinem Uhrtürmchen – prägen die bis heute vom Spätmittelalter bestimmte Architektur der ehemals wichtigsten Amtsstadt des würzburgischen Domkapitels. Eine Störung bildet die in neuerer Zeit erfolgte Verbreiterung der Hauptstraße bei der Pfarrkirche, der eine spätmittelalterliche Häuserzeile und das geschlossene Straßenbild der alten Marktstraße geopfert wurde.
Umfassung: Bereich, der von der Stadtbefestigung umschlossen war (Lage). Soweit erhalten, gehören dazu auch der Wall und der Graben. Das Ensemble bildet annähernd ein Rechteck mit einer Ausdehnung von etwa 500 m in Ost-West-Richtung und von etwa 400 m in Nord-Süd-Richtung. Es hat eine Fläche von etwa 18 ha. An der Nordseite reicht das Ensemble bis zum Main und enthält auch die Uferanlagen. Die Alte Mainbrücke, die ehemals in die Stadtbefestigung einbezogen war, ist in ihrer ganzen Länge Teil des Ensembles. Aktennummer: E-6-79-170-1.

### Ensemble Kapelle Sankt Wolfgang

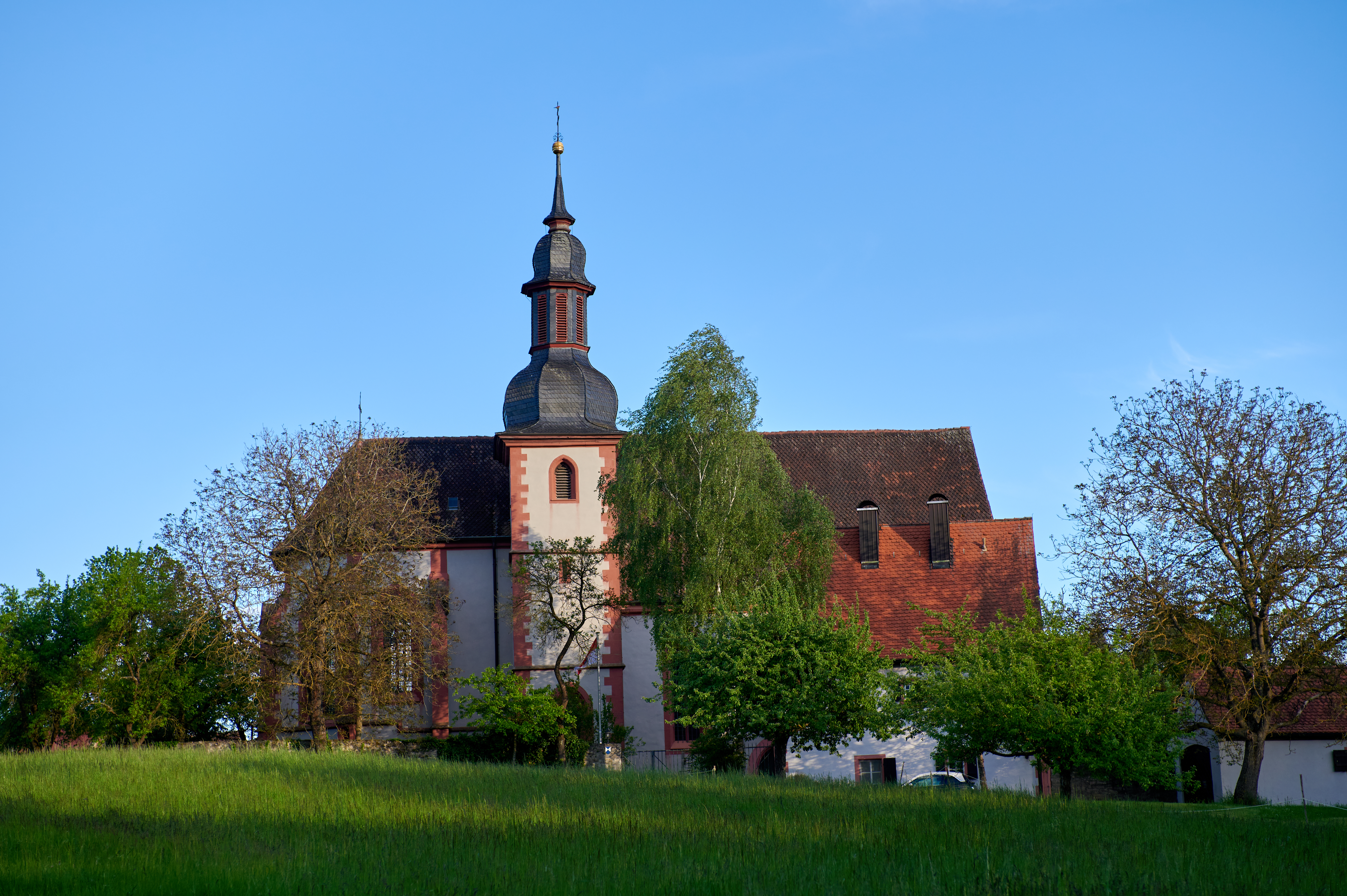
Katholische Wallfahrtskapelle St. Wolfgang von Norden

Das Ensemble (Lage)
umfasst den westlich der Uffenheimer Straße gelegenen Bezirk der Wallfahrtskapelle mit dem ehemals von Einsiedlern bewohnten Wohnhaus Uffenheimer Straße 31, einer westlich der Kapelle in den Hang gebauten Brunnenstube, der die Kirche umgebenden Mauer, altem Baumbestand und drei Bildstöcken. Das ehemalige Wallfahrtszentrum ist ohne neuere Zufügungen vollständig erhalten, auch die umgebende Landschaft hat weitgehend ihren ursprünglichen Charakter bewahrt. Umgrenzung: Uffenheimer Straße 31, Wolfgangskapelle. Aktennummer: E-6-79-170-2.

### Ortsensemble Goßmannsdorf am Main

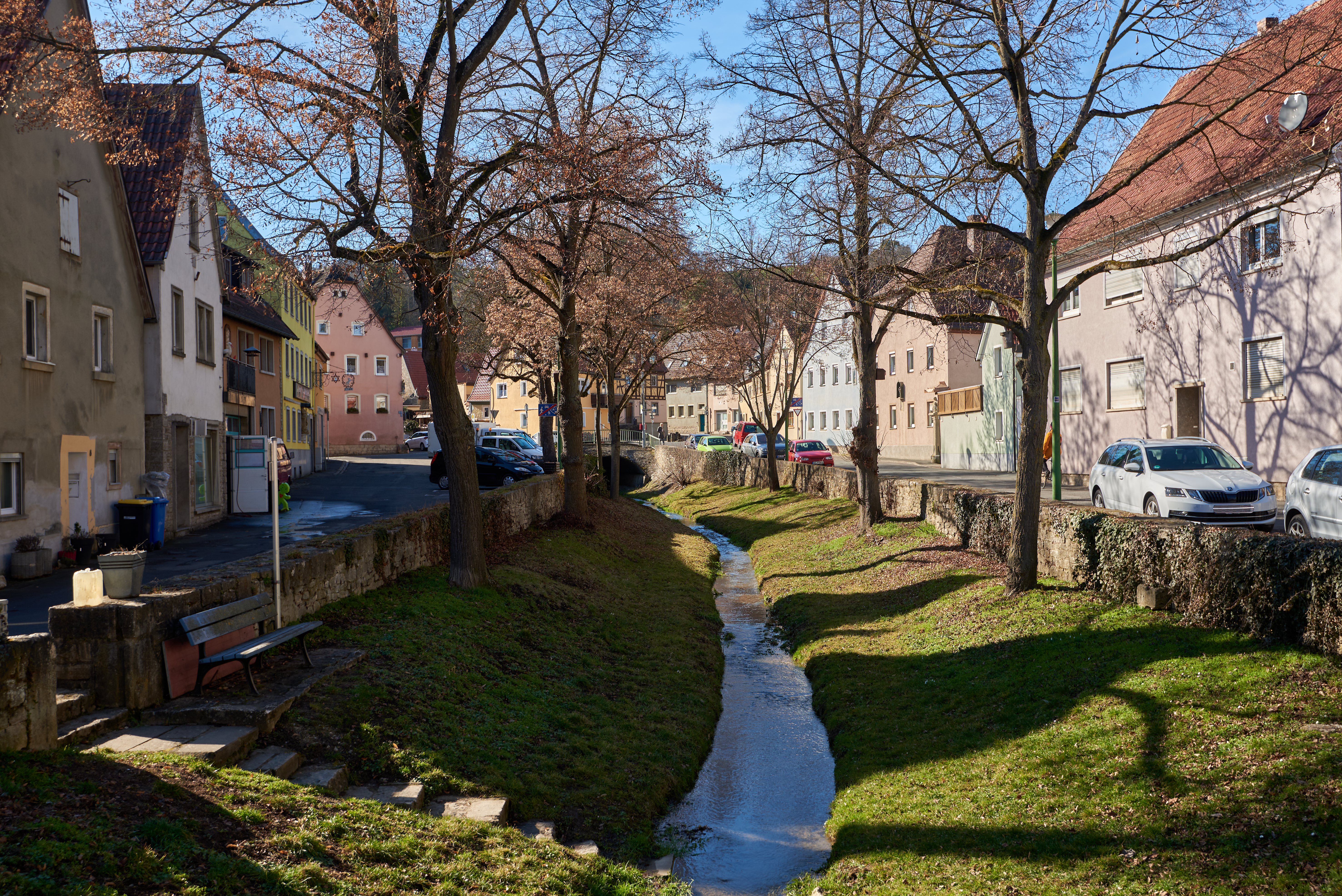
Linke und rechte Bachseite 3–11.

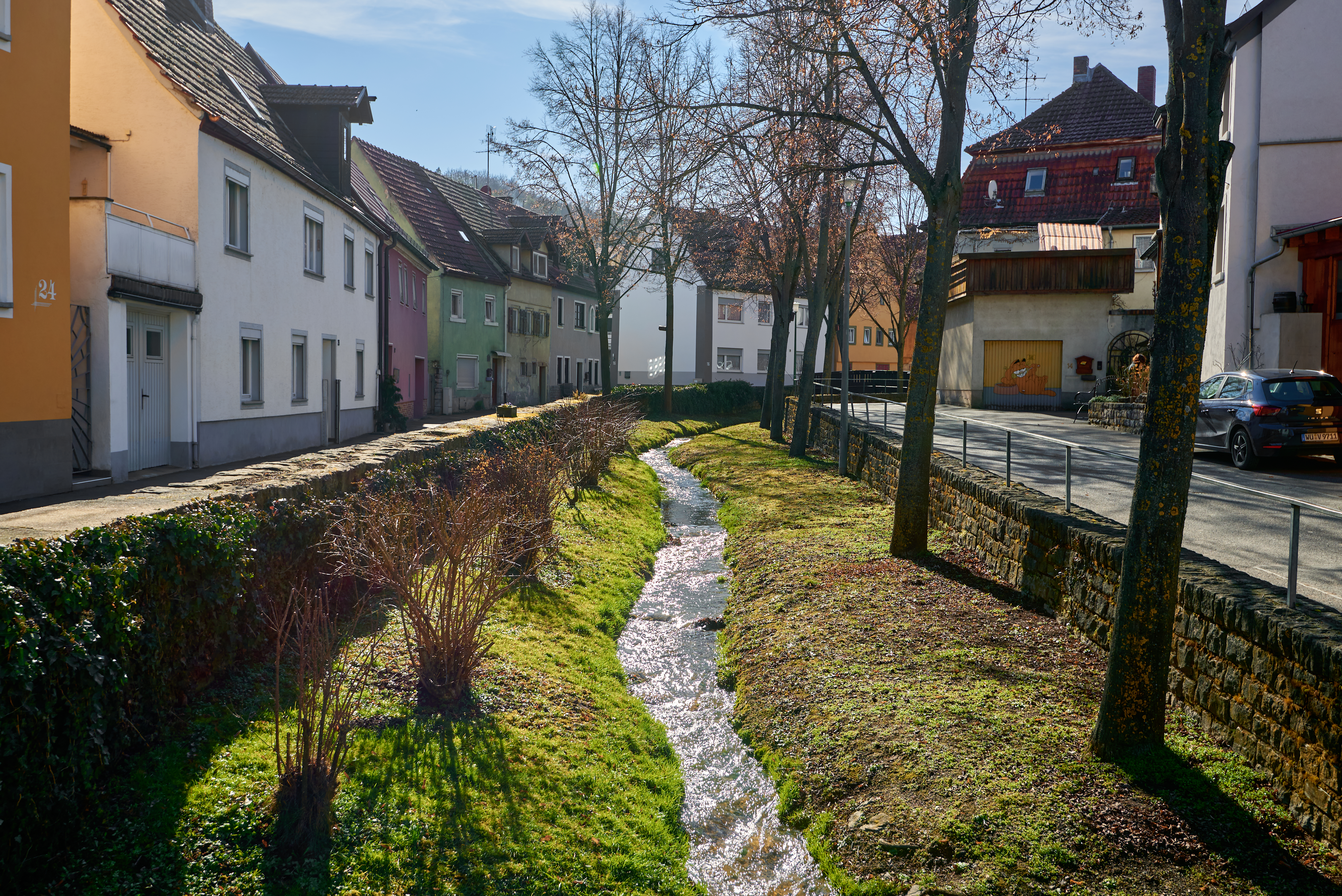
Linke und rechte Bachseite 14–24.

Das Ensemble (Lage) umfasst das Bachzeilendorf am Main in seiner spätmittelalterlichen Ummauerung. Die Pfarrkirche liegt nördlich des Schafbachs inmitten des ehemals domkapitelischen Viertels – das noch heute so heißt – mit stattlichen Hofanlagen und in die Mauer hineingenommenen weiteren Gartenflächen. Demgegenüber drängen sich südlich des Bachs um die Hl. Kreuzkapelle und den ehemaligen Zobelschen Zehnthof kleinere Häcker- und Schifferbauten beidseitig der gewundenen Landstraße Ochsenfurt-Würzburg. Die Bedeutung des Ensembles liegt in der städtebaulichen Formulierung eines ummauerten Bachzeilendorfs des Spätmittelalters. Dem durch Mauern gefassten und regulierten Schafbach, den nur die Hauptstraße (Zehnthofstraße) überbrückt, ordneten sich auf beiden Seiten neben breiten Fahrbahnen ursprünglich alle Häuser giebelseitig, zweigeschossig und in Fachwerk an. Erst im 18. und frühen 19. Jahrhundert haben einzelne Traufseitbauten, z. T. als Reihenhäuser, dieses Schema verunklärt, ohne die städtebauliche Wirkung wesentlich zu stören. Eine Störung des Ensembles bedeutet dagegen der Verlust der drei ehemaligen Tore der Ortsbefestigung und die Veränderung des Mainufers durch die Eisenbahntrasse sowie durch die Errichtung einer Staustufe im Main. Aktennummer: E-6-79-170-3.

## Stadtbefestigung Ochsenfurt

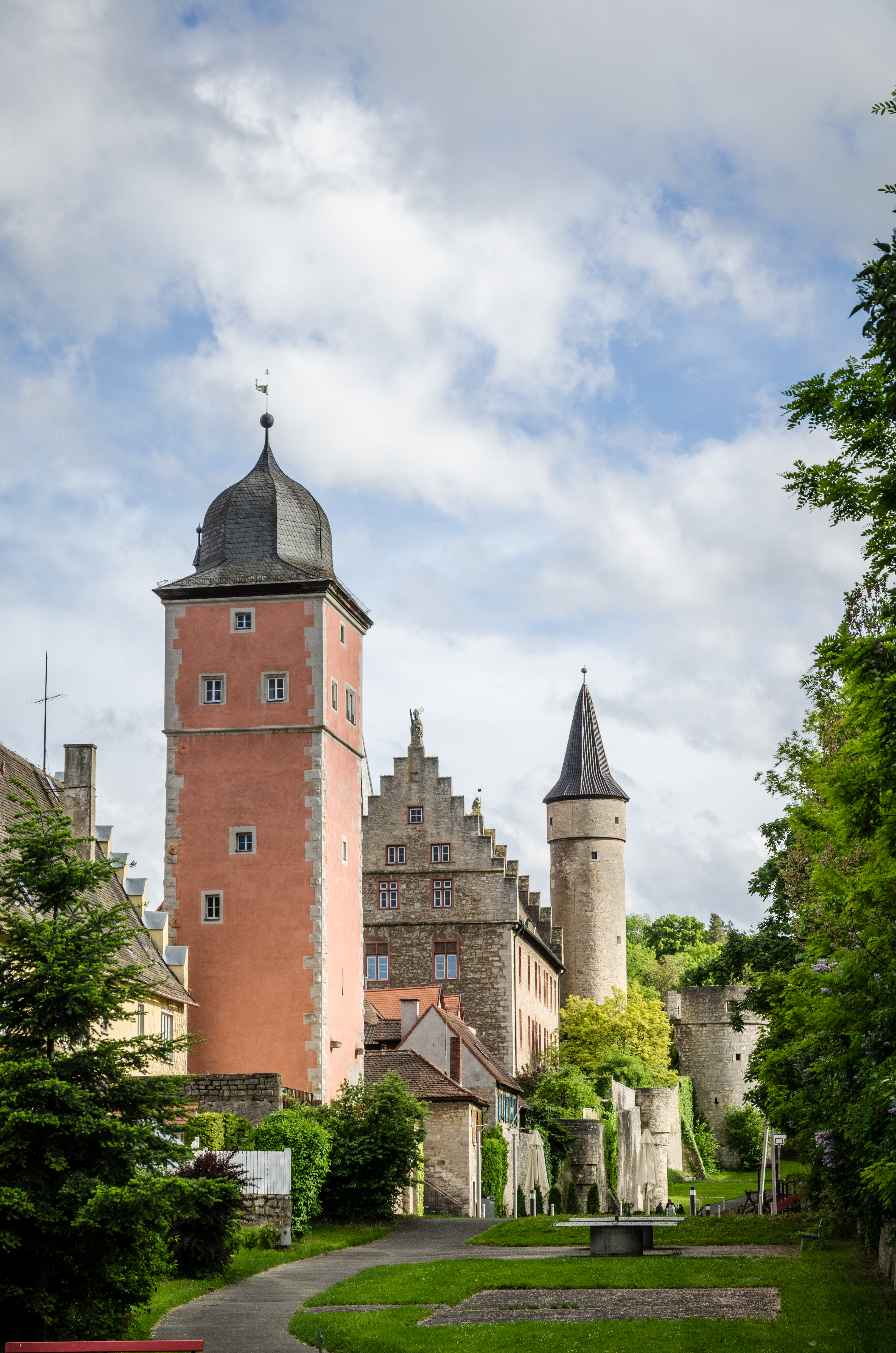
Stadtmauer, Zwinger, Klingentor und Nikolausturm am westlichen Rand der Altstadt
weitere Bilder

Die Ochsenfurter Stadtbefestigung bestand bereits in der 1. Hälfte des 14. Jahrhunderts und bildet ein regelmäßiges Rechteck um die historische Altstadt herum. Im letzten Drittel des 14. Jahrhunderts erhielt sie ihre heute noch weitgehend erhaltene Grundform aus Ringmauer, Zwinger und tiefem Graben. Sie hatte ursprünglich vier Tore, von denen das Obere Tor im Osten, das Untere Tor im Nordwesten und das Klingentor im Westen noch erhalten sind. Das zur Alten Mainbrücke führende Maintor wurde bereits Anfang des 19. Jahrhunderts abgerissen. Zwischen den Toren war die Mauer durch mächtige Rechteck- und Rundtürmen geschützt. Ausbauten der Tore und Türme erfolgten im 15., 16. und 17. Jahrhundert, weitere Reparaturen fanden im 18. Jahrhundert statt.
Heute noch erhalten sind von der Stadtbefestigung (Denkmalnummer D-6-79-170-2):
- auf der Nordseite (Lage): die Ringmauer mit einem Rechteckturm und die Zwingermauer mit zwei halbrunden Türmen
- an der Nordostecke (Lage): der äußere Batterieturm und der innere, runde Eckturm (Centturm)
- auf der Ostseite (Lage): bis auf Höhe der Kolpingstraße die Ringmauer mit einem Rechteckturm (Weißer Turm) und die Zwingermauer, im Zuge der Hauptstraße das Obere Tor, zwischen Oberem Tor und südöstlicher Ecke die Ringmauer, die Zwingermauer und der Graben mit Futtermauer;
- an der Südostecke (Lage): der innere, viereckige (Pulverturm) und der äußere, runde Eckturm
- auf der Südseite (Lage): weite Teile der Ringmauer, die gesamte Zwingermauer mit fünf runden und halbrunden Türmen sowie der Graben mit Futtermauern
- an der Südwestecke (Lage): der äußere Batterieturm (Dicker Turm) und der innere, runde Eckturm (Nikolausturm)
- auf der Westseite (Lage): verbaute Teile der Ringmauer, die gesamte Zwingermauer mit drei halbrunden Schalentürmen, der Graben mit Futtermauern, im Zuge der Hauptstraße das Klingentor
- an der Nordwestecke (Lage): das Untere Tor und der innere, runde Eckturm (Taubenturm);

Neben diesen freiliegenden Teilen der Stadtbefestigung sind auch Teile der Mauern in Häuser eingebaut, vor allem in der Boxgasse und im Zwinger. Diese Teile sind in den nachfolgenden Tabellen unter den dortigen Adressen aufgeführt.
In folgenden sind die Objekte der Stadtmauer beginnend beim Dicken Turm im Südwesten im Uhrzeigersinn aufgeführt.

### Westseite
- Kellereistraße 11 (Lage): Dicker Turm, außen an der südwestlichen Ecke der Stadtbefestigung, schwerer Batterieturm, wohl 17./18. Jahrhundert (D-6-79-170-2)
- Kellereistraße 11, 13 (Lage): nach Westen Zwingermauer, 14. Jahrhundert (D-6-79-170-2)
- Kellereistraße 11, 13 (Lage): halbrunder Turmstumpf, 14. Jahrhundert (D-6-79-170-2)
- Obere Klingengasse 11, 9, 7, 5 (Lage): Verbaute Ringmauer sowie Zwingermauer der Stadtbefestigung, 14. Jahrhundert (D-6-79-170-2)
- Obere Klingengasse 3 (Lage): Verbaute Ringmauer sowie Zwingermauer der Stadtbefestigung, 14. Jahrhundert (D-6-79-170-2)
- Obere Klingengasse 1 (Lage): Verbaute Ringmauer sowie Zwingermauer der Stadtbefestigung, 14. Jahrhundert (D-6-79-170-2)
- Hauptstraße 1 (Lage): Klingentor, Torturm, fünfgeschossiger, quadratischer Massivbau mit Glockendach, leicht vorkragendem Obergeschoss und rundbogiger Tordurchfahrt, 1307, Aufstockung bezeichnet 1598 (D-6-79-170-51)
- Untere Klingengasse 2 (Lage): verbaute Ringmauer und Zwingermauer der Stadtbefestigung, 14. Jahrhundert (D-6-79-170-202)
- Untere Klingengasse 4, 6 (Lage): verbaute Ringmauer und Zwingermauer der Stadtbefestigung, 14. Jahrhundert (D-6-79-170-203)
- Untere Klingengasse 4 (Lage): Rest eine Habschalenturms (D-6-79-170-203)
- Untere Klingengasse 8, 10 (Lage): verbaute Ringmauer und Zwingermauer der Stadtbefestigung, 14. Jahrhundert (D-6-79-170-2)
- Untere Klingengasse 12, 14, 16, 18, 20, 22, 24 (Lage): verbaute Ringmauer und Zwingermauer der Stadtbefestigung, 14. Jahrhundert (D-6-79-170-2)
- Vorhof 14 (Lage): Taubenturm, schlanker Rundturm, wohl 15. Jahrhundert, Obergeschoss mit Kuppeldach, 1617 (D-6-79-170-2)
- Vorhof 16 (Lage): Unteres Tor auch Bollwerk genannt, Stadttor, dreigeschossiger Satteldachbau mit Fachwerkobergeschossen, westlichem Zwerchhauserker und östlichem Dreiecksgiebel, 1397 erneuert, bezeichnet 1572 (D-6-79-170-220)

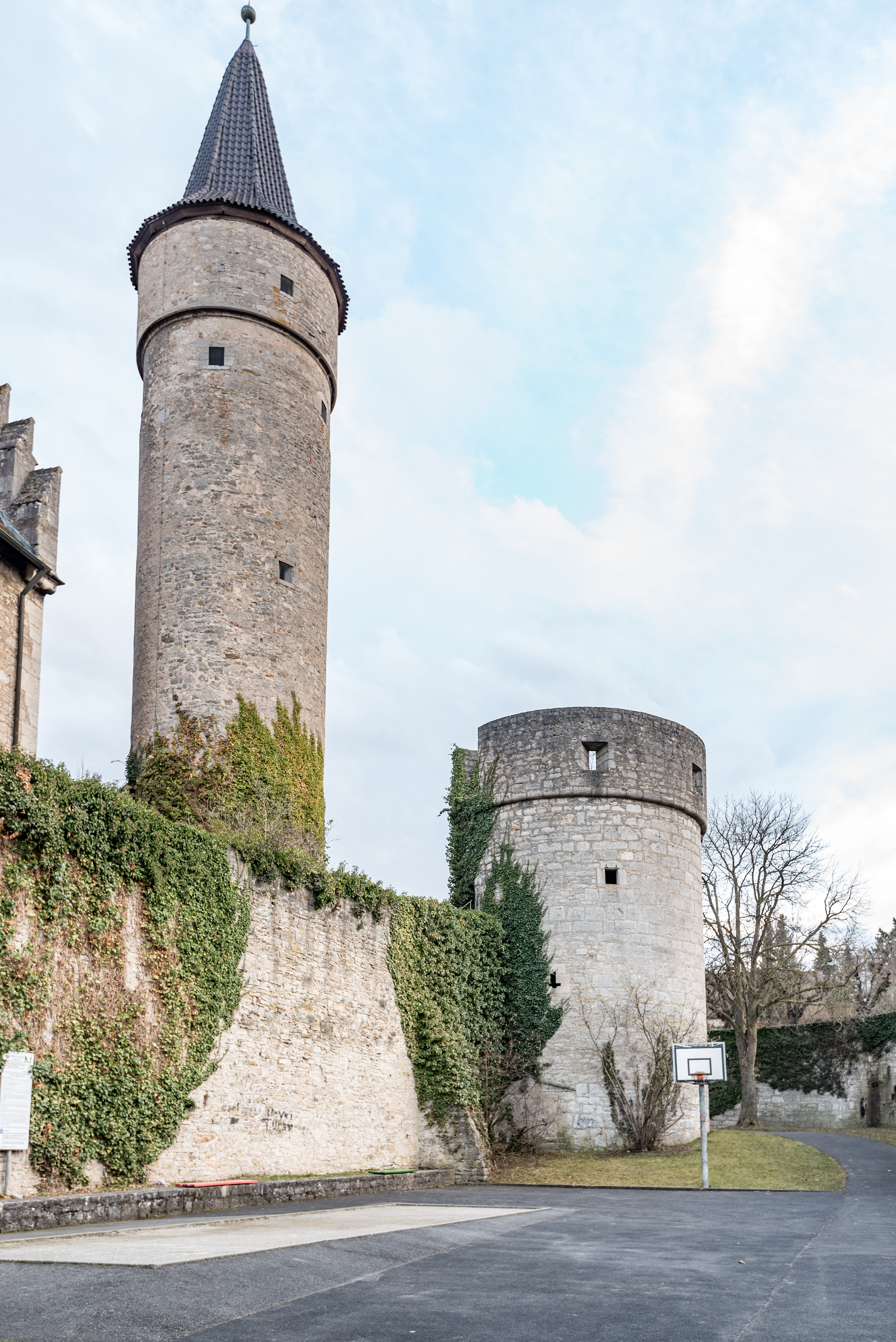
Nikolausturm weitere Bilder und Dicker Turm weitere Bilder
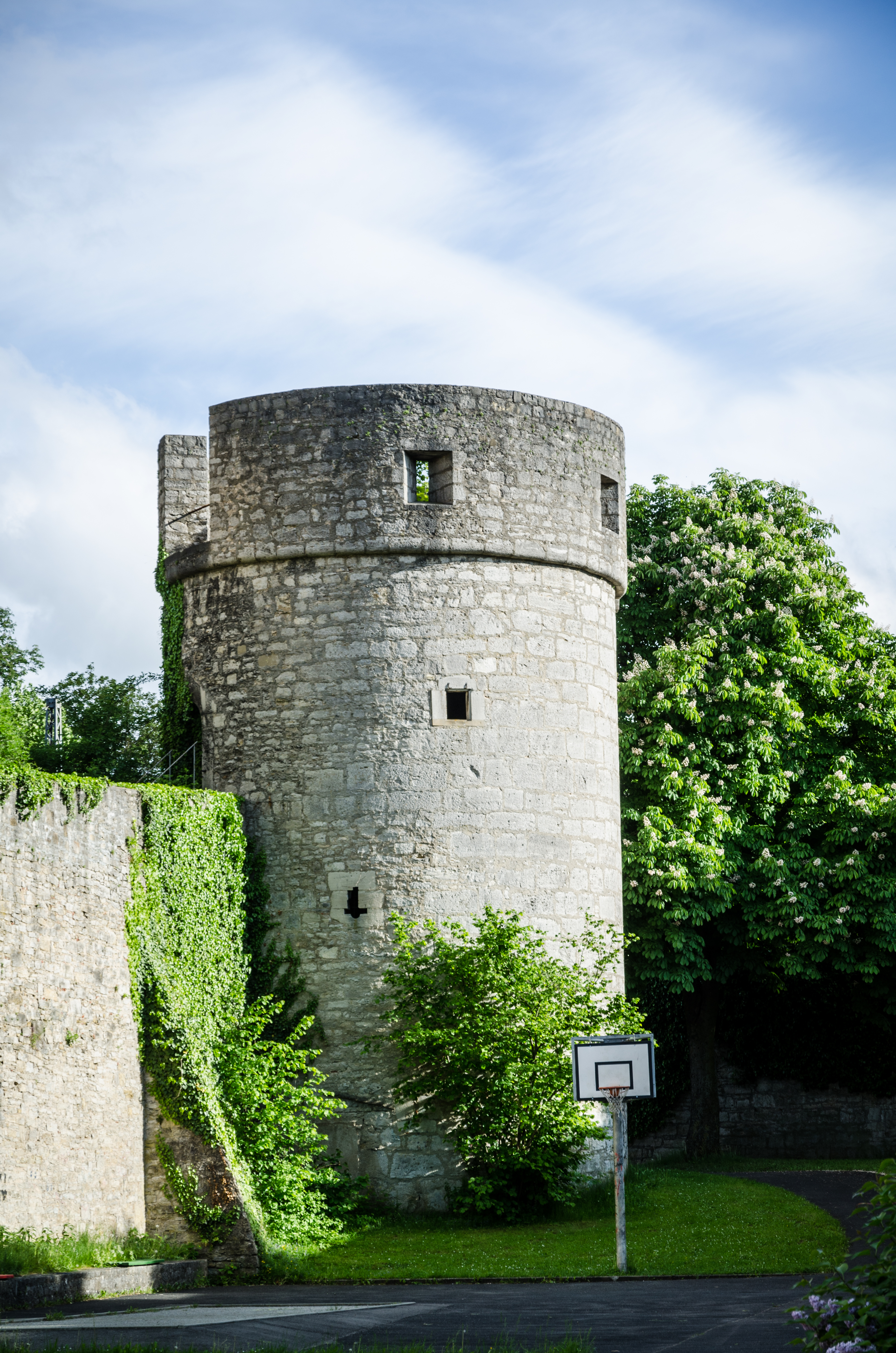
Dicker Turm weitere Bilder
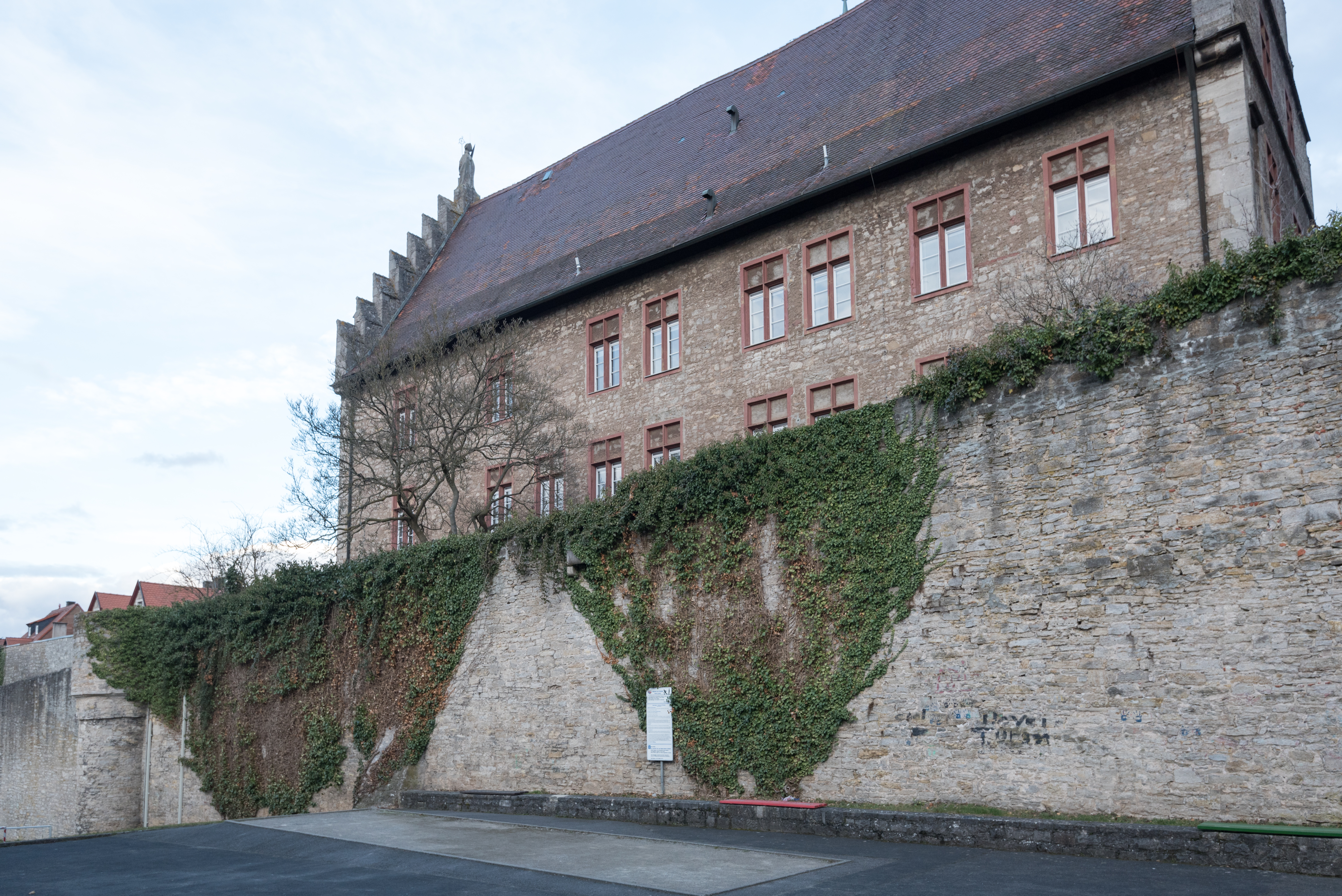
Zwingermauer nördlich Dicker Turm weitere Bilder
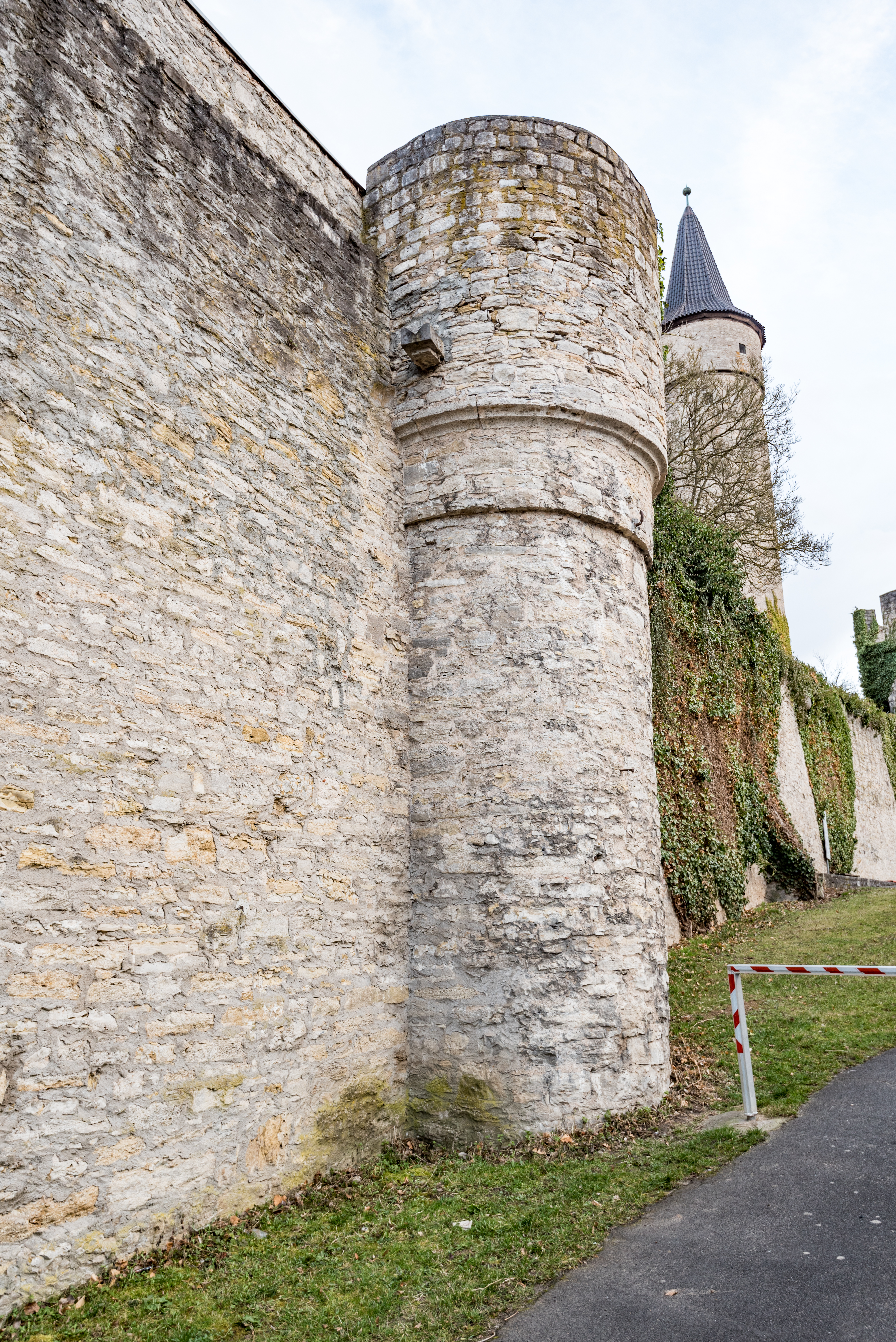
Rest eines Zwingerturms Kellereistraße 11 weitere Bilder
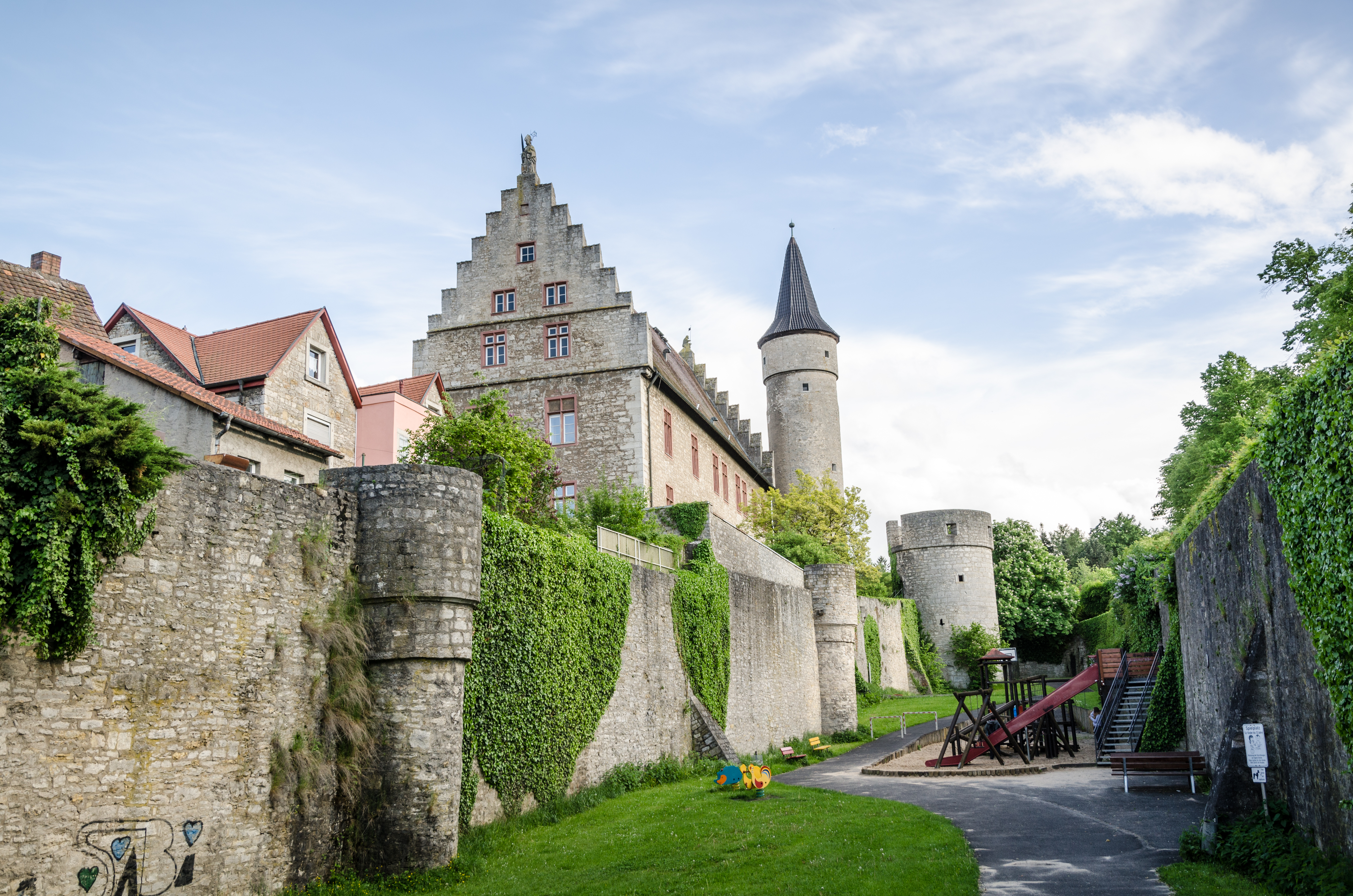
Westliche Zwingermauer südlich des Klingentors weitere Bilder
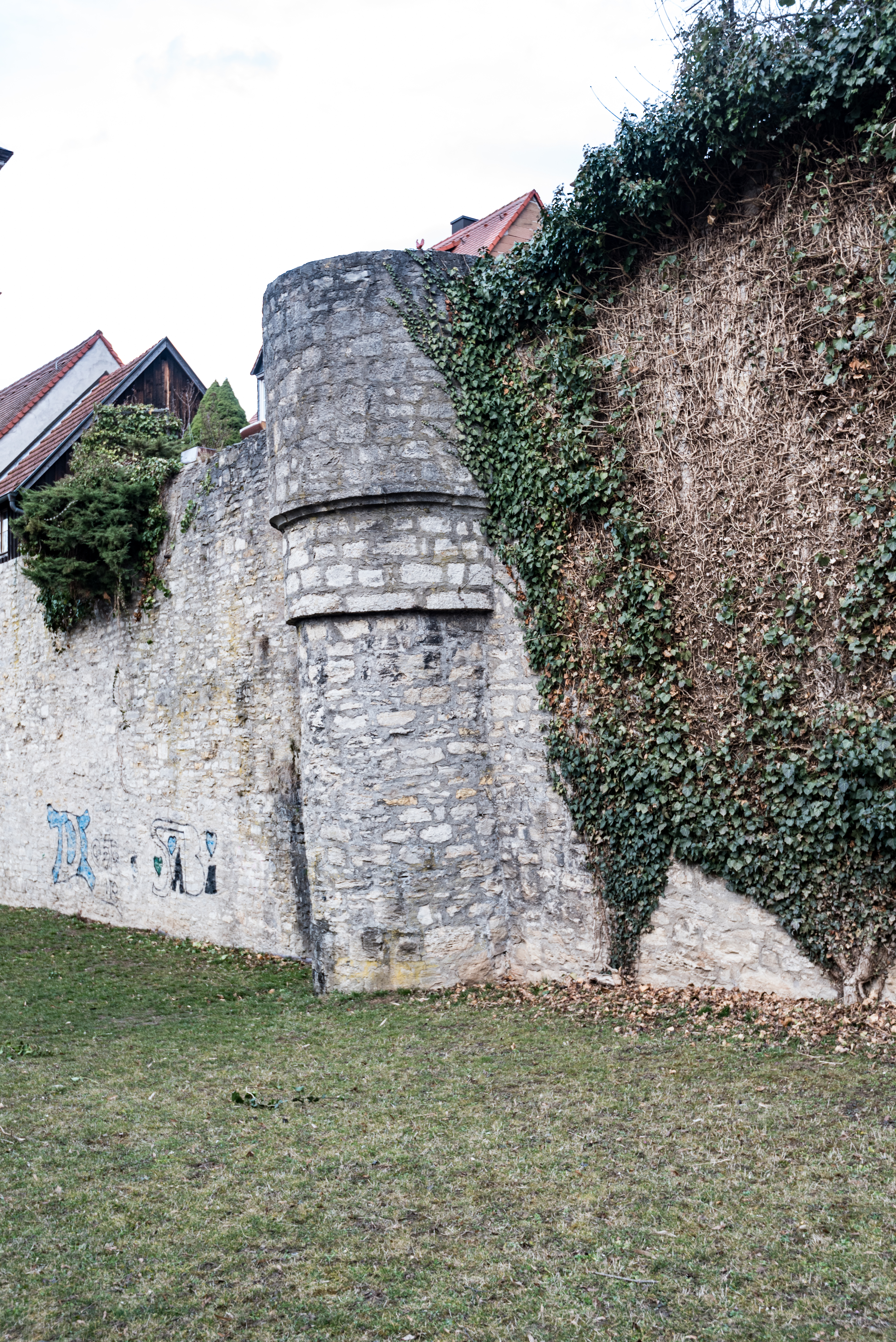
Rest eines Zwingerturms Obere Klingengasse 9 weitere Bilder
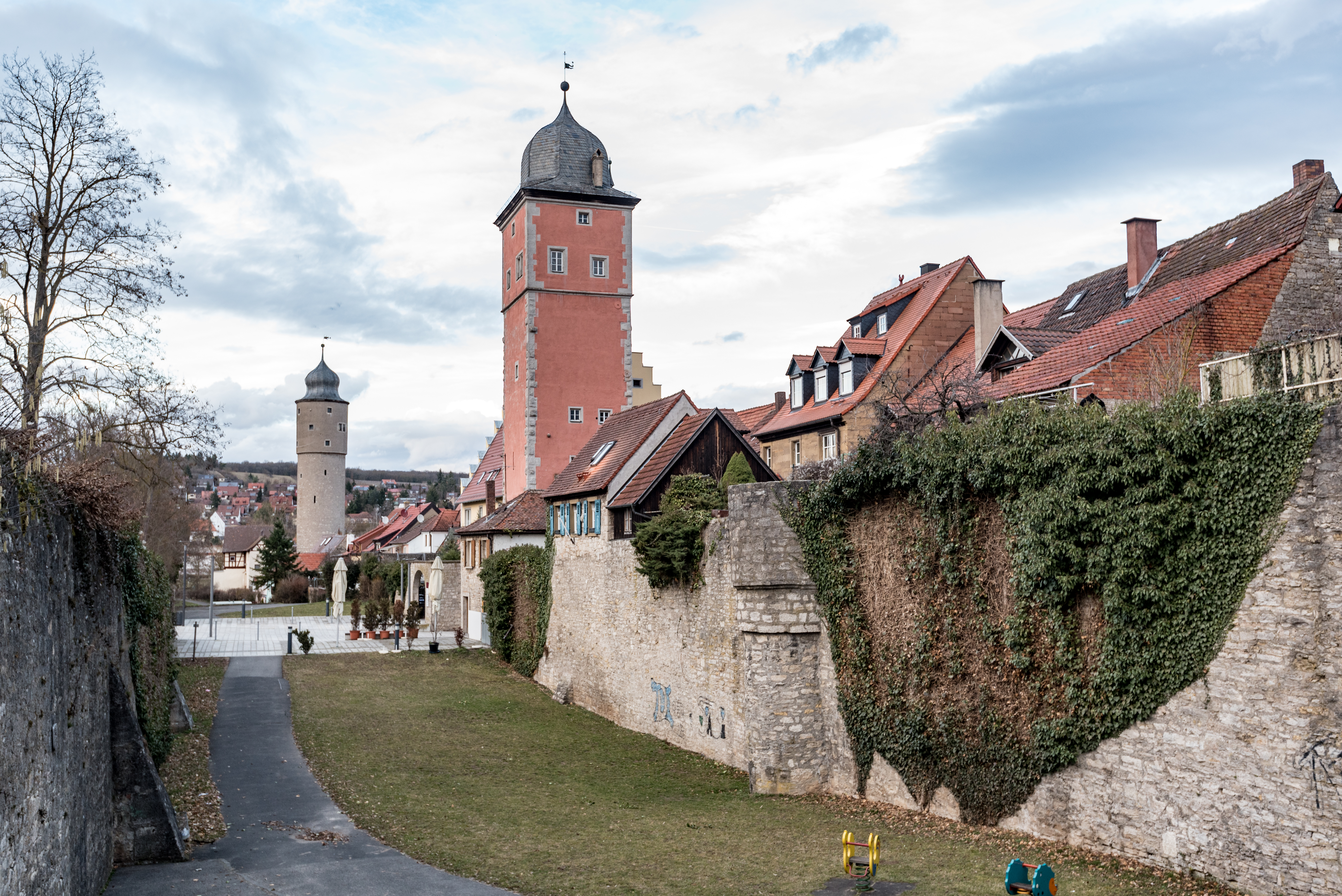
Klingentor und Taubenturm von Norden weitere Bilder
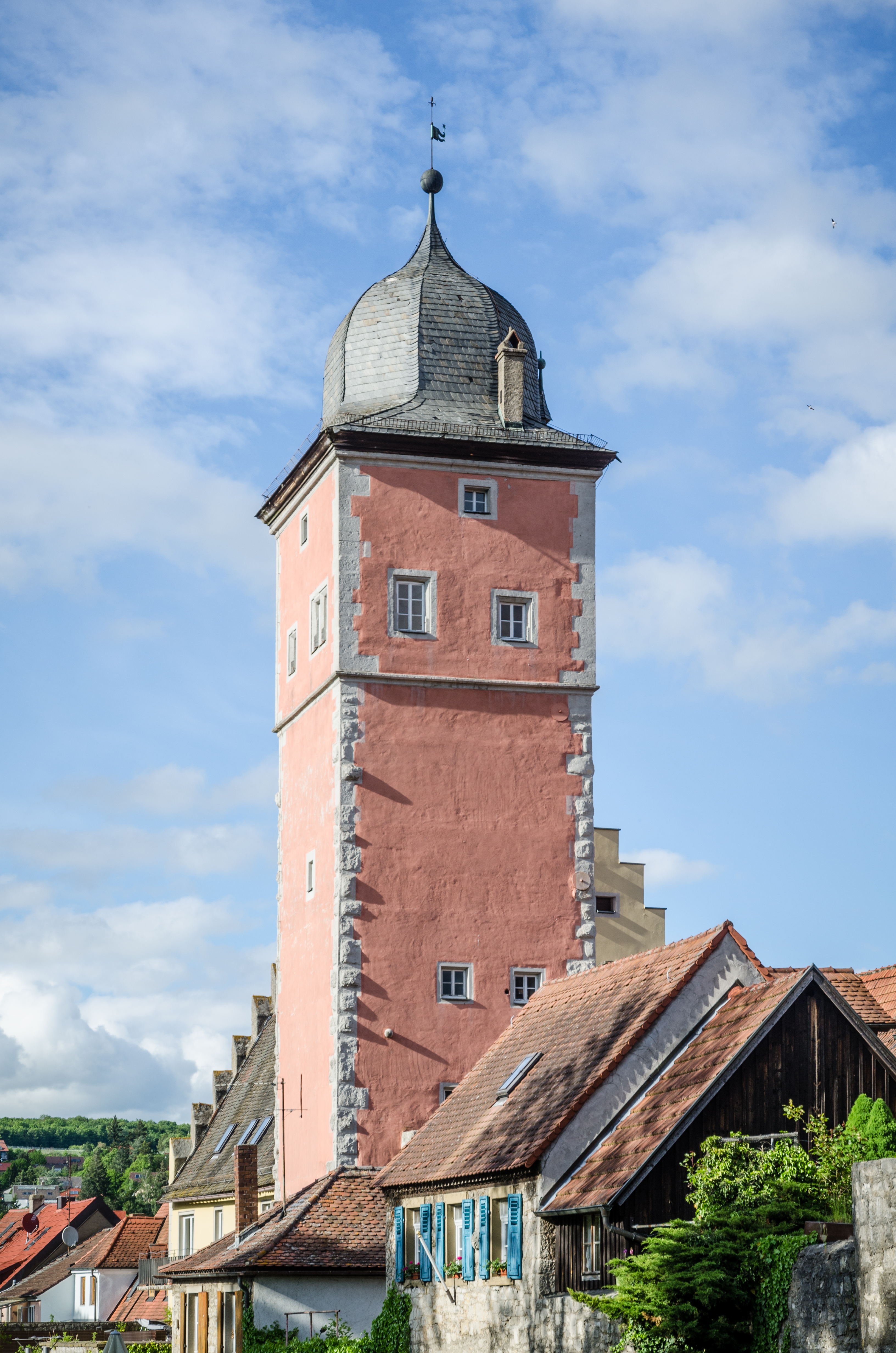
Klingentor, von Norden weitere Bilder
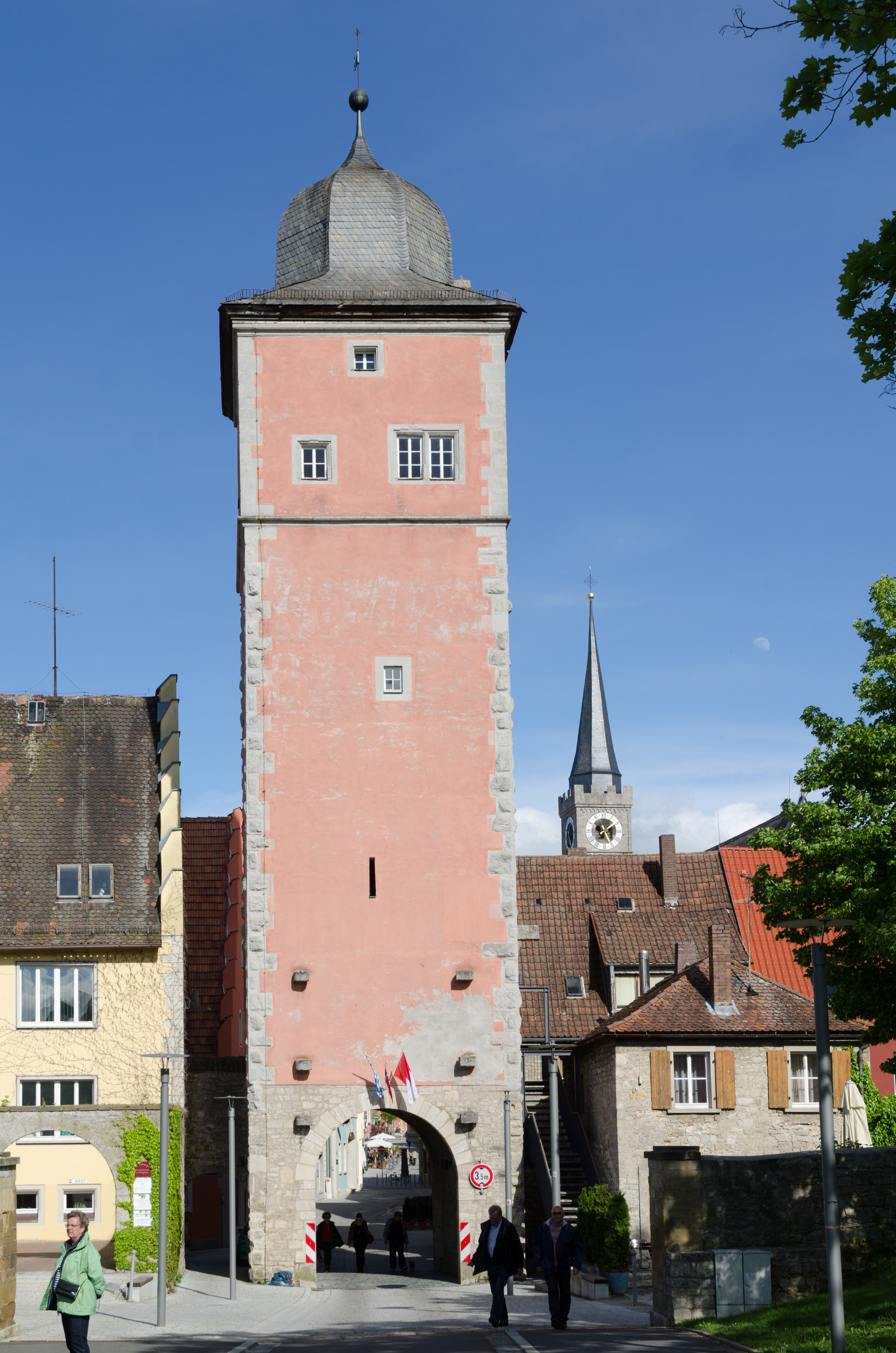
Klingentor, von Westen weitere Bilder
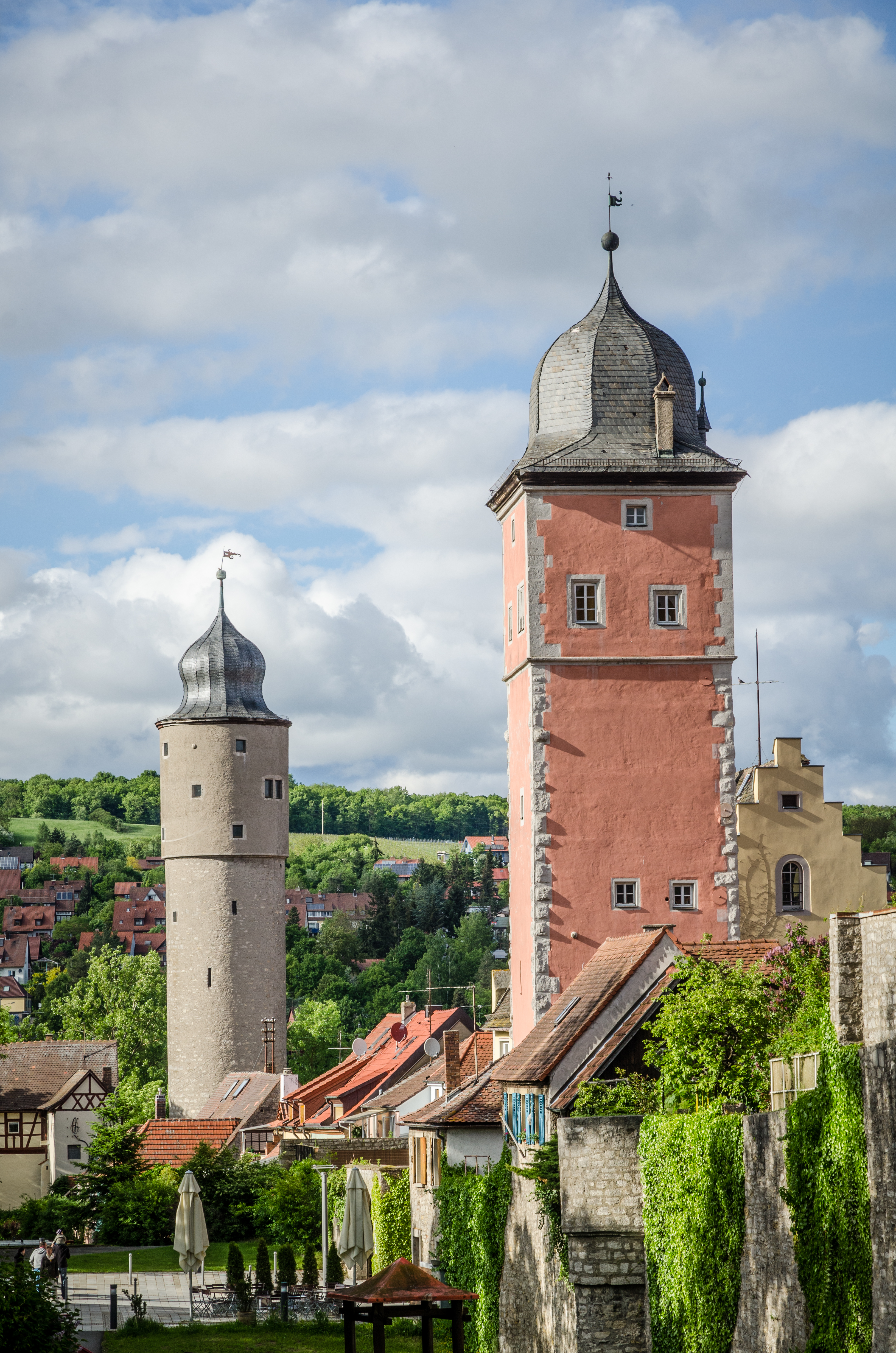
Klingentor und Taubenturm von Norden weitere Bilder
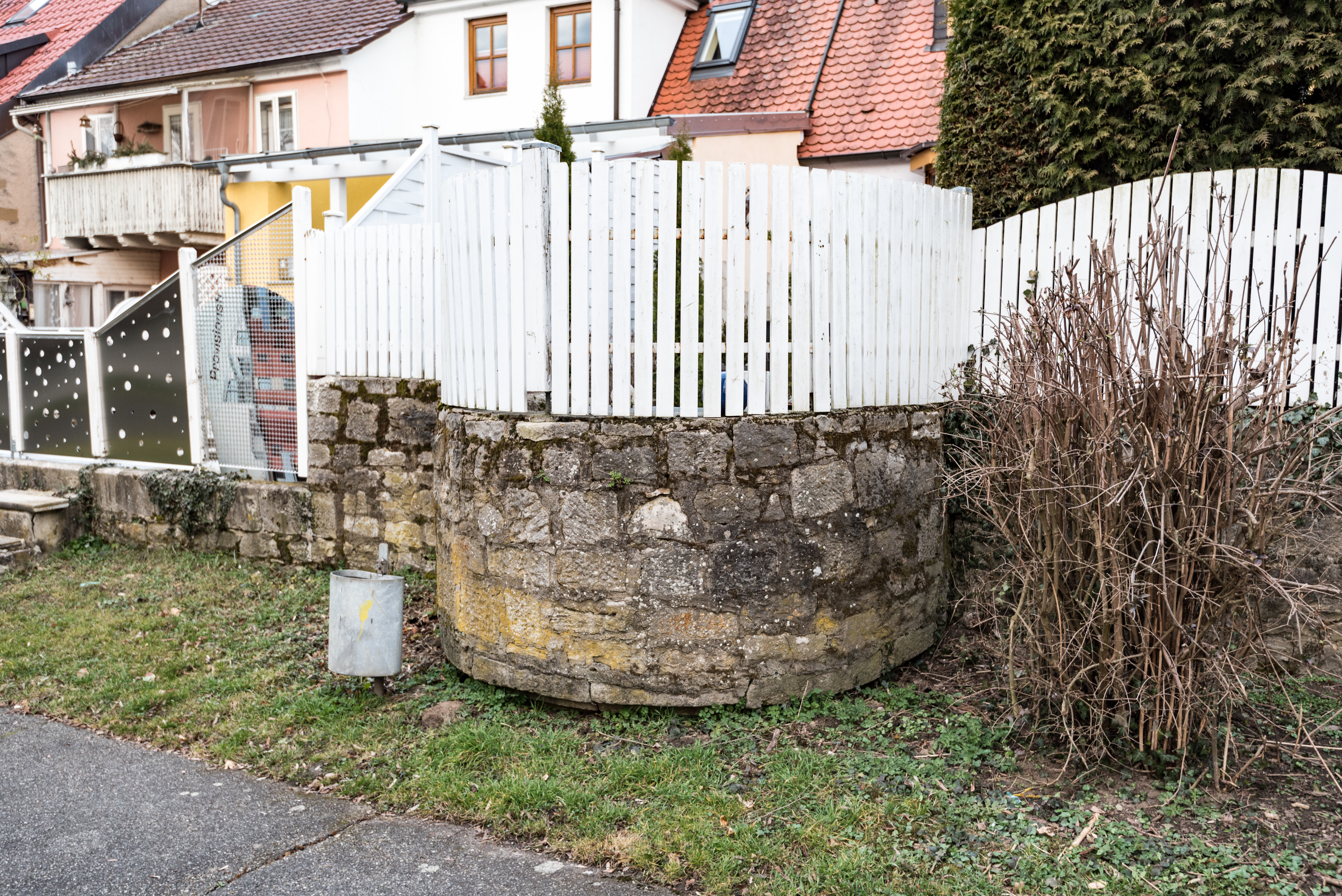
Stumpf eines Halbschalenturms, Untere Klingengasse 4 weitere Bilder
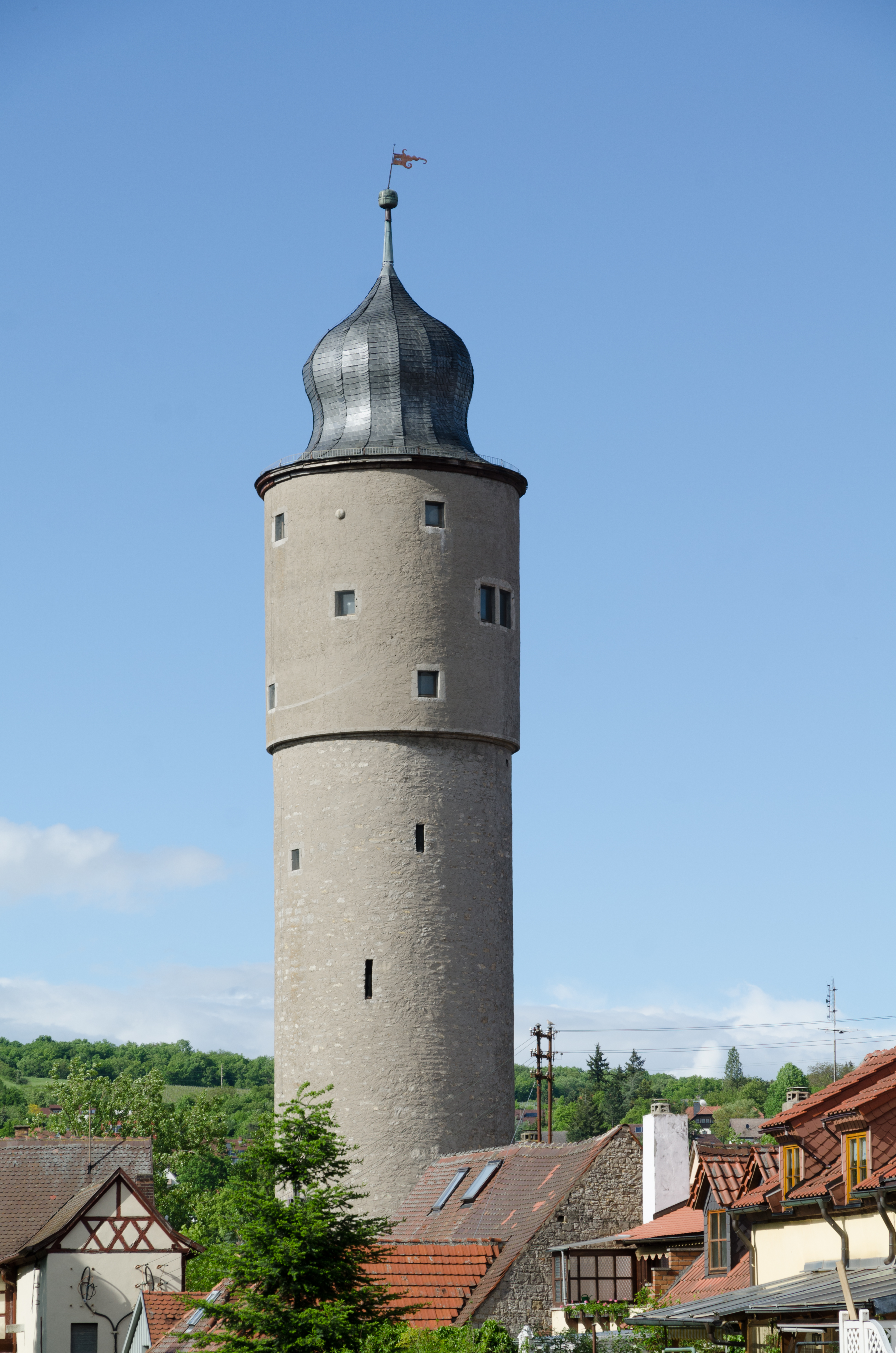
Taubenturm weitere Bilder
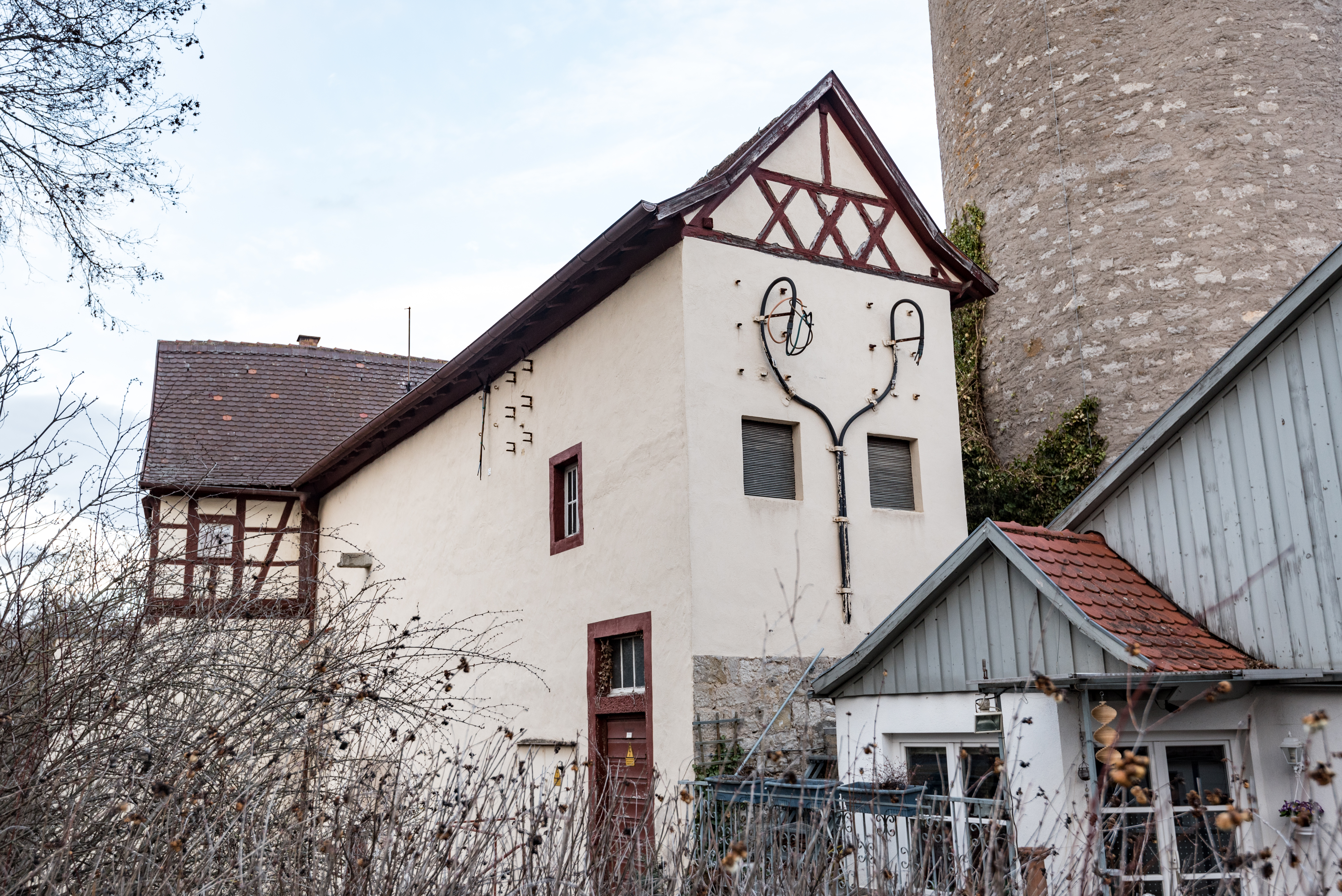
Unteres Tor, Südansicht weitere Bilder
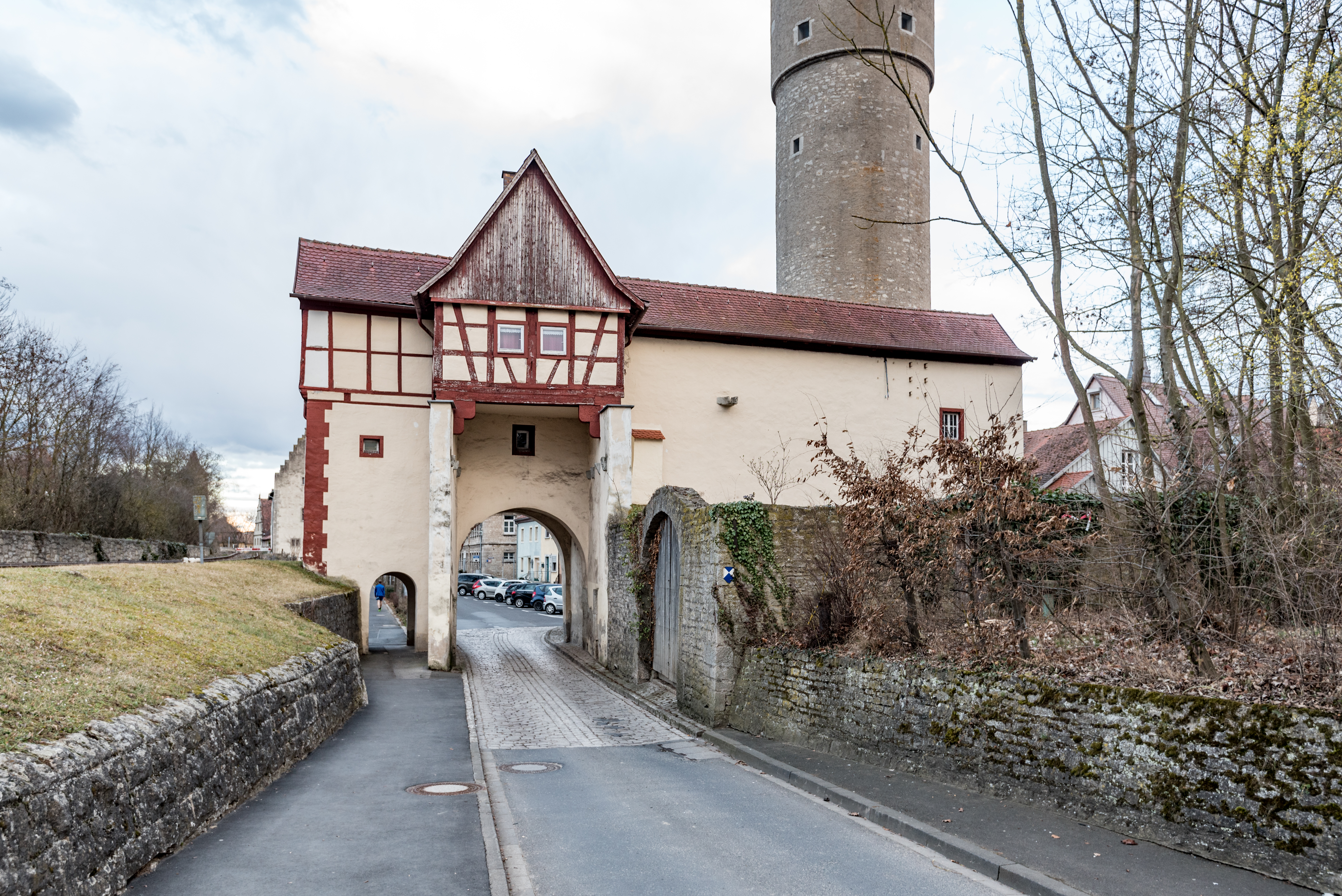
Unteres Tor, Feldseite weitere Bilder
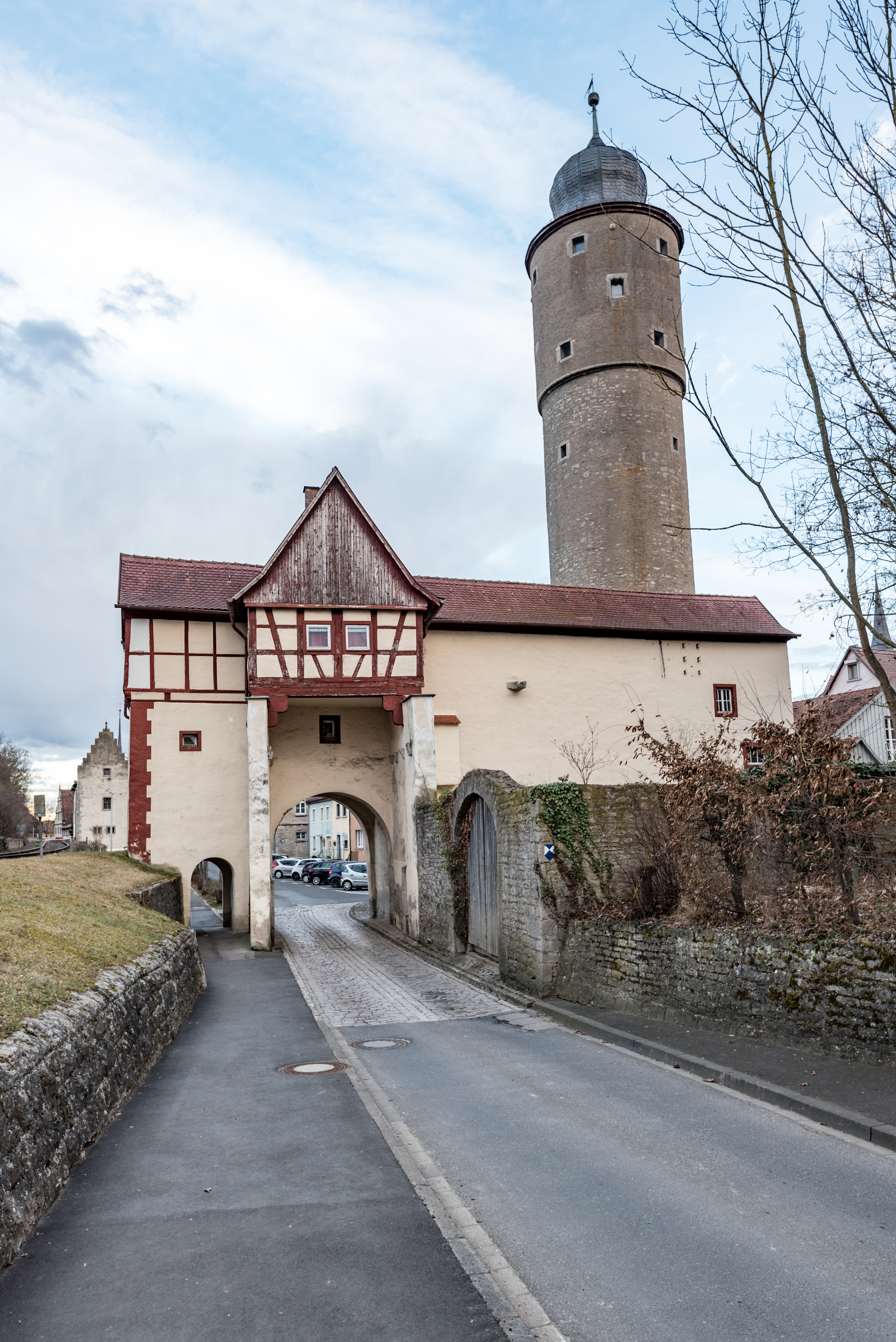
Unteres Tor mit Taubenturm, Feldseite weitere Bilder
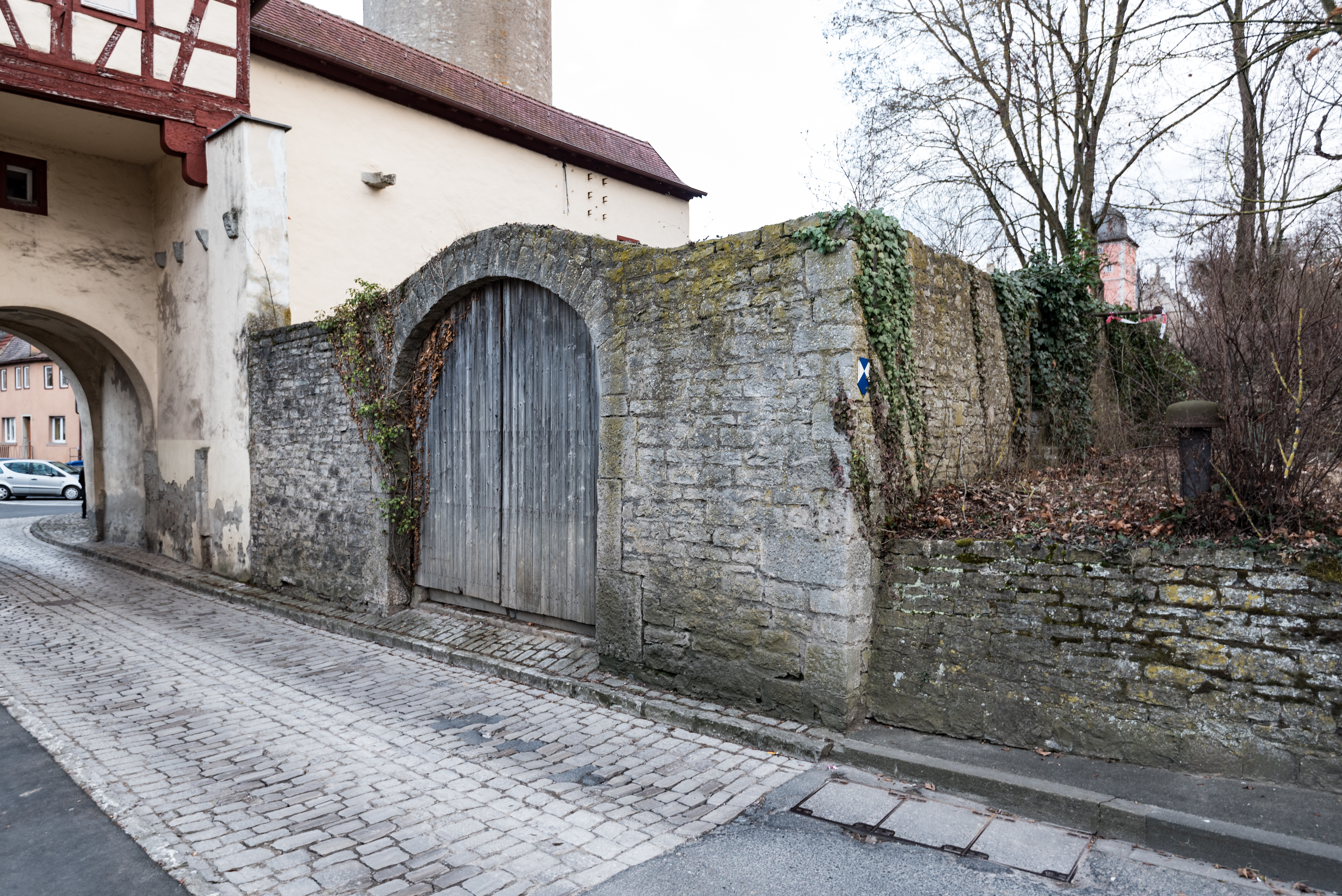
Unteres Tor mit Zwingermauer, Feldseite weitere Bilder
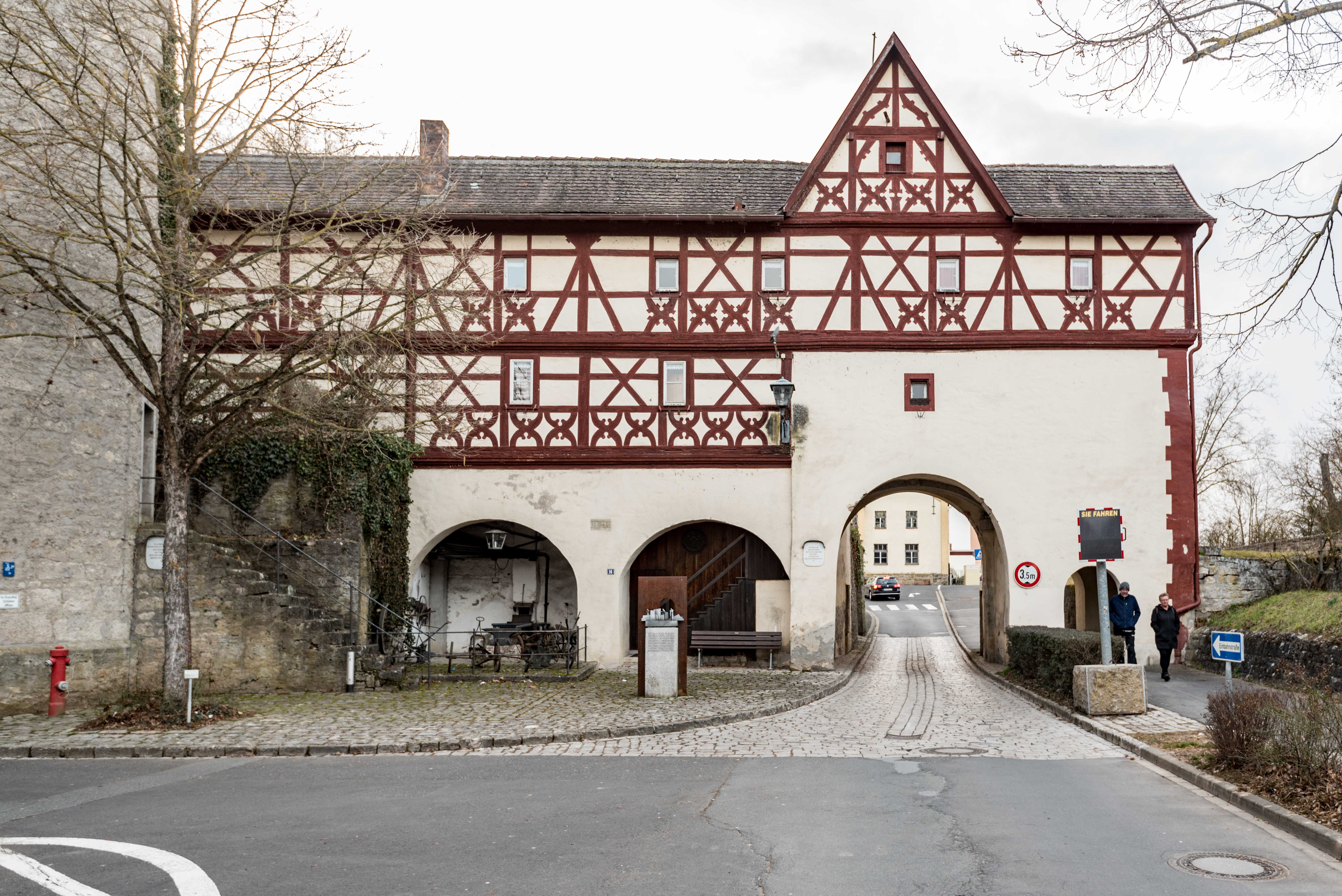
Unteres Tor, Stadtseite weitere Bilder

### Nordseite
Der Mauerzug vom Unteren Tor bis zur Spitalgasse sowie das Maintor sind abgegangen.
- Spitalgasse 2, 4 (Lage): Stadtmauer, 14. Jahrhundert (D-6-79-170-177)
- Spitalgasse 6 (Lage): Stadtmauer, 14. Jahrhundert (D-6-79-170-2)
- Spitalgasse 8 (Lage): Stadtmauer, 14. Jahrhundert (D-6-79-170-2)
- Spitalgasse 10, 12 (Lage): Stadtmauer, 14. Jahrhundert (D-6-79-170-182)
- Spitalgasse 14 (Lage): Stadtmauer, 14. Jahrhundert (D-6-79-170-184)
- Spitalgasse 18 (Lage): Stadtmauer, 14. Jahrhundert (D-6-79-170-185)
- Spitalgasse 18 (Lage): Mauerturm der Stadtmauer (D-6-79-170-2)
- Mangstraße 24 (Lage): Mauerturm der Stadtmauer (D-6-79-170-2)
- Boxgasse 41 (Lage): Batterieturm (D-6-79-170-2)
- Boxgasse (Lage): Cent- oder Schindersturm, schlanker Rundturm mit Zeltdach in der nordöstlichen Ecke der Stadtbefestigung, im Kern 14./15. Jahrhundert, Obergeschoss bezeichnet 1522 (D-6-79-170-2)

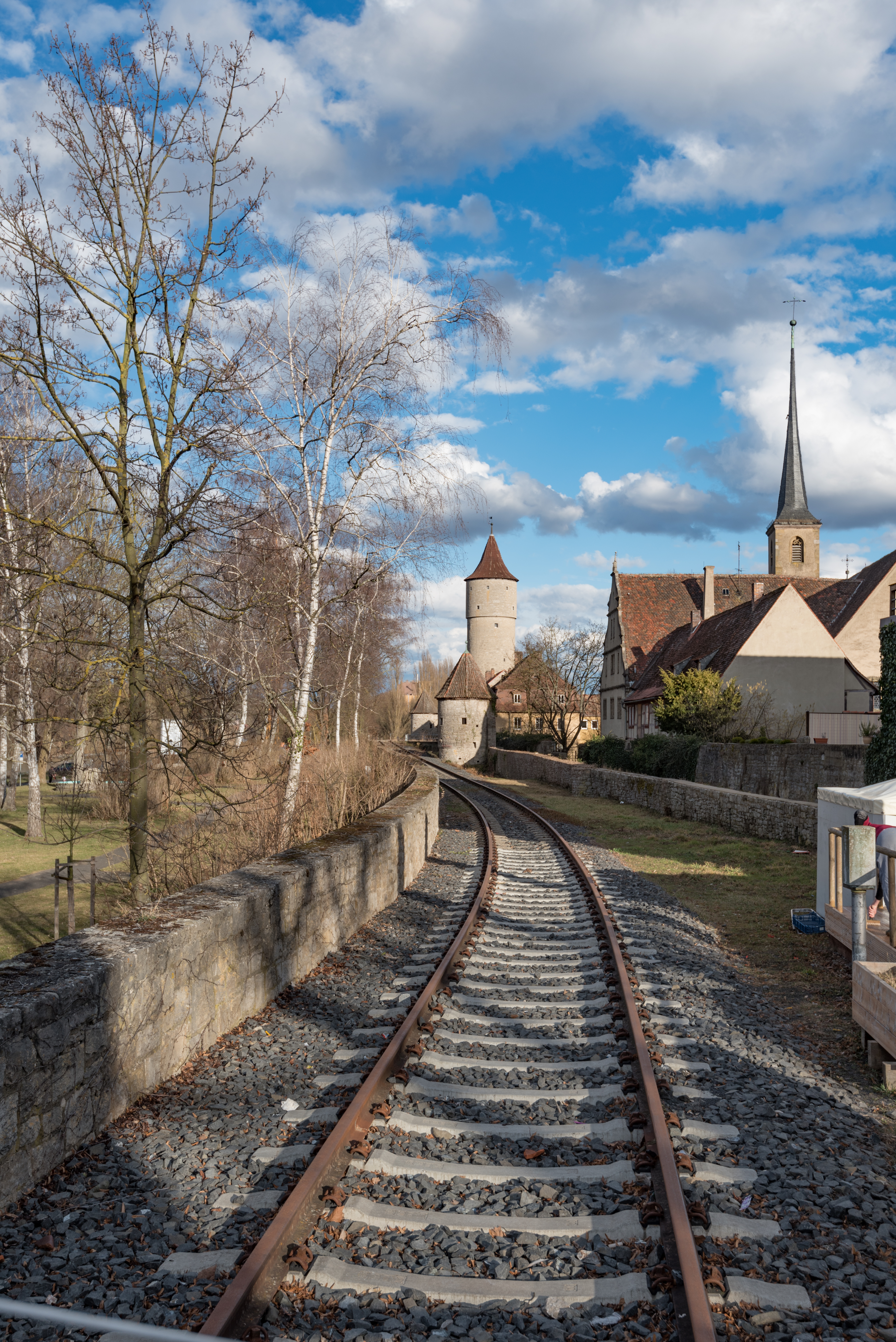
Stadtmauerzug am Spital von der Brückenstraße weitere Bilder
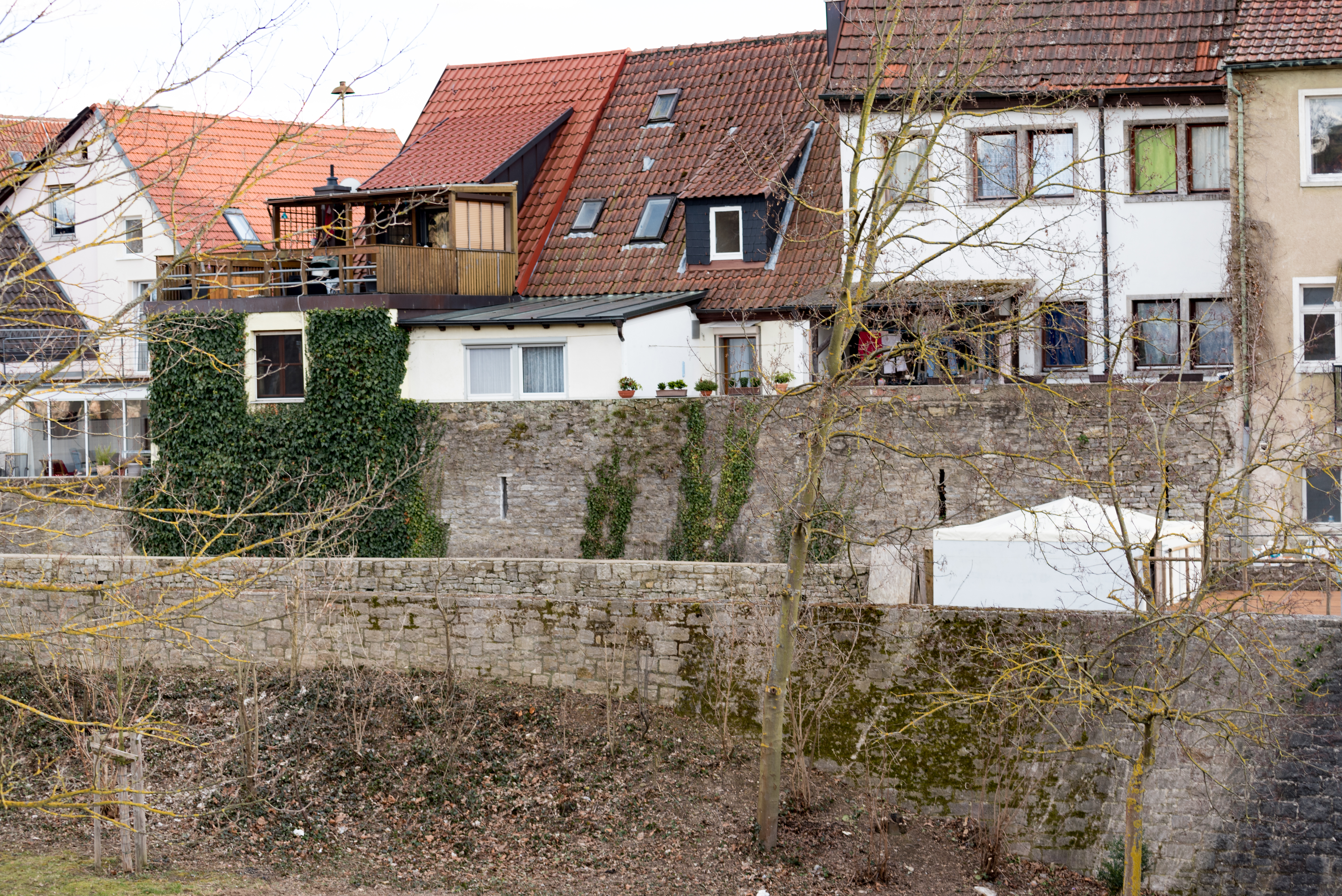
Stadt- und Zwingermauer Spitalgasse weitere Bilder
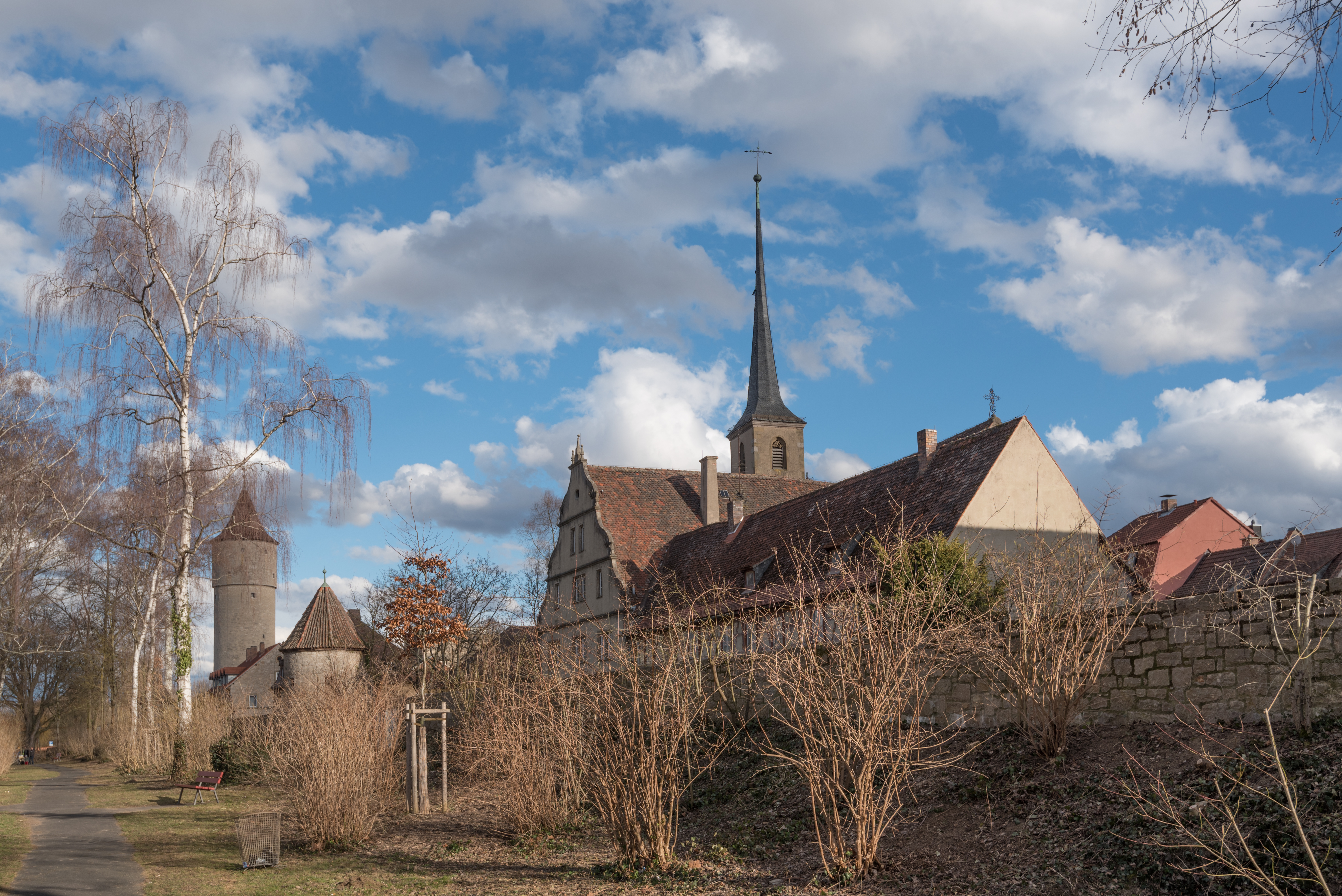
Stadtmauerzug am Spital von der Brückenstraße weitere Bilder
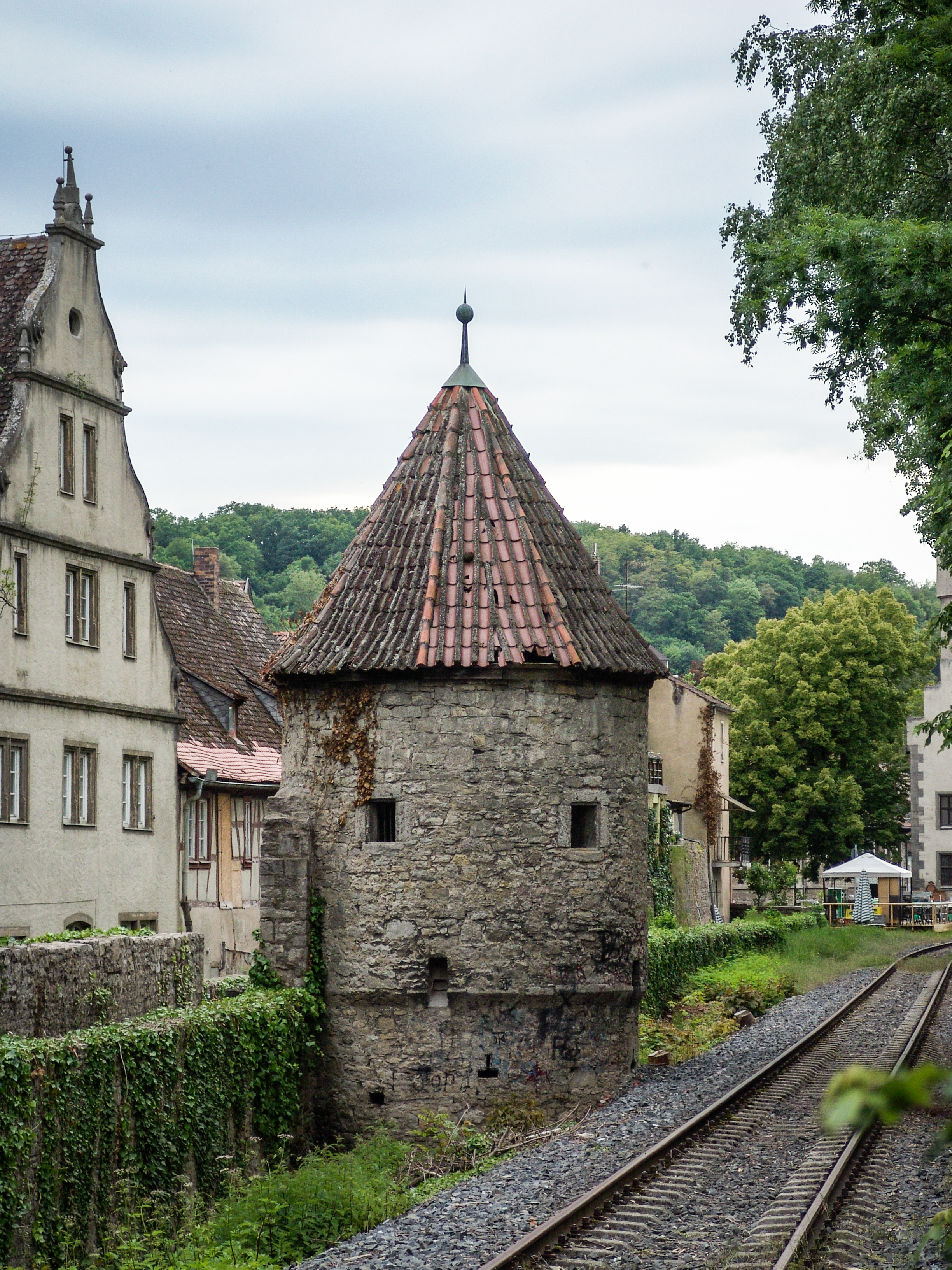
Mauerturm Spitalgasse 18 weitere Bilder
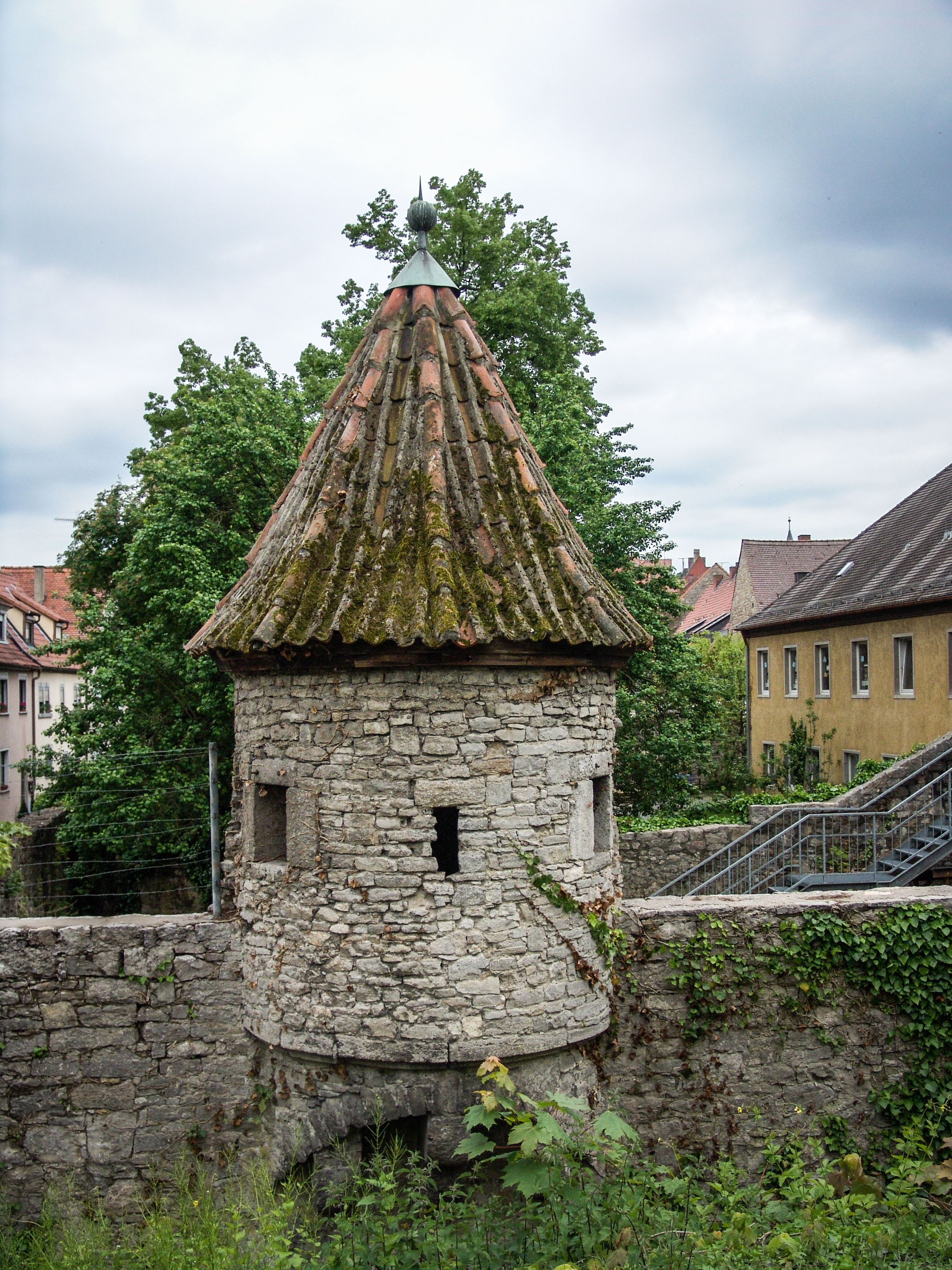
Mauerturm Mangstraße 24 weitere Bilder
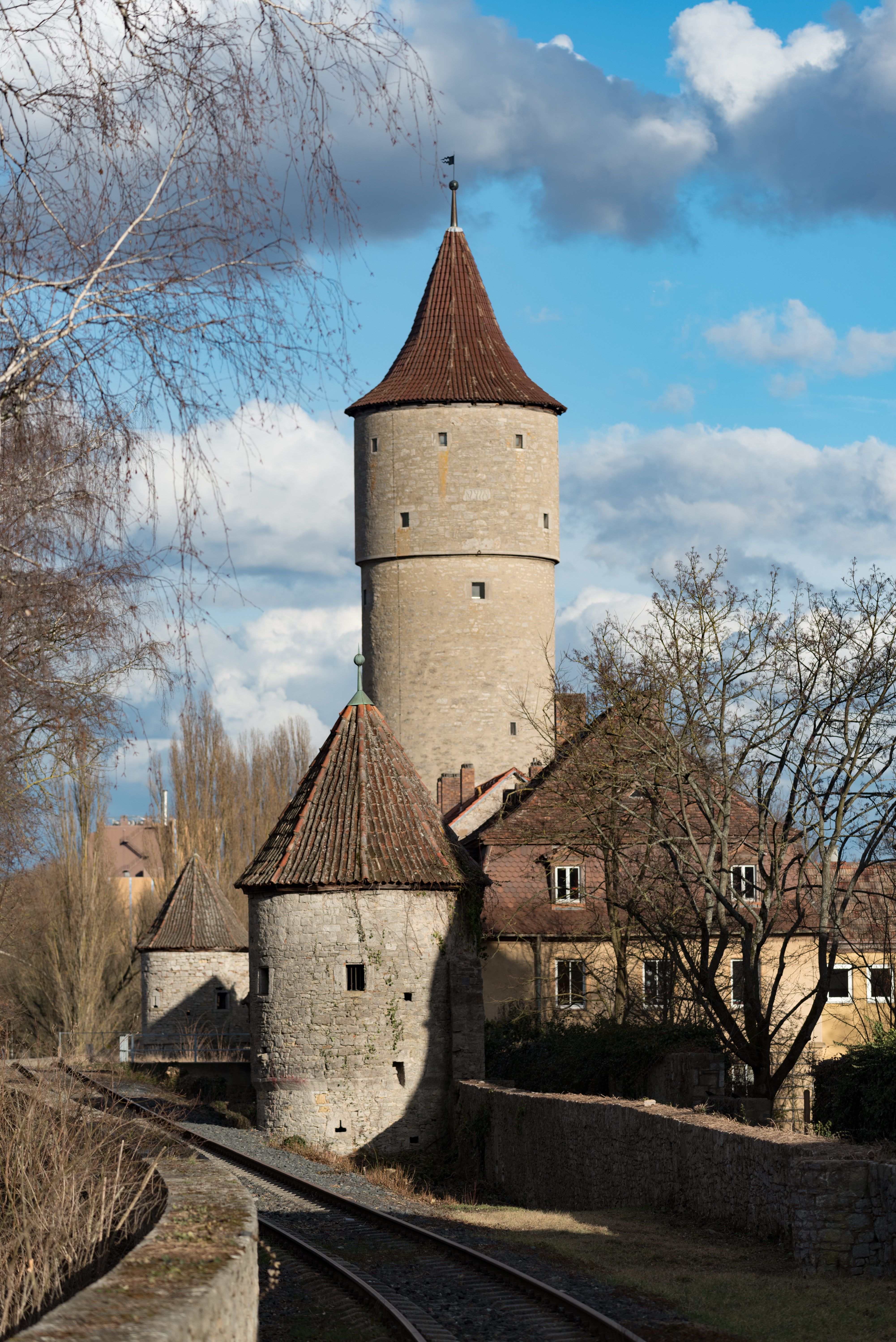
Rundturm Manggasse 24 weitere Bilder, Batterieturm, Centturm weitere Bilder
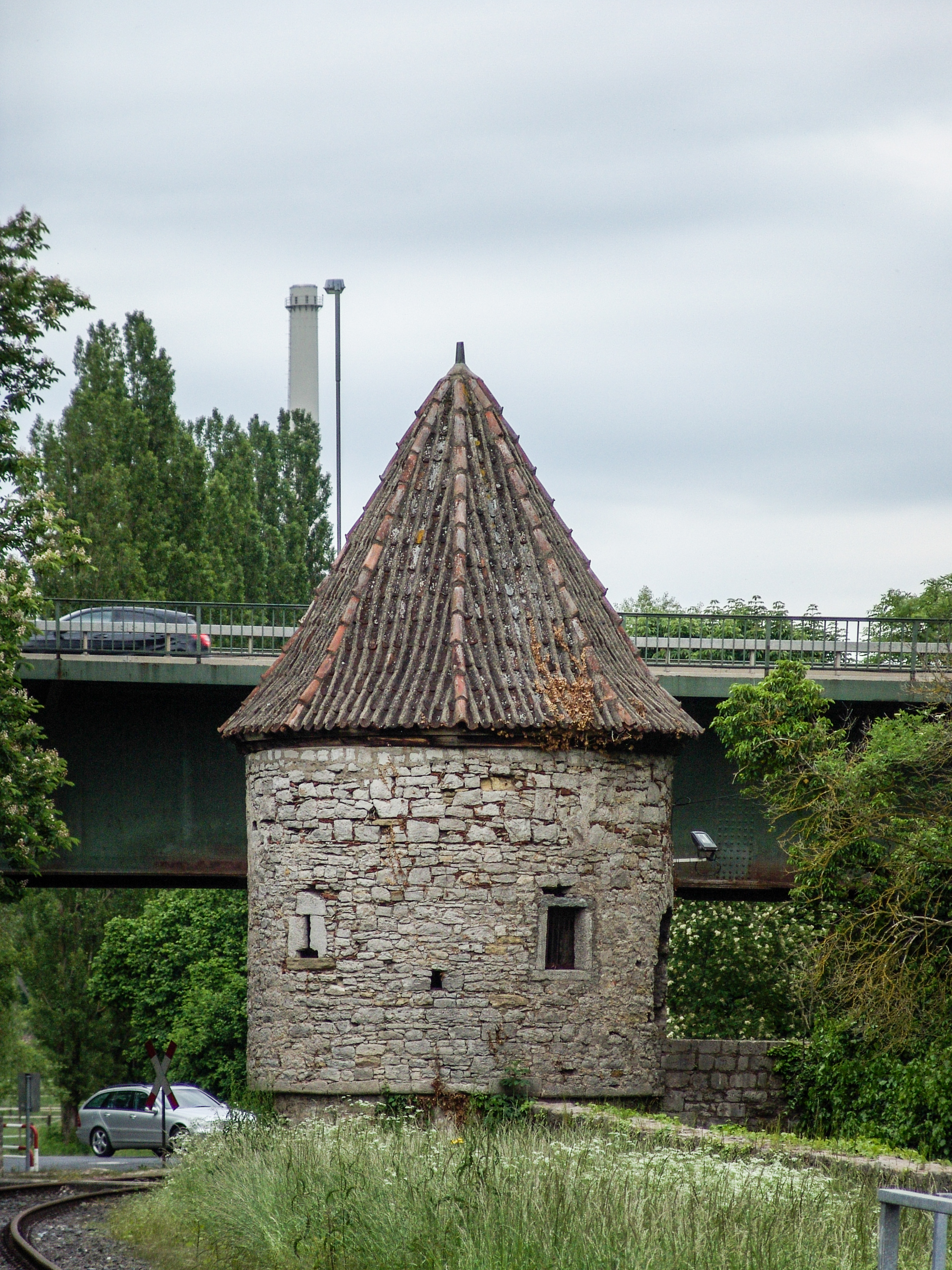
Batterieturm Boxgasse 41 weitere Bilder

### Ostseite
- Boxgasse 39, 37, 35, 33, 29, 27, 25 (Lage): Ringmauer der Stadtbefestigung, 14. Jahrhundert (D-6-79-170-2)
- Boxgasse 23 (Lage): Weißer Turm oder Hirtenhaus, starker Rechteckturm der Stadtbefestigung mit Fachwerkgiebel und Krüppelwalmdach, im Unterbau 14./15. Jahrhundert, das Obergeschoss 16. Jahrhundert (D-6-79-170-2)
- Boxgasse 21 (Lage): Ringmauer der Stadtbefestigung, 14. Jahrhundert (D-6-79-170-2)
- Boxgasse 19 (Lage): Ringmauer der Stadtbefestigung, 14. Jahrhundert (D-6-79-170-2)
- Boxgasse 17, 15, 13 (Lage): Ringmauer der Stadtbefestigung, 14. Jahrhundert (D-6-79-170-2)
- Boxgasse 11 (Lage): Ringmauer der Stadtbefestigung, 14. Jahrhundert (D-6-79-170-2)
- Boxgasse 9, 7, 5 (Lage): Ringmauer der Stadtbefestigung, 14. Jahrhundert (D-6-79-170-2)
- Boxgasse 3 (Lage): Ringmauer der Stadtbefestigung, 14. Jahrhundert (D-6-79-170-2)
- Boxgasse 1 (Lage): Ringmauer der Stadtbefestigung, 14. Jahrhundert (D-6-79-170-2)
- Hauptstraße 53(Lage): Oberes Tor, Torturm, fünfgeschossiger Rechteckturm mit leicht vorkragendem Obergeschoss, Glockendach und rundbogiger Tordurchfahrt, 14. Jahrhundert, Aufstockung bezeichnet 1567, anschließend Wohngebäude, mit Resten der ehemals Torburg, dreigeschossiger, verputzter Satteldachbau mit Fachwerkobergeschossen, im Kern wohl 14. Jahrhundert, 15.–18. Jahrhundert (D-6-79-170-93)
- Zwinger 31 (Lage): Ehemalige Torburg, an das Obere Tor anschließendes Wohngebäude mit Resten der ehemaligen Torburg(D-6-79-170-93)

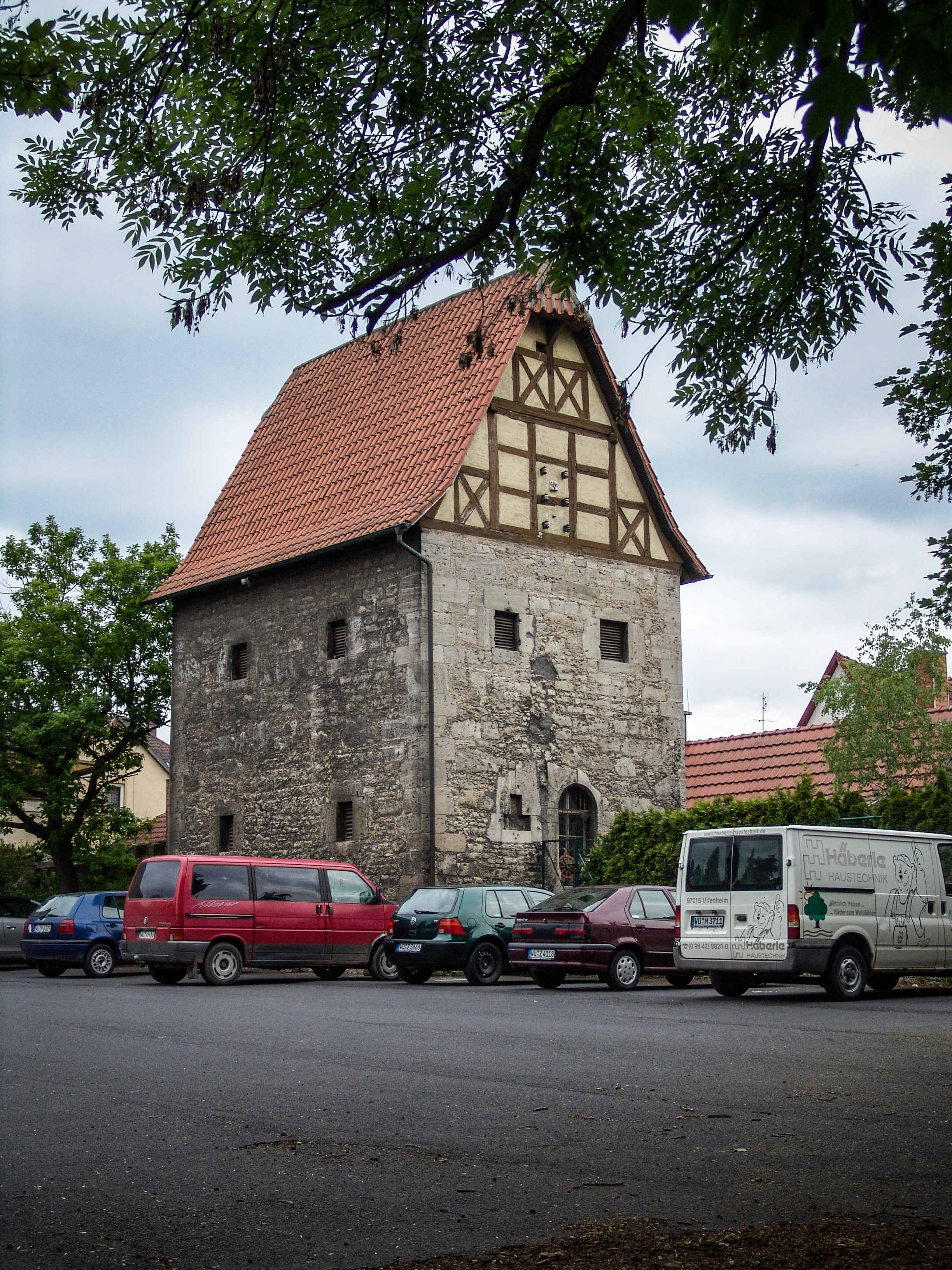
Weißer Turm, von Osten weitere Bilder
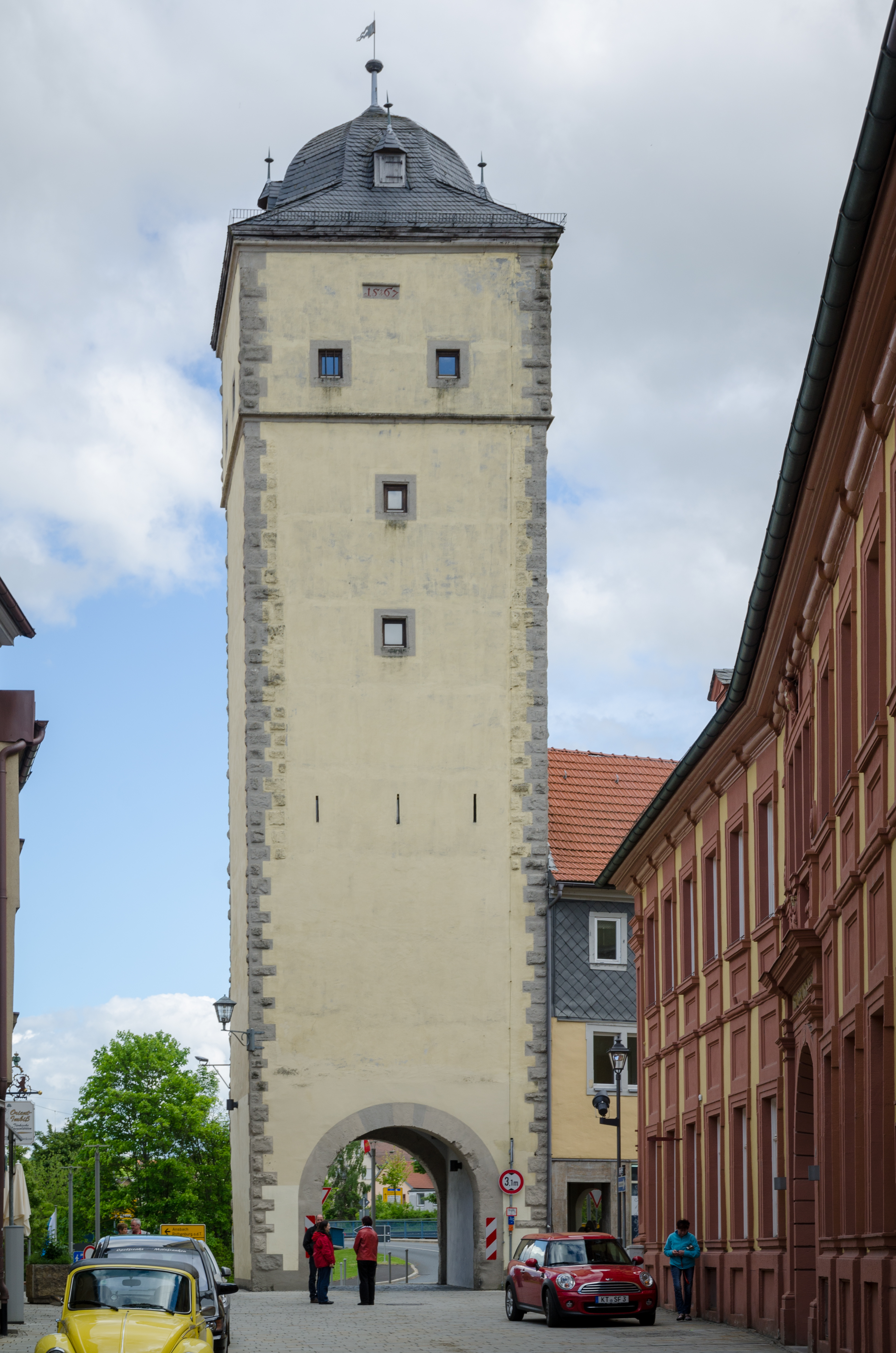
Oberes Tor, Stadtseite weitere Bilder
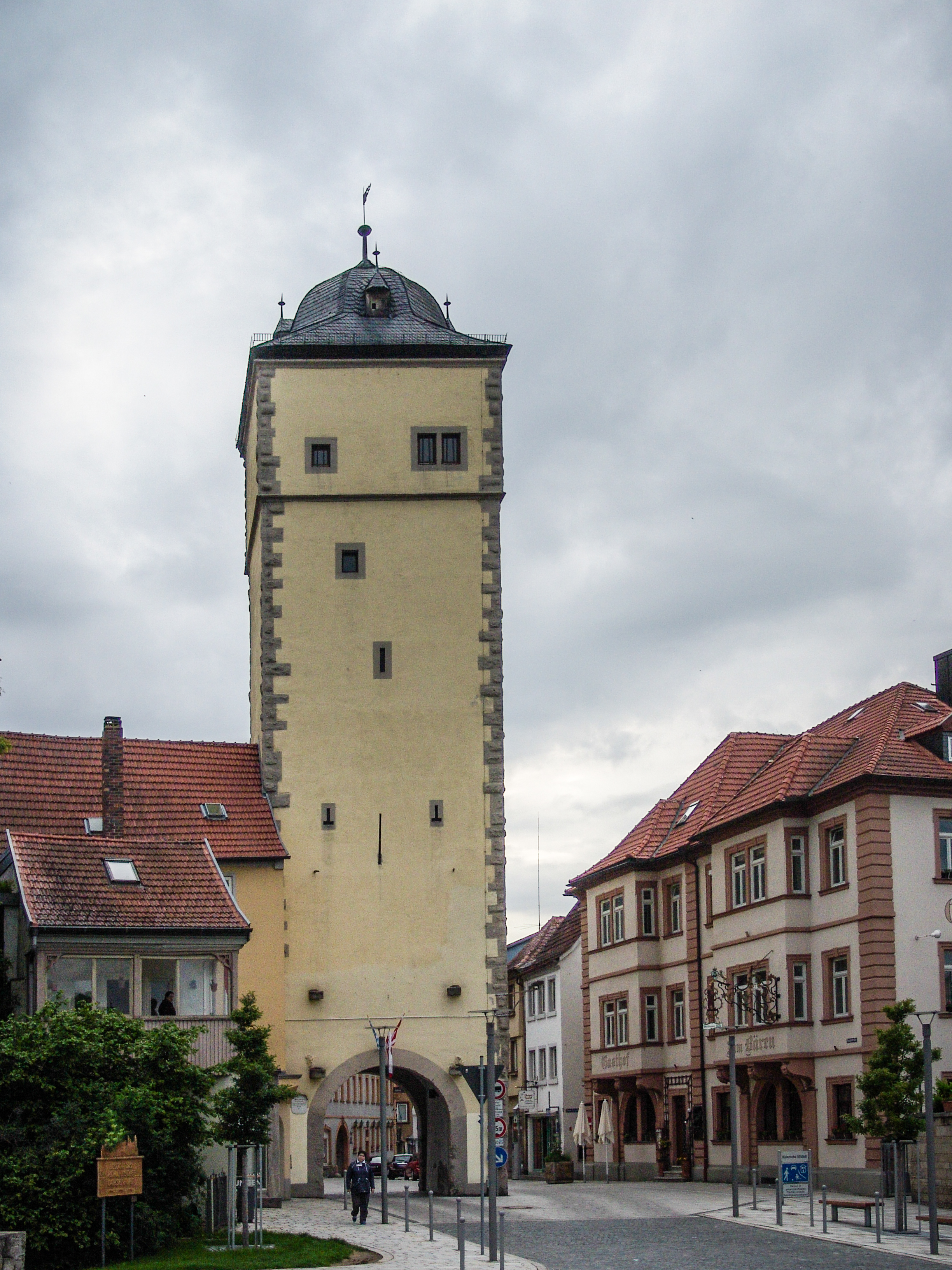
Oberes Tor, Feldseite weitere Bilder

### Südseite
- Zwinger (Lage): Entlang dem Zwinger Ring- und Zwingermauer, letztere mit fünf runden und halbrunden Turmstümpfen sowie dem Stumpf des runden Eckturms in der südöstlichen Ecke der Stadtbefestigung, 14. Jahrhundert (D-6-79-170-2)
- Zwinger 25 (Lage): Pulverturm, quadratischer, innerer Eckturm in der südöstlichen Ecke der Stadtbefestigung, mit steilem Walmdach, 14. Jahrhundert (D-6-79-170-2)
- Nähe Pulverturm (Lage): Zwingerturm, Rundturm (D-6-79-170-2)
- Zwinger 21 und 23 (Lage): Ring- und Zwingermauer der Stadtbefestigung in den Häusern verbaut, 14. Jahrhundert (D-6-79-170-2)
- Zwischen Zwinger 21 und 23 (Lage): Reste eines Zwingerturms (D-6-79-170-2)
- Zwinger 21 (Lage): Reste eines Zwingerturms, im Haus verbaut (D-6-79-170-2)
- Zwinger 19 (Lage): Ring- und Zwingermauer der Stadtbefestigung in den Häusern verbaut, 14. Jahrhundert (D-6-79-170-2)
- Zwinger 17, 15, 13 (Lage): Ring- und Zwingermauer der Stadtbefestigung in den Häusern verbaut, 14. Jahrhundert (D-6-79-170-2)
- Zwinger 15 (Lage): Reste eines Zwingerturms, im Haus verbaut (D-6-79-170-2)
- Zwinger 11, 9, 7, 5, 3 (Lage): Ring- und Zwingermauer der Stadtbefestigung in den Häusern verbaut, 14. Jahrhundert (D-6-79-170-2)
- Zwinger 5 (Lage): Reste eines Zwingerturms, im Haus verbaut (D-6-79-170-2)
- Zwinger 1 (Lage): Rundturm auf der inneren Mauer (D-6-79-170-2)
- Zwinger 1 (Lage): Ring- und Zwingermauer der Stadtbefestigung, 14. Jahrhundert (D-6-79-170-2)
- Nähe Pfarrgasse 5 (Lage): Rundturm der Stadtbefestigung (D-6-79-170-2)
- Kellereistraße 11, 13 (Lage): Ring- und Zwingermauer der Stadtbefestigung, 14. Jahrhundert (D-6-79-170-2)
- Kellereistraße 13 (Lage): Zwingerturmrest(D-6-79-170-2)
- Kellereistraße 11 (Lage):Nikolausturm, innen an der südwestlichen Ecke der Stadtbefestigung, schlanker Rundturm mit Zeltdach, 15./16. Jahrhundert (D-6-79-170-2)

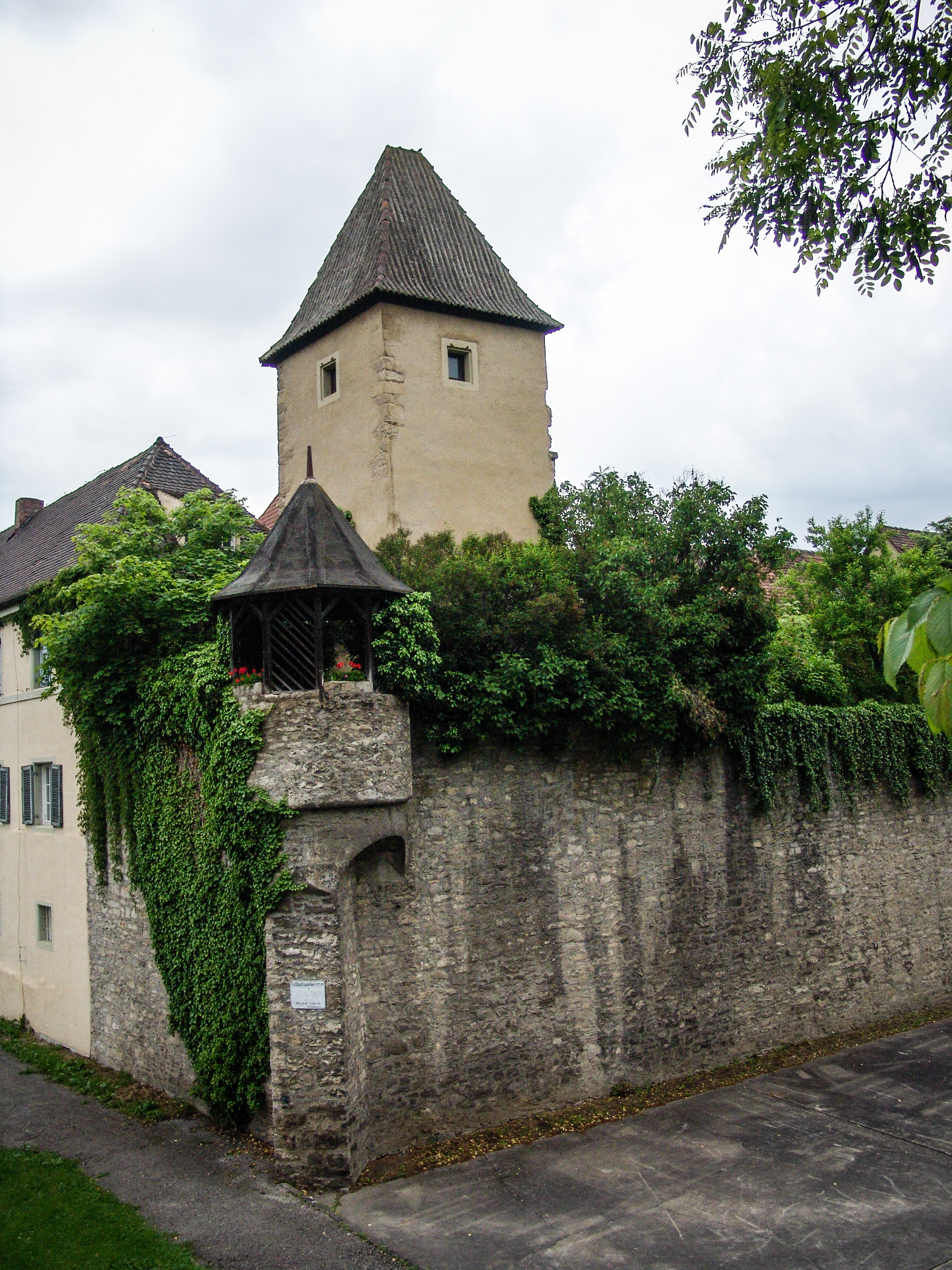
Pulverturm weitere Bilder
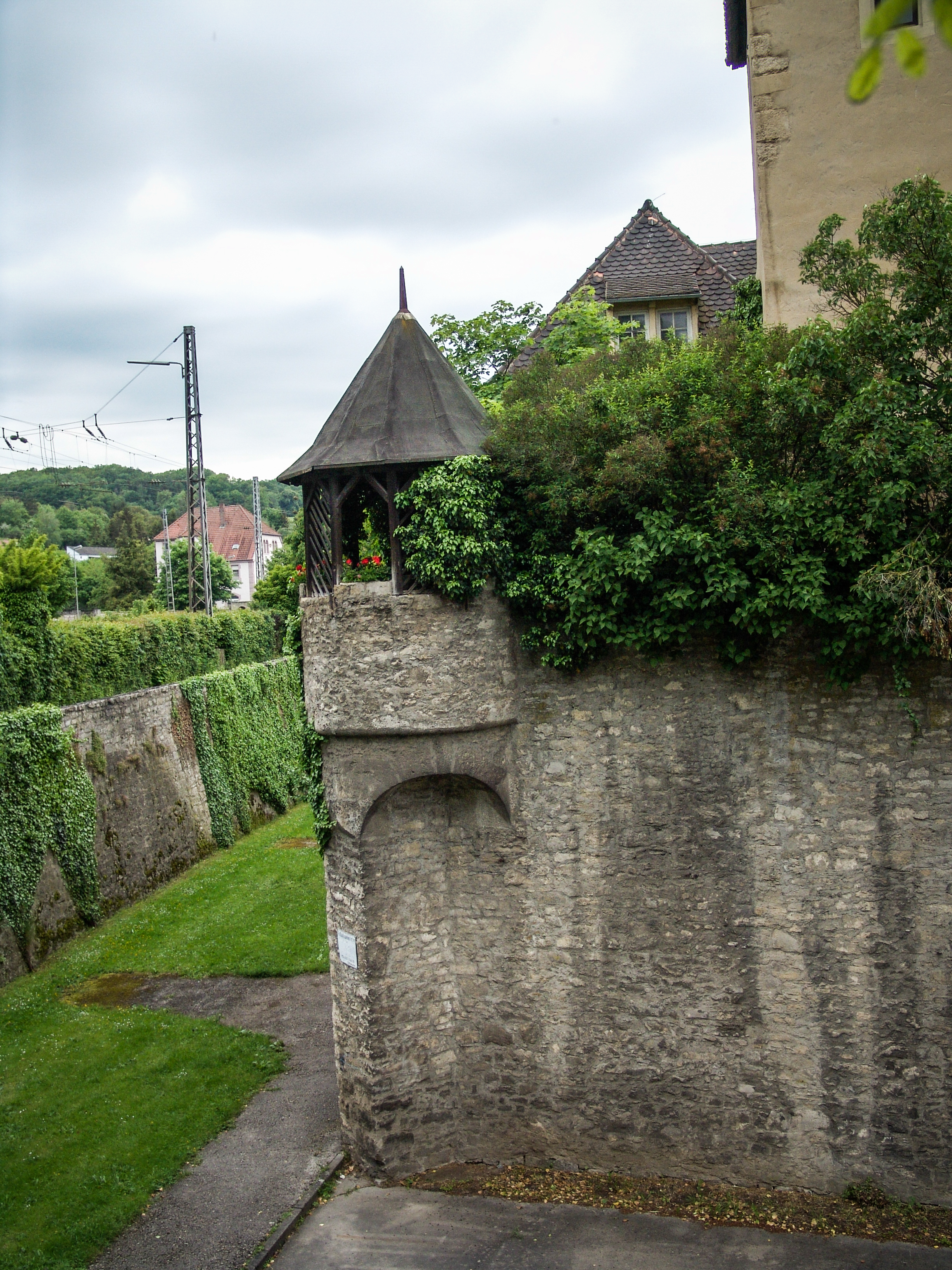
Südöstlicher Zwingerturm weitere Bilder
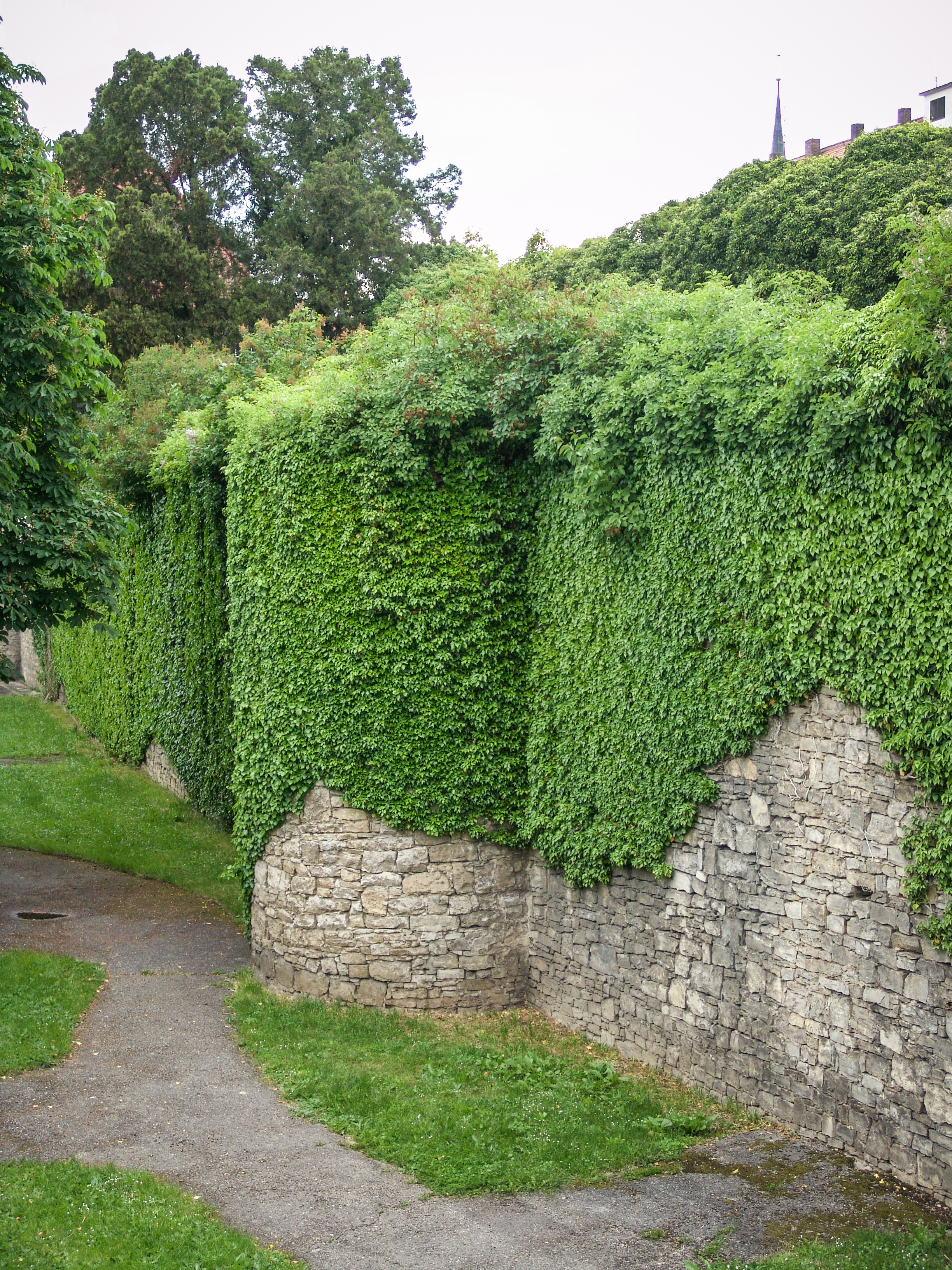
Rest eines Halbschalenturms zwischen Zwinger 21 und 23 weitere Bilder
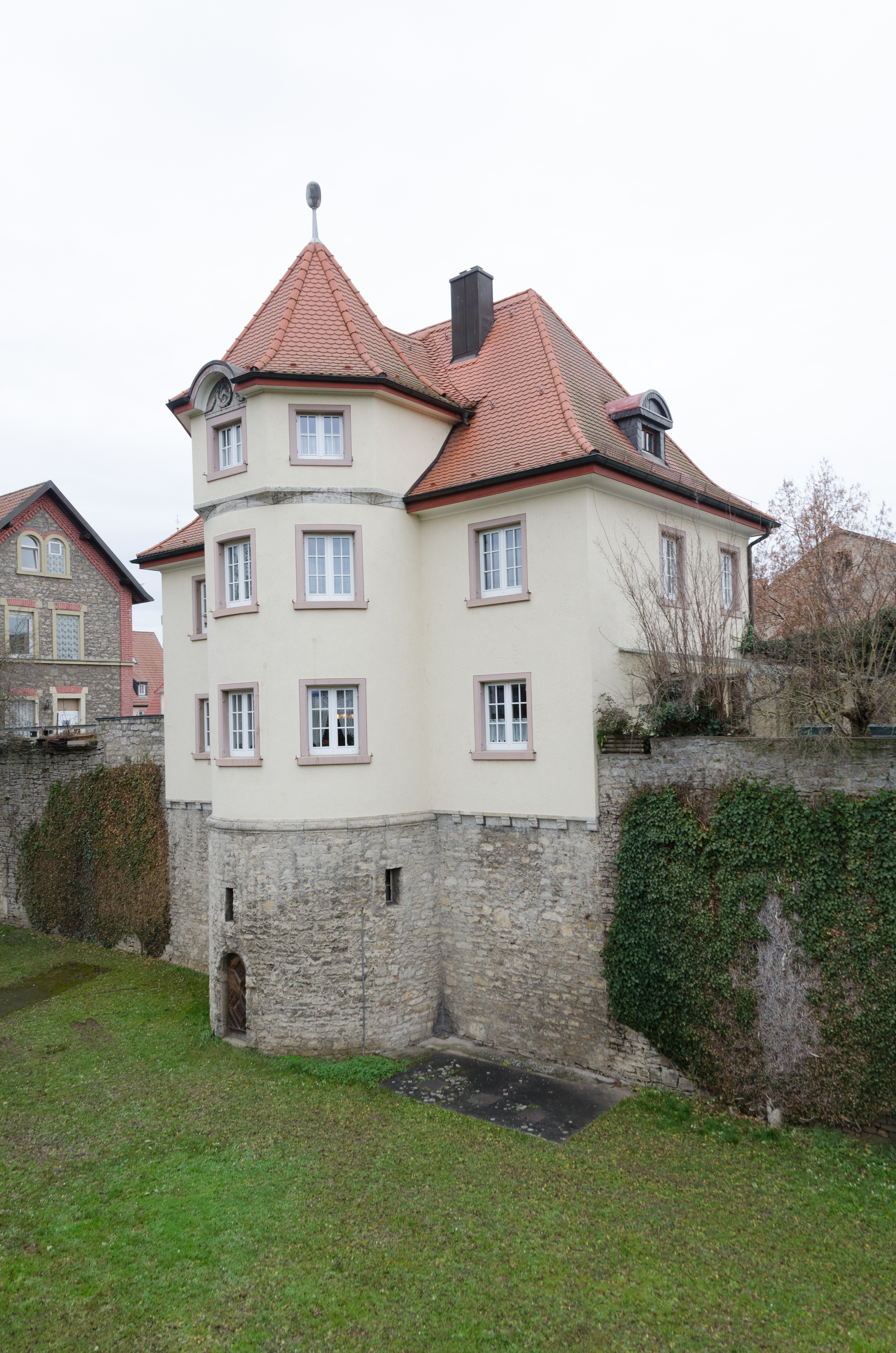
Zwingerturm im Haus Zwinger 21 verbaut weitere Bilder
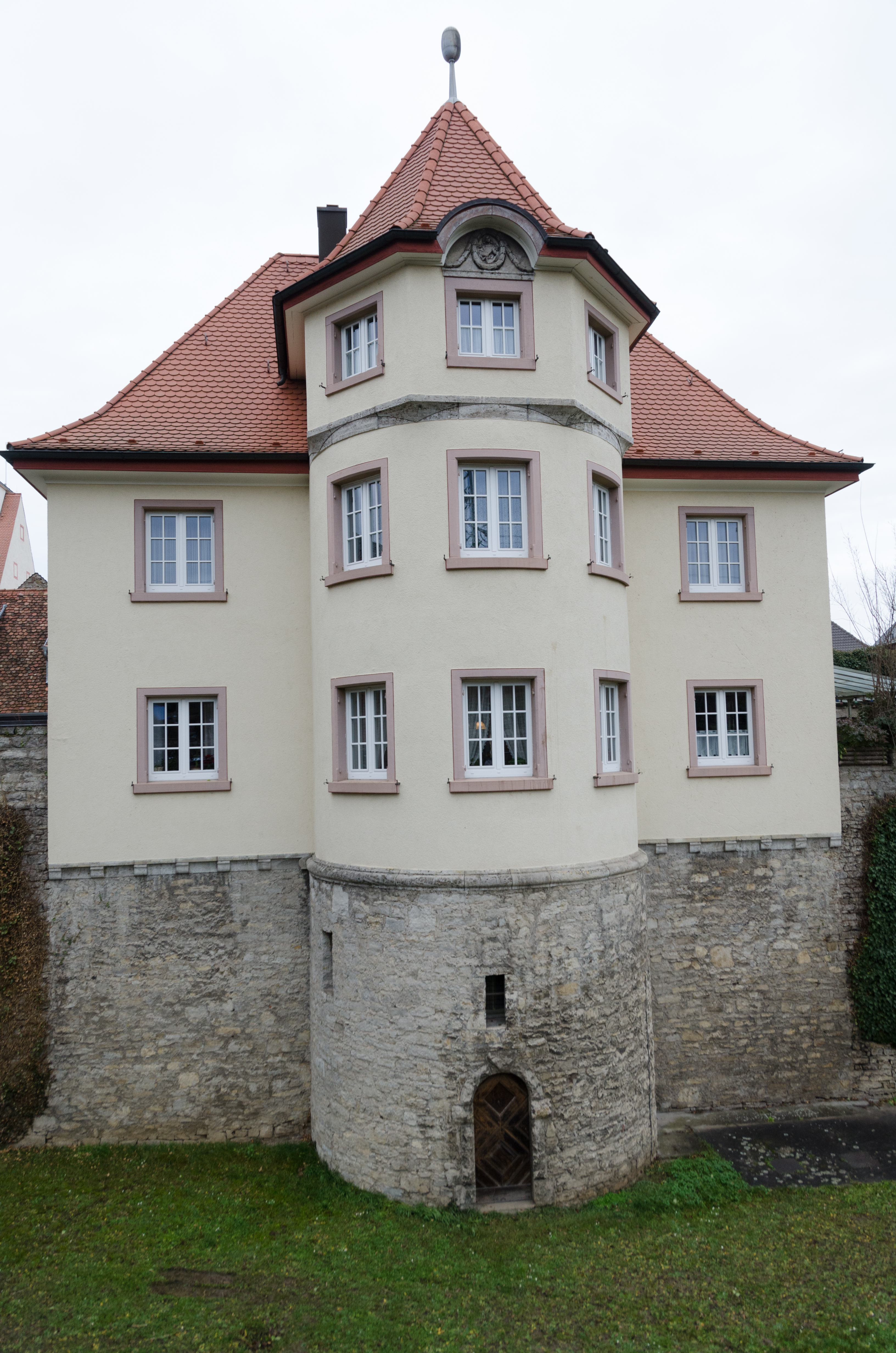
Zwingerturm im Haus Zwinger 21 verbaut weitere Bilder
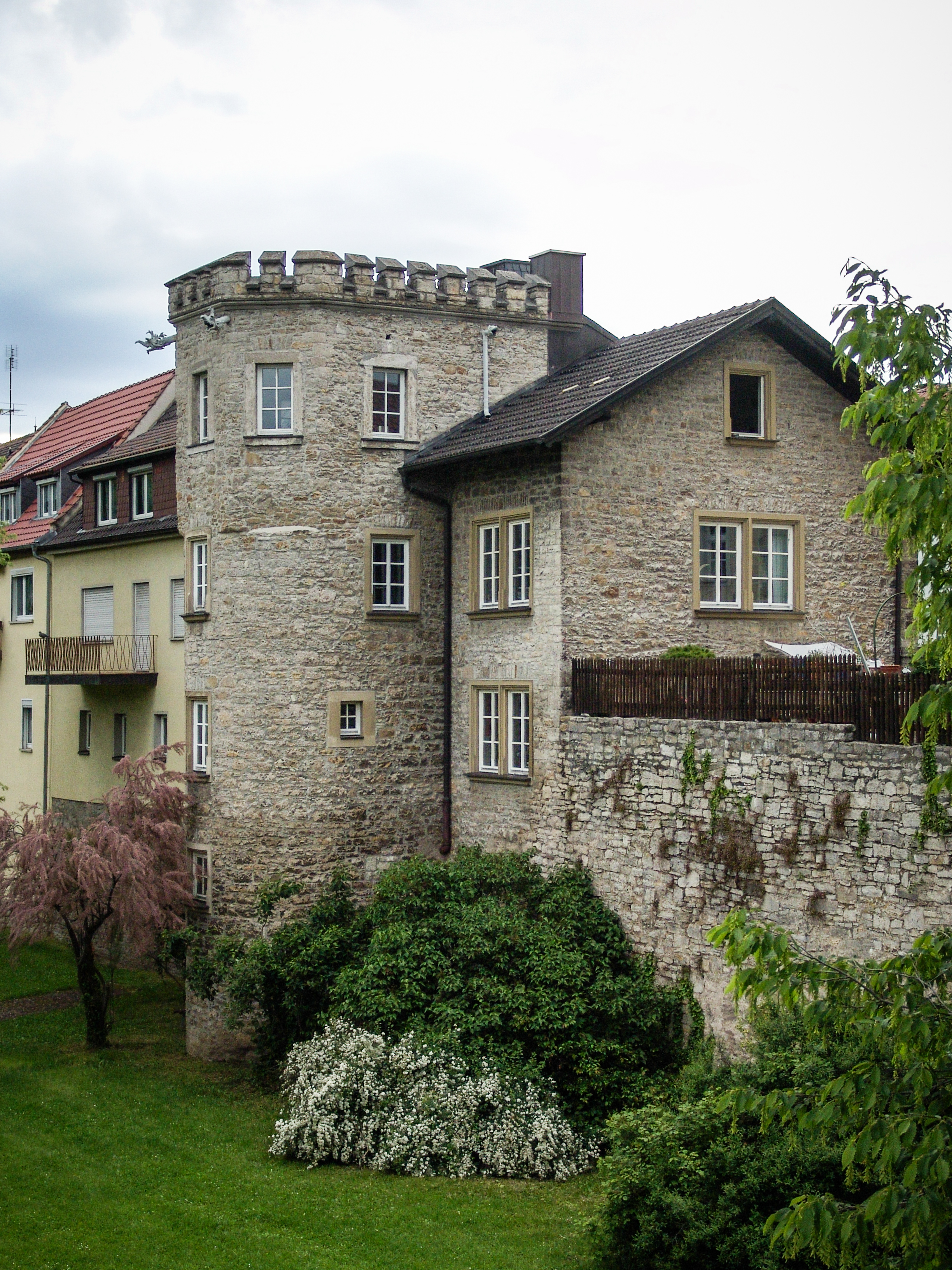
Zwingerturm im Haus Zwinger 15 verbaut weitere Bilder
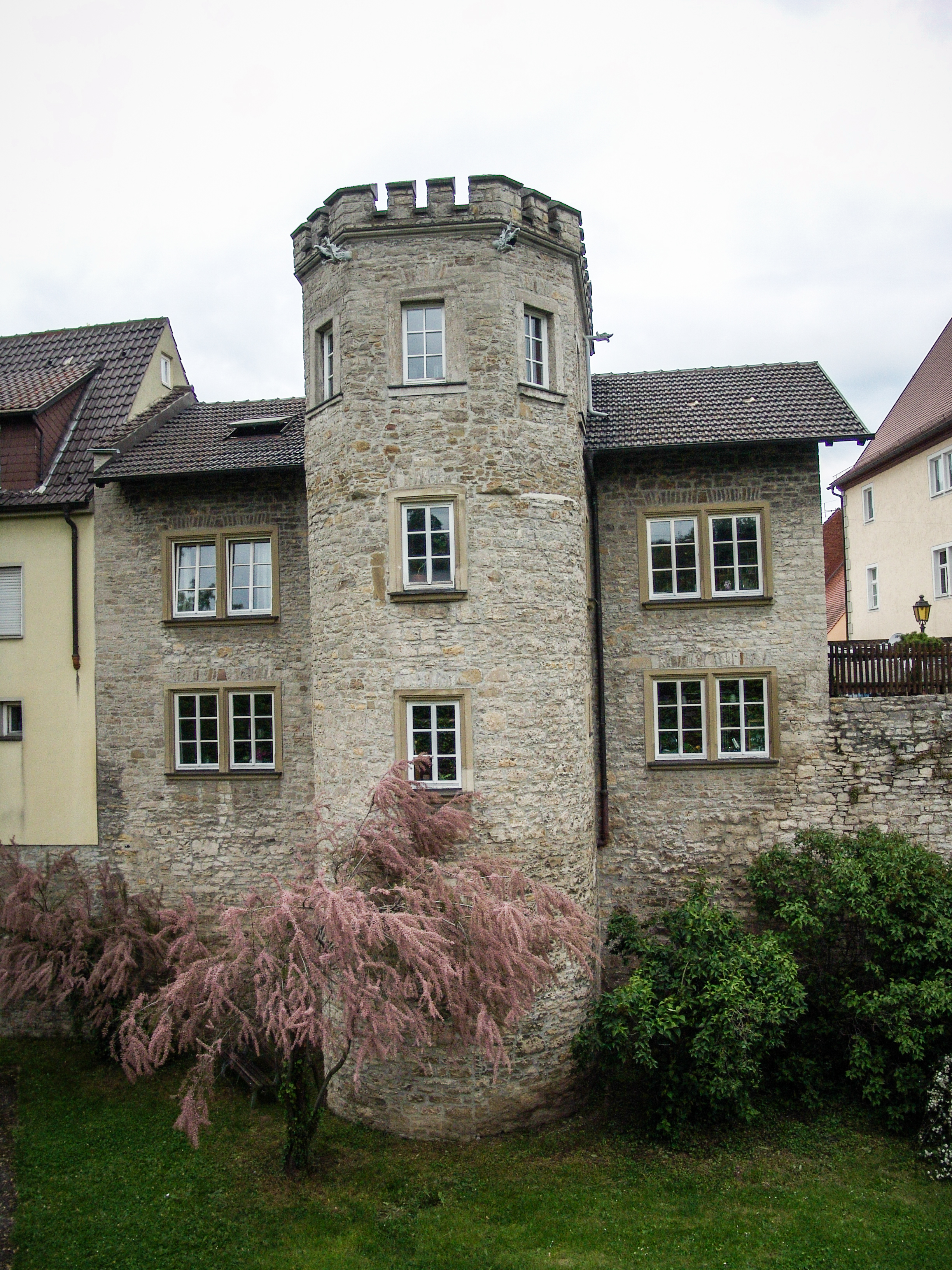
Zwingerturm im Haus Zwinger 15 verbaut weitere Bilder
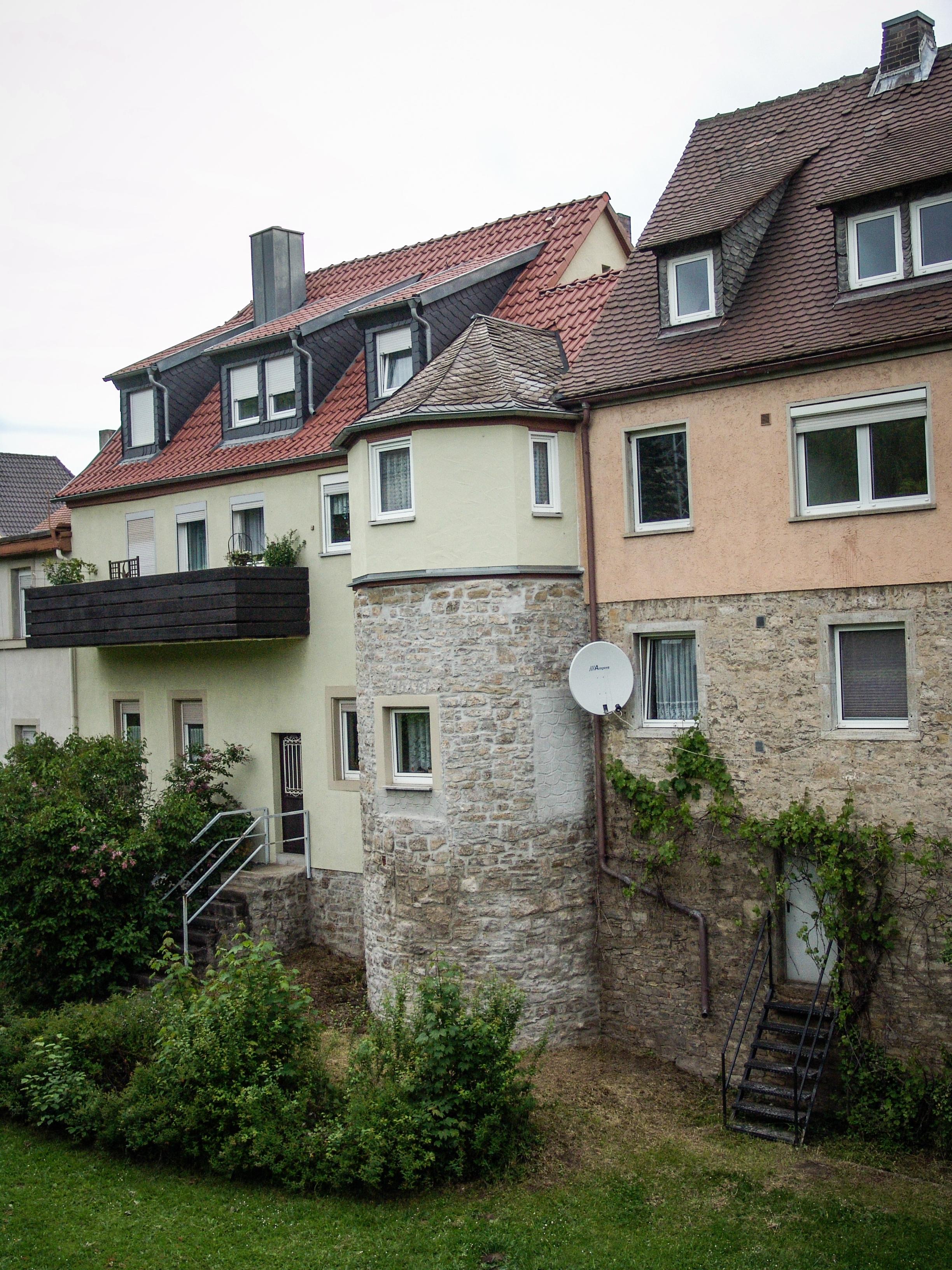
Zwingerturm im Haus Zwinger 5 verbaut weitere Bilder
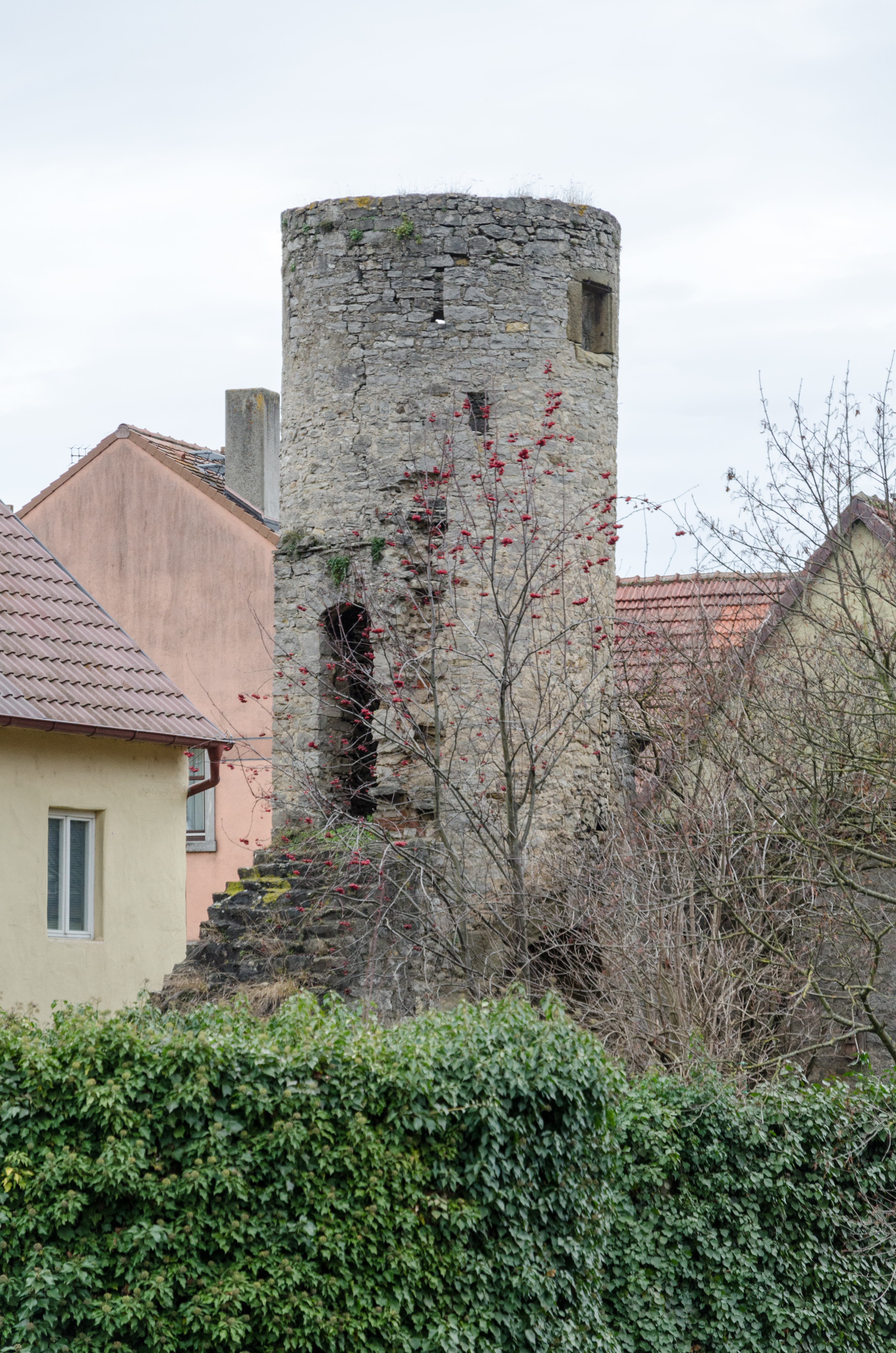
Mauerturm Zwinger 1 weitere Bilder
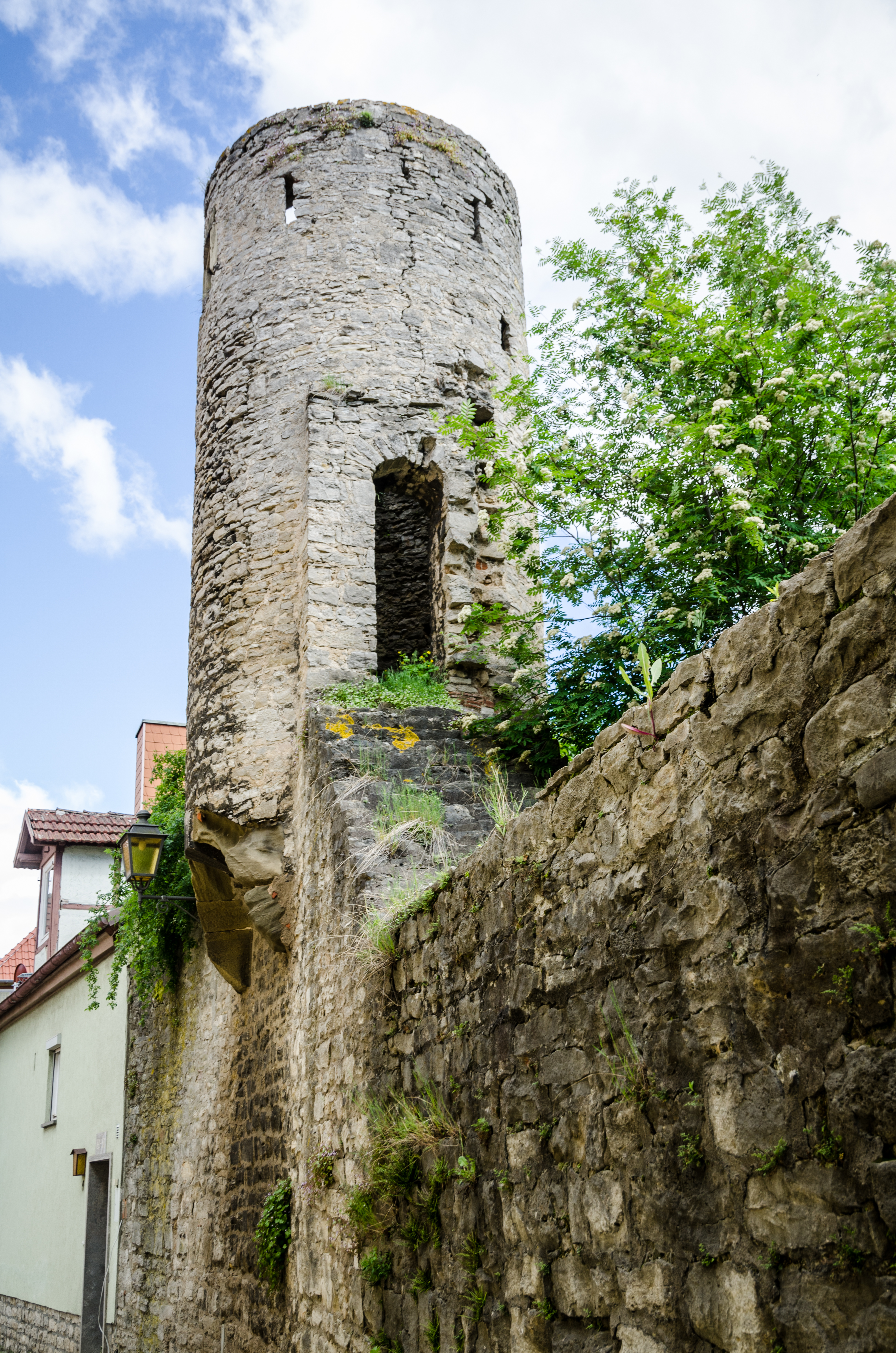
Mauerturm Zwinger 1 weitere Bilder
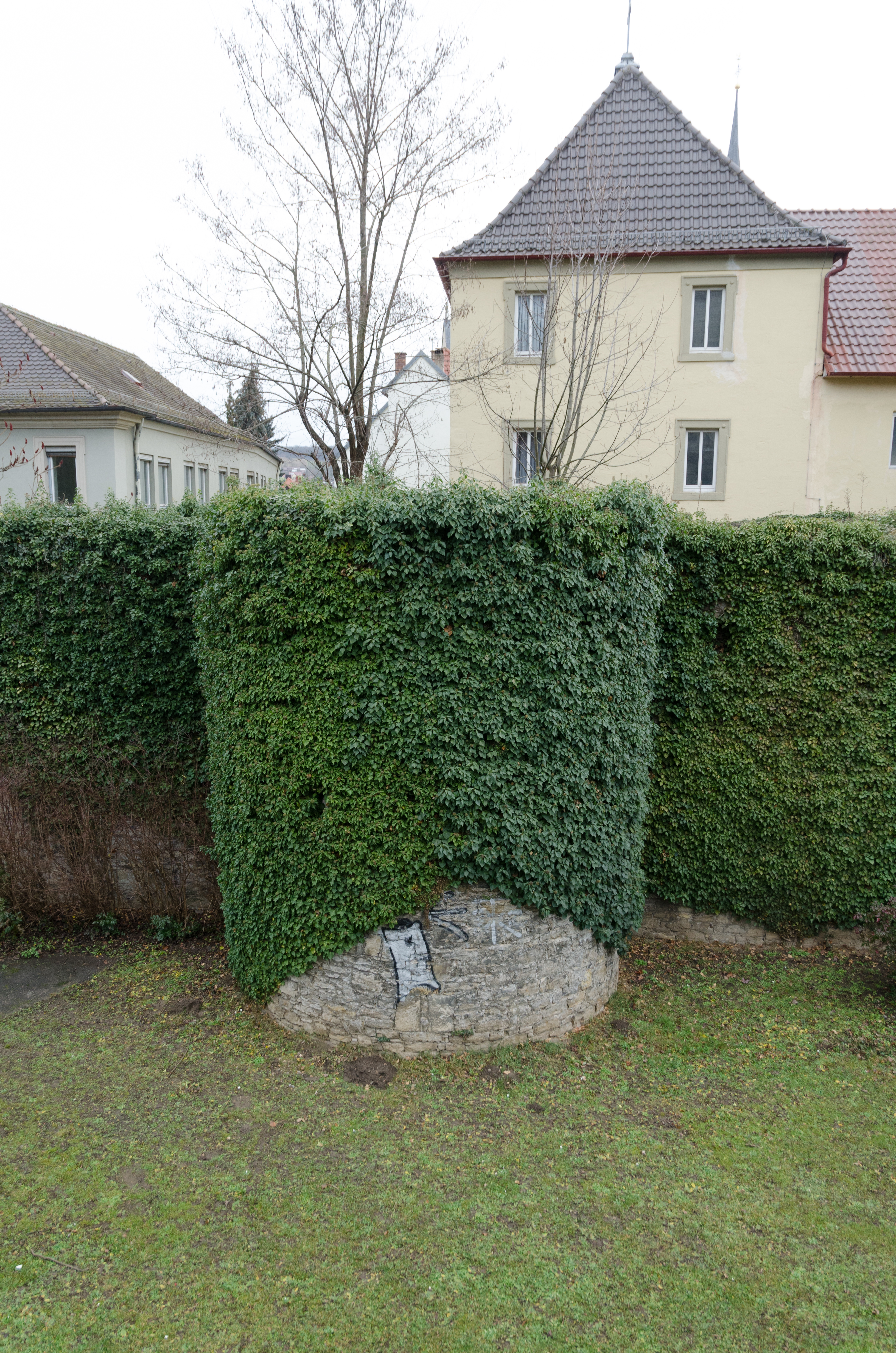
Zwingerturm bei Pfarrgasse 5 weitere Bilder
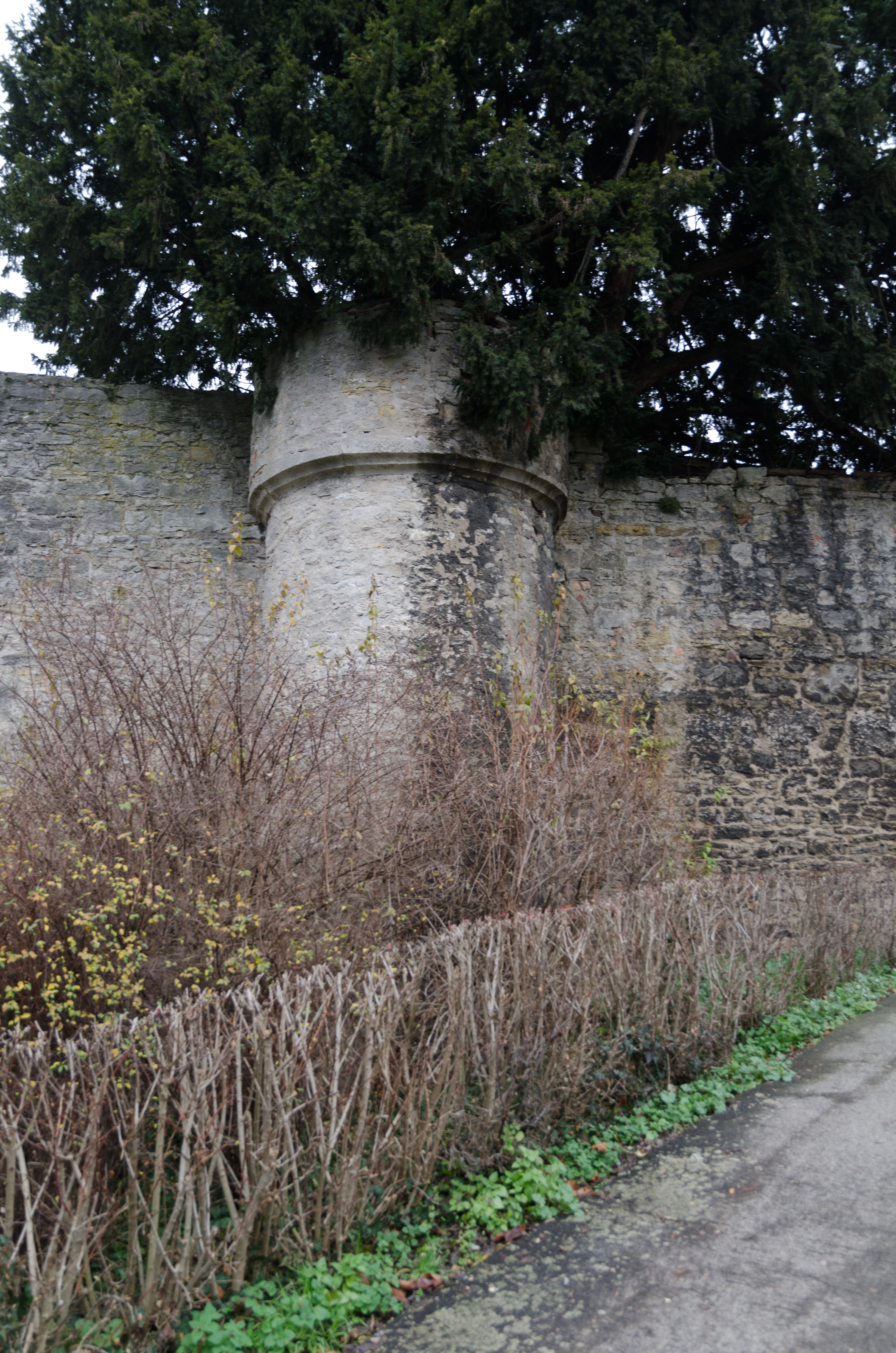
Zwingerturm südlich Kellereistraße 13 weitere Bilder
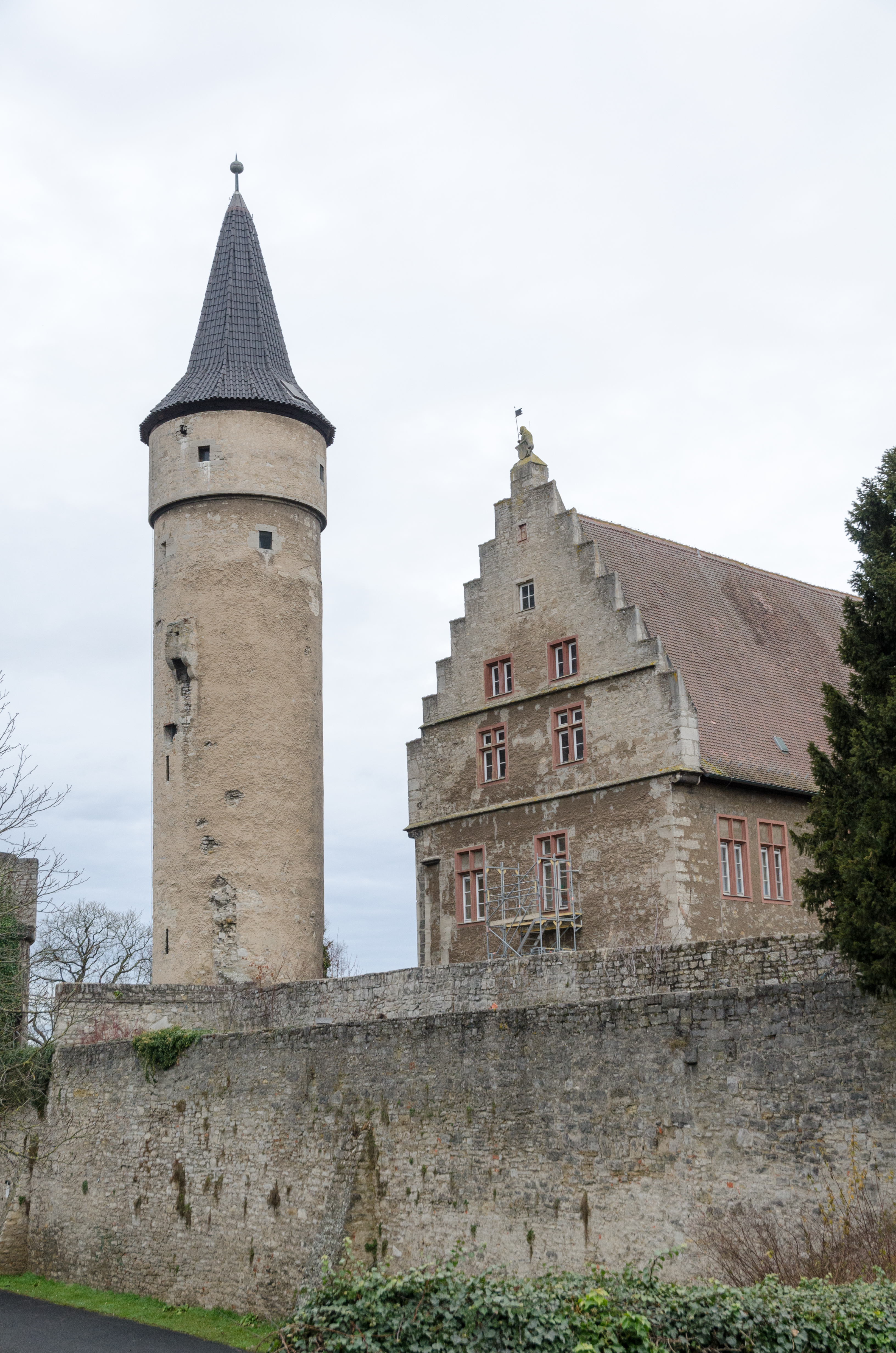
Nikolausturm weitere Bilder

## Ortsbefestigung Goßmannsdorf am Main
Die spätmittelalterliche Ortsbefestigung ist in ihrem ganzen Verlauf erhalten und entstammt dem 16./17. Jahrhundert. Die Ringmauer aus Bruchsteinmauerwerk besitzt drei Rundtürme und zahlreiche halbrunde Schalentürme. Die Tore sind abgegangen. Der Grabenbereich ist rings herum als Gartengelände genutzt. Im Norden war wohl früher ein Zwinger vorgelagert. Im Westen befindet sich eine torartige Öffnung der hier verstärkten Ringmauer zur Sperrung des Bachbettes. Bilder. Aktennummer: D-6-79-170-269.
Im Uhrzeigersinn beginnend am ehemaligen Schwedentor sind folgende Objekte erhalten:
- Am Schwedentor 2 (Lage): Ortsmauer, spätmittelalterlich
- Linke Bachgasse 1 (Lage): Turmstumpf und Reste der Ortsmauer, spätmittelalterlich
- Zehnthofstraße 2 (Lage): Ortsmauer, spätmittelalterlich
- Zehnthofstraße 4 (Lage): Turmstumpf und Reste der Ortsmauer, spätmittelalterlich
- Zehnthofstraße 6 (Lage): Ortsmauer, spätmittelalterlich
- Zehnthofstraße 8 (Lage): Ortsmauer, spätmittelalterlich
- Linke Bachgasse 6 (Lage): Ortsmauer, spätmittelalterlich
- Linke Bachgasse 7 (Lage): Ortsmauer, spätmittelalterlich
- Linke Bachgasse 8 (Lage): Ortsmauer mit Befestigungstumstumpf, spätmittelalterlich, spätmittelalterlich
- Linke Bachgasse 11 (Lage): Ortsmauer, spätmittelalterlich
- Domherrnviertel 8 (Lage): Ortsmauer, spätmittelalterlich
- Domherrnviertel 10 (Lage): Ortsmauer, spätmittelalterlich
- Domherrnviertel 20 (Lage): Rundturm, spätmittelalterlich
- Zeilweg 8 (Lage): Ortsmauer, spätmittelalterlich
- Zielsgasse (Lage): Rest eines Halbschalenturms, spätmittelalterlich
- Zielsgasse (Lage): Rest eines Halbschalenturms, spätmittelalterlich
- Zielsgasse (Lage): Rest eines Halbschalenturms, spätmittelalterlich
- Zehnthofstraße 37 (Lage): Ortsmauer, spätmittelalterlich
- Zehnthofstraße 39 (Lage): Rundturm, spätmittelalterlich
- Zehnthofstraße 35 (Lage): Ortsmauer, spätmittelalterlich
- Zehnthofstraße 25 (Lage): Rest eines Halbschalenturms, spätmittelalterlich
- Lehmgrubenweg 6 (Lage): Rundturm, spätmittelalterlich
- Zehnthofstraße 5 (Lage): Rest eines Halbschalenturms, spätmittelalterlich
- Rechte Bachgasse 1 (Lage): Ortsmauer, spätmittelalterlich

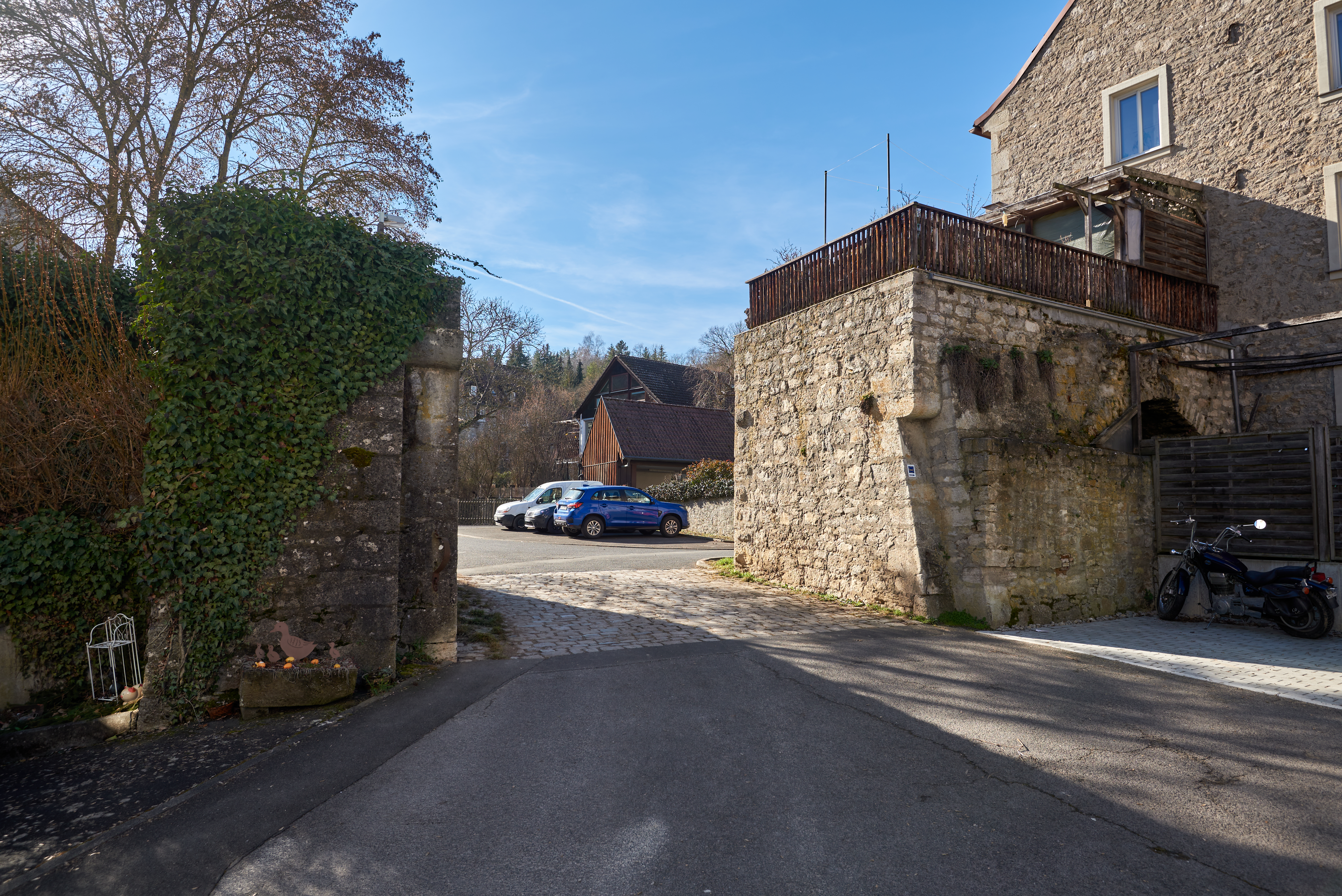
Schwedentor, Dorfseite
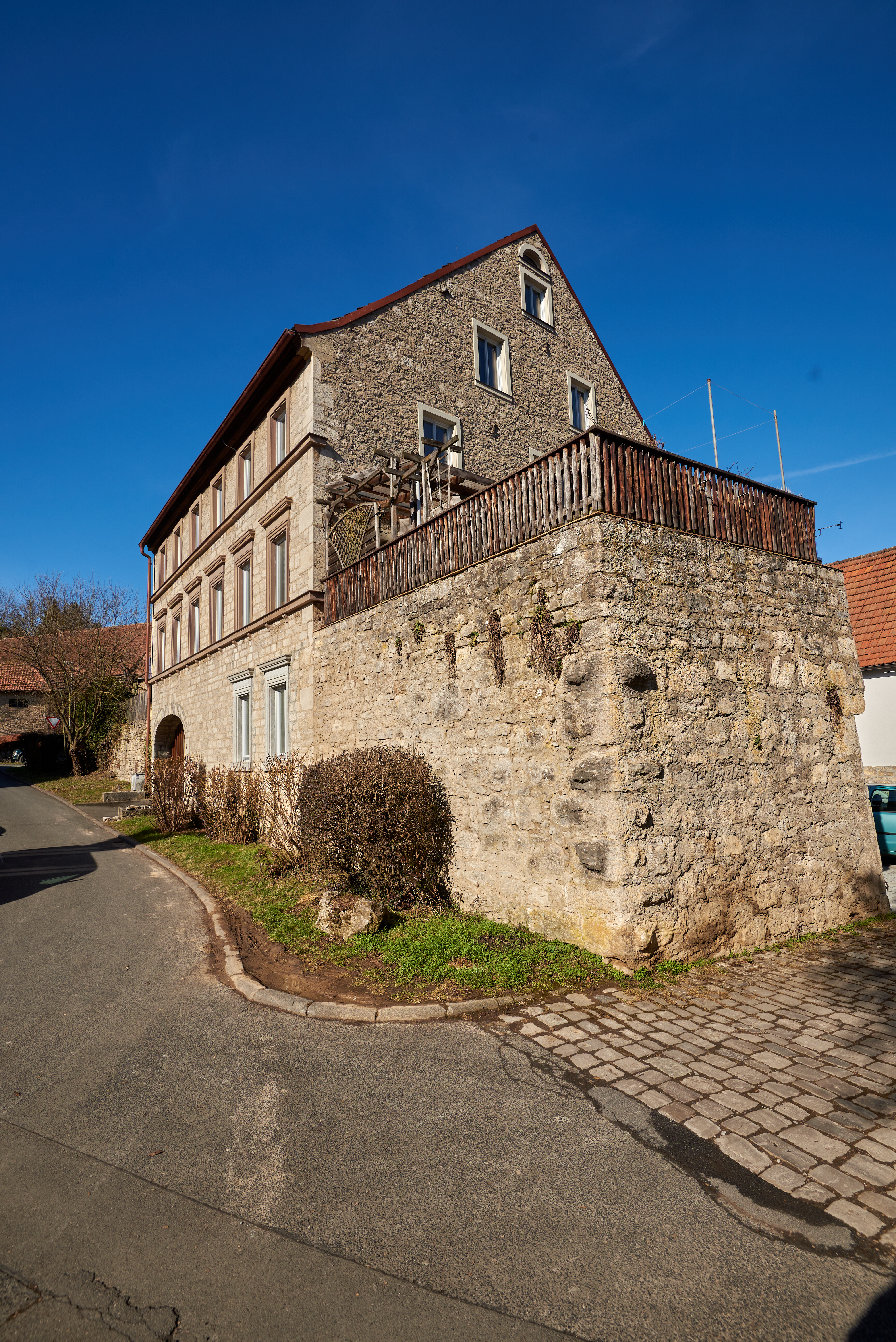
Am Schwedentor 2, Nordseite des Schwedentors
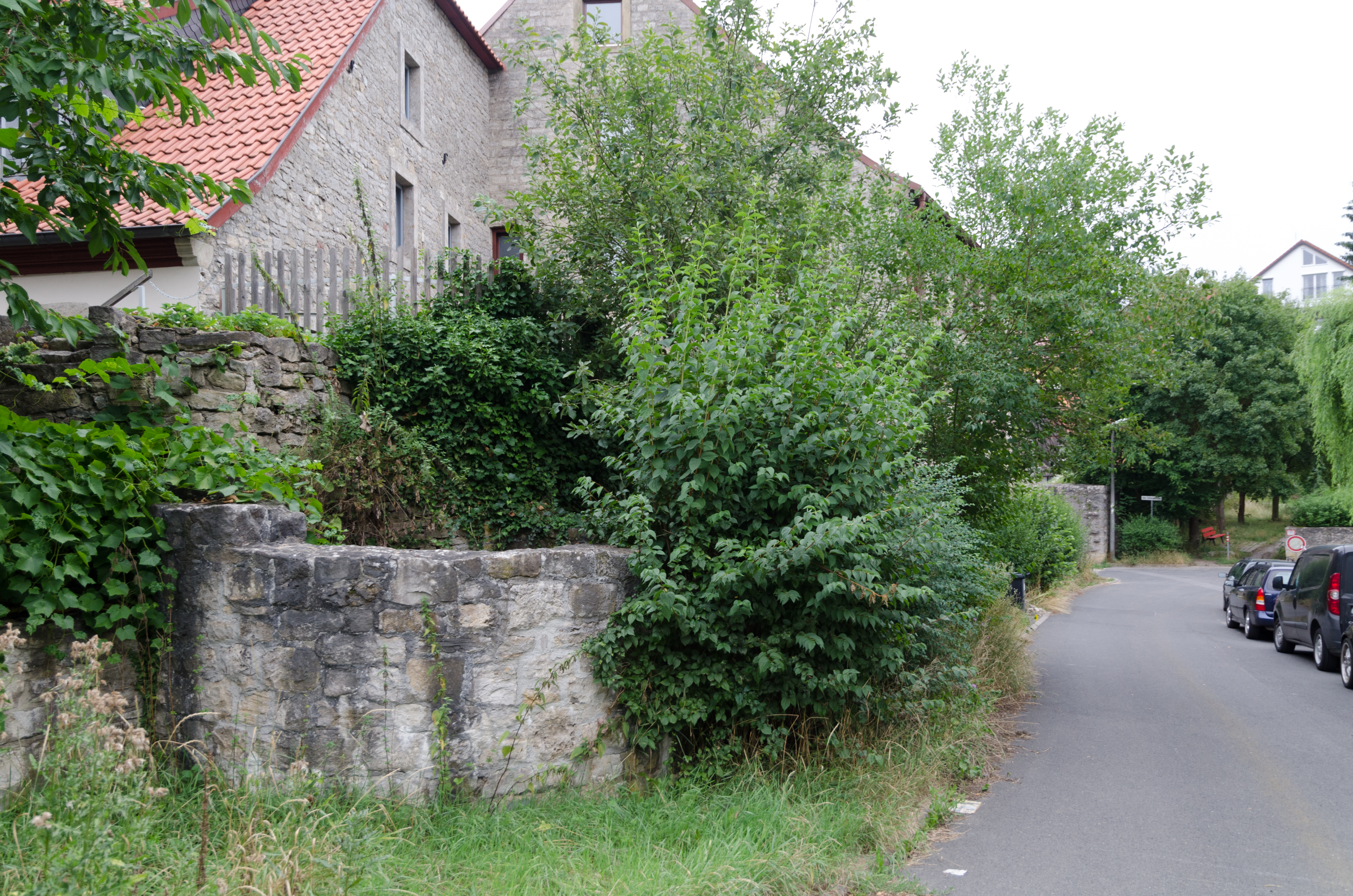
Linke Bachgasse 1
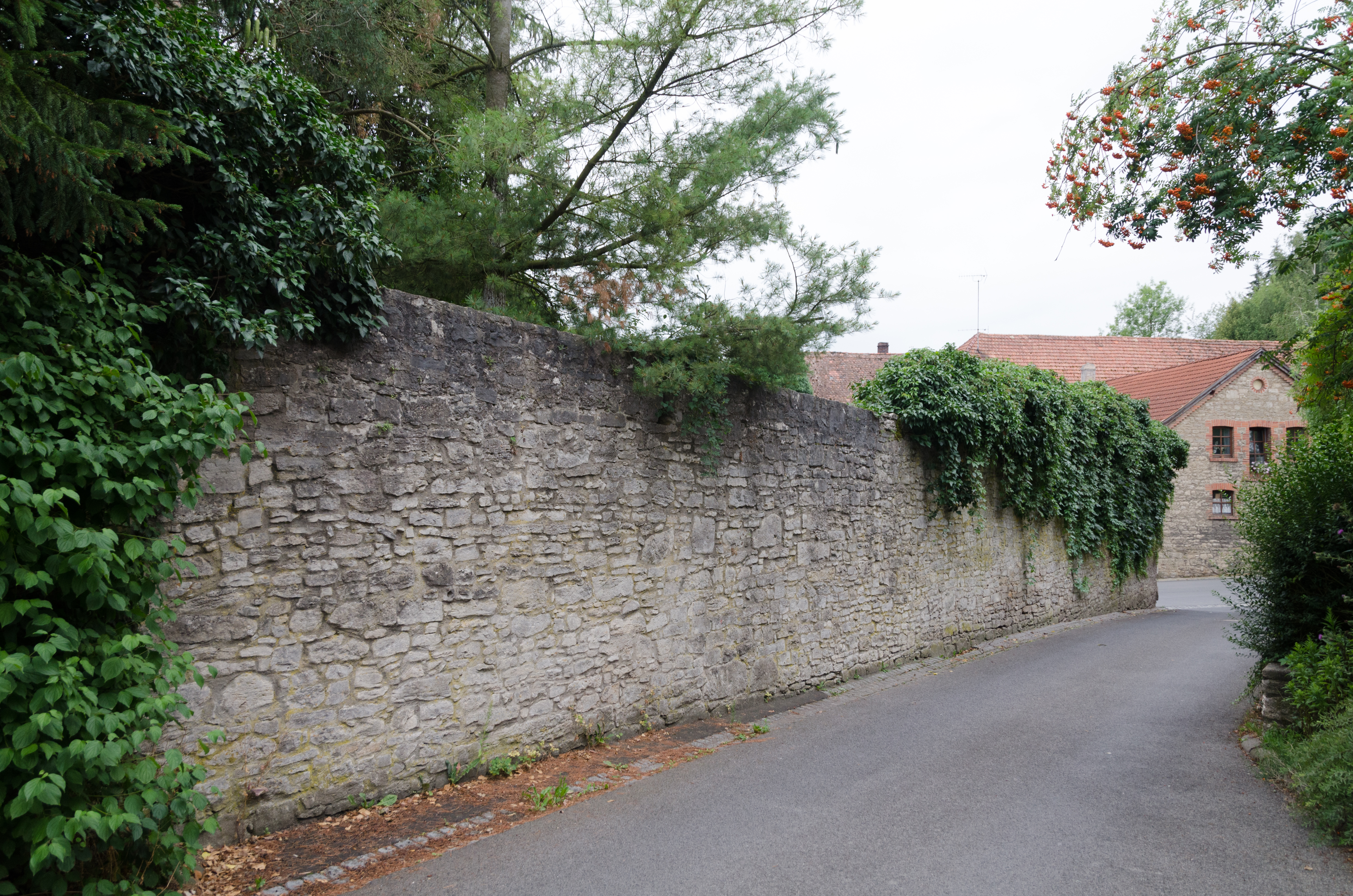
Zehnthofstraße 2
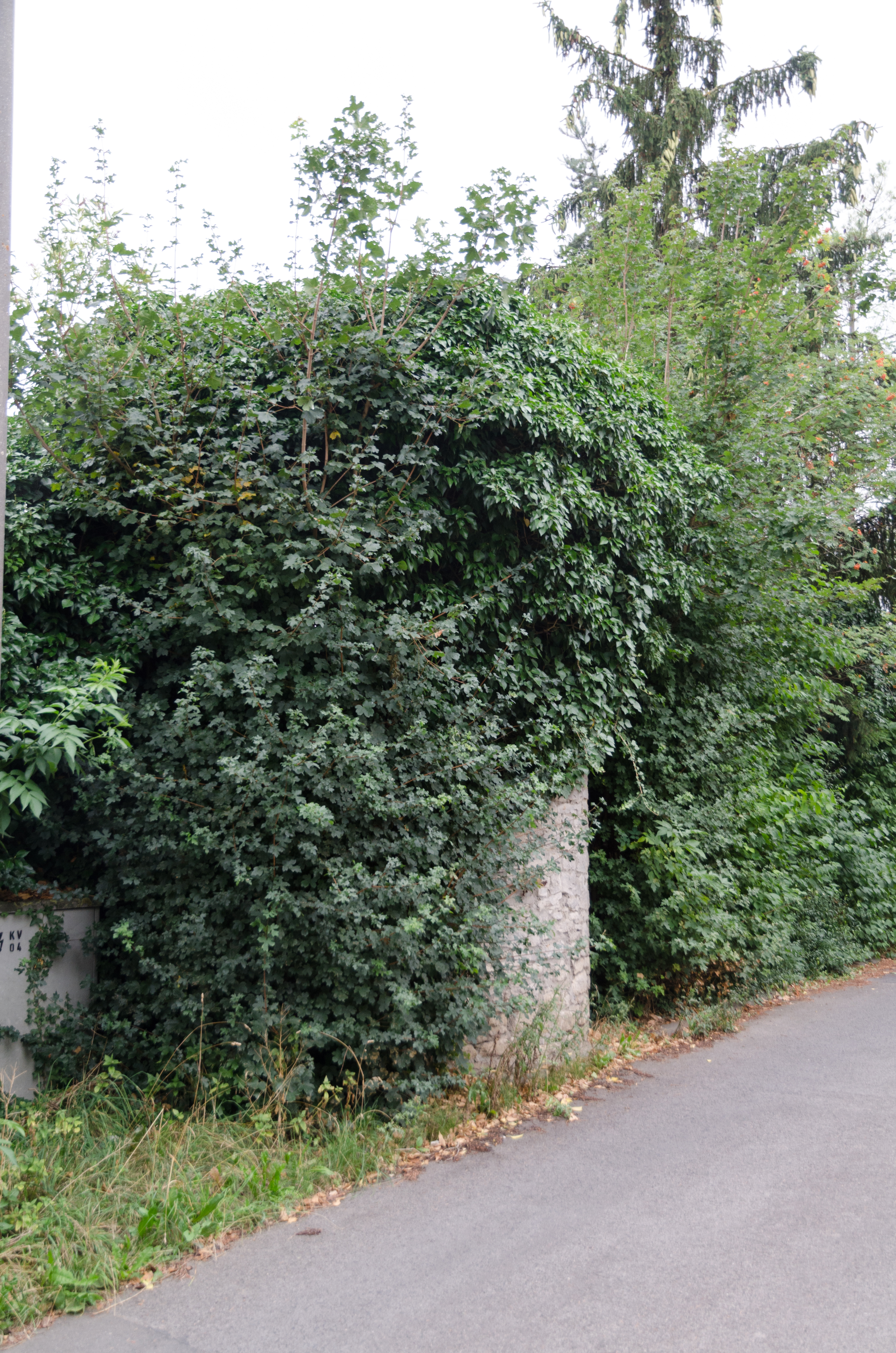
Zehnthofstraße 4
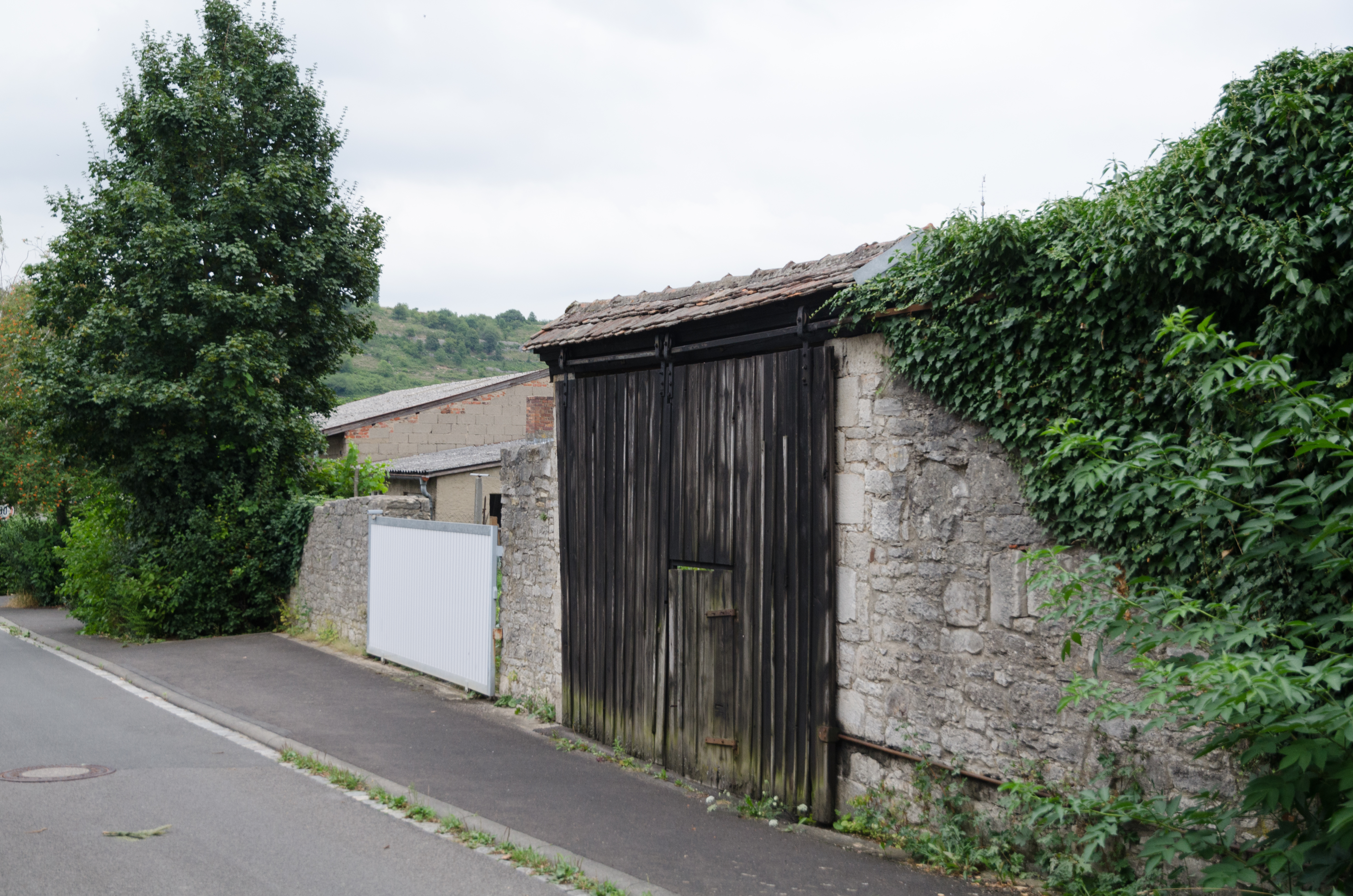
Zehnthofstraße 6
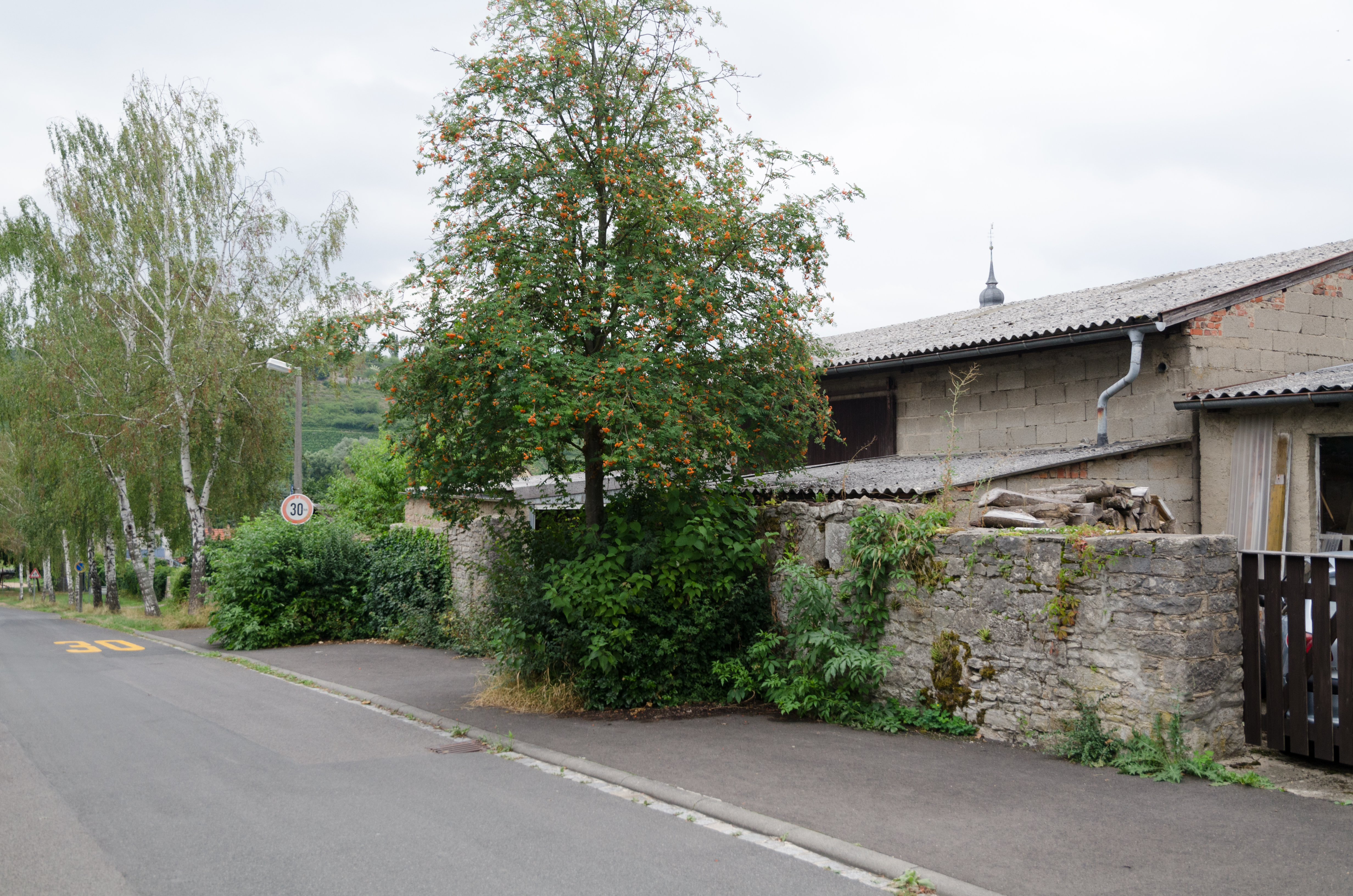
Zehnthofstraße 8
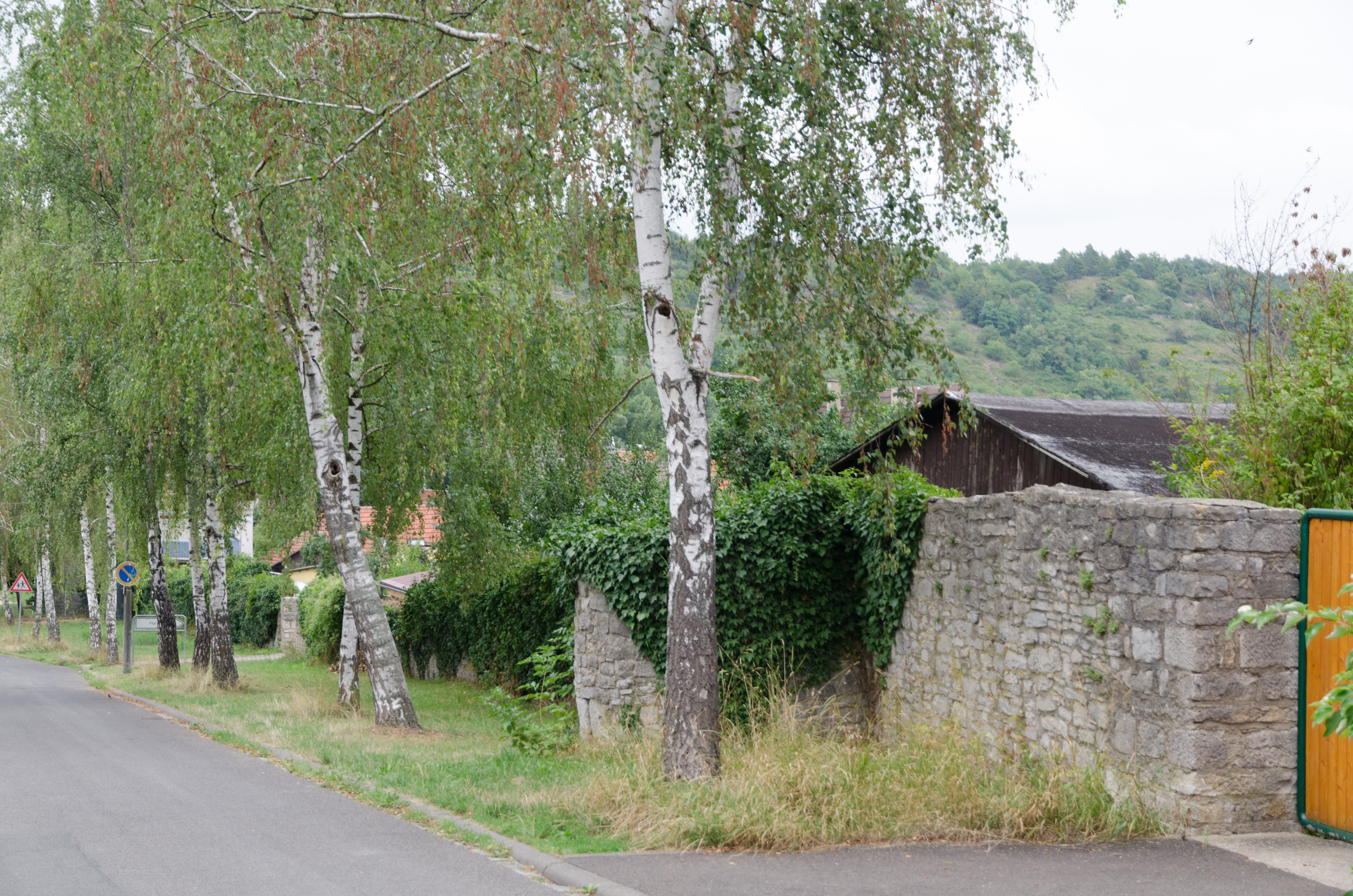
Linke Bachgasse 7
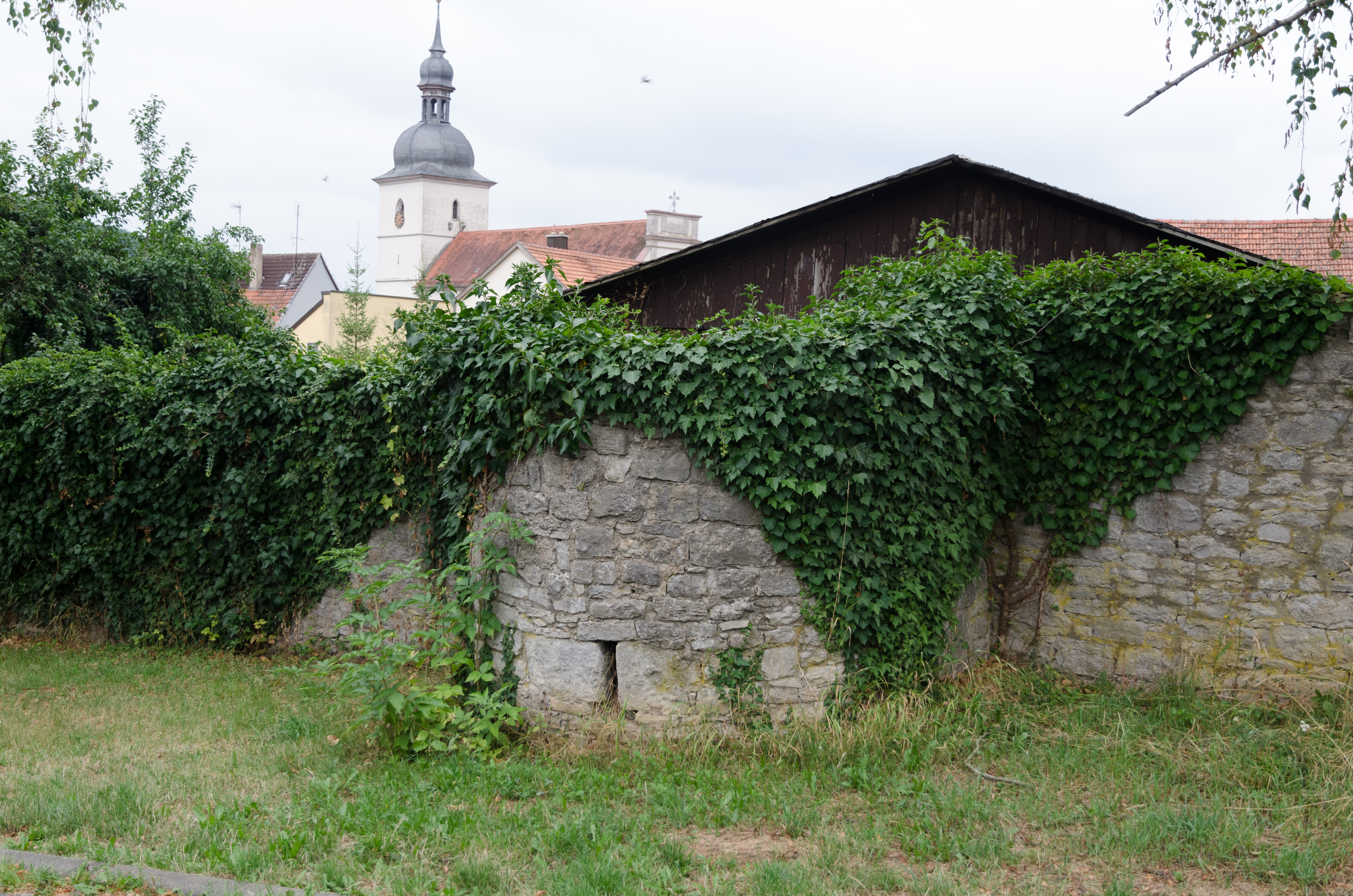
Linke Bachgasse 8
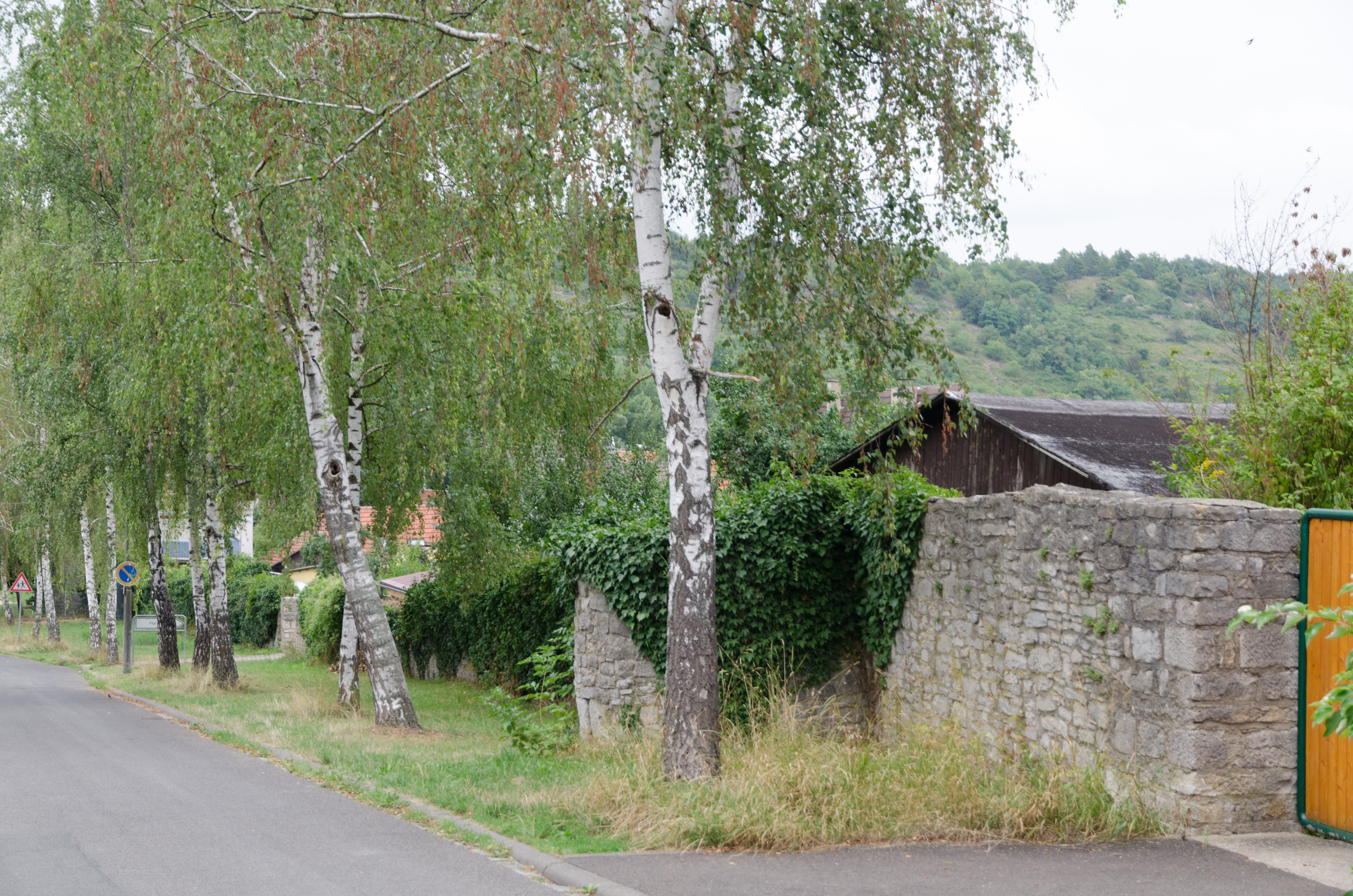
Linke Bachgasse 11
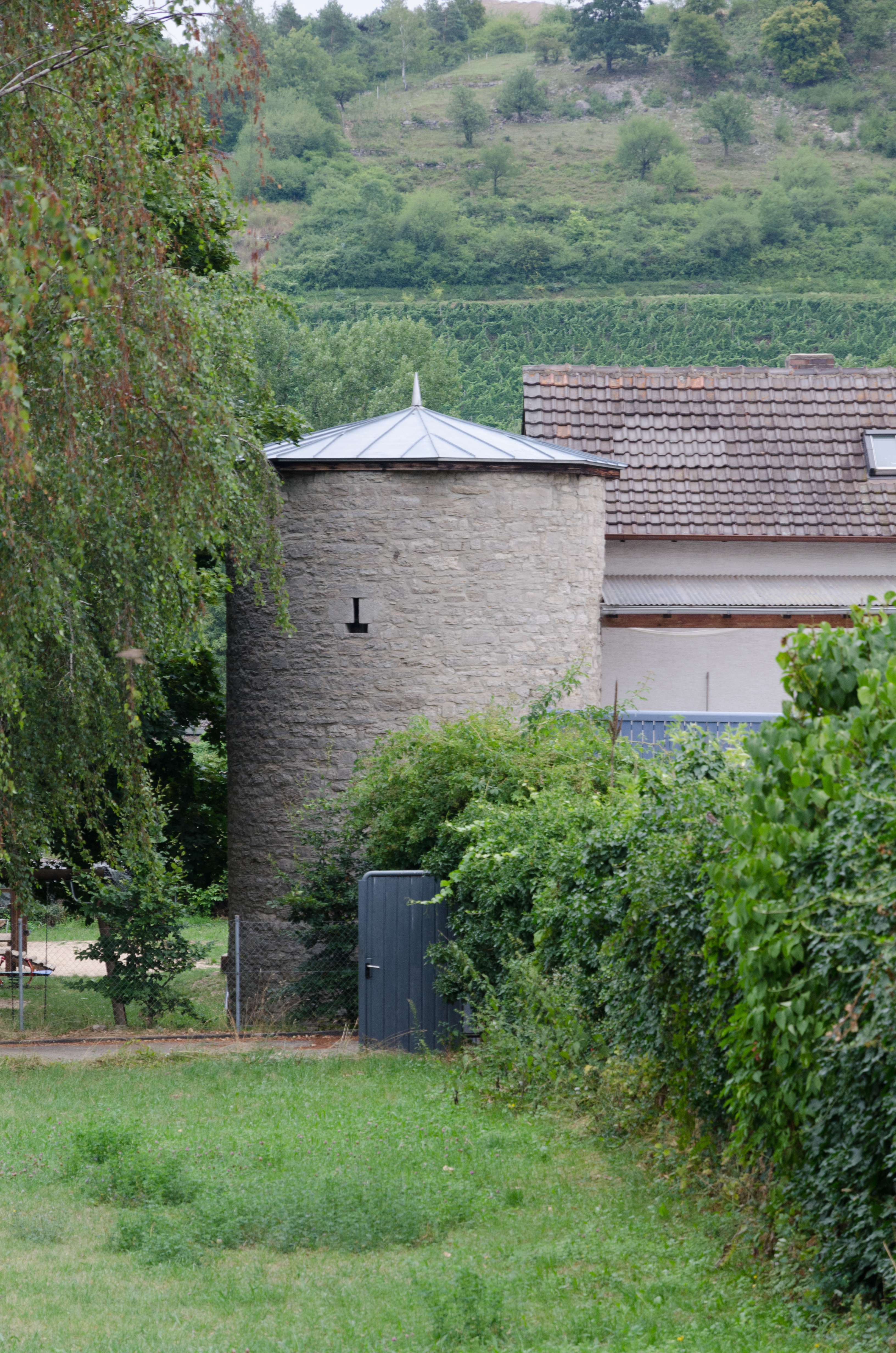
Rundturm Domherrnviertel 20
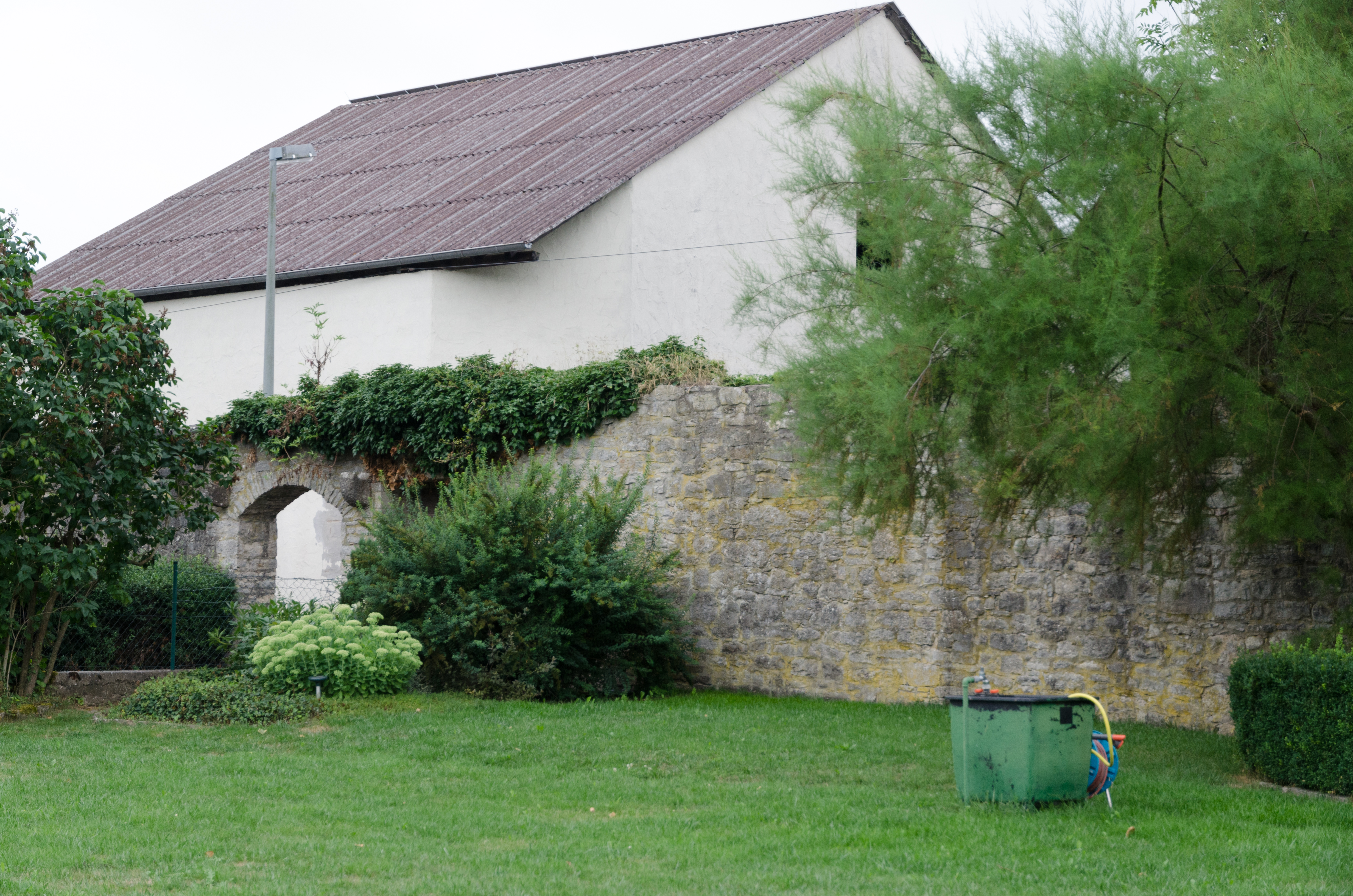
Domherrnviertel, Zeilweg 8
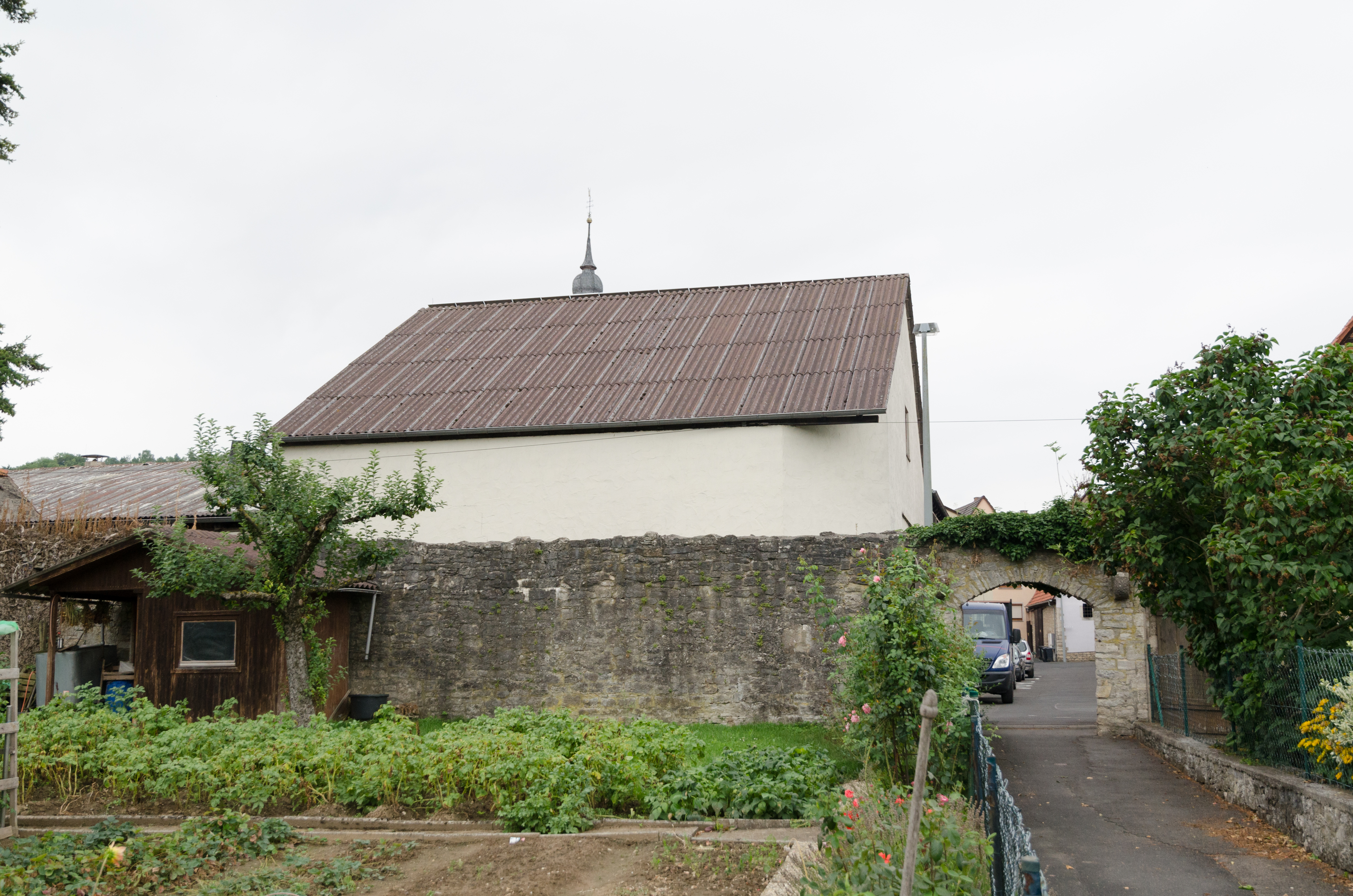
Domherrnviertel, Zeilweg 6
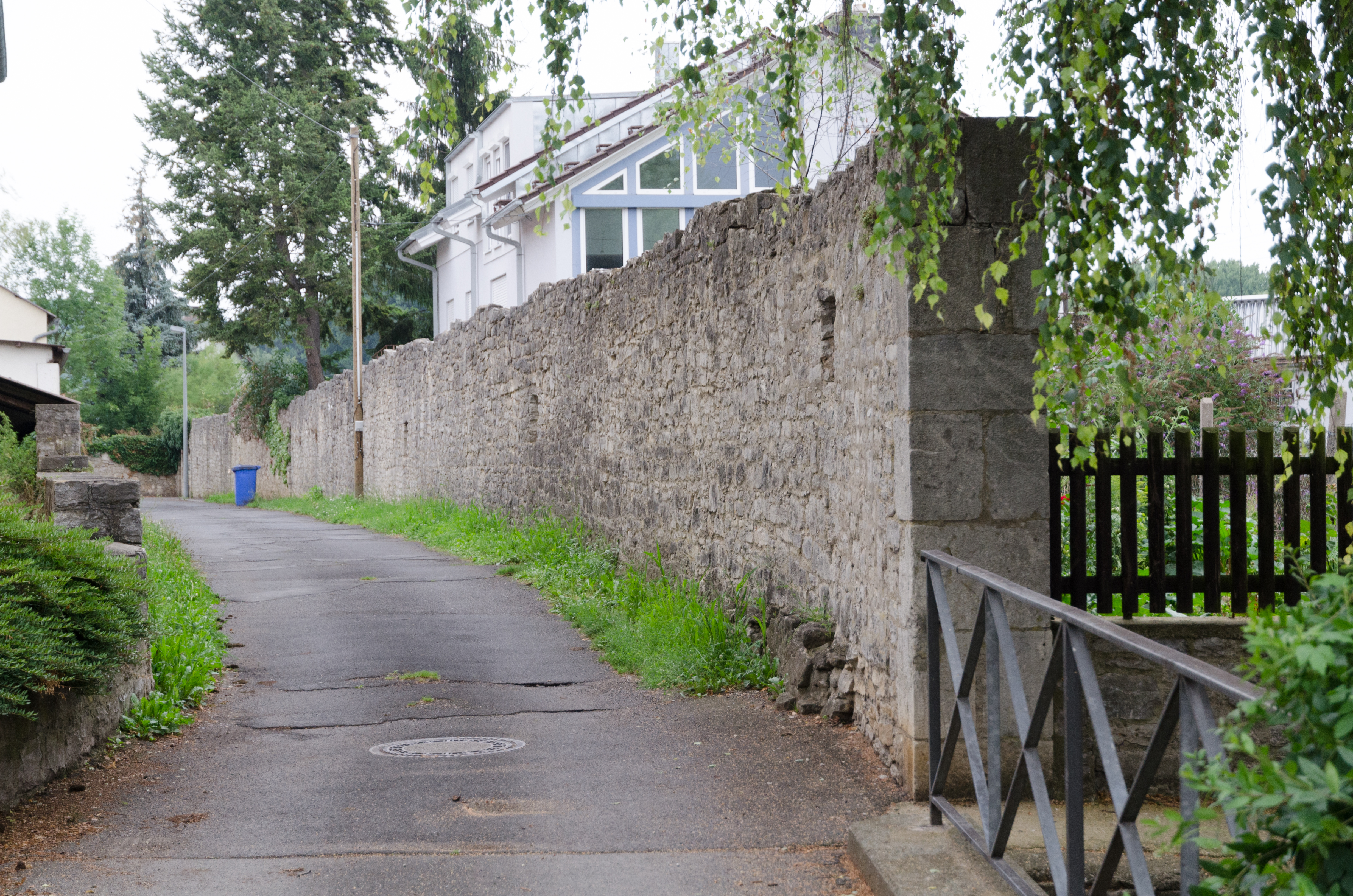
Domherrnviertel, Linke Bachgasse 19
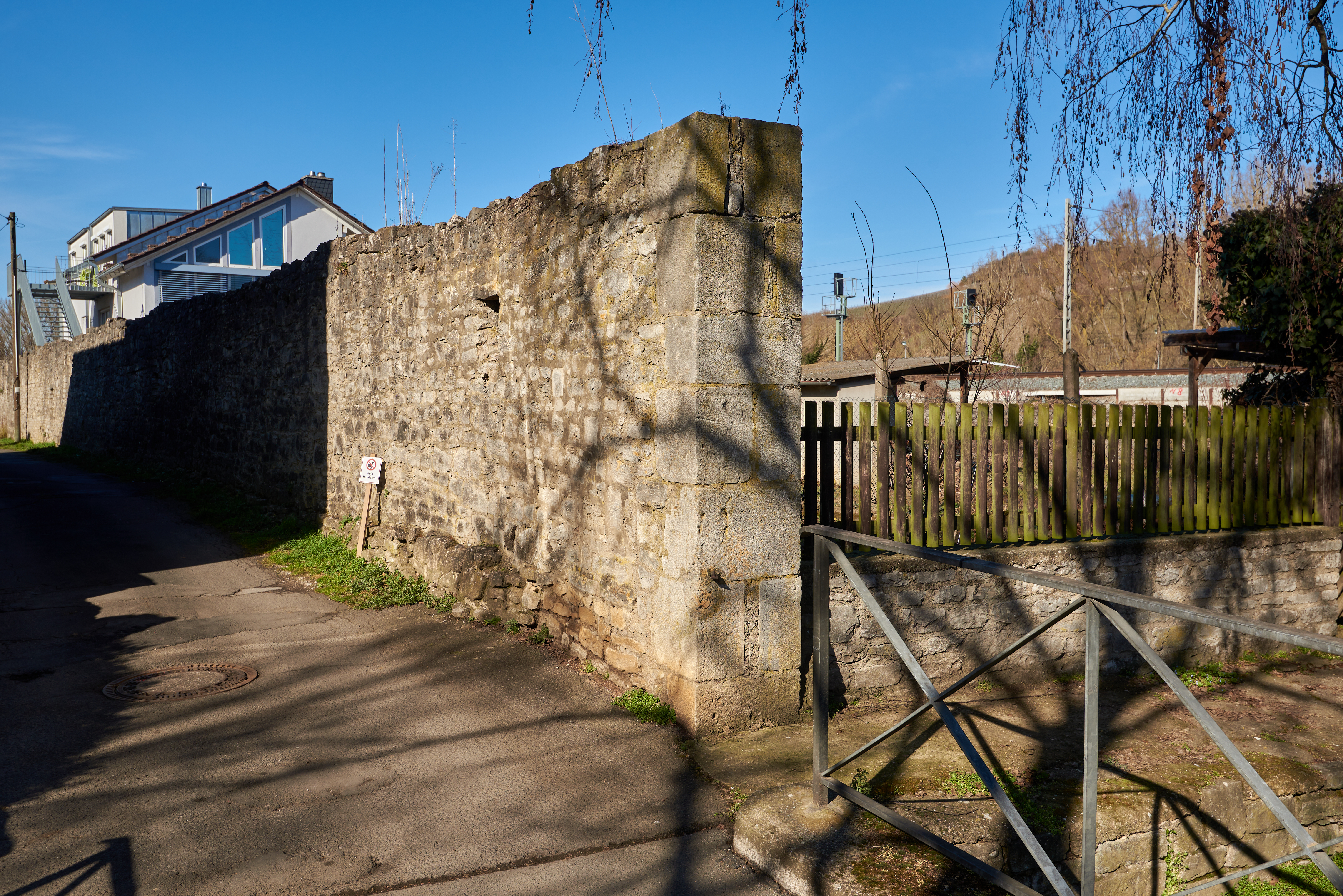
Ostende der Rechten Bachgasse
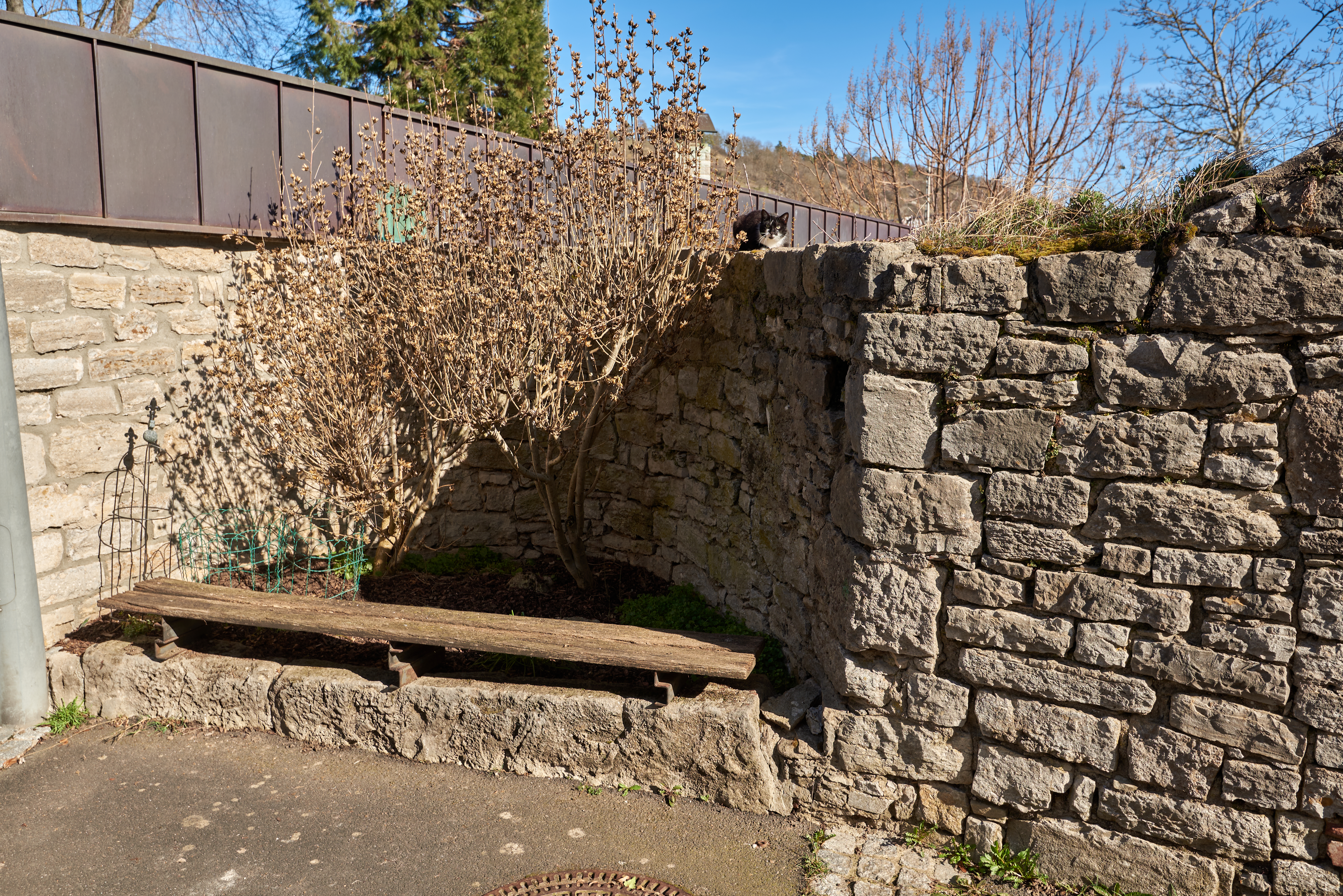
Halbschalenturm bei Rechte Bachgasse 8
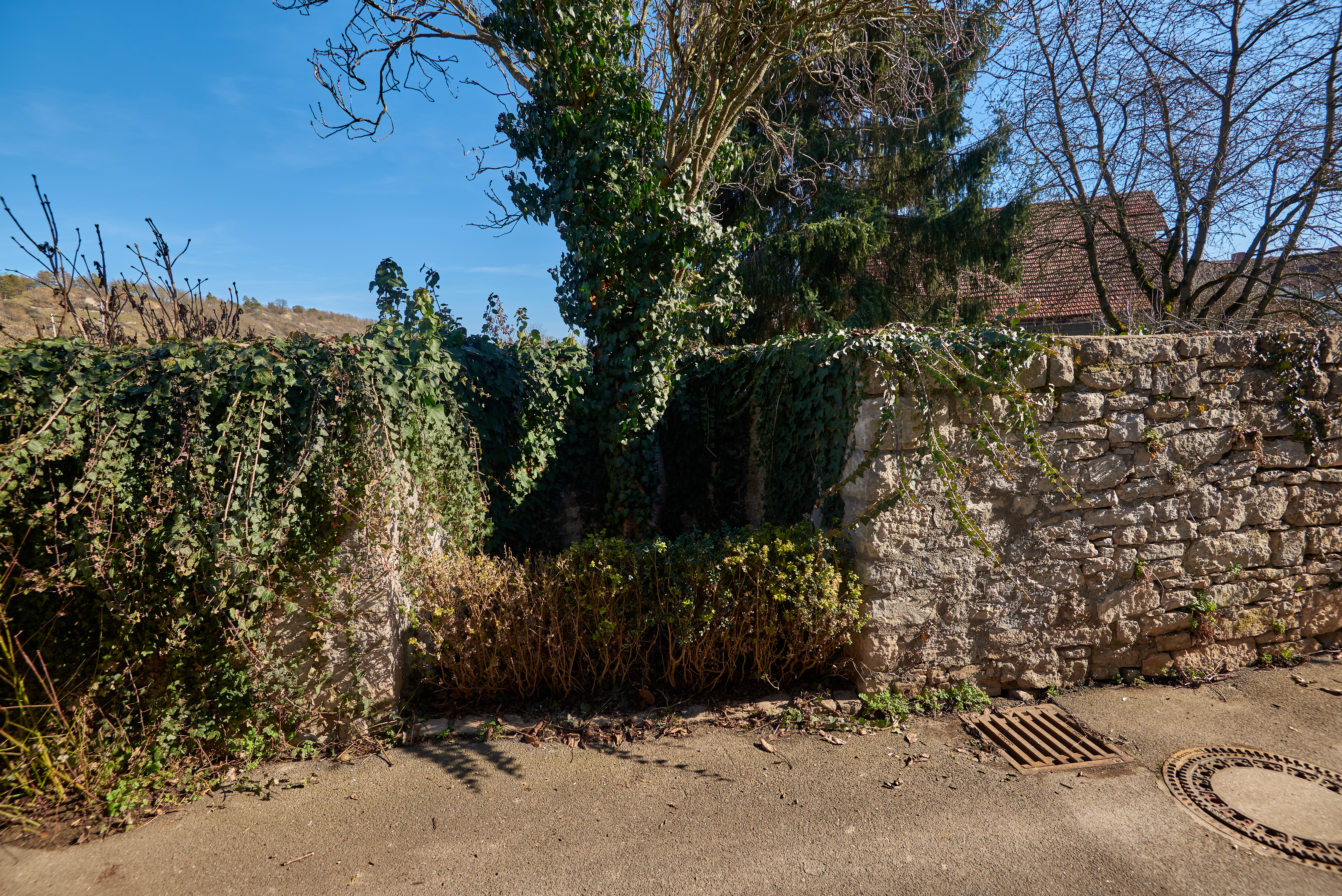
Halbschalenturm gegenüber Zielsgasse 8
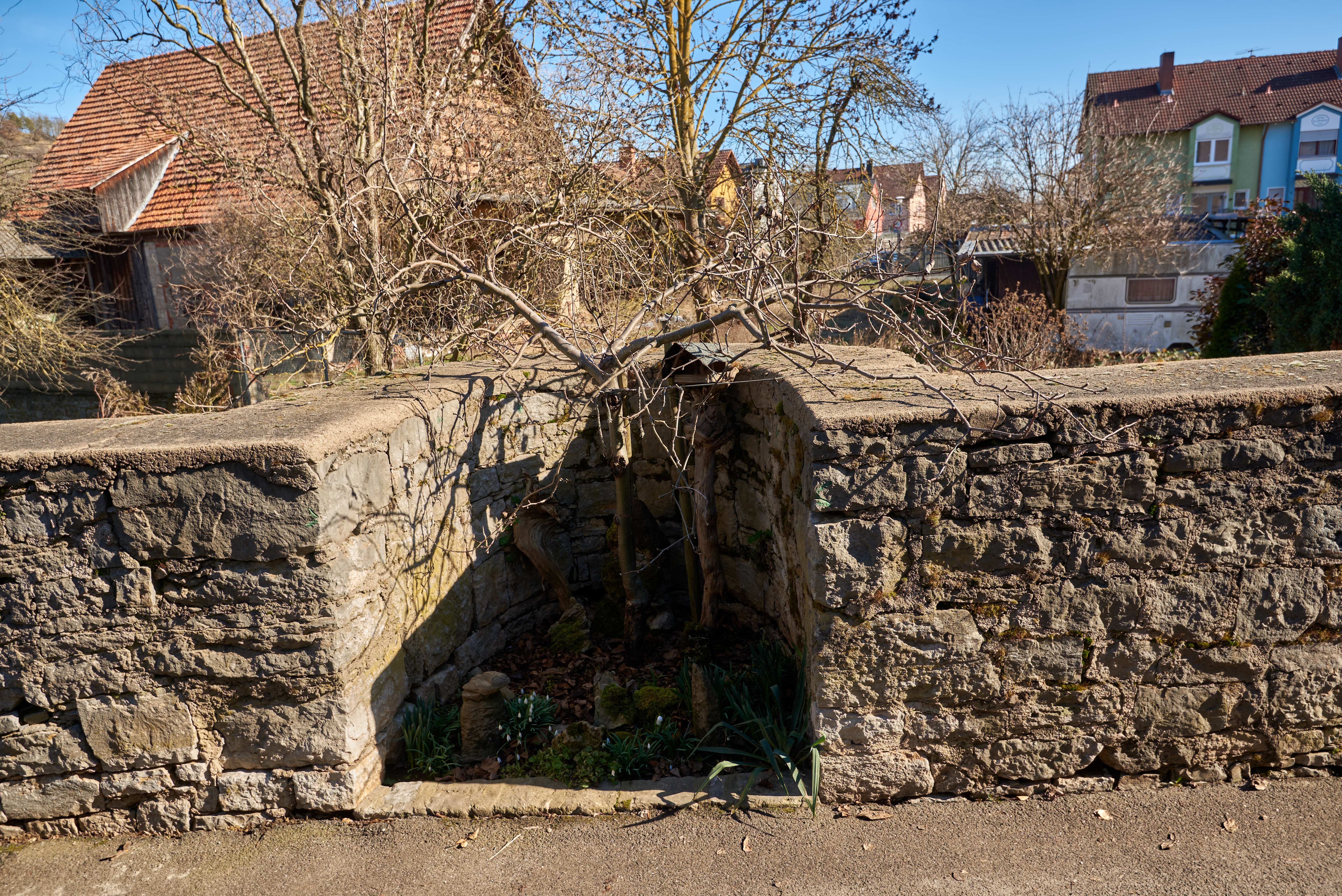
Halbschalenturm gegenüber Zielsgasse 6
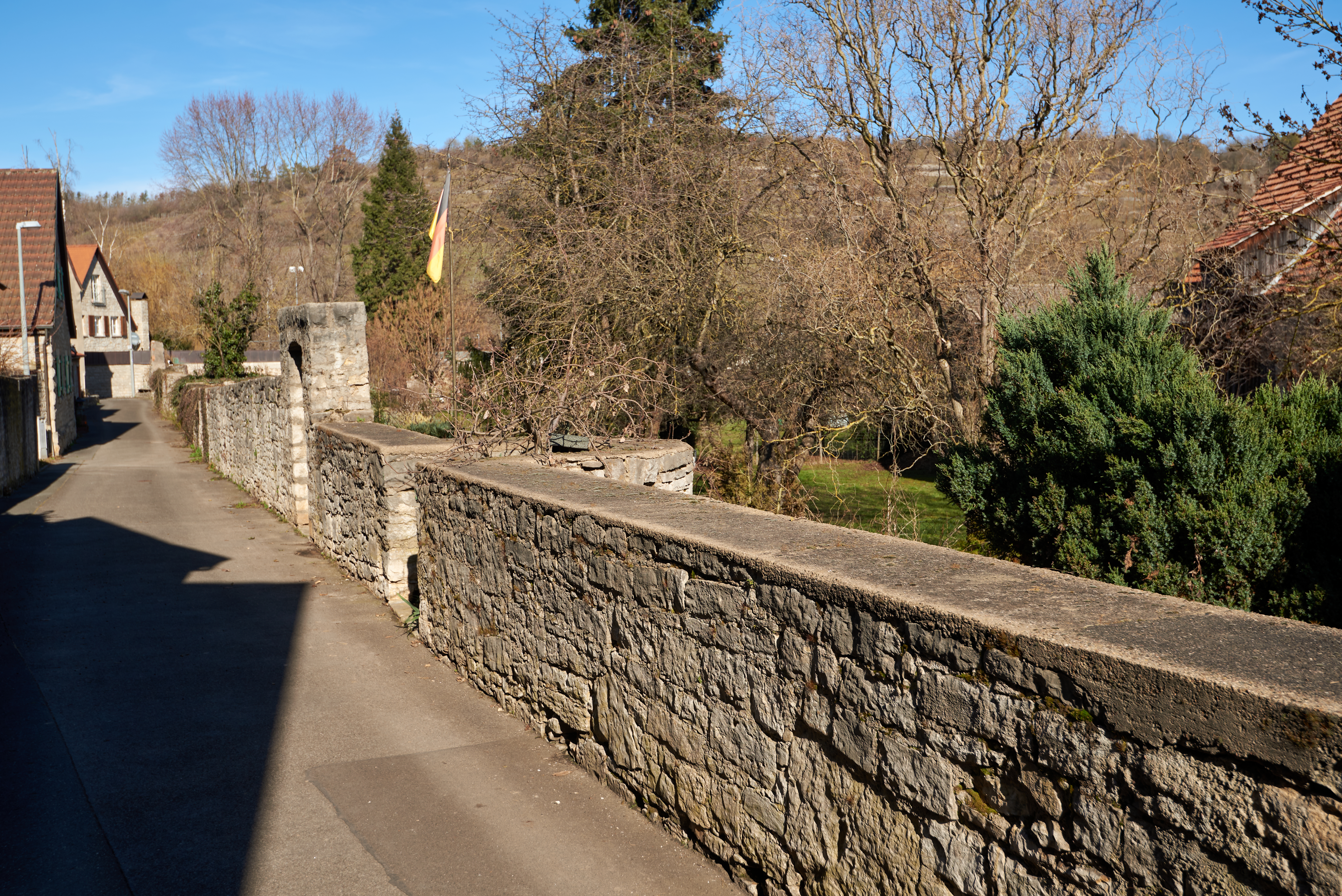
Entlang der Zielsgasse
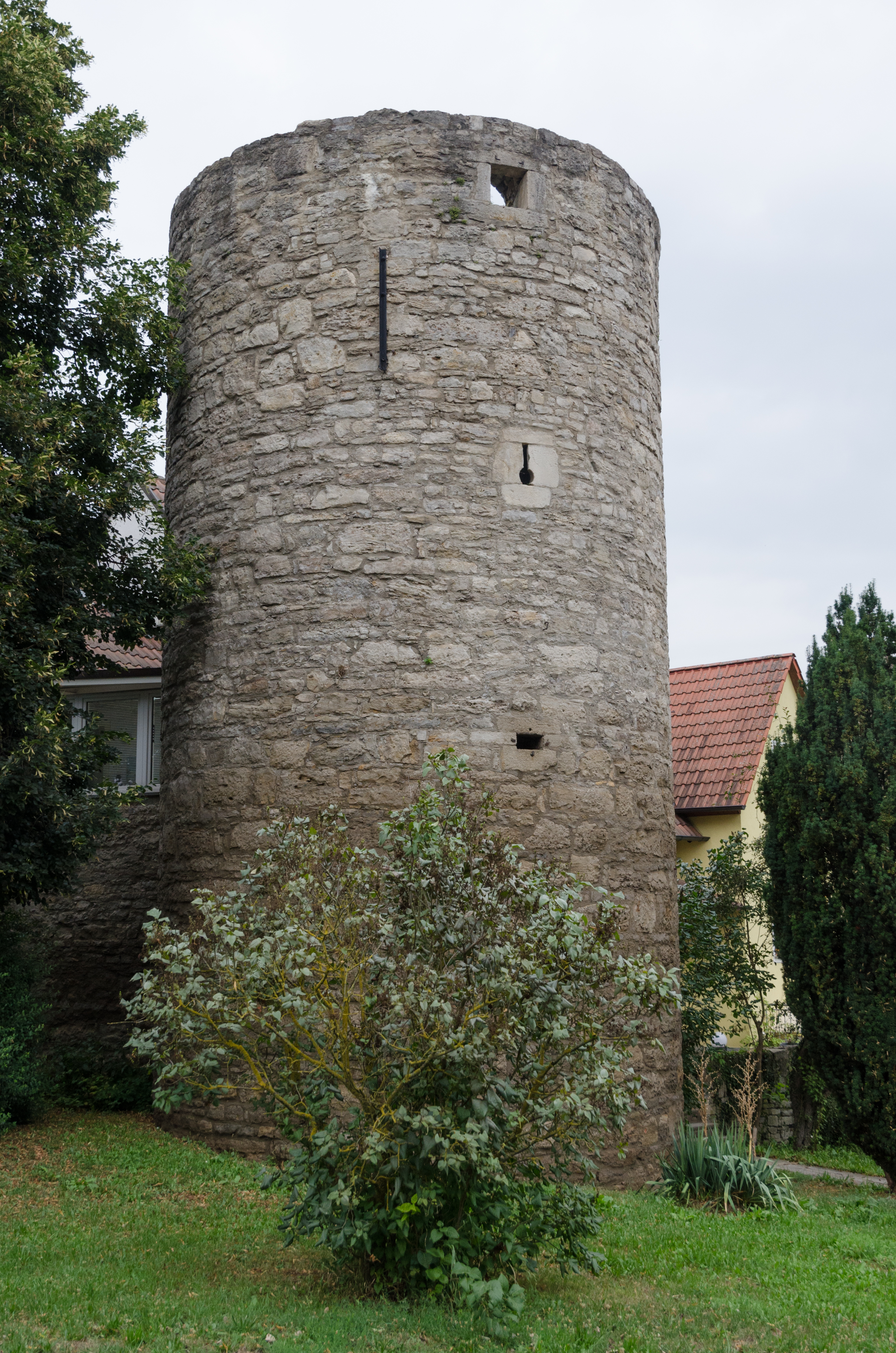
Befestigungsturm, Zehnthofstraße 39
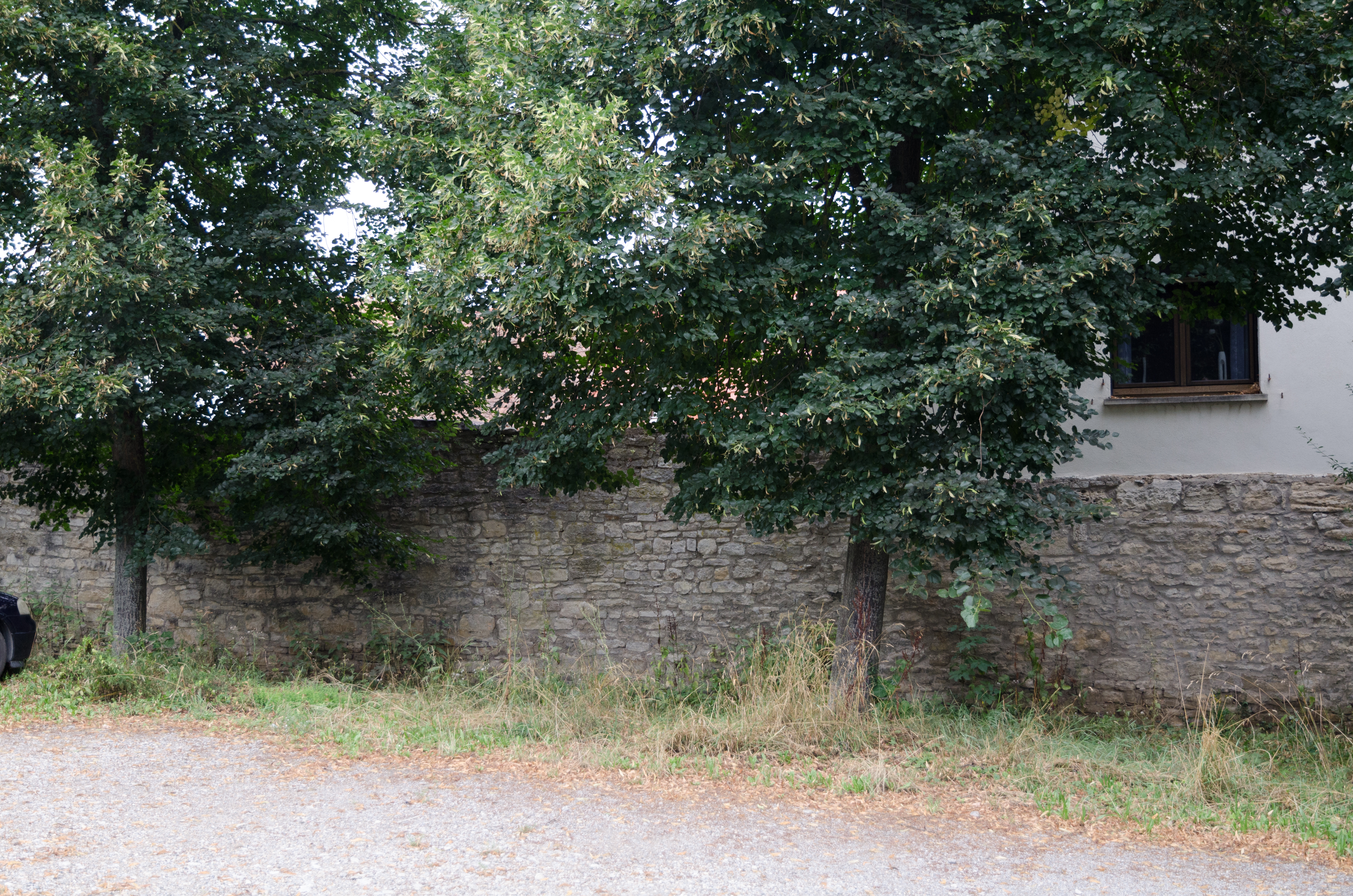
Zehnthofstraße 39
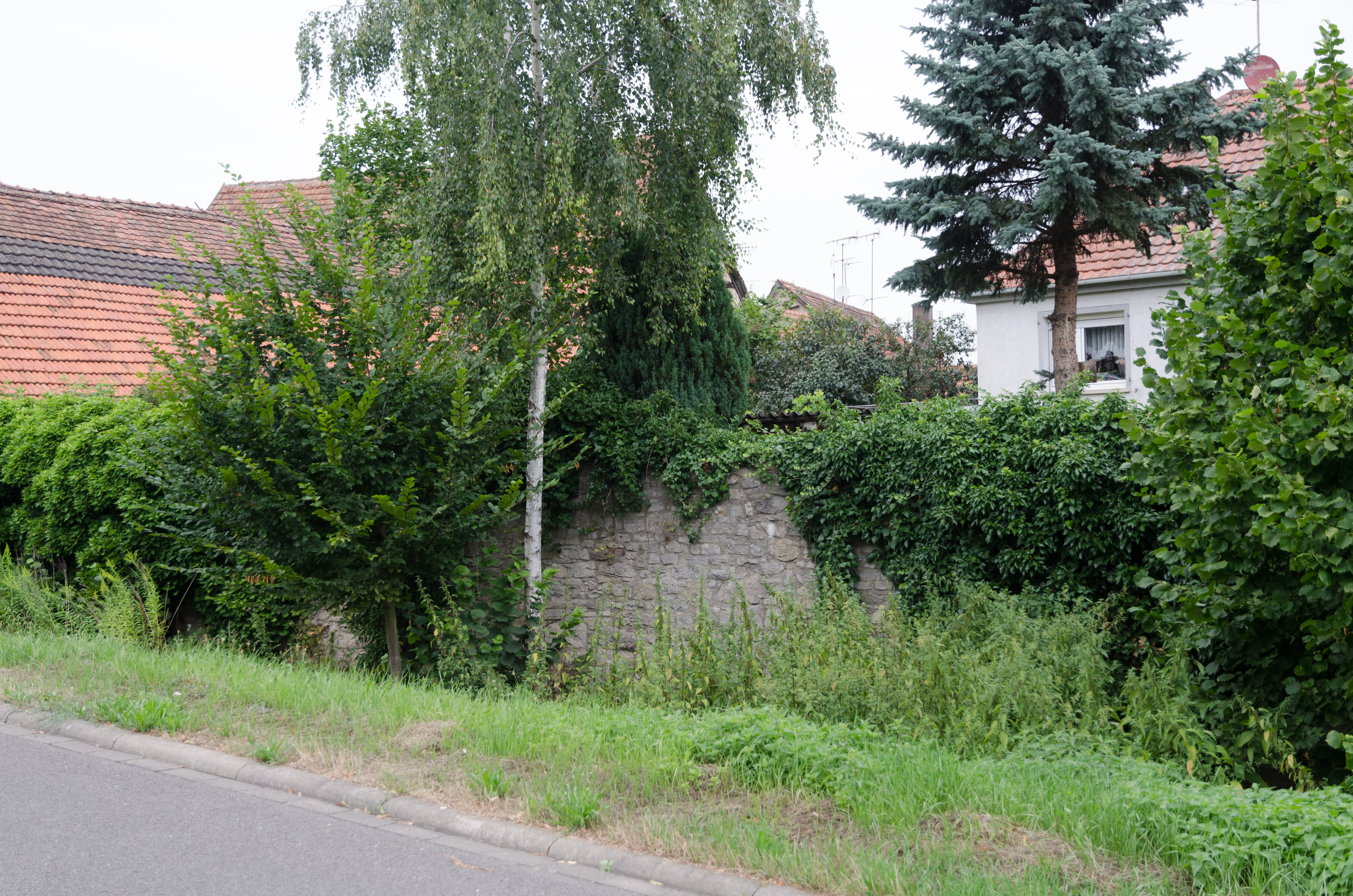
Zehnthofstraße 35
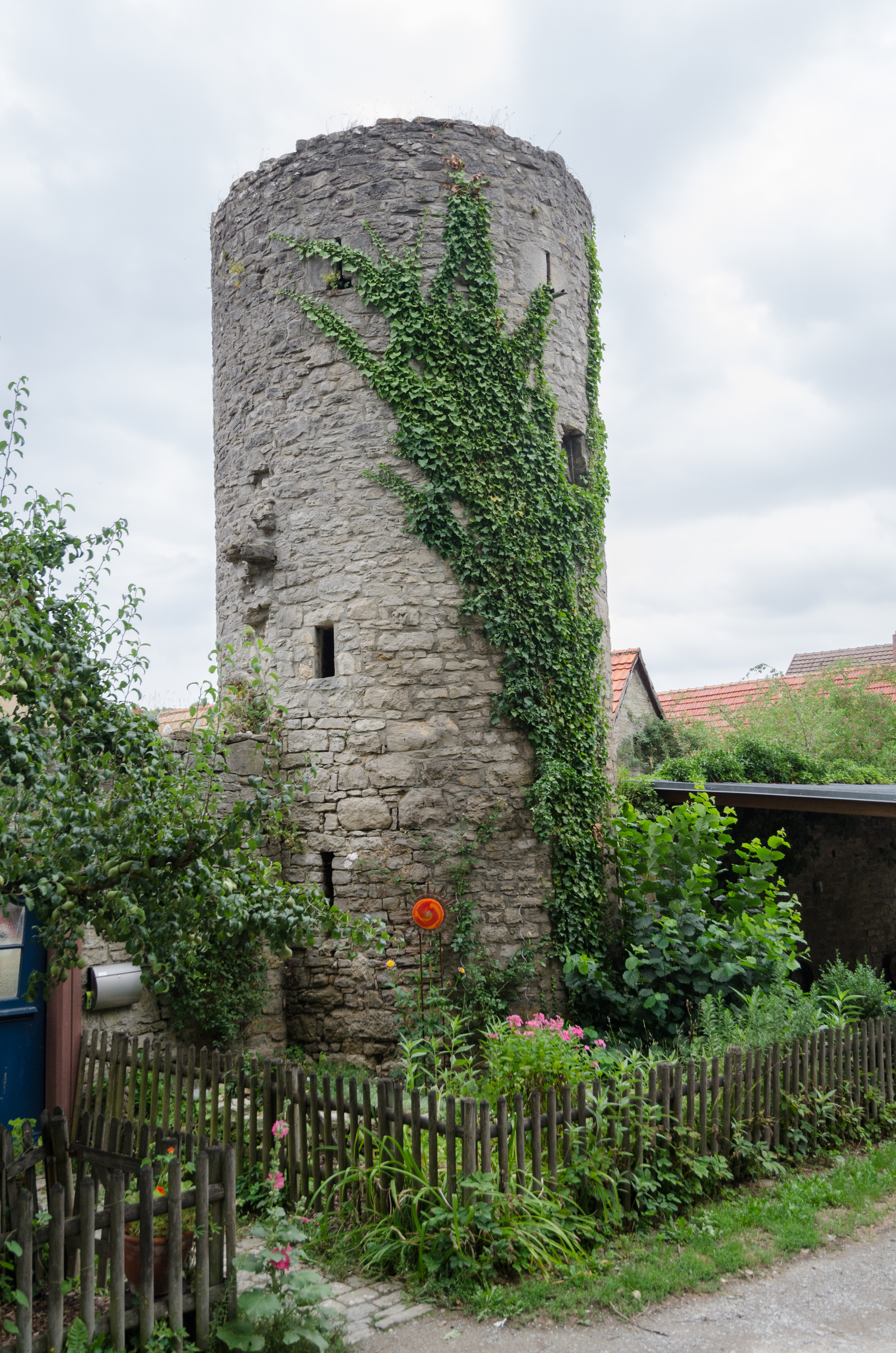
Rundturm Lehmgrubenweg 6
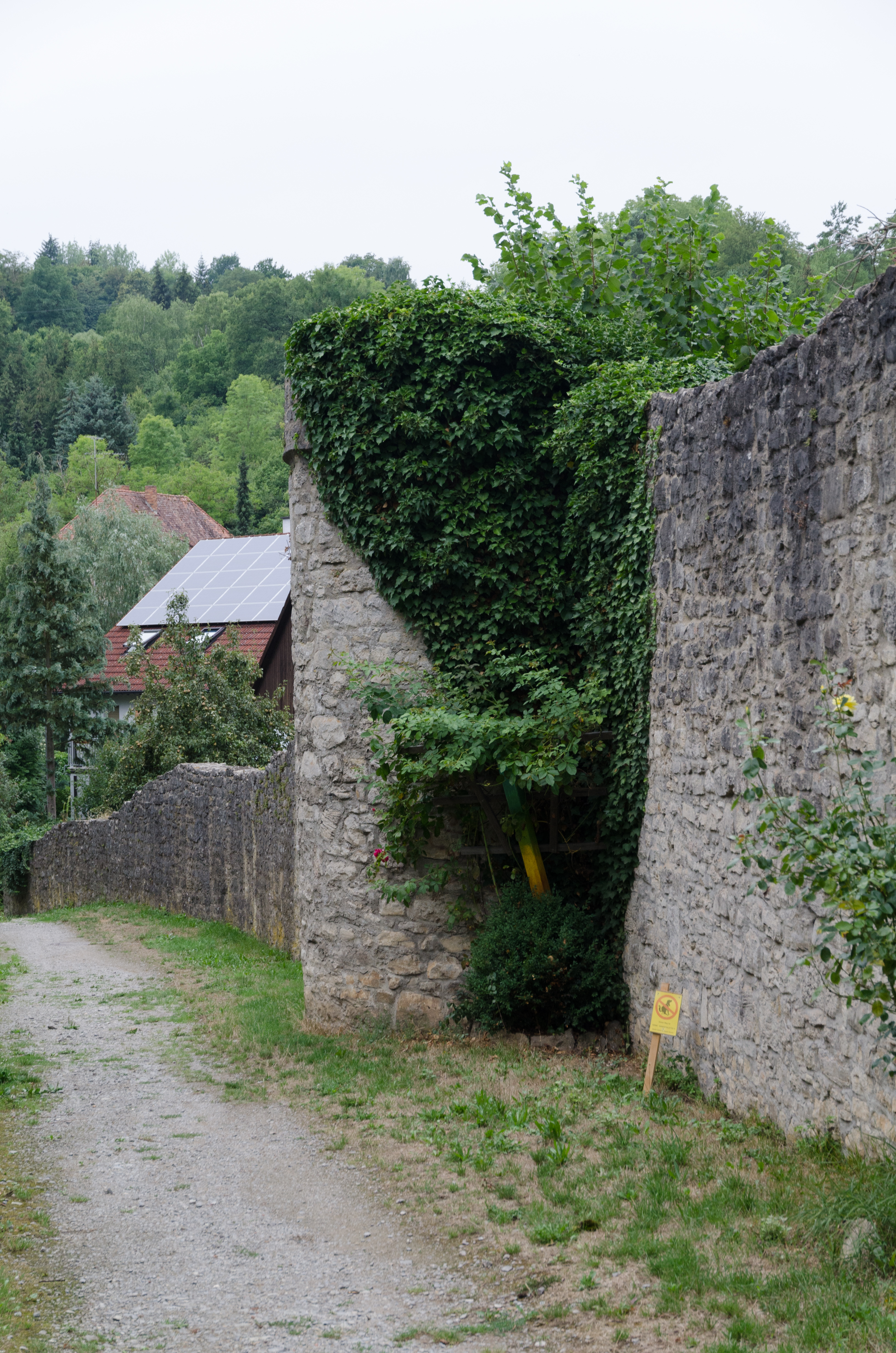
Halbschalenturm Zehnthofstraße 5
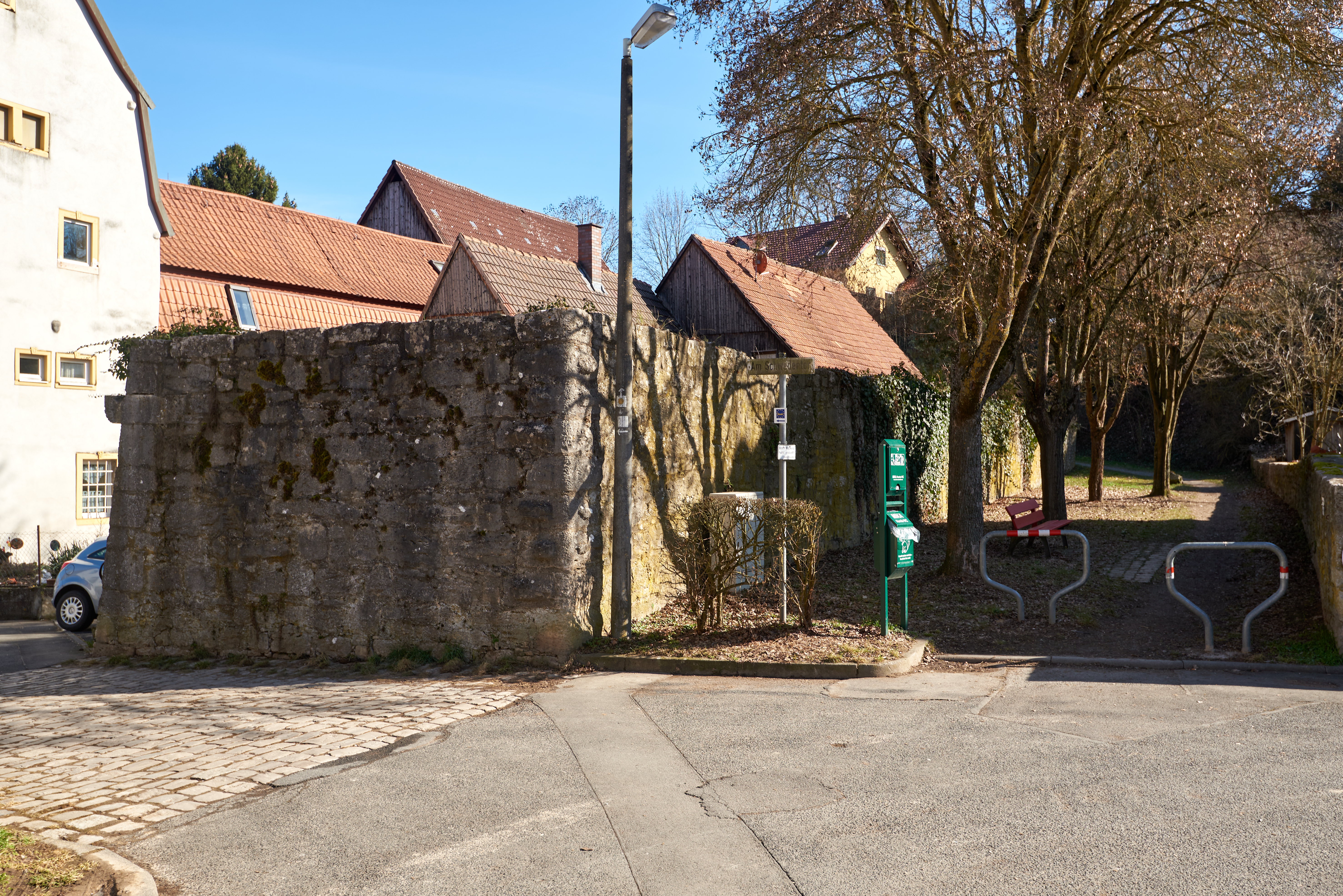
Lehmgrubenweg, Südseite des Schwedentors

## Einzelbaudenkmäler nach Gemeindeteilen

### Ochsenfurt

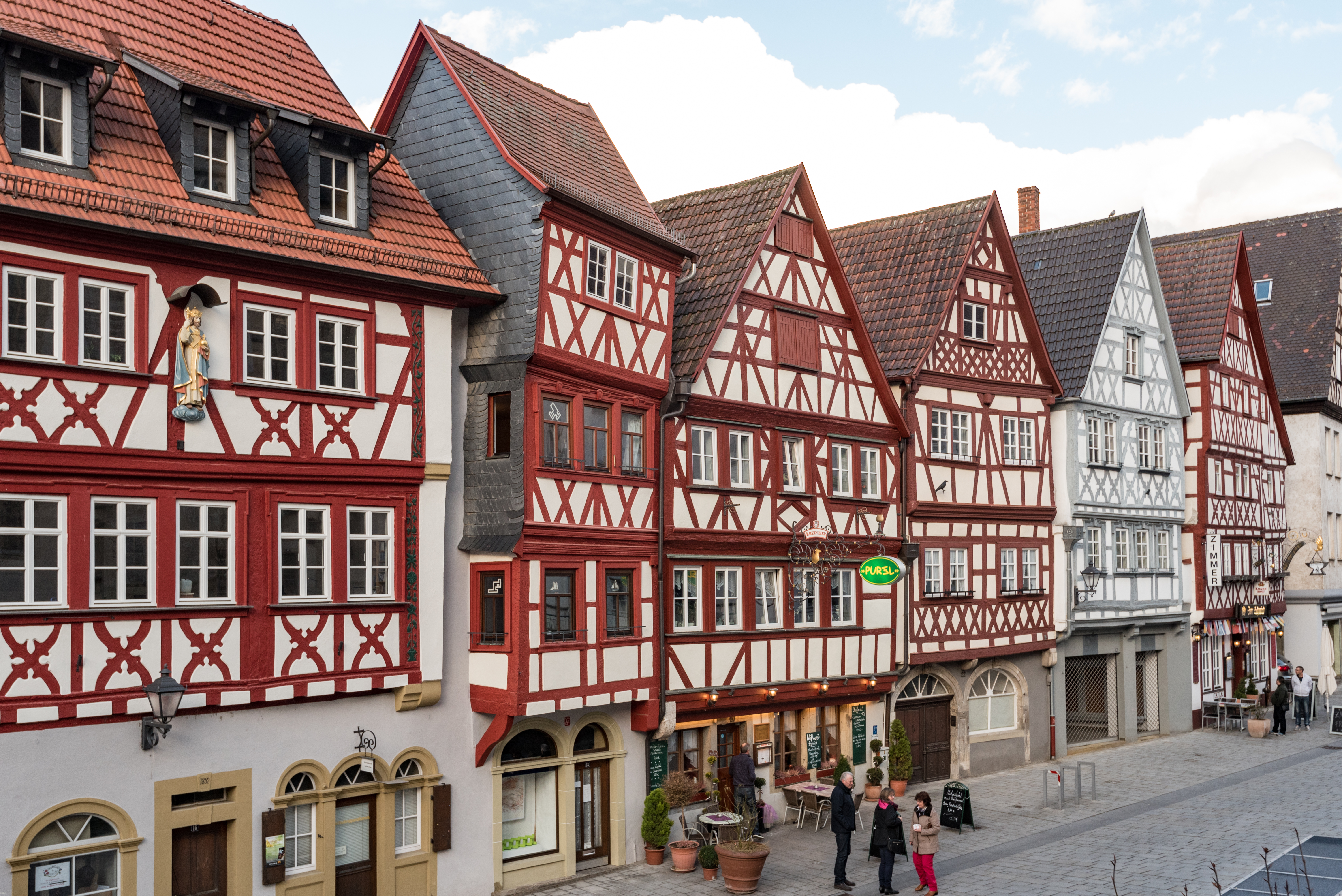
Fachwerkhäuser der Nordostzeile der Hauptstraße Ochsenfurts.

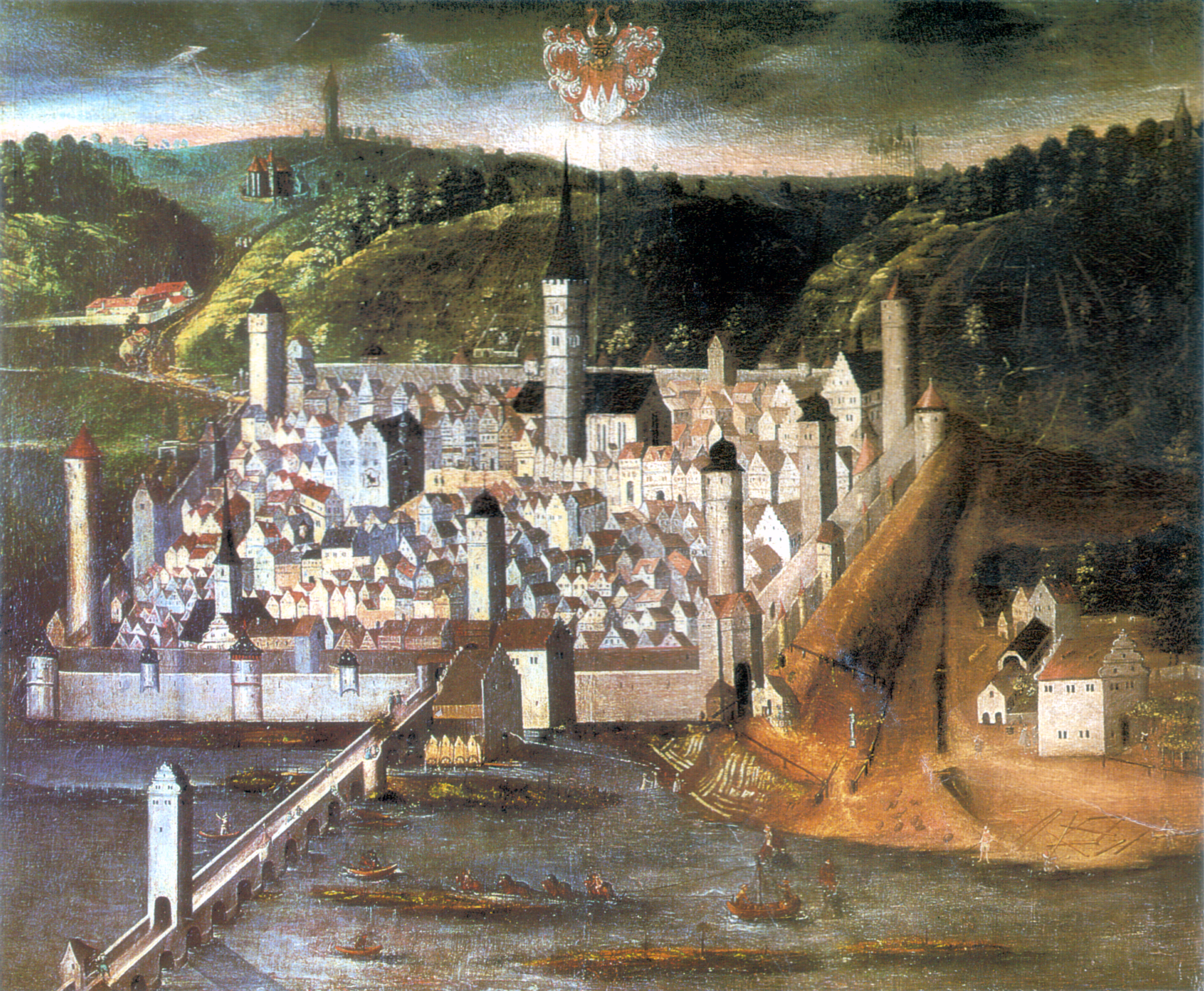
Ochsenfurt, Ölgemälde von Albert Hermann, 1623

In dem Ensemble Altstadt Ochsenfurt gibt es über 200 Einzelbaudenkmäler. Des Weiteren sind 17 Platz- und Straßenbilder von besonderer Bedeutung ausgewiesen, kurz Besondere Bereiche genannt. Zunächst werden die Einzeldenkmäler der besonderen Bereiche aufgeführt, danach die restlichen des Altstadtensembles außerhalb der Besonderen Bereiche.

#### Badgasse
Die Badgasse ist eine schmale gepflasterte Gasse auf abfallendem Terrain. Sie ist geschlossen bebaut mit kleineren, meist zweigeschossigen, giebel- und traufständigen Bürgerhäusern, vorwiegend aus dem 16.–18. Jahrhundert. Die heutigen Nummern 9 und 11 bilden das Areal des ehemals dem Würzburger Ritterstift St. Burkard gehörigen Kastenhofs, der um 1900 großenteils niederbrannte. Umgrenzung: Badgasse 1–14, 16, Hauptstrasse 40, Kolpingstraße 2, Untere Reedersgasse 7, 22.

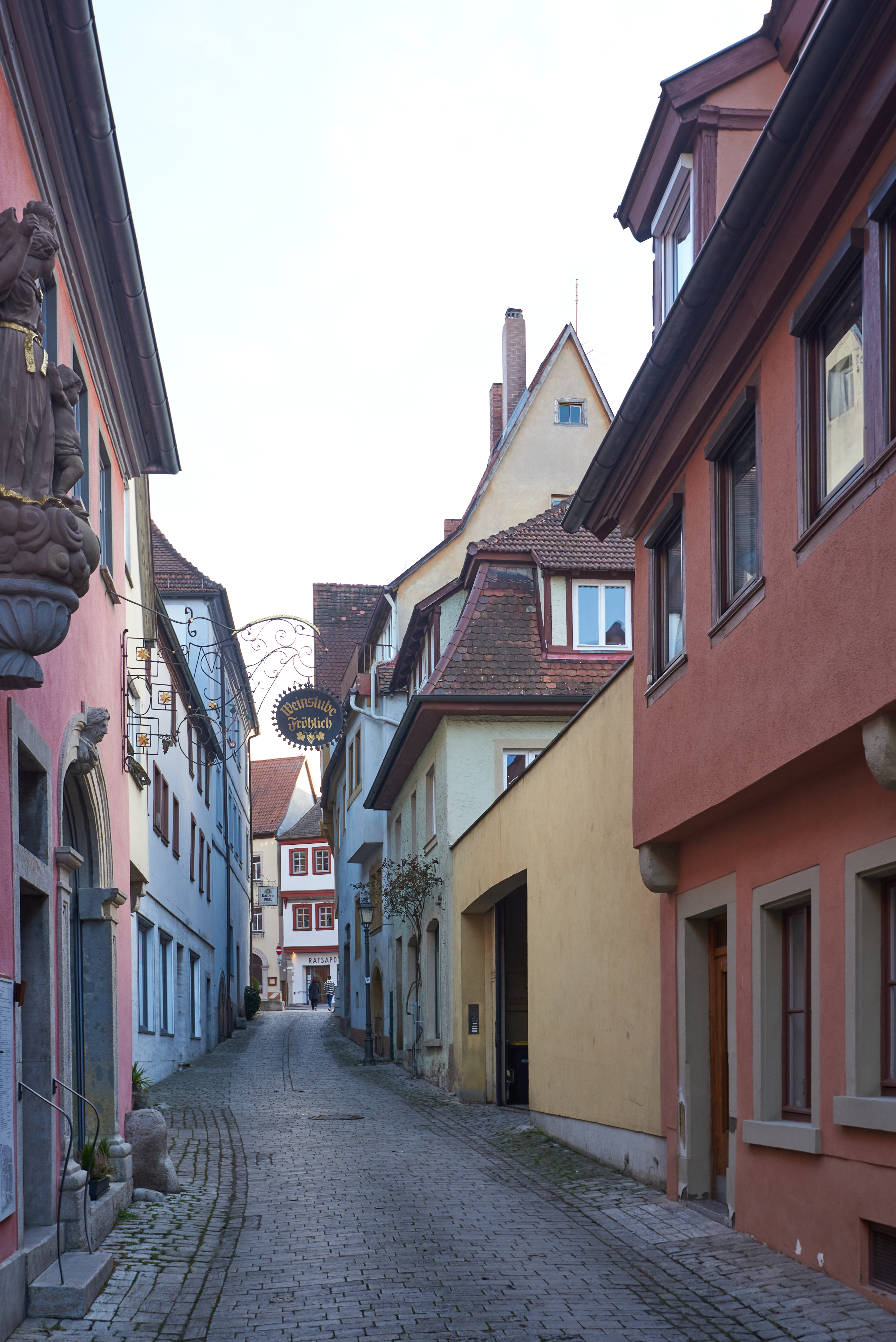
Südabschnitt, von Norden

| Lage                      | Objekt                                                               | Beschreibung | Akten-Nr.     | Bild           |
| ------------------------- | -------------------------------------------------------------------- | --- | ------------- | -------------- |
| Badgasse 4 (Standort)     | Wohngebäude                                                          | Zweigeschossiger, verputzter Satteldachbau mit auf Konsolen vorkragendem Fachwerkobergeschoss, 16.–18. Jahrhundert                                                                                                  | D-6-79-170-4  | weitere Bilder |
| Badgasse 5 (Standort)     | Wohngebäude mit der von 1896 bis 2010 bestehenden Weinstube Fröhlich | Zweigeschossiger, verputzter Walmdachbau mit Fachwerkobergeschoss, zugemauerten barocken Arkaden, vorderer Gebäudeteil 1471 (dendrochronologisch datiert), hinterer Gebäudeteil, 1463 (dendrochronologisch datiert) | D-6-79-170-5  | weitere Bilder |
| Badgasse 5 (Standort)     | Hausfigur                                                            | Madonna | D-6-79-170-5  | weitere Bilder |
| Badgasse 8, 10 (Standort) | Doppelwohnhaus                                                       | Zweigeschossiger, verputzter Krüppelwalm- bzw. Satteldachbau mit traufseitig vorkragendem Fachwerkobergeschoss, 16.–18. Jahrhundert                                                                                 | D-6-79-170-7  | weitere Bilder |
| Badgasse 9 (Standort)     | Zehnthof, sogenannter Bukard’scher Kastenhof                         | Zweigeschossiger, verputzter Satteldachbau mit Treppengiebeln, bezeichnet 1601 | D-6-79-170-8  | weitere Bilder |
| Badgasse 9 (Standort)     | Wappenrelief                                                         | Bezeichnet 1702 | D-6-79-170-8  | weitere Bilder |
| Badgasse 11 (Standort)    | Wohngebäude                                                          | Zweigeschossiger, verputzter Massivbau mit Walmdach und Tordurchfahrt, bezeichnet 1792 | D-6-79-170-10 | weitere Bilder |
| Badgasse 13 (Standort)    | Wohngebäude                                                          | Zweigeschossiger Massivbau mit Halbwalmdach, 18./19. Jahrhundert über älterem Kern | D-6-79-170-11 | weitere Bilder |

#### Boxgasse
Die Boxgasse ist eine lange, gepflasterte Gasse, die an der Innenseite des östlichen Teils der Stadtmauer bergab auf den Centturm führt. Die Seite gegenüber der Mauer ist geschlossen bebaut mit schlichten, meist zweigeschossigen giebel- und traufständigen Wohnhäusern des 18. und 19. Jahrhunderts, die oft einen älteren Kern enthalten. Umgrenzung: Boxgasse 1-39

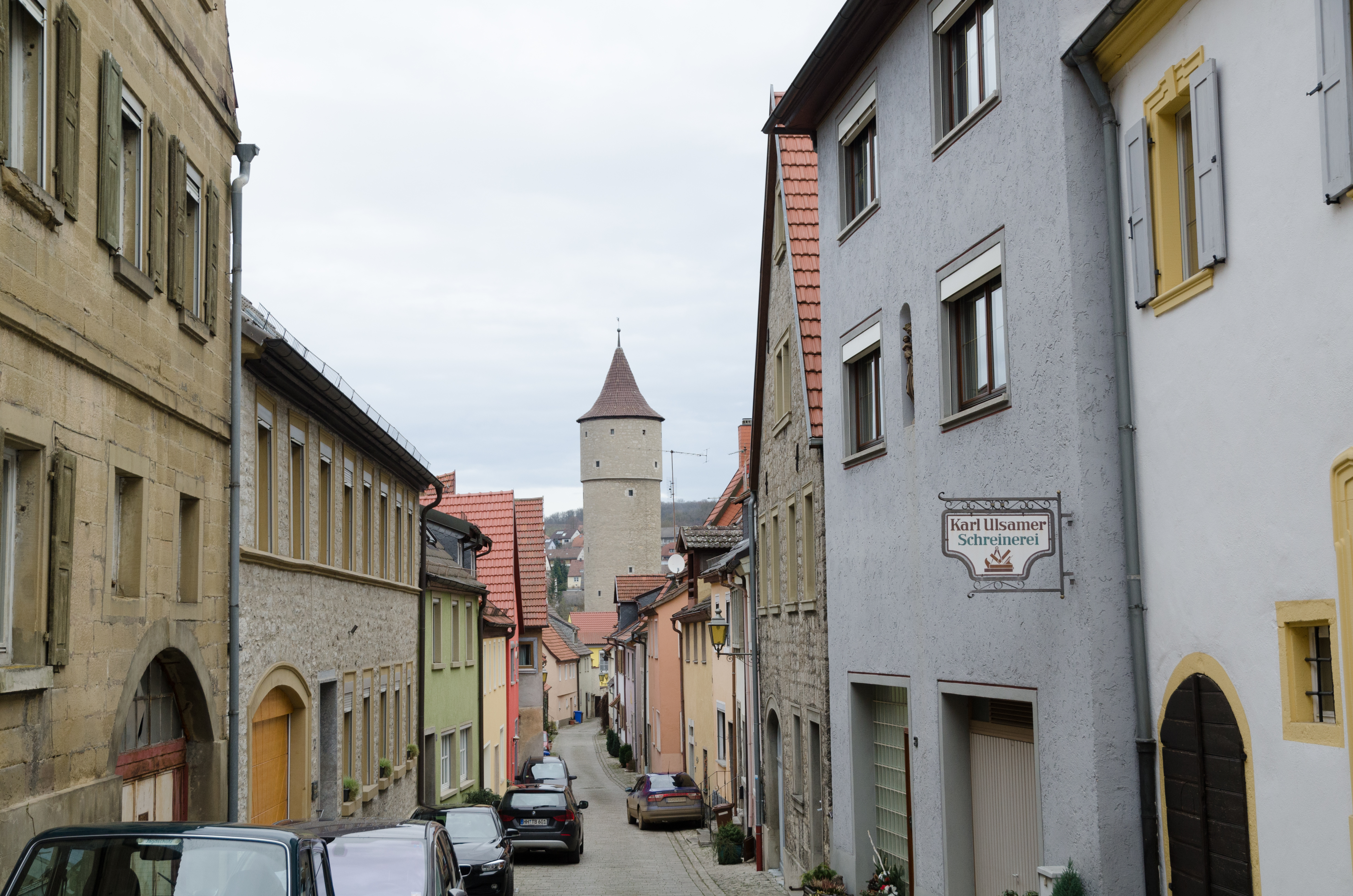
Boxgasse von Norden

| Lage                   | Objekt                            | Beschreibung | Akten-Nr.     | Bild           |
| ---------------------- | --------------------------------- | --- | ------------- | -------------- |
| Boxgasse 1 (Standort)  | Wohngebäude                       | Zweigeschossiger, verputzter Massivbau in Ecklage, mit Satteldach und geohrten Fensterrahmungen, bezeichnet 1763, im Kern um 1550 | D-6-79-170-13 | weitere Bilder |
| Boxgasse 1 (Standort)  | Hausmadonna                       | Wohl 16. Jahrhundert | D-6-79-170-13 | weitere Bilder |
| Boxgasse 3 (Standort)  | Hausmadonna                       | Sandstein, 19. Jahrhundert | D-6-79-170-14 | Hausmadonna    |
| Boxgasse 10 (Standort) | Ehemaliges Wohnwirtschaftsgebäude | Zweigeschossiger, verputzter Satteldachbau mit Fachwerkobergeschoss, 18./19. Jahrhundert                                          | D-6-79-170-16 | weitere Bilder |
| Boxgasse 18 (Standort) | Ehemaliges Wohnwirtschaftsgebäude | Zweigeschossiger, verputzter Satteldachbau mit vorkragendem Fachwerkobergeschoss und Gaube, im Kern 17./18. Jahrhundert           | D-6-79-170-19 | weitere Bilder |

#### Brückenstraße
Die Brückenstraße ist nach der Hauptstraße die breiteste und verkehrsreichste Straße der Innenstadt. An ihrem Schnittpunkt mit der Hauptstraße liegt das Altrathaus (Nr. 1), das an ihrem Ende gelegene Maintor mit dem hohen Brückenturm ist zu Beginn des 19. Jahrhunderts niedergelegt worden. Die Straße hat eine geschlossene, giebel- und traufständige, zweigeschossige Bebauung, im Wesentlichen aus dem 16. bis 18. Jahrhundert. Bei der Unteren Redersgasse entsteht ein kleiner Platz. Die Brückenstraße mündet mit einem leichten Anstieg auf die Alte Mainbrücke. Umgrenzung: Brückenstraße 1-24, 26, Spitalgasse 1, Vorhof 2, 4.

| Lage                                  | Objekt                                          | Beschreibung | Akten-Nr.     | Bild           |
| ------------------------------------- | ----------------------------------------------- | --- | ------------- | -------------- |
| Brückenstraße 1 (Standort)            | Ehemaliges Rathaus, sogenanntes Altes Rathaus   | Langgestreckter, dreigeschossiger Massivbau mit Satteldach und südlichem Pranger, zweite Hälfte 15. Jahrhundert, mit nordwestlichem, turmartigen Anbau mit Renaissancegiebel, und rundbogigen Ladenfenstereinbauten, 16./17. Jahrhundert | D-6-79-170-26 | weitere Bilder |
| Brückenstraße 4, 6, 8 (Standort)      | Dreifachwohnhaus                                | Symmetrisch gestalteter, viergeschossiger Satteldachbau mit Fachwerkobergeschossen, Mittelbau mit Hausmadonna des 18. Jahrhunderts, bezeichnet „1606“ | D-6-79-170-27 | weitere Bilder |
| Brückenstraße 6 (Standort)            | Hausmadonna                                     | 18. Jahrhundert, bezeichnet 1606 | D-6-79-170-27 | weitere Bilder |
| Brückenstraße 10 (Standort)           | Gasthaus Anker                                  | Dreigeschossiger Krüppelwalmdachbau mit Fachwerkobergeschossen, bezeichnet „1693“ | D-6-79-170-28 | weitere Bilder |
| Brückenstraße 12 (Standort)           | Wohngebäude                                     | Dreigeschossiger Schopfwalmdachbau mit Fachwerkobergeschossen, überbauter Hofdurchfahrt und Erker, 17. Jahrhundert über älterem Kern | D-6-79-170-29 | weitere Bilder |
| Brückenstraße 14 (Standort)           | Wohngebäude                                     | Zweigeschossiger, verputzter Massivbau mit Satteldach, überbauter Toreinfahrt und geohrten Fensterrahmungen, 17./18. Jahrhundert, über älterem Kern, mit zweigeschossigen, rückwärtigen Flügelbauten mit Satteldächern, nördliches mit auskragendem Fachwerkobergeschoss, 18. Jahrhundert | D-6-79-170-30 | weitere Bilder |
| Brückenstraße 16 (Standort)           | Ehemaliger Saalhof, dann Gasthaus zum Storchen  | Dreigeschossiger, verputzter Massivbau mit Satteldach, wohl 16. Jahrhundert, Umbau des 18. Jahrhunderts Rückgebäude, zweigeschossiger, verputzter Satteldachbau, im Kern wohl 18. Jahrhundert | D-6-79-170-31 | weitere Bilder |
| Brückenstraße 16 (Standort)           | Rückgebäude                                     | Zweigeschossiger Satteldachbau mit verputztem Fachwerkobergeschoss, im Kern wohl 18. Jahrhundert | D-6-79-170-31 | weitere Bilder |
| Brückenstraße 17 (Standort)           | Wohnhaus                                        | Dreigeschossiger Massivbau mit Walmdach und Hausteingliederung, um 1880 | D-6-79-170-32 | weitere Bilder |
| Brückenstraße 18 (Standort)           | Wohngebäude                                     | Zweigeschossiger, verputzter Mansardgiebeldachbau, teilweise mit Fachwerkobergeschoss, 18./19. Jahrhundert | D-6-79-170-33 | weitere Bilder |
| Brückenstraße 21 (Standort)           | Wohngebäude                                     | Zweigeschossiger, verputzter Halbwalmdachbau mit Fachwerkobergeschoss, 18./19. Jahrhundert | D-6-79-170-1  | weitere Bilder |
| Brückenstraße 23 (Standort)           | Wohngebäude                                     | Zweigeschossiger, verputzter Halbwalmdachbau mit vorkragendem Fachwerkobergeschoss und Hausmadonna (eingelagert), 16.–18. Jahrhundert | D-6-79-170-34 | weitere Bilder |
| Brückenstraße 24, Vorhof 2 (Standort) | Doppelwohnhaus                                  | Dreigeschossiger, verputzter Satteldachbau mit Fachwerkobergeschossen, 16./17. Jahrhundert | D-6-79-170-35 | weitere Bilder |
| Brückenstraße 26 (Standort)           | Schlösschen                                     | Ehemaliger Kernbau einer wohl ehemaligen beringten Burganlage des 14. Jahrhunderts, im frühen 19. Jahrhundert Kaserne, jetzt Heimatmuseum, zweigeschossiger Massivbau mit Sockelgeschoss, Satteldach und Treppengiebeln, im Kern 14. Jahrhundert, im Wesentlichen 15. Jahrhundert | D-6-79-170-36 | weitere Bilder |
| Am Main (Standort)                    | Bogenbrücke, sogenannte Alte Mainbrücke         | Mehrbogige Steinbrücke, östlich mit spitzen Pfeilervorlagen, 1512–1520 über Pfeilern einer Stein-Holz-Brücke von um 1200–1350 errichtet mit Beteiligung des Würzburger Dombaumeisters Hans Bock und des Steinmetzen Hans Sparr, Reparaturen und Ergänzungen 1685–1688 durch Hans Platz und 1709, 1784 Einsturz des Brückenturms und dreier Bögen, diese 1867 ergänzt, nach Sprengung des Mittelbogens 1945 diesen und zwei weitere Bögen 1957 für breitere Wasserstraße durch modernen Betonbrückenkörper ersetzt; dieser 2007 entfernt. 2012 Eröffnung eines Neubaus des Mittelteils als Fußgänger- und Fahrradbrücke | D-6-79-170-3  | weitere Bilder |
| Nähe Alte Mainbrücke (Standort)       | Bogenbrücke, sogenannte Alte Mainbrücke         | Nördliche Flügelmauern, frühes 16. Jahrhundert und Ende 17. Jahrhundert, und Portalpfeiler, bezeichnet „1688“ | D-6-79-170-3  | weitere Bilder |
| Am Main (Standort)                    | Zwei Steinfiguren des heiligen Johannes Nepomuk | 1958 | D-6-79-170-3  | weitere Bilder |

#### Grillengasse
Die Grillengasse führt von der Hauptstraße zum Zwinger. Sie ist vorwiegend zweigeschossig bebaut, meist mit traufständigen Handwerkerhäusern, die zum Teil in das 16. Jahrhundert zurückreichen. Nr. 1–11 bilden eine Reihe einfacher massiver traufständiger Wohnhäuser des 19. Jahrhunderts in Bruchsteinmauerwerk. Umgrenzung: Grillengasse 1–17.

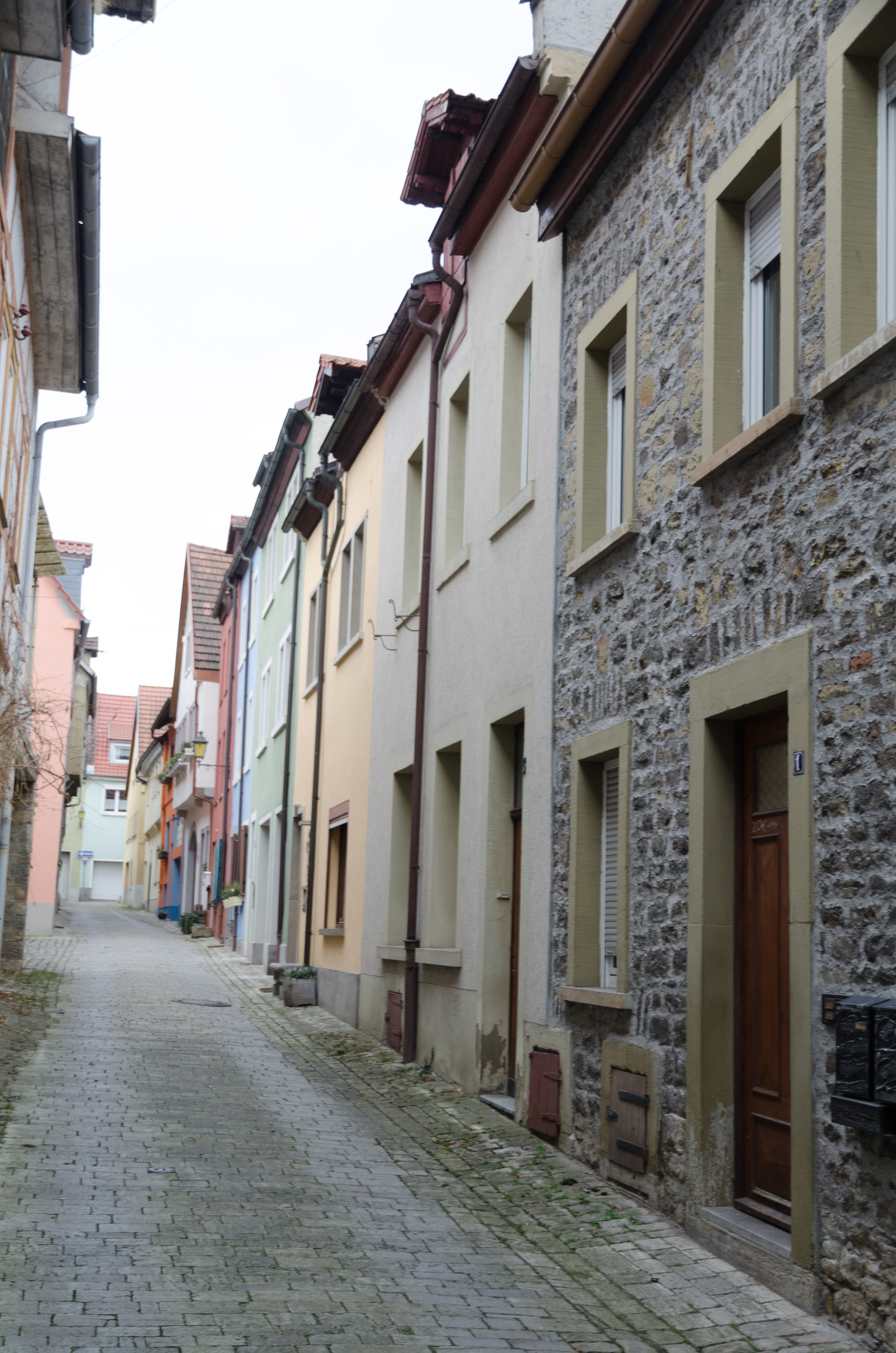
Die Grillengasse in Nord-Süd Ansicht

| Lage                       | Objekt                 | Beschreibung | Akten-Nr.     | Bild           |
| -------------------------- | ---------------------- | --- | ------------- | -------------- |
| Grillengasse 2 (Standort)  | Wohnwirtschaftsgebäude | Zweigeschossiger Satteldachbau mit vorkragendem Fachwerkobergeschoss, bezeichnet 1582                                  | D-6-79-170-44 | weitere Bilder |
| Grillengasse 4 (Standort)  | Wohngebäude            | Zweigeschossiger, verputzter Satteldachbau mit Fachwerkobergeschoss, im Kern um 1600                                   | D-6-79-170-45 | weitere Bilder |
| Grillengasse 6 (Standort)  | Wohngebäude            | Zweigeschossiger, verputzter Satteldachbau mit auf Konsolen vorkragendem Fachwerkobergeschoss, im Kern 16. Jahrhundert | D-6-79-170-46 | weitere Bilder |
| Grillengasse 8 (Standort)  | Wohngebäude            | Zwerchhaus, 16.–18. Jahrhundert, im Kern 1405                                                                          | D-6-79-170-47 | weitere Bilder |
| Grillengasse 12 (Standort) | Wohngebäude            | Zweigeschossiger, verputzter Satteldachbau mit auf Konsolen vorkragendem Fachwerkobergeschoss,16./17. Jahrhundert      | D-6-79-170-48 | weitere Bilder |
| Grillengasse 13 (Standort) | Wohngebäude            | Zweigeschossiger, verputzter Satteldachbau mit auf Konsolen vorkragendem Fachwerkobergeschoss, 16./17. Jahrhundert     | D-6-79-170-49 | weitere Bilder |
| Grillengasse 17 (Standort) | Wohngebäude            | Zweigeschossiger, verputzter Satteldachbau mit auf Konsolen vorkragendem Fachwerkobergeschoss, 16. Jahrhundert         | D-6-79-170-50 | weitere Bilder |

#### Hauptstraße
Die vom Klingentor zum Oberen Tor führende Hauptstraße ist die breiteste und längste Straße der Stadt und zugleich Marktstraße. Durch drei platzartige Erweiterungen an der Stadtpfarrkirche St. Andreas, vor dem Neuen Rathaus und an der Einmündung der Wagstraße ist sie in vier Abschnitte unterteilt. Umgrenzung: Hauptstraße 1-74, Brückenstraße 1, 2, Kolpingstraße 2, 4/6, Obere Manggasse 2, 3, Untere Klingenstraße 1, Wagstraße 2, Zwinger 20, 31.

| Lage                                        | Objekt                                                                              | Beschreibung | Akten-Nr.               | Bild           |
| ------------------------------------------- | ----------------------------------------------------------------------------------- | --- | ----------------------- | -------------- |
| Hauptstraße 1 (Standort)                    | Klingentor                                                                          | siehe Stadtbefestigung | D-6-79-170-51           | BW             |
| Hauptstraße 2 (Standort)                    | Ehemaliges Zehntgebäude                                                             | zweigeschossiger, verputzter Massivbau mit Satteldach und Treppengiebel, im Kern 15. Jahrhundert | D-6-79-170-52           | weitere Bilder |
| Hauptstraße 4 (Standort)                    | Madonnenfigur                                                                       | 18. Jahrhundert | D-6-79-170-53           | Madonnenfigur  |
| Hauptstraße 5, 7 (Standort)                 | Doppelwohnhaus                                                                      | zweigeschossiger, verputzter Mansardkrüppelwalmdachbau, teilweise Fachwerk, 17./18. Jahrhundert | D-6-79-170-54           | weitere Bilder |
| Hauptstraße 8 (Standort)                    | Wohngebäude                                                                         | zweigeschossiger, verputzter Halbwalmdachbau mit Eckquaderung, im Kern wohl spätmittelalterlich | D-6-79-170-55           | weitere Bilder |
| Hauptstraße 9 (Standort)                    | Wohngebäude                                                                         | zweigeschossiger, verputzter Halbwalmdachbau in Ecklage, mit auf Konsolen vorkragendem Fachwerkobergeschoss und Hausmadonna des 18. Jahrhunderts, Gebäude im Kern wohl 15./16. Jahrhundert | D-6-79-170-56           | weitere Bilder |
| Hauptstraße 11 (Standort)                   | Wohngebäude                                                                         | dreigeschossiger Satteldachbau mit leicht vorspringenden Fachwerkobergeschossen, im Kern 15. Jahrhundert | D-6-79-170-57           | weitere Bilder |
| Hauptstraße 12 (Standort)                   | Wohngebäude                                                                         | dreigeschossiger, verputzter Satteldachbau mit Fachwerkobergeschoss und barocken Fensterrahmungen, im Kern 16. Jahrhundert | D-6-79-170-58           | weitere Bilder |
| Hauptstraße 13 (Standort)                   | Wohngebäude                                                                         | dreigeschossiger, verputzter Halbwalmdachbau, 19. Jahrhundert | D-6-79-170-59           | weitere Bilder |
| Hauptstraße 14, 16 (Standort)               | Doppelwohnhaus                                                                      | dreigeschossiger Satteldachbau in Ecklage, mit reich beschnitzten Fachwerkobergeschossen, massiver, südlicher Giebelwand mit Treppengiebel, ausgedehnte Rückgebäude des 15.–17. Jahrhunderts, Vordergebäude bezeichnet 1565, im 18. Jahrhundert teilweise verändert | D-6-79-170-60           | weitere Bilder |
| Hauptstraße 14 (Standort)                   | Hausfigur der Hl. Familie                                                           | 18. Jahrhundert | D-6-79-170-60           | weitere Bilder |
| Hauptstraße 16 (Standort)                   | Hausfigur eines hl. Bischofs                                                        | 19. Jahrhundert | D-6-79-170-60           | weitere Bilder |
| Hauptstraße 15 (Standort)                   | Wohngebäude                                                                         | zweigeschossiger Fachwerkbau mit Satteldach, Erdgeschoss stark überformt, 16. Jahrhundert | D-6-79-170-61           | weitere Bilder |
| Hauptstraße 15 (Standort)                   | Hausmadonna                                                                         | 18. Jahrhunderts | D-6-79-170-61           | weitere Bilder |
| Hauptstraße 17 (Standort)                   | Wohngebäude                                                                         | dreigeschossiger, verputzter Walmdachbau mit reicher Barockgliederung, frühes 18. Jahrhundert | D-6-79-170-63           | weitere Bilder |
| Hauptstraße 18 (Standort)                   | Wohngebäude                                                                         | schmaler, viergeschossiger Satteldachbau mit vorspringenden Fachwerkobergeschossen, 17./18. Jahrhundert | D-6-79-170-64           | weitere Bilder |
| Hauptstraße 20 (Standort)                   | Wohngebäude                                                                         | dreigeschossiger Satteldachbau mit vorkragenden Fachwerkobergeschossen, 17./18. Jahrhundert | D-6-79-170-65           | weitere Bilder |
| Hauptstraße 21 (Standort)                   | Wohngebäude                                                                         | dreigeschossiger, verputzter Satteldachbau mit leicht vorspringenden Fachwerkobergeschossen, im Kern 17. Jahrhundert, Erdgeschoss im frühen 19. Jahrhundert verändert | D-6-79-170-66           | weitere Bilder |
| Hauptstraße (Standort)                      | Kriegerdenkmal                                                                      | für die Gefallenen des Krieges von 1914/18, Skulptur des Hl. Georg als Drachentöter, Kalkstein, um 1920 | D-6-79-170-100          | weitere Bilder |
| Hauptstraße 22 (Standort)                   | Wohngebäude                                                                         | dreigeschossiger Satteldachbau mit auf Konsolen vorkragenden Fachwerkobergeschossen, bezeichnet 1729, über älterem Kern | D-6-79-170-67           | weitere Bilder |
| Hauptstraße 23 (Standort)                   | Wohngebäude                                                                         | zweigeschossiger Satteldachbau mit Fachwerkobergeschoss, mit Hausfigur einer Maria Immaculata des 18. Jahrhunderts, Gebäude 16. /17. Jahrhundert, mit Veränderungen des 18. Jahrhunderts | D-6-79-170-68           | weitere Bilder |
| Hauptstraße 24 (Standort)                   | Wohngebäude                                                                         | dreigeschossiger Satteldachbau mit auf Konsolen vorkragenden Fachwerkobergeschossen, 17./18. Jahrhundert | D-6-79-170-69           | weitere Bilder |
| Hauptstraße 25 (Standort)                   | Wohngebäude                                                                         | dreigeschossiger Massivbau mit Walmdach und Hausfigur des Hl. Josef, diese bezeichnet 1805, Fassade des 19. Jahrhunderts, mit älterem Kern | D-6-79-170-70           | weitere Bilder |
| Hauptstraße 26 (Standort)                   | Wohngebäude                                                                         | dreigeschossiger Satteldachbau mit vorkragenden Fachwerkobergeschossen und nach Osten abgeschlepptem Dach, bezeichnet 1607 | D-6-79-170-71           | weitere Bilder |
| Hauptstraße 29 (Standort)                   | Wohngebäude                                                                         | dreigeschossiger, verputzter Massivbau mit Walmdach, Hausteingliederung in Ecklage, um 1850 | D-6-79-170-72           | weitere Bilder |
| Hauptstraße 29 (Standort)                   | Hausfigur                                                                           | Maria Immaculata, 18. Jahrhunderts | D-6-79-170-72           | weitere Bilder |
| Hauptstraße 31 (Standort)                   | Apotheke, sogenannte Ratsapotheke                                                   | Dreigeschossiger, langgezogener Walmdachbau, mit auf Konsolen vorkragenden Fachwerkobergeschossen, verputzt, 15. /16. Jahrhundert | D-6-79-170-73           | weitere Bilder |
| Hauptstraße 32                              | Keller                                                                              | des abgebrochenen Vorgängerbaus, spätgotisch; nicht nachqualifiziert, im Bayerischen Denkmal-Atlas nicht kartiert | D-6-79-170-394          | weitere Bilder |
| Hauptstraße 33 (Standort)                   | Wohngebäude                                                                         | dreigeschossiger, verputzter Walmdachbau in Ecklage mit geohrten Fensterrahmungen, frühes 18. Jahrhundert | D-6-79-170-74           | weitere Bilder |
| Hauptstraße 34 (Standort)                   | Wohngebäude                                                                         | dreigeschossiger, teilweise verputzter Krüppelwalmdachbau mit auf Konsolen vorkragenden Fachwerkobergeschossen, im Kern 15./16. Jahrhundert, im 18. Jahrhundert verändert | D-6-79-170-75           | weitere Bilder |
| Hauptstraße 35 (Standort)                   | Wohngebäude                                                                         | dreigeschossiger, verputzter Satteldachbau mit auf Konsolen vorkragenden Fachwerkobergeschossen, 16. Jahrhundert | D-6-79-170-76           | weitere Bilder |
| Hauptstraße 37 (Standort)                   | Gasthof Kautzen                                                                     | dreigeschossiger Mansardwalmdachbau mit auf Konsolen vorkragenden Fachwerkobergeschossen, im Kern 15./16. Jahrhundert | D-6-79-170-77           | weitere Bilder |
| Hauptstraße 38 (Standort)                   | Wohngebäude                                                                         | schmaler, dreigeschossiger Satteldachbau mit auf Konsolen vorkragenden Fachwerkobergeschossen, verputzt, im Kern 16. Jahrhundert | D-6-79-170-78           | weitere Bilder |
| Hauptstraße 39 (Standort)                   | Sogenannter Bürgerhof                                                               | dreigeschossiger Massivbau mit Satteldach, Tordurchfahrt und geohrten Fensterrahmungen, Ende 18. Jahrhundert, über älterem Kern | D-6-79-170-79           | weitere Bilder |
| Sterngasse 2, 4, Hauptstraße 39a (Standort) | Ehemaliges Rentamtsgebäude                                                          | dreigeschossiger, massiver Satteldachbau, bezeichnet 1525, teilweise erneuert | D-6-79-170-79           | weitere Bilder |
| Hauptstraße 40 (Standort)                   | Apotheke, sogenannte Stadt-Apotheke                                                 | Dreigeschossiger Satteldachbau mit auf Konsolen auskragenden Fachwerkobergeschossen mit Maskenschnitzereien, Hausmadonna des 18. Jahrhunderts, und rückwärtigem, zweigeschossigem Anbau, Gebäude im Kern spätmittelalterlich, im 18. Jahrhundert überformt | D-6-79-170-80           | weitere Bilder |
| Hauptstraße 41 (Standort)                   | Wohngebäude                                                                         | dreigeschossiger, verputzter Massivbau mit Walmdach in Ecklage, mit Hausteingliederung, 18. Jahrhundert | D-6-79-170-81           | weitere Bilder |
| Hauptstraße 41 (Standort)                   | Hausfigur                                                                           | Hl. Johann Nepomuk | D-6-79-170-81           | weitere Bilder |
| Hauptstraße 41 (Standort)                   | Rückgebäude                                                                         | zweigeschossiger, verputzter Halbwalmdachbau, gleichzeitig | D-6-79-170-81           | weitere Bilder |
| Hauptstraße 42 (Standort)                   | Ehemals Wirtschaftsgebäude                                                          | heut Wohngebäude, zweigeschossiger Massivbau mit Halbwalmdach, im Kern 16. Jahrhundert | D-6-79-170-111          | weitere Bilder |
| Hauptstraße 42 (Standort)                   | Sogenanntes Neues Rathaus                                                           | Rathaus, dreiseitig freistehender Satteldachbau mit westlich auf Konsolen vorkragendem, verputztem Fachwerk, Schmalseiten massiv, mit Treppengiebeln, Uhrentürmchen mit Spitzhelm, Hausmadonna von sowie Freitreppe mit spätgotischer Maßwerkbrüstung, vor 1497 bis um 1513, mit östlichem, zweigeschossigen Anbau mit Satteldach und Treppengiebel, 1514–1515, mit Ausstattung | D-6-79-170-82           | weitere Bilder |
| Hauptstraße 42 (Standort)                   | Wandbrunnen                                                                         | mit ovaler, reliefierter Brunnenschale und Brunnenmaske, 1488–1499 | D-6-79-170-82           | Wandbrunnen    |
| Hauptstraße (Standort)                      | Kruzifix                                                                            | auf breitgelagertem Postament, darauf Figur der trauernden Muttergottes, Sandstein, 18. Jahrhundert | D-6-79-170-83           | weitere Bilder |
| Hauptstraße 43 (Standort)                   | Wohngebäude                                                                         | zweigeschossiger, verputzter Krüppelwalmdachbau mit geohrten Fensterrahmungen, 18. Jahrhundert, über älterem Kern | D-6-79-170-84           | weitere Bilder |
| Hauptstraße 45 (Standort)                   | Wohngebäude                                                                         | zweigeschossiger, verputzter Walmdachbau mit vorkragenden Fachwerkobergeschossen und östlicher Hofdurchfahrt, Erdgeschoss stark überformt, 16.–18. Jahrhundert | D-6-79-170-85           | weitere Bilder |
| Hauptstraße 46 (Standort)                   | Wohngebäude                                                                         | dreigeschossiger, verputzter Satteldachbau mit vorkragenden Fachwerkobergeschossen, Erdgeschoss stark überformt, im Kern 16. Jahrhundert | D-6-79-170-86           | weitere Bilder |
| Hauptstraße 47 (Standort)                   | Gasthof Post                                                                        | dreigeschossiger, verputzter Massivbau mit Walmdach, geohrten Fensterrahmungen, Tordurchfahrt und südlichem Flügelanbau, bezeichnet 1761 | D-6-79-170-87           | weitere Bilder |
| Hauptstraße 48 (Standort)                   | Wohngebäude                                                                         | dreigeschossiger Massivbau mit Satteldach und Hausteinfassade, Erdgeschoss stark überformt, 19. Jahrhundert | D-6-79-170-88           | weitere Bilder |
| Hauptstraße 50 (Standort)                   | Wohngebäude                                                                         | dreigeschossiger, verputzter Satteldachbau mit vorkragenden Fachwerkobergeschossen, Erdgeschoss stark überformt, im Kern 16. Jahrhundert | D-6-79-170-90           | weitere Bilder |
| Hauptstraße 51 (Standort)                   | Ehemaliger Spitalhof                                                                | zweigeschossiger Massivbau mit Walmdach, reicher Barockfassade und Tordurchfahrt, bezeichnet 1720 | D-6-79-170-91           | weitere Bilder |
| Hauptstraße 52 (Standort)                   | Wohngebäude                                                                         | dreigeschossiger, verputzter Satteldachbau mit auf Konsolen vorkragenden Fachwerkobergeschossen, im Kern 16. Jahrhundert | D-6-79-170-92           | weitere Bilder |
| Hauptstraße 60 (Standort)                   | Wohngebäude                                                                         | dreiseitig freistehender, dreigeschossiger Walmdachbau mit auf Konsolen vorkragenden Fachwerkobergeschossen, verputzt, Erdgeschoss stark überformt, im Kern 15./16. Jahrhundert | D-6-79-170-94           | weitere Bilder |
| Hauptstraße 62 (Standort)                   | Wohngebäude                                                                         | dreigeschossiger, verputzter Satteldachbau mit Fachwerkobergeschossen, Erdgeschoss stark überformt, 17. Jahrhundert | D-6-79-170-95           | weitere Bilder |
| Hauptstraße 68 (Standort)                   | Wohngebäude                                                                         | dreigeschossiger, verputzter Satteldachbau, 19. Jahrhundert | D-6-79-170-96           | weitere Bilder |
| Hauptstraße 70 (Standort)                   | Wohngebäude                                                                         | schmaler, dreigeschossiger Walmdachbau, verputzt, 19. Jahrhundert | D-6-79-170-97           | weitere Bilder |
| Hauptstraße 72 (Standort)                   | Wohngebäude                                                                         | dreigeschossiger, verputzter Satteldachbau in Ecklage, 19. Jahrhundert | D-6-79-170-98           | weitere Bilder |
| Hauptstraße 74 (Standort)                   | Ehemaliger Adelssitz,sogenanntes gräfliches Königseggisches Haus, jetzt Hotel Bären | im westlichen Kern dreigeschossiger Massivbau mit Walmdach, Risaliterker und Hausteingliederung, 18. Jahrhundert, später um östlichen Anbau in Form einer Kopie des Kernbaus erweitert | D-6-79-170-99           | weitere Bilder |
| Obere Boxgasse 1 (Standort)                 | Ehemaliges Wirtschaftsgebäude                                                       | Viergeschossiger, verputzter Massivbau mit Satteldach, Inschriftentafel bezeichnet 1891 | D-6-79-170-99 zugehörig | weitere Bilder |
| Jahnstraße 2 (Standort)                     | Ehemaliges Wirtschaftsgebäude                                                       | Zweigeschossiger, Bruchsteinmauerwerksbau mit Satteldach und Lisenengliederung, 2. Hälfte 19. Jahrhundert | D-6-79-170-99 zugehörig | weitere Bilder |
| Obere Manggasse 2 (Standort)                | Wohngebäude                                                                         | zweigeschossiger, verputzter Halbwalmdachbau in Ecklage, mit Fachwerkobergeschoss, 16.–18. Jahrhundert | D-6-79-170-147          | weitere Bilder |
| Obere Manggasse 3 (Standort)                | Gasthaus Roß                                                                        | zweigeschossiger, verputzter Mansardhalbwalmdachbau in Ecklage, mit auf Konsolen vorkragendem Fachwerkobergeschoss, im Kern 16.–18. Jahrhundert, Fassade 19. Jahrhundert | D-6-79-170-148          | weitere Bilder |
| Wagstraße 2 (Standort)                      | Wohngebäude                                                                         | zweigeschossiger, verputzter Halbwalmdachbau in Ecklage, mit auskragendem Fachwerkobergeschoss, im Kern 15./16. Jahrhundert, Veränderungen 18./19. Jahrhundert | D-6-79-170-221          | weitere Bilder |
| Wagstraße 6 (Standort)                      | Wohngebäude                                                                         | Zweigeschossiger, verputzter Satteldachbau in Ecklage, mit Hausteingliederung, 2. Hälfte 19. Jahrhundert | D-6-79-170-223          | weitere Bilder |
| Zwinger 20 (Standort)                       | Wohngebäude                                                                         | dreigeschossiger, verputzter Satteldachbau mit Fußwalm und auf Konsolen vorkragenden Fachwerkobergeschossen, 16.–18. Jahrhundert | D-6-79-170-231          | weitere Bilder |

#### Kellereistraße
Die Kellereistraße geht von der Hauptstraße aus, führt am ehemaligen Palatium vorbei und durchbricht an ihrem südlichen Ende die Stadtmauer. Sie ist geschlossen zweigeschossig giebel- und traufständig bebaut, meist mit Wohngebäuden des 16. bis 18. Jahrhunderts. Umgrenzung: Kellereistraße 1–13.

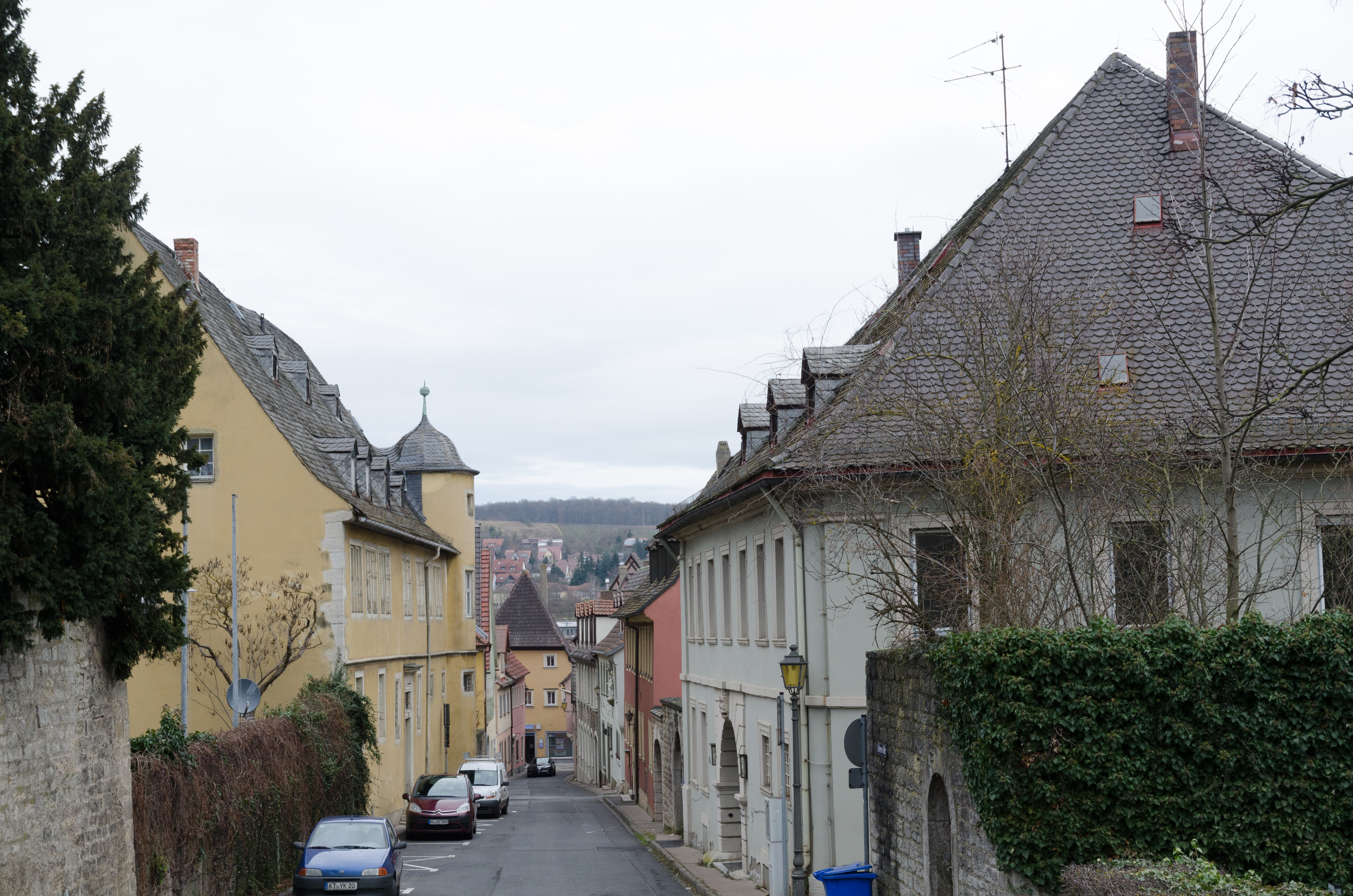
Kelleistraße Ansicht von Süden

| Lage                             | Objekt | Beschreibung | Akten-Nr.      | Bild           |
| -------------------------------- | --- | --- | -------------- | -------------- |
| Kellereistraße 4 (Standort)      | Wohngebäude | zweigeschossiger, verputzter Schopfwalmdachbau in Ecklage, mit vorkragendem Fachwerkobergeschoss und Hausfigur, 18. Jahrhundert                                                                          | D-6-79-170-101 | weitere Bilder |
| Kellereistraße 5 (Standort)      | Ehemaliges Wohnwirtschaftsgebäude | zweigeschossiger, verputzter Satteldachbau mit auf Konsolen vorkragendem Fachwerkobergeschoss, 16./17. Jahrhundert                                                                                       | D-6-79-170-102 | weitere Bilder |
| Kellereistraße 6 (Standort)      | Wohngebäude | zweigeschossiger, verputzter Walmdachbau mit Fachwerkobergeschoss und geohrten Fensterrahmungen, 18. Jahrhundert                                                                                         | D-6-79-170-103 | weitere Bilder |
| Kellereistraße 7 (Standort)      | Wohngebäude | zweigeschossiger, teilweise verputzter Satteldachbau mit östlich vorkragendem Fachwerkobergeschoss, hinterer Gebäudeteil massiv mit Treppengiebel, im Kern 15. Jahrhundert, Fachwerk 16./17. Jahrhundert | D-6-79-170-104 | weitere Bilder |
| Kellereistraße 7 (Standort)      | Rückgebäude | zweigeschossiger, verputzter Satteldachbau, mit geohrten Fensterrahmungen, 17./18. Jahrhundert | D-6-79-170-104 | weitere Bilder |
| Kellereistraße 8 (Standort)      | Ehemaliges Amtsgericht | zweigeschossiger, verputzter Massivbau mit Walmdach, Barockgliederung und reichgestaltetem Portal, mit östlich anschließendem, L-förmigen Satteldachbau, frühes 18. Jahrhundert, im Kern 1495            | D-6-79-170-105 | weitere Bilder |
| Kellereistraße 11 (Standort)     | Ehemaliges domkapitelsches Palatium, Wohn- und Lagergebäude, sogenannte Tempelherrenkirche, dann Bezirksamtsgebäude, jetzt Landratsamt | Dreigeschossiger Bruchsteinmauerwerksbau mit Satteldach, figurenbesetzten Treppengiebeln, Treppenturm und kreuzgewölbter Erdgeschosshalle, 1491–1499, Veränderungen 19./20. Jh.                          | D-6-79-170-106 | weitere Bilder |
| Kellereistraße 13 (Standort)     | Ehemalige domkapitelsche Kellerei, sogenannte blaue Kellerei, dann Bezirksamtsgebäude, jetzt Landratsamt                               | Zweigeschossiger Massivbau mit Satteldach, Rundturm, Hausteingliederung und spitzbogigem Einfahrtstor, im Wesentlichen 16. Jh., über älterem Kern wohl des 14. Jh., Umbau durch Georg Bayer, 1714        | D-6-79-170-106 | weitere Bilder |
| Kellereistraße 11, 13 (Standort) | Ziehbrunnen | Querbalken des Brunnengalgens mit Wappenrelief, modern ergänzt, Sandstein, bezeichnet 1549 | D-6-79-170-106 | weitere Bilder |

#### Kirchplatz
An der Südseite der Pfarrkirche liegt der Kirchplatz mit der ehemaligen Friedhofskapelle, die bis ins 19. Jahrhundert von dem 1542 angelegten Friedhof umgeben war. Umgrenzung: Kirchplatz 1-5, 7, Pfaffengasse 8, 10, 12.

| Lage                                              | Objekt                              | Beschreibung | Akten-Nr.               | Bild           |
| ------------------------------------------------- | ----------------------------------- | --- | ----------------------- | -------------- |
| Kirchplatz 1, Kirchplatz 3, Kirchplatz (Standort) | Katholische Pfarrkirche St. Andreas | dreischiffige spätgotische Hallenkirche mit einschiffigem Chor, 2. Hälfte 14. Jahrhundert, sechsgeschossiger Turm mit Spitzhelm an Nordseite des Chores, im Kern 13. Jahrhundert, Anbauten 17./18. Jahrhundert; mit Ausstattung (siehe auch: Taufbecken (St. Andreas, Ochsenfurt)) | D-6-79-170-107          | weitere Bilder |
| Kirchplatz 1, Kirchplatz 3, Kirchplatz (Standort) | Ölbergkapelle                       | gewölbter Anbau mit Brüstungsriegel, wohl 1510–1520, mit lebensgroßen Sandsteinfiguren des späten 16. Jahrhunderts | D-6-79-170-107          | weitere Bilder |
| Kirchplatz 1, Kirchplatz 3, Kirchplatz (Standort) | Missionskreuz                       | Kruzifix auf älterem Postament mit Inschriftenkartusche des 18. Jahrhunderts, Sandstein, bezeichnet 1923 | D-6-79-170-107          | weitere Bilder |
| Kirchplatz 2 (Standort)                           | Ehemaliges Schulgebäude             | zweigeschossiger, verputzter Satteldachbau mit Sockelgeschoss, Hausteingliederung und östlichem Standerker, Neurenaissance, um 1870 | D-6-79-170-108          | weitere Bilder |
| Kirchplatz 4 (Standort)                           | Ehemalige Friedhofskapelle          | jetzt kath. Kapelle St. Michael, zweigeschossiger, spätgotischer Saalbau mit nicht ausgeschiedenem Chor und Freitreppe, bezeichnet 1444, Einwölbung bezeichnet 1492, mit Ausstattung                                                                                               | D-6-79-170-109 Wikidata | weitere Bilder |
| Kniebreche ()                                     | Bildstock                           | Reliefaufsatz mit Pietàdarstellung, auf erneuertem Pfeiler über Postament, Sandstein, wohl 18. Jahrhundert | D-6-79-170-432          |                |

#### Kolpingstraße
Die Kolpingstraße ist eine teilweise gepflasterte, geschlossen bebaute Straße mit zweigeschossigen Wohnhäusern des 15./16. bis 19. Jahrhunderts, die im vorderen Abschnitt der Straße bis zur Einmündung der Manggasse vorwiegend giebelständig angeordnet sind. Bei den Nummern 4/6, 8, 10 ist die Straße um einen Ziehbrunnen herum platzartig erweitert. Der Platzraum wird beherrscht durch die beiden Nordgiebelfronten des Neuen Rathauses. Umgrenzung: Kolpingstraße 1-24, Boxgasse 1, Obere Boxgasse 10, 12.

| Lage                        | Objekt      | Beschreibung | Akten-Nr.      | Bild           |
| --------------------------- | ----------- | --- | -------------- | -------------- |
| Kolpingstraße 2 (Standort)  | Wohngebäude | dreigeschossiger, verputzter Walmdachbau in Ecklage mit Fachwerkobergeschossen, barocker Putzgliederung, Gebäude frühes 18. Jahrhundert                     | D-6-79-170-112 | weitere Bilder |
| Kolpingstraße 2 (Standort)  | Hausfigur   | Erzengel Michael, bezeichnet 1765 | D-6-79-170-112 | weitere Bilder |
| Kolpingstraße 5 (Standort)  | Wohngebäude | zweigeschossiger, verputzter Mansardkrüppelwalmdachbau mit Fachwerkobergeschoss, 18./19. Jahrhundert                                                        | D-6-79-170-113 | Wohngebäude    |
| Kolpingstraße 8 (Standort)  | Wohngebäude | zweigeschossiger, verputzter Satteldachbau mit Fachwerkobergeschoss und Tordurchfahrt, 18./19. Jahrhundert                                                  | D-6-79-170-114 | weitere Bilder |
| Kolpingstraße (Standort)    | Ziehbrunnen | mit Galgen aus zwei Steinsäulen mit Wappenreliefs geschmückten Kapitellen, überdachtem hölzernen Querbalken sowie ovaler Brunneneinfassung, bezeichnet 1573 | D-6-79-170-123 | weitere Bilder |
| Kolpingstraße 9 (Standort)  | Wohngebäude | zweigeschossiger, verputzter Satteldachbau mit auf Konsolen vorkragendem Fachwerkobergeschoss, Gebäude 16.–18. Jahrhundert                                  | D-6-79-170-115 | weitere Bilder |
| Kolpingstraße 9 (Standort)  | Hausmadonna | 18. Jahrhundert | D-6-79-170-115 | weitere Bilder |
| Kolpingstraße 10 (Standort) | Wohngebäude | dreigeschossiger, verputzter Satteldachbau mit Fachwerkobergeschossen, bezeichnet 1552                                                                      | D-6-79-170-116 | weitere Bilder |
| Kolpingstraße 12 (Standort) | Wohngebäude | dreigeschossiger, verputzter Krüppelwalmdachbau in Ecklage mit Fachwerkobergeschossen, über älterem Kern                                                    | D-6-79-170-117 | weitere Bilder |
| Kolpingstraße 12 (Standort) | Hausmadonna | 18. Jahrhundert | D-6-79-170-117 | weitere Bilder |
| Kolpingstraße 18 (Standort) | Wohngebäude | zweigeschossiger, verputzter Massivbau mit Satteldach und geohrten Fensterrahmungen, 18. Jahrhundert, Zwerchhaus 19. Jahrhundert                            | D-6-79-170-118 | weitere Bilder |
| Kolpingstraße 19 (Standort) | Wohngebäude | zweigeschossiger, verputzter Massivbau mit Mansardgiebeldach, barockisierend, um 1900                                                                       | D-6-79-170-119 | weitere Bilder |
| Kolpingstraße 20 (Standort) | Wohngebäude | zweigeschossiger, verputzter Massivbau mit Satteldach, im Kern 16./17. Jahrhundert                                                                          | D-6-79-170-120 | weitere Bilder |
| Kolpingstraße 22 (Standort) | Wohngebäude | zweigeschossiger, verputzter Satteldachbau, im Kern 16./17. Jahrhundert                                                                                     | D-6-79-170-121 | weitere Bilder |
| Kolpingstraße 23 (Standort) | Hausfigur   | Hl. Joseph, 19. Jahrhundert | D-6-79-170-141 | weitere Bilder |

#### Langgasse
Die Langgasse führt von der Hauptstraße zum Zwinger und ist zweigeschossig, trauf- und giebelständig bebaut. Der vordere breitere Teil wird optisch abgeschlossen durch die Giebelfassade von Nr. 4. Umgrenzung: Langgasse 1-13.

| Lage                   | Objekt                            | Beschreibung | Akten-Nr.      | Bild           |
| ---------------------- | --------------------------------- | --- | -------------- | -------------- |
| Langgasse 4 (Standort) | Ehemaliges Wohnwirtschaftsgebäude | zweigeschossiger, verputzter Satteldachbau mit Fachwerkobergeschoss, dreiseitig freistehend, im Kern 15./16. Jahrhundert   | D-6-79-170-124 | weitere Bilder |
| Langgasse 5 (Standort) | Wohngebäude                       | zweigeschossiger, verputzter Satteldachbau mit Tordurchfahrt, Obergeschoss teilweise Fachwerk, 17./18. Jahrhundert         | D-6-79-170-125 | weitere Bilder |
| Langgasse 7 (Standort) | Wohngebäude                       | zweigeschossiger, verputzter Satteldachbau mit auf Konsolen vorkragendem Fachwerkobergeschoss, 17./18. Jahrhundert         | D-6-79-170-126 | weitere Bilder |
| Langgasse 9 (Standort) | Wohngebäude                       | zweigeschossiger, verputzter Satteldachbau mit auf Konsolen vorkragendem Obergeschoss, 17./18. Jh.                         | D-6-79-170-128 | weitere Bilder |
| Langgasse 9 (Standort) | Wohngebäude                       | zweigeschossiger, verputzter Satteldachbau mit auf Konsolen vorkragendem Fachwerkobergeschoss, im Kern 15./16. Jahrhundert | D-6-79-170-127 | weitere Bilder |

#### Mangstraße
Die Mangstraße ist eine leicht gebogene, geschlossen zweigeschossig bebaute Gasse auf leicht absteigendem Terrain. Sie ist mit Giebel- und Traufseithäusern bestanden, die im Kern meist auf das 16. Jahrhundert zurückgehen und teils Umbauten aus dem 18.–20. Jahrhundert zeigen. Umgrenzung: Mangsstraße 1-23, 25.

| Lage                     | Objekt      | Beschreibung | Akten-Nr.      | Bild           |
| ------------------------ | ----------- | --- | -------------- | -------------- |
| Mangstraße 2 (Standort)  | Hausfigur   | Maria Immaculata auf Konsole, 19. Jahrhundert | D-6-79-170-129 | weitere Bilder |
| Mangstraße 6 (Standort)  | Wohngebäude | dreigeschossiger, verputzter Satteldachbau mit Fachwerkobergeschossen über hohem Kellergeschoss, sowie überbauter Hofdurchfahrt mit verputztem Fachwerkobergeschoss und Satteldach, 17. Jahrhundert, mit Veränderungen des 18. Jahrhunderts | D-6-79-170-130 | weitere Bilder |
| Mangstraße 8 (Standort)  | Wohngebäude | dreigeschossiger, verputzter Satteldachbau mit Fachwerkobergeschossen, 16./17. Jahrhundert, Umbau bezeichnet 1695 | D-6-79-170-131 | weitere Bilder |
| Mangstraße 9 (Standort)  | Hausfigur   | Hl. Josef, 19. Jahrhundert | D-6-79-170-132 | weitere Bilder |
| Mangstraße 17 (Standort) | Wohngebäude | zweigeschossiger, verputzter Mansardhalbwalmdachbau in Ecklage, 18./19. Jahrhundert | D-6-79-170-133 | weitere Bilder |

#### Obere Boxgasse
Die Obere Boxgasse ist eine schmale, leicht gebogene Gasse. An ihrer westlichen Seite ist sie gesäumt von zwei-, dreigeschossigen Wohnhäusern, die im Kern oft in das 15./16. Jahrhundert zurückreichen. Die ehemals östlich verlaufende Stadtmauer wurde im 19./20. Jahrhundert durch Industriebauten einer Brauerei ersetzt. Umgrenzung: Obere Boxgasse 2, 4, 6, 8, 10, 12, Wagstraße 6.

| Lage                         | Objekt      | Beschreibung | Akten-Nr.      | Bild           |
| ---------------------------- | ----------- | --- | -------------- | -------------- |
| Obere Boxgasse 4 (Standort)  | Wohngebäude | zweigeschossiger, verputzter Satteldachbau mit auf Konsolen vorkragendem Fachwerkobergeschoss, im Kern 16. Jahrhundert, im 18. Jahrhundert verändert | D-6-79-170-139 | weitere Bilder |
| Obere Boxgasse 10 (Standort) | Giebelhaus  | zweigeschossiger, verputzter Satteldachbau mit auskragendem Fachwerkobergeschoss, im Kern 15./16. Jahrhundert                                        | D-6-79-170-140 | weitere Bilder |

#### Obere Klingengasse
Die Obere Klingengasse ist eine von der Hauptstraße beim Klingentor ausgehende Sackgasse. Beherrscht ist sie durch die stirnseitigen Giebelhäuser 11 und 13, die durch den Treppengiebel des Bezirksamtsgebäudes (Kellereistraße 13) überragt werden und mit diesem eine malerische Gruppe bilden. Die restliche Bebauung ist meist traufständig und zeigt teilweise Bruchsteinmauerwerk-Fassaden des 19. Jahrhunderts. Umgrenzung: Obere Klingengasse 1-11, Kellereigasse 7.

| Lage                             | Objekt      | Beschreibung                                          | Akten-Nr.      | Bild           |
| -------------------------------- | ----------- | ----------------------------------------------------- | -------------- | -------------- |
| Obere Klingengasse 13 (Standort) | Wohngebäude | zweigeschossiger, verputzter Satteldachbau, bez. 1642 | D-6-79-170-146 | weitere Bilder |

#### Obere Redersgasse
Die Obere Redersgasse ist eine schmale, gepflasterte Nebengasse, die zur Hauptstraße hin ansteigt. Sie ist geschlossen, teilweise versetzt bebaut mit trauf- und giebelständigen, zweigeschossigen Wohnhäusern, die meist einen spätmittelalterlichen Kern haben. Umgrenzung: Obere Redersgasse 1-8, Hauptstraße 30, 32, Mittlere Redersgasse 11, 18, Untere Redersgasse 3/5.

| Lage                               | Objekt                            | Beschreibung | Akten-Nr.      | Bild           |
| ---------------------------------- | --------------------------------- | --- | -------------- | -------------- |
| Obere Redersgasse 1 (Standort)     | Wohngebäude                       | zweigeschossiger, verputzter Massivbau mit Satteldach, Schweifgiebel und Hausmadonna, historisierend, um 1900                | D-6-79-170-152 | weitere Bilder |
| Obere Redersgasse 3 (Standort)     | Doppelwohnhaus                    | zweigeschossiger, verputzter Massivbau mit Mansardhalbwalmdach, 19. Jahrhundert                                              | D-6-79-170-153 | weitere Bilder |
| Obere Redersgasse 4 (Standort)     | Wohngebäude                       | zweigeschossiger, verputzter Satteldachbau mit auf Konsolen vorkragendem Fachwerkobergeschoss, im Kern 16. Jahrhundert       | D-6-79-170-154 | weitere Bilder |
| Obere Redersgasse 7 (Standort)     | Wohngebäude                       | zweigeschossiger, zurückversetzter Massivbau mit Satteldach, 18./19. Jahrhundert                                             | D-6-79-170-155 | weitere Bilder |
| Obere Redersgasse 7 (Standort)     | Ehemaliges Wirtschaftsgebäude     | kleiner Massivbau mit Satteldach, 2. Hälfte 19. Jahrhundert                                                                  | D-6-79-170-155 | weitere Bilder |
| Obere Redersgasse 8 (Standort)     | Ehemaliges Wohnwirtschaftsgebäude | zweigeschossiger, verputzter Satteldachbau mit Fachwerkobergeschoss, 18./19. Jahrhundert                                     | D-6-79-170-156 | weitere Bilder |
| Untere Redersgasse 3, 5 (Standort) | Doppelscheune                     | zweigeschossiger, teilweise verputzter Bruchsteinmauerwerksbau mit Satteldach und zwei großen Toreinfahrten, 19. Jahrhundert | D-6-79-170-209 | weitere Bilder |

#### Pfarrgasse
Die Pfarrgasse verläuft im Bogen von der Kellereistraße zum Zwinger. Im vorderen Teil ist sie unregelmäßig zweigeschossig, giebel- und traufständig bebaut und mit Gärten aufgelockert. Im hinteren Teil ist sie geschlossen mit traufständigen Wohnhäusern bebaut. Die großenteils ackerbürgerlichen Anwesen, meist mit verputzten Fachwerkobergeschossen, gehen im Kern vielfach auf das 16. Jahrhundert zurück. Umgrenzung: Pfarrgasse 1–22.

| Lage                     | Objekt               | Beschreibung | Akten-Nr.      | Bild           |
| ------------------------ | -------------------- | --- | -------------- | -------------- |
| Pfarrgasse 1 (Standort)  | Wohngebäude          | dreigeschossiger, verputzter Walmdachbau, dreiseitig freistehend, mit auf Konsolen vorkragenden Fachwerkobergeschossen, 16.–18. Jahrhundert                             | D-6-79-170-157 | weitere Bilder |
| Pfarrgasse 5 (Standort)  | Wohngebäude          | dreigeschossiger, verputzter Massivbau mit Walmdach, geohrten Fensterrahmungen und großem Gewölbekeller, 17. Jahrhundert                                                | D-6-79-170-158 | weitere Bilder |
| Pfarrgasse 8 (Standort)  | Wohngebäude          | zweigeschossiger, verputzter Satteldachbau in Ecklage, mit leicht vorkragendem Fachwerkobergeschoss, 16.–18. Jahrhundert                                                | D-6-79-170-159 | weitere Bilder |
| Pfarrgasse 9 (Standort)  | Ehemaliges Pfarrhaus | dreigeschossiger, verputzter Massivbau mit Walmdach und reicher Hausteingliederung, im Kern 1563, Umbau nach Plänen von Joseph Greissing durch Martin Stumer, 1711–1713 | D-6-79-170-160 | weitere Bilder |
| Pfarrgasse 12 (Standort) | Wohngebäude          | zweigeschossiger, verputzter Satteldachbau mit auf Konsolen vorkragendem Fachwerkobergeschoss, 16.–18. Jahrhundert                                                      | D-6-79-170-162 | weitere Bilder |
| Pfarrgasse 12 (Standort) | Hoftor               | gleichzeitig | D-6-79-170-162 | weitere Bilder |
| Pfarrgasse 13 (Standort) | Wohngebäude          | zweigeschossiger Bruchsteinmauerwerksbau mit Mansardhalbwalmdach und Hausteingliederung, frühes 19. Jahrhundert                                                         | D-6-79-170-163 | weitere Bilder |

#### Roßhof
Der Roßhof ist eine von der Hauptstraße ausgehende Sackgasse. Sie ist mit meist zweigeschossigen Häusern giebel- und traufständig versetzt bebaut. Einen malerischen Akzent erhält sie durch das freistehende Haus Nr. 3, ihren optischen Abschluss findet sie durch das Haus Nr. 9. Umgrenzung: Roßhof 1-9.

| Lage                | Objekt                            | Beschreibung | Akten-Nr.      | Bild           |
| ------------------- | --------------------------------- | --- | -------------- | -------------- |
| Roßhof 1 (Standort) | Wohngebäude                       | dreigeschossiger, teilweise verputzter Satteldachbau mit auf Konsolen vorkragenden Fachwerkobergeschossen, 16./17. Jahrhundert | D-6-79-170-164 | weitere Bilder |
| Roßhof 2 (Standort) | Traufseitbau                      | zweigeschossig, 1407(d), im 18. Jahrhundert verändert                                                                          | D-6-79-170-165 | weitere Bilder |
| Roßhof 2 (Standort) | Wirtschaftsteil                   | dreigeschossig, 18. Jahrhundert                                                                                                | D-6-79-170-165 | weitere Bilder |
| Roßhof 2 (Standort) | Hausmadonna                       | 18. Jahrhundert | D-6-79-170-165 | Hausmadonna    |
| Roßhof 3 (Standort) | Wohngebäude                       | dreigeschossiger, verputzter Satteldachbau, freistehend, mit vorkragenden Fachwerkobergeschossen, im Kern 15./16. Jahrhundert  | D-6-79-170-166 | weitere Bilder |
| Roßhof 6 (Standort) | Ehemaliges Wohnwirtschaftsgebäude | zweigeschossiger, verputzter Satteldachbau mit vorkragendem Fachwerkobergeschoss, 16./17. Jahrhundert                          | D-6-79-170-167 | weitere Bilder |
| Roßhof 7 (Standort) | Wohnturm                          | massiver, viergeschossiger Satteldachbau, 1226 (dendro. dat.), Aufstockung 1659 (dendro. dat.)                                 | D-6-79-170-168 | weitere Bilder |
| Roßhof 9 (Standort) | Wohngebäude                       | zweigeschossiger, verputzter Satteldachbau mit Fachwerkobergeschoss, 18. Jahrhundert                                           | D-6-79-170-169 | weitere Bilder |

#### Spitalgasse

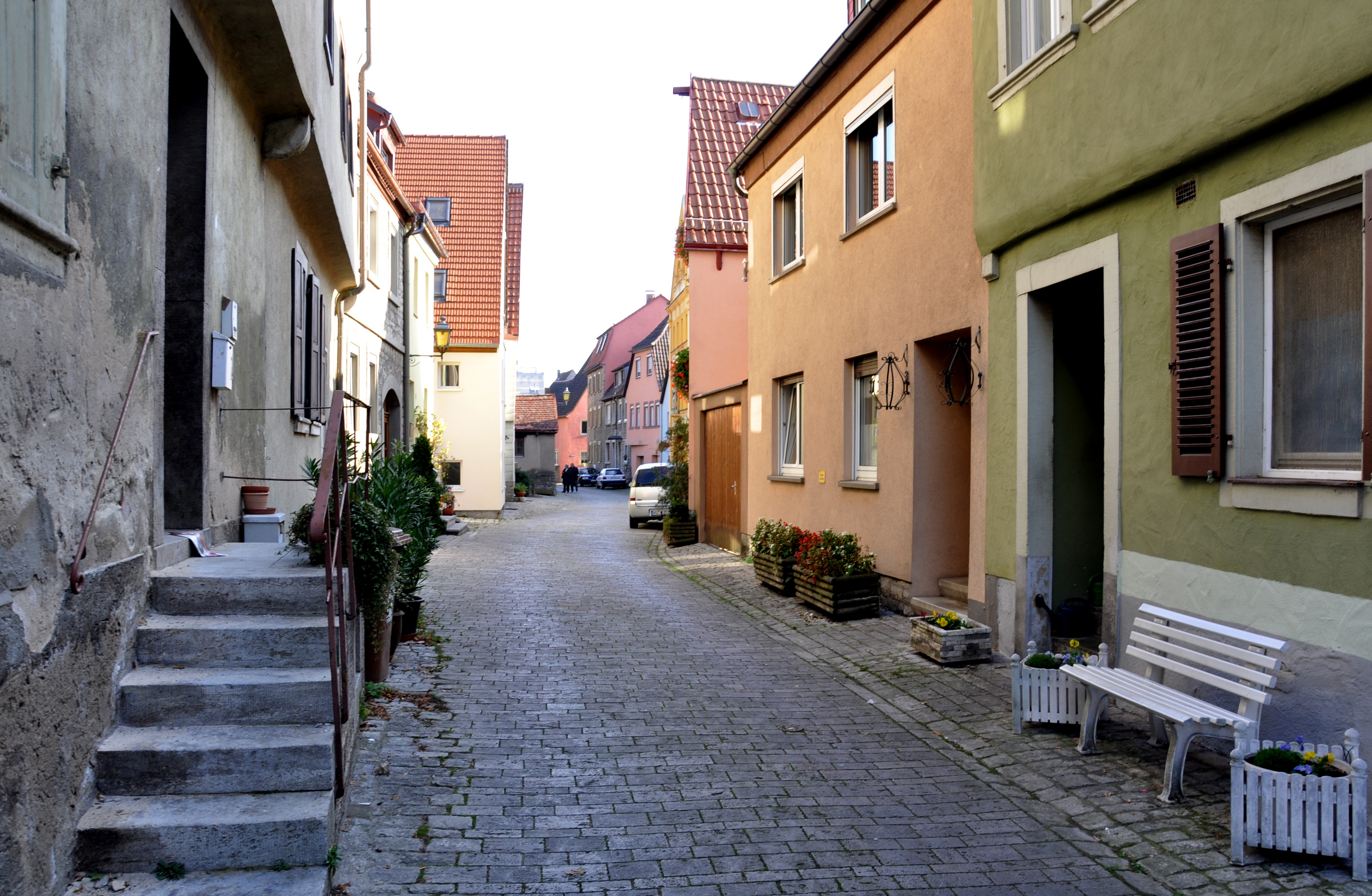
Spitalgasse

Die Spitalgasse geht von der Brückenstraße beim Brückentor aus und verläuft leicht gekrümmt. Sie hat eine geschlossene, teilweise versetzte giebel- und traufständige Bebauung, aus zweigeschossigen Häusern, die im Kern meist auf das 16. Jahrhundert zurückgehen. Umgrenzung: Spitalgasse 1-25.

| Lage                                                        | Objekt                                      | Beschreibung | Akten-Nr.      | Bild           |
| ----------------------------------------------------------- | ------------------------------------------- | --- | -------------- | -------------- |
| Spitalgasse 1 (Standort)                                    | Gasthaus zur Krone                          | zweigeschossiger, verputzter Massivbau mit Satteldach, frühes 19. Jahrhundert | D-6-79-170-176 | weitere Bilder |
| Spitalgasse 1 (Standort)                                    | Rückgebäude                                 | zweigeschossiger, verputzter Satteldachbau mit vorkragendem Fachwerkobergeschoss, im Kern bezeichnet 1589 | D-6-79-170-176 | weitere Bilder |
| Spitalgasse 2, 4 (Standort)                                 | Doppelwohnhaus                              | dreigeschossiger Walmdachbau, östlicher Gebäudeteil mit Satteldach, mit vorkragenden Fachwerkobergeschossen, im Kern 16. Jahrhundert                                                                              | D-6-79-170-177 | weitere Bilder |
| Spitalgasse 9 (Standort)                                    | Wohngebäude                                 | zweigeschossiger, verputzter Satteldachbau, stark erneuert, im Kern 16. Jahrhundert | D-6-79-170-181 | weitere Bilder |
| Spitalgasse 10, 12 (Standort)                               | Doppelwohnhaus                              | zweigeschossiger, verputzter Satteldachbau, im Kern 16. Jahrhundert, im rückwärtigen Grundstück Stadtmauer, 14. Jahrhundert                                                                                       | D-6-79-170-182 | weitere Bilder |
| Spitalgasse 13 (Standort)                                   | Ehemaliges Viertelmeisterhaus der Rotgerber | Wohngebäude, sogenanntes Greissinghaus, dreigeschossiger Massivbau mit Satteldach und reicher Barockfassadengliederung, im Stil Joseph Greissings, bezeichnet 1717                                                | D-6-79-170-183 | weitere Bilder |
| Spitalgasse 14 (Standort)                                   | Wohngebäude                                 | zweigeschossiger, verputzter und verkleideter Satteldachbau mit Fachwerkobergeschoss, im Kern 16. Jahrhundert | D-6-79-170-184 | weitere Bilder |
| Spitalgasse 16; Spitalgasse 18; Nähe Spitalgasse (Standort) | Ehemaliges Spital                           | am Ort des einstigen Siechenhauses, ab ca. 1400 Seelhaus, um 1431 gegründet | D-6-79-170-185 | weitere Bilder |
| Spitalgasse 16 (Standort)                                   | Ehemalige Spitalkirche                      | jetzt katholische Herz-Jesu-Kirche, Saalbau mit eingezogenem Chor und nordöstlichem Chorflankenturm mit Spitzhelm, Chor um 1499, Turm und Gewölbe 1616, Westfassade im 18. Jahrhundert verändert; mit Ausstattung | D-6-79-170-185 | weitere Bilder |
| Spitalgasse 18 (Standort)                                   | Ehemaliges Spitalgebäude                    | zweigeschossiger Massivbau mit Satteldach und Volutengiebel, bezeichnet 1609 | D-6-79-170-185 | weitere Bilder |
| Spitalgasse 18 (Standort)                                   | Ehemaliges Spitalgebäude                    | zweigeschossiger, auf Arkaden ruhender Satteldachbau mit Fachwerkobergeschoss und südlichem Fachwerklaubengang, bezeichnet 1551                                                                                   | D-6-79-170-185 | weitere Bilder |
| Spitalgasse 18 (Standort)                                   | Ehemaliger Spitalhof                        | heute Kriegergedächtnisstätte, mit verschiedenen Grabdenkmälern des 19. und frühen 20. Jahrhunderts, 15.–17. Jahrhundert                                                                                          | D-6-79-170-185 | BW             |
| Spitalgasse 18 (Standort)                                   | Ehemaliger Spitalhof                        | Einfriedung, mit Tordurchfahrt und Pforte, 15.–17. Jahrhundert | D-6-79-170-185 | weitere Bilder |

#### Untere Klingengasse
Die Untere Klingengasse führt vom Klingentor zum Vorhof. Sie ist meist traufseitig, zweigeschossig bebaut, auf der rechten, westlichen Seite stehen großenteils Bruchsteinwohnhäuser des 19. Jahrhunderts. Sie mündet beim Taubenturm auf den Vorhof. Umgrenzung: Untere Klingengasse 1-24.

| Lage                                | Objekt                                                  | Beschreibung | Akten-Nr.      | Bild           |
| ----------------------------------- | ------------------------------------------------------- | --- | -------------- | -------------- |
| Untere Klingengasse 2 (Standort)    | Ehemaliger Vogteihof des Kartäuserklosters Tückelhausen | dann Fronveste, heute Wohngebäude, dreigeschossiger, verputzter Massivbau mit Satteldach und Treppengiebeln, im Kern 15. Jahrhundert                     | D-6-79-170-202 | weitere Bilder |
| Untere Klingengasse 4, 6 (Standort) | Doppelwohnhaus                                          | zweigeschossiger, verputzter Satteldachbau mit vorkragendem Fachwerkobergeschoss, 16.–18. Jahrhundert                                                    | D-6-79-170-203 | weitere Bilder |
| Untere Klingengasse 11 (Standort)   | Wohngebäude                                             | zweigeschossiger, verputzter Satteldachbau, teilweise mit Fachwerkobergeschoss, im Kern wohl 16. Jahrhundert, Vordergebäude im 18. Jahrhundert verändert | D-6-79-170-205 | weitere Bilder |
| Untere Klingengasse 11 (Standort)   | Hausmadonna                                             | 18. Jahrhundert | D-6-79-170-205 | weitere Bilder |
| Untere Klingengasse 13 (Standort)   | Rückgebäude                                             | zweigeschossiger, verputzter Satteldachbau mit auskragendem Fachwerkobergeschoss, im Kern 16. Jahrhundert                                                | D-6-79-170-205 | weitere Bilder |

#### Restliche Altstadt
Außerhalb der „Besonderen Bereiche“ liegen noch weitere Einzelbaudenkmäler im Bereich des Ensembles Altstadt Ochsenfurt.

| Lage                                                   | Objekt                            | Beschreibung | Akten-Nr.               | Bild           |
| ------------------------------------------------------ | --------------------------------- | --- | ----------------------- | -------------- |
| Floßhafenstraße (Standort)                             | Bildstock                         | Reliefaufsatz mit Kreuzabnahmenszene, auf gewundener Säule mit Rankenornament über erneuertem Sockel, Sandstein, bezeichnet 1702                              | D-6-79-170-396          | weitere Bilder |
| Gleisweg, In Ochsenfurt, Oberer Stadtgraben (Standort) | Bildstock                         | Reliefaufsatz mit kreuzbekrönter Marienkrönung, auf reliefiertem Pfeiler über Tischsockel, Sandstein, bezeichnet 1696                                         | D-6-79-170-236 Wikidata | weitere Bilder |
| Gleisweg, In Ochsenfurt, Oberer Stadtgraben (Standort) | Heiligenfigur                     | Skulptur der Maria Immaculata auf Postament mit Inschriftenkartusche, über Tischsockel, Sandstein, bezeichnet 1728                                            | D-6-79-170-237          | weitere Bilder |
| Gleisweg, In Ochsenfurt, Oberer Stadtgraben (Standort) | Bildstock                         | Figur eines Kreuzschleppers auf gebauchtem Pfeiler über von kleinem Pfeiler gestützte Sockelplatte, Sandstein, 18. Jahrhundert                                | D-6-79-170-238          | weitere Bilder |
| Mittlere Badgasse 6 (Standort)                         | Wohngebäude                       | dreigeschossiger, verputzter Satteldachbau mit Zwerchhaus, im Kern 16. Jahrhundert                                                                            | D-6-79-170-135          | weitere Bilder |
| Mittlere Redersgasse 1 (Standort)                      | Ehemaliges Wohnwirtschaftsgebäude | zweigeschossiger, verputzter Massivbau mit Satteldach, gestelzten Fensterprofilen sowie Fachwerkgiebel, 17. Jahrhundert                                       | D-6-79-170-136          | weitere Bilder |
| Mittlere Redersgasse 8 (Standort)                      | Wohngebäude                       | zweigeschossiger, verputzter Satteldachbau, mit Fassade des 19. Jahrhunderts, Kern älter                                                                      | D-6-79-170-137          | weitere Bilder |
| Mittlere Redersgasse 14 (Standort)                     | Wohngebäude                       | zweigeschossiger, verputzter Satteldachbau mit Fachwerkobergeschoss, 16.–18. Jahrhundert                                                                      | D-6-79-170-138          | weitere Bilder |
| Obere Manggasse 5 (Standort)                           | Wohngebäude                       | schmaler, zweigeschossiger Satteldachbau mit auf Konsolen vorkragendem, verputztem Fachwerkobergeschoss, im Kern 16. Jahrhundert                              | D-6-79-170-149          | weitere Bilder |
| Obere Manggasse 9 (Standort)                           | Wohngebäude                       | zweigeschossiger, verputzter Satteldachbau über hohem Sockelgeschoss und vorkragendem Fachwerkobergeschoss, 16. Jahrhundert                                   | D-6-79-170-150          | weitere Bilder |
| Obere Manggasse 11 (Standort)                          | Wohngebäude                       | zweigeschossiger, verputzter Satteldachbau in Ecklage, mit Sockelgeschoss und Fachwerkobergeschoss, im Kern 16. Jahrhundert, Torbogen bezeichnet 1841         | D-6-79-170-151          | weitere Bilder |
| Roßmühlgasse 1 (Standort)                              | Wohngebäude                       | zweigeschossiger Satteldachbau mit Fachwerkobergeschoss, im Kern 1614                                                                                         | D-6-79-170-170          | weitere Bilder |
| Roßmühlgasse 1 (Standort)                              | Hoftor                            | rundbogig, wohl gleichzeitig | D-6-79-170-170          | Hoftor         |
| Saalhofgasse 3, 12 (Standort)                          | Doppelwohnhaus                    | zweigeschossiger, verputzter Halbwalmdachbau in Ecklage, 18./19. Jahrhundert                                                                                  | D-6-79-170-171          | weitere Bilder |
| Saalhofgasse 7 (Standort)                              | Wohngebäude                       | zweigeschossiger, verputzter Mansardhalbwalmdachbau mit auf Konsolen vorkragendem Fachwerkobergeschoss, im Kern 15. Jahrhundert, im 18. Jahrhundert überformt | D-6-79-170-172          | weitere Bilder |
| Saalhofgasse 9 (Standort)                              | Dr.-Sack-Haus                     | zweigeschossiger Bruchsteinmauerwerksbau mit Walmdach und Mittelrisalit mit Dreiecksgiebel, nach 1825                                                         | D-6-79-170-218          | weitere Bilder |
| Saalhofgasse 14 (Standort)                             | Wohngebäude                       | zweigeschossiger, verputzter Satteldachbau mit auf Konsolen vorkragendem Fachwerkobergeschoss, im Kern 16./17. Jahrhundert                                    | D-6-79-170-174          | weitere Bilder |
| Saalhofgasse 16 (Standort)                             | Wohngebäude                       | zweigeschossiger, verputzter Satteldachbau mit vorkragendem Fachwerkobergeschoss, im Kern 15./16. Jahrhundert                                                 | D-6-79-170-175          | weitere Bilder |
| Sterngasse 3 (Standort)                                | Wohngebäude                       | zweigeschossiger, verputzter Massivbau mit Halbwalmdach, historisierend, 2. Hälfte 19. Jahrhundert                                                            | D-6-79-170-186          | weitere Bilder |
| Sterngasse 5, 7 (Standort)                             | Wohngebäude                       | zweigeschossiger, langgestreckter Massivbau mit Halbwalmdach und Eckerker, historisierend, 2. Hälfte 19. Jahrhundert                                          | D-6-79-170-187          | weitere Bilder |
| Untere Badgasse 2 (Standort)                           | Wohngebäude                       | zweigeschossiger, verputzter Satteldachbau, im Kern 16.–18. Jahrhundert, Fassade 19. Jahrhundert, stark überformt                                             | D-6-79-170-198          | weitere Bilder |
| Untere Badgasse 6 (Standort)                           | Wohngebäude                       | zweigeschossiger, verputzter Satteldachbau in Ecklage, im Kern 16. Jahrhundert                                                                                | D-6-79-170-199          | weitere Bilder |
| Untere Badgasse 8 (Standort)                           | Wohngebäude                       | zweigeschossiger, verputzter Satteldachbau mit vorkragendem Fachwerkobergeschoss, mit eingemauerten Medaillons des 18. Jahrhunderts, 16.–19. Jahrhundert      | D-6-79-170-200          | weitere Bilder |
| Untere Boxgasse 8 (Standort)                           | Wohngebäude                       | zweigeschossiger, verputzter Satteldachbau in Ecklage, mit vorkragendem Fachwerkobergeschoss, 18./19. Jahrhundert                                             | D-6-79-170-201          | weitere Bilder |
| Untere Redersgasse 1 (Standort)                        | Wohngebäude                       | zweigeschossiger, verputzter Satteldachbau, teilweise mit Fachwerkobergeschoss, im Kern 18./19. Jahrhundert                                                   | D-6-79-170-207          | weitere Bilder |
| Untere Redersgasse 2 (Standort)                        | Ehemaliges Wohnwirtschaftsgebäude | dreigeschossiger, verputzter Walmdachbau, 18. Jahrhundert | D-6-79-170-208          | weitere Bilder |
| Untere Redersgasse 4 (Standort)                        | Wohngebäude                       | zweigeschossiger, verputzter Satteldachbau, westlicher Teil mit auskragendem Fachwerkobergeschoss, im Kern 16. Jahrhundert, stark überformt                   | D-6-79-170-210          | weitere Bilder |
| Untere Redersgasse 7 (Standort)                        | Wohngebäude                       | zweigeschossiger, verputzter Massivbau mit Mansardhalbwalmdach, 18. Jahrhundert                                                                               | D-6-79-170-212          | weitere Bilder |
| Untere Redersgasse 8 (Standort)                        | Wohngebäude                       | zweigeschossiger, schmaler Satteldachbau, verputzt, im Kern 17. Jahrhundert, modernisiert                                                                     | D-6-79-170-213          | weitere Bilder |
| Untere Redersgasse 14 (Standort)                       | Wohngebäude                       | zurückliegender, zweigeschossiger Satteldachbau mit Fachwerkobergeschoss, verputzt, 17./18. Jahrhundert                                                       | D-6-79-170-214          | weitere Bilder |
| Untere Redersgasse 16 (Standort)                       | Ehemaliges Wohnwirtschaftsgebäude | zweigeschossiger, teilweise verputzter Satteldachbau mit Fachwerkobergeschoss, 17. Jahrhundert                                                                | D-6-79-170-215          | weitere Bilder |
| Vorhof 4 (Standort)                                    | Wohngebäude                       | dreigeschossiger, verputzter Satteldachbau in Ecklage, teilweise mit auskragendem Fachwerkobergeschoss, im Kern 17. Jahrhundert, stark erneuert               | D-6-79-170-217          | weitere Bilder |
| Wagstraße 4 (Standort)                                 | Wohngebäude                       | zweigeschossiger Halbwalmdachbau mit Fachwerkobergeschoss und großer Tordurchfahrt, bezeichnet 1834                                                           | D-6-79-170-222          | weitere Bilder |
| Zwinger 12 (Standort)                                  | Wohngebäude                       | dreigeschossiger, verputzter Massivbau mit Satteldach, Giebel verschindelt, im Kern 18. Jahrhundert                                                           | D-6-79-170-227          | weitere Bilder |
| Zwinger 18 (Standort)                                  | Wohngebäude                       | zweigeschossiger, verwinkelter Satteldachbau mit Fachwerkobergeschoss, verputzt, im Kern 16. Jahrhundert                                                      | D-6-79-170-229          | weitere Bilder |

#### Restliche Kernstadt
| Lage                                                                         | Objekt                                                 | Beschreibung | Akten-Nr.      | Bild                                              |
| ---------------------------------------------------------------------------- | ------------------------------------------------------ | --- | -------------- | ------------------------------------------------- |
| Am Landturm (Standort)                                                       | Wartturm                                               | sogenannter Land- oder Mariaturm, hoher, sechsgeschossiger Rundturm mit über Rundwulst vorkragendem Obergeschoss, Bruchsteinmauerwerk, wohl frühes 15. Jahrhundert                                     | D-6-79-170-235 | weitere Bilder                                    |
| Am Landturm (Standort)                                                       | Heiligenfigur                                          | Erzengel Michael mit Höllensturzszene, Sandstein, auf erneuertem Sockel, 17./18. Jahrhundert | D-6-79-170-239 | weitere Bilder                                    |
| Am Wolfgang (Standort)                                                       | Bildstock                                              | rocaillegerahmter Reliefaufsatz mit Maria Immaculata, auf Pfeiler mit Stiftungsinschrift, über Sockel, Sandstein, bezeichnet 1737                                                                      | D-6-79-170-196 | weitere Bilder                                    |
| Am Wolfgang (Standort)                                                       | Wegkreuz                                               | Kruzifix auf Postament mit Stiftungsinschrift, bezeichnet 1699 | D-6-79-170-195 | weitere Bilder                                    |
| Bahnhofsplatz 1 (Standort)                                                   | Bahnhofsgebäude                                        | dreigeschossiger Mittelbau mit flachem Walmdach und seitlich anschließenden, eingeschossigen Flügelbauten mit Satteldächern, Rundbogenstil, um 1860                                                    | D-6-79-170-12  | weitere Bilder                                    |
| Bahnhofsplatz 2, 2 a (Standort)                                              | Ehemaliger Güterschuppen                               | eingeschossiger Massivbau mit Lisenengliederung und Satteldach, 2. Hälfte 19. Jahrhundert | D-6-79-170-12  | weitere Bilder                                    |
| Brunnenstraße (Standort)                                                     | Kreuzschlepper                                         | Figur des kreuztragenden Christus auf Knien über Sockel mit Stiftungsinschrift und Hl. Monstranz flankiert von Puttenköpfen, Sandstein, bezeichnet mit „1697“                                          | D-6-79-170-38  | weitere Bilder                                    |
| Brunnenstraße 1, 3 (Standort)                                                | Bauernhof, Wohngebäude                                 | zweigeschossiger, verputzter Krüppelwalmdachbau, um 1800, Wirtschaftsgebäude, eingeschossiger Bruchsteinmauerwerksbau mit Krüppelwalm und Fachwerkgiebel, wohl gleichzeitig                            | D-6-79-170-37  | weitere Bilder                                    |
| Brunnenstraße 3, Brunnenstraße 3 a (Standort)                                | Bauernhof, Wirtschaftsgebäude                          | eingeschossiger Bruchsteinmauerwerksbau mit Krüppelwalm und Fachwerkgiebel, wohl gleichzeitig | D-6-79-170-37  | weitere Bilder                                    |
| Dr.-Martin-Luther-Straße 10 (Standort)                                       | Friedhof                                               | ummauerte Anlage mit Grabdenkmälern der 2. Hälfte des 19. Jahrhunderts sowie der 1. Hälfte des 20. Jahrhunderts, mit nordwestlichem Kernbereich und östlicher Erweiterung, nach 1835                   | D-6-79-170-40  | weitere Bilder                                    |
| Dr.-Martin-Luther-Straße 10 (Standort)                                       | Friedhofsmauer                                         | Bruchstein, 19. Jahrhundert | D-6-79-170-40  | weitere Bilder                                    |
| Dr.-Martin-Luther-Straße 10 (Standort)                                       | Grabdenkmal, für Johann Georg Leuerer                  | Pfeilerstele mit Dreiecksgiebeln und Akroterien, bezeichnet 1830 | D-6-79-170-40  | Grabdenkmal, für Johann Georg Leuerer             |
| Dr.-Martin-Luther-Straße 10 (Standort)                                       | Kreuzigungsgruppe                                      | Kruzifix auf Postament, flankiert von Maria und Johannes, Sandstein, 2. Drittel 19. Jahrhundert | D-6-79-170-40  | weitere Bilder                                    |
| Dr.-Martin-Luther-Straße 10 (Standort)                                       | Friedhofskreuz                                         | Kruzifix auf Postament, Sandstein, um 1870/80 | D-6-79-170-40  | weitere Bilder                                    |
| Dr.-Martin-Luther-Straße 26 (Standort)                                       | Evang.-Luth. Christuskirche                            | Saalbau mit eingezogenem Chor und westlichem Turm mit Spitzhelm, neugotisch, 1899–1901, mit Ausstattung                                                                                                | D-6-79-170-39  | Evang.-Luth. Christuskirche                       |
| Dr.-Martin-Luther-Straße 26 (Standort)                                       | Evang.-Luth. Christuskirche                            | umgebende Gartenanlagen, gleichzeitig | D-6-79-170-39  | Evang.-Luth. Christuskirche                       |
| Floßhafenstraße 40                                                           | Geißelchristus                                         | 18. Jahrhundert; nicht nachqualifiziert, im Bayerischen Denkmal-Atlas nicht kartiert | D-6-79-170-188 | Geißelchristus                                    |
| Nähe Floßhafenstraße (Standort)                                              | Gartenhaus, sogenanntes Ochsenfurter Lusthäuschen      | zweigeschossiger, teilweise verputzter Walmdachbau, Rokoko, Mitte 18. Jahrhundert | D-6-79-170-41  | Gartenhaus, sogenanntes Ochsenfurter Lusthäuschen |
| Frickenhäuser Straße 14 (Standort)                                           | Wegkreuz                                               | Kruzifix auf Postament, mit Pietàfigur, Sandstein, 18. Jahrhundert | D-6-79-170-42  | weitere Bilder                                    |
| Frickenhäuser Straße 17 (Standort)                                           | Kreuzwegstation                                        | Sandsteinrelief mit Darstellung Christus vor Pilates, 18. Jahrhundert, in Backsteinnische bezeichnet 1903                                                                                              | D-6-79-170-393 | Kreuzwegstation                                   |
| Frickenhäuser Straße 29 (Standort)                                           | Kreuzwegstation                                        | Sandsteinrelief mit dem zweiten Kreuzfall, neugotisch, stark verwittert, 2. Hälfte 19. Jahrhundert | D-6-79-170-395 | weitere Bilder                                    |
| Frickenhäuser Straße 33, an der Grundstücksmauer (Standort)                  | Relief                                                 | mit der Darstellung der Flucht nach Ägypten, Sandstein, 18. Jahrhundert | D-6-79-170-43  | Relief                                            |
| Marktbreiter Straße 14 (Standort)                                            | Villa                                                  | zweigeschossiger Massivbau mit Mansarddach, Hausteinverkleidung, Ziergiebel sowie ornamentierten Standerkern, einer davon mit Zwiebelhaube, spätes 19. Jahrhundert                                     | D-6-79-170-134 | weitere Bilder                                    |
| Marktbreiter Straße 14 (Standort)                                            | Einfriedung                                            | mit schmiedeeisernem Zaun und steinernem Torpfeiler, gleichzeitig | D-6-79-170-134 | weitere Bilder                                    |
| Marktbreiter Straße 14 (Standort)                                            | Garten                                                 | | D-6-79-170-134 | Garten                                            |
| Schinderkreuz (Standort)                                                     | Steinkreuz, sogenanntes Schinderkreuz                  | mit achtkantigen Balken, Muschelkalk, um 1600 | D-6-79-170-567 | BW                                                |
| Uffenheimer Straße 1 (Standort)                                              | Hotel Schwan                                           | zweigeschossiger, langgestreckter Massivbau mit Satteldach und Mittelrisalit mit Satteldach, um 1860/70                                                                                                | D-6-79-170-189 | weitere Bilder                                    |
| Uffenheimer Straße 1 (Standort)                                              | Hotel Schwan                                           | Rückgebäude, zweigeschossiger Fachwerkbau mit Satteldach, teilweise verputzt mit Backsteingefachen und Zwerchhaus mit Schwebegiebel, spätes 19. Jahrhundert                                            | D-6-79-170-189 | weitere Bilder                                    |
| Uffenheimer Straße 12 (Standort)                                             | Ehemaliges Krankenhaus                                 | für Dienstboten, Gesellen und Lehrlinge, zweigeschossiger, verputzter Massivbau mit Satteldach und Lisenengliederung, bezeichnet 1864                                                                  | D-6-79-170-190 | weitere Bilder                                    |
| Uffenheimer Straße 15 (Standort)                                             | Ehemaliges Distriktkrankenhaus                         | dann Landwirtschaftsamt, zweigeschossiger Hausteinmauerwerksbau mit Walmdach, Hausteingliederung, Seitenrisalite und westlichem Anbau, spätklassizistisch, um 1890                                     | D-6-79-170-191 | weitere Bilder                                    |
| Uffenheimer Straße 15 (Standort)                                             | Garten                                                 | zugehörig | D-6-79-170-191 | weitere Bilder                                    |
| Uffenheimer Straße 16a (Standort)                                            | Ehemalige Kapuzinerklosterkirche Beatae Maria Virgines | jetzt Hauskapelle des benachbarten Altenheimes, Saalbau mit eingezogenem, rechteckigem Chor und Dachreiter, 1663–1667; mit Ausstattung                                                                 | D-6-79-170-192 | weitere Bilder                                    |
| Uffenheimer Straße 16a (Standort)                                            | Einfriedung                                            | mit Tordurchfahrt, darüber Pietàtonrelief des 19. Jahrhunderts, Bruchstein, gleichzeitig | D-6-79-170-192 | weitere Bilder                                    |
| Uffenheimer Straße 14 (Standort)                                             | Bildstock                                              | Reliefaufsatz mit Kreuzigungsszene, auch achteckigem Pfeiler über Postament, bezeichnet 1619 | D-6-79-170-192 | weitere Bilder                                    |
| Uffenheimer Straße 31 (Standort)                                             | Wohngebäude                                            | zweigeschossiger, verputzter Massivbau mit Satteldachbau, zur Wallfahrtskapelle Sankt Wolfgang gehörig, im Kern 15. Jahrhundert                                                                        | D-6-79-170-194 | weitere Bilder                                    |
| Uffenheimer Straße 31 (Standort)                                             | Katholische Wallfahrtskapelle Sankt Wolfgang           | Saalbau mit eingezogenem Chor und Chorflankenturm mit Welscher Haube, letztere von 1738, bezeichnet 1463; mit Ausstattung                                                                              | D-6-79-170-193 | weitere Bilder                                    |
| Uffenheimer Straße 31 (Standort)                                             | Einfriedung                                            | Bruchsteinmauerwerk, wohl gleichzeitig | D-6-79-170-193 | weitere Bilder                                    |
| Nähe Alte Mainbrücke, Würzburger Straße (Standort)                           | Steinfigur                                             | von Jüngling gerittener Stier mit Schuppen am Hinterleib, Muschelkalk, 1938/39 von Wilhelm Ax nach Modell von Willy Meller, ursprünglich für Prora auf Rügen, 1954 an der Neuen Mainbrücke aufgestellt | D-6-79-170-429 | weitere Bilder                                    |
| Würzburger Straße, am nördlichen Landpfeiler der neuen Mainbrücke (Standort) | Steinrelief                                            | des aufflatternden Bundesadlers und Bayerisches Staatswappen, Muschelkalk, 1954 von Wilhelm Ax | D-6-79-170-430 | BW                                                |
| Am Ochsenfurter Pfad ()                                                      | Kreuzstein                                             | Sühnekreuz, wohl spätmittelalterlich | D-6-79-170-581 |                                                   |

### Darstadt
| Lage                                    | Objekt                                   | Beschreibung | Akten-Nr.      | Bild           |
| --------------------------------------- | ---------------------------------------- | --- | -------------- | -------------- |
| An der Brunnenstube (Standort)          | Wegkreuz                                 | Kruzifix auf Postament mit Inschriftenfeld, Sandstein, Mitte 19. Jahrhundert | D-6-79-170-255 | weitere Bilder |
| Fuchsstadter Weg 1 (Standort)           | Schloss Darstadt                         | Ehemals Sitz der Freiherren Zobel von Giebelstadt-Darstadt, Baukomplex bestehend aus zwei zweigeschossigen Massivbauten mit Satteldächern und Treppengiebeln, östlicher Baukörper mit zwei runden Flankentürmen mit Zwiebelhauben, verbunden durch einen schmalen Verbindungsbau, in Formen der Renaissance, 16./17. Jahrhundert über spätmittelalterlichem Kern | D-6-79-170-242 | weitere Bilder |
| Fuchsstadter Weg 1 (Standort)           | Schlosspark, ehemals Grabenanlage        | heute zu Gärten umgeformt | D-6-79-170-242 | BW             |
| Fuchsstadter Weg 1 (Standort)           | Schlossmauer                             | Bruchstein, wohl gleichzeitig | D-6-79-170-242 | weitere Bilder |
| Fuchsstadter Weg 1 (Standort)           | Turm                                     | zweigeschossiger, quadratischer Turm mit Zwiebelhaube und Rundturmanbau, im Kern spätmittelalterlich | D-6-79-170-242 | weitere Bilder |
| Fuchsstadter Weg 3 (Standort)           | Gutshof, Stallgebäude                    | zweigeschossiger unverputzter Satteldachbau, Obergeschoss und Giebel teils Fachwerk, mit eingeschossigem Anbau, 19. Jh. | D-6-79-170-242 | BW             |
| Fuchsstadter Weg 3 (Standort)           | Gutshof, Scheunen-Remisen-Gebäude        | zweigeschossiger, unverputzter Massivbau mit Satteldach, in Stichbogendurchfahrt bez. 1850 | D-6-79-170-242 | weitere Bilder |
| Fuchsstadter Weg 3 (Standort)           | Wohngebäude                              | ehemals zum Schlossgut gehörig, zweigeschossiger, verputzter Massivbau mit Halbwalmdach, im Kern 1772, im 19. Jahrhundert überformt | D-6-79-170-243 | weitere Bilder |
| Links vom Rotweg, Schäferweg (Standort) | Wegkreuz                                 | Kruzifix auf Postament mit Inschriftenfeld und Engel ein Schriftband haltend, Sandstein, 19. Jahrhundert | D-6-79-170-252 | BW             |
| Nähe Schäferweg (Standort)              | Friedhofskreuz                           | Kruzifix auf breit gelagertem Postament, darauf Figur der trauernden Muttergottes, Sandstein, 18. Jahrhundert, von Johann Michael Pfeuffer | D-6-79-170-251 | weitere Bilder |
| Saarbachstraße (bei Nr. 5) ()           | Bildstock                                | toskanischer Pfeiler auf Postament mit vollplastischer Skulptur der Pieta vor Holzkreuz, um 1920/30 | D-6-79-170-582 |                |
| Saarbachstraße (Standort)               | Brunnen                                  | mit Brunnenpfeiler und rechteckigem Becken, frühes 19. Jahrhundert | D-6-79-170-249 | weitere Bilder |
| Schloßstraße (Standort)                 | Brunnen                                  | Brunnenpfeiler und rechteckiges Becken, frühes 19. Jahrhundert | D-6-79-170-250 | weitere Bilder |
| Schloßstraße (Standort)                 | Bildstock                                | Reliefaufsatz mit Kreuzigungsszene, auf Pfeiler über Postament, Sandstein, um 1700 | D-6-79-170-254 | weitere Bilder |
| Schloßstraße 22 (Standort)              | Wohngebäude                              | zweigeschossiger Krüppelwalmdachbau mit Fachwerkobergeschoss, 18. Jahrhundert | D-6-79-170-244 | weitere Bilder |
| Schloßstraße 25 (Standort)              | Bildstock                                | baldachinbekrönter Reliefaufsatz mit Marienkrönung, Sandstein, 18. Jahrhundert | D-6-79-170-245 | BW             |
| Schloßstraße 29 (Standort)              | Wohngebäude                              | zweigeschossiger, verputzter Mansardwalmdachbau, wohl mit Fachwerkobergeschoss und geohrten Fensterrahmungen, um 1800 | D-6-79-170-246 | weitere Bilder |
| Schloßstraße 31 (Standort)              | Wohngebäude                              | zweigeschossiger, verputzter Mansardwalmdachbau, Ende 18. Jahrhundert, modernisiert, Hoftor, gleichzeitig | D-6-79-170-247 | weitere Bilder |
| Schloßstraße 33 (Standort)              | Pfarrhaus                                | zweigeschossiger, verputzter Massivbau mit Halbwalmdach, 1. Hälfte 19. Jahrhundert | D-6-79-170-248 | weitere Bilder |
| Schloßstraße 35 (Standort)              | Katholische Pfarrkirche Sankt Laurentius | Saalbau mit eingezogenem Chor und Dachreiter mit Spitzhelm, 1597, mit Ausstattung | D-6-79-170-241 | weitere Bilder |
| Schloßstraße 35 (Standort)              | Bildstock                                | | D-6-79-170-241 | weitere Bilder |
| Schloßstraße 35 (Standort)              | Reste der ehemaligen Friedhofsmauer      | mit Pforte, Bruchstein, 16./17. Jahrhundert | D-6-79-170-241 | weitere Bilder |
| Schloßstraße 35 (Standort)              | Kriegerdenkmal                           | für die Gefallenen des Ersten Weltkrieges, mit Relief Christus krönt einen gefallenen Soldaten, um 1920 | D-6-79-170-241 | weitere Bilder |
| Schloßstraße 35 (Standort)              | Bildstock                                | Pietàgruppe vor Kreuz auf Pfeiler, über Tischsockel mit Inschriftenkartusche, Sandstein, bezeichnet 1756 | D-6-79-170-253 | weitere Bilder |
| Schloßstraße 35 ()                      | Bildstock                                | Reliefaufsatz mit Pietà über erneuerten Pfeiler auf Tischsockel, Sandstein, bezeichnet mit „1789“ | D-6-79-170-467 |                |

### Erlach
| Lage                                                         | Objekt                               | Beschreibung | Akten-Nr.      | Bild           |
| ------------------------------------------------------------ | ------------------------------------ | --- | -------------- | -------------- |
| An der Schloßmauer (Standort)                                | Friedhof                             | ummauerte Anlage mit Grabdenkmälern des 19./20. Jahrhunderts, 1855 nach Westen und Süden erweitert | D-6-79-170-267 | weitere Bilder |
| An der Schloßmauer (Standort)                                | Kreuzigungsgruppe                    | Kruzifix flankiert von Maria und Johannes, auf gemeinsamem Postament, Sandstein, historistisch, um 1850 | D-6-79-170-267 | weitere Bilder |
| An der Schloßmauer 27 (Standort)                             | Bildstock                            | Kopie eines Vorgängers, Reliefaufsatz mit Hl. Familie und Dreifaltigkeit, auf Pfeiler über Postament, Kunststein,1953 | D-6-79-170-258 | weitere Bilder |
| An der Schloßmauer, Mühlweg (Standort)                       | Bildstock                            | Reliefaufsatz mit Kreuzigungsszene, auf erneuertem Pfeiler über Postament, bezeichnet 1712 | D-6-79-170-268 | weitere Bilder |
| Kreisstraße WÜ 52 (Standort)                                 | Bildstock                            | rechteckiger gebuster Schaft und Reliefaufsatz mit Pietàdarstellung, um 1700, Sockel mit Inschrift, erneuert | D-6-79-170-573 | BW             |
| Schwarzenbergstraße 12 (Standort)                            | Wohngebäude                          | zweigeschossiger Krüppelwalmdachbau mit Hausteingliederung und -profilen, 1. Hälfte 19. Jahrhundert | D-6-79-170-260 | weitere Bilder |
| Schwarzenbergstraße 19 (Standort)                            | Gasthaus Schwarzer Adler             | zweigeschossiger Sandsteinquaderbau mit Krüppelwalmdach und Tordurchfahrt, bezeichnet 1847 | D-6-79-170-262 | weitere Bilder |
| Schwarzenbergstraße 21 (Standort)                            | Hausfigur                            | Geißelsäulenchristus, 18. Jahrhundert | D-6-79-170-264 | BW             |
| Schwarzenbergstraße 22 (Standort)                            | Wegkreuz                             | Kruzifix mit erneuertem Schaft über Postament, Sandstein, spätes 18. Jahrhundert | D-6-79-170-263 | weitere Bilder |
| Schwarzenbergstraße 27 (Standort)                            | Ehem. kath. Pfarrkirche St. Johannes | (ab 1453), ab 1593 evang.-luth. Pfarrkirche, dann ab 1697 Simultankirche, Saalbau mit eingezogenem quadratischen Chor und Chorturm mit Glockendach, im Kern wohl 14. Jahrhundert, verändert im 16. und 18. Jahrhundert; mit Ausstattung | D-6-79-170-256 | weitere Bilder |
| Schwarzenbergstraße 29 (Standort)                            | Schloss Erlach                       | wohl ehemals Sitz der Herren von Erlach, ab 1663 im Besitz der Fürsten von Schwarzenberg, achteckige, zweigeschossige Anlage mit Satteldächern, westlichem Renaissanceerker (Kapelle) sowie nördlichem quadratischen Bergfried aus Buckelquadermauerwerk und Pyramidendach, Anlage im Kern 12./13. Jahrhundert, Schloss nach teilweiser Zerstörung im Bauernkrieg um 1545 wiederhergestellt, Innenausbau 13.–18. Jahrhundert, mit Ausstattung | D-6-79-170-257 | weitere Bilder |
| Schwarzenbergstraße 29 (Standort)                            | Schloss Erlach                       | Ringgraben, wohl gleichzeitig | D-6-79-170-257 | weitere Bilder |
| Schwarzenbergstraße 29, im Schlosshof aufgestellt (Standort) | Schloss Erlach                       | Bildstock, mit Kreuzigungsrelief und pfeilerartigem Schaft, bezeichnet 1483/84 | D-6-79-170-257 | BW             |
| Schwarzenbergstraße 30 (Standort)                            | Wohngebäude                          | zweigeschossiger Massivbau mit Walmdach und geohrten Fensterrahmungen, 18. Jahrhundert | D-6-79-170-265 | weitere Bilder |
| Schwarzenbergstraße 42 (Standort)                            | Hofanlage                            | Wohngebäude, zweigeschossiger Sandsteinquaderbau mit Halbwalmdach, bezeichnet 1847 | D-6-79-170-266 | BW             |
| Schwarzenbergstraße 42 (Standort)                            | Hofanlage                            | Ökonomiegebäude, zweigeschossiger Bruchsteinquaderbau mit Satteldach und Hausteingliederung, gleichzeitig | D-6-79-170-266 | BW             |
| Schwarzenbergstraße 42 (Standort)                            | Hofanlage                            | Hoftoranlage, gleichzeitig | D-6-79-170-266 | BW             |
| Schustergasse 1 (Standort)                                   | Wohngebäude                          | zweigeschossiger, verputzter Bruchsteinmauerwerksbau mit Walmdach und Hausteingliederung, spätklassizistisch, um 1840/50 | D-6-79-170-259 | weitere Bilder |
| Schustergasse 1 (Standort)                                   | Scheune                              | Hausteinbau mit Satteldach, wohl gleichzeitig | D-6-79-170-259 | weitere Bilder |
| Seewiese (Standort)                                          | Wegkreuz                             | Kruzifix auf Tischsockel mit Inschrift, Sandstein, bez. 1865 | D-6-79-170-580 | weitere Bilder |
| Westheimer Weg (Standort)                                    | Bildstock                            | Sockel und Stele eines abgegangenen Bildstocks der Sommerhäuser Straße, 18. Jh.; Aufsatz ergänzt (Abguss) | D-6-79-170-574 | weitere Bilder |

### Goßmannsdorf am Main
| Lage                                              | Objekt                                         | Beschreibung | Akten-Nr.      | Bild           |
| ------------------------------------------------- | ---------------------------------------------- | --- | -------------- | -------------- |
| Am Felsenkeller (Standort)                        | Friedhof                                       | ummauerte Anlage mit Grabdenkmälern des späten 19. und frühen 20. Jahrhunderts, 3. Drittel 19. Jahrhundert | D-6-79-170-311 | BW             |
| Am Felsenkeller (Standort)                        | Friedhof                                       | Friedhofsmauer, Bruchstein, gleichzeitig | D-6-79-170-311 | weitere Bilder |
| Am Felsenkeller (Standort)                        | Friedhofskreuz                                 | Kruzifix auf Postament, Sandstein, bezeichnet 1873 | D-6-79-170-311 | weitere Bilder |
| Am Felsenkeller (bei der Zehnthofstraße) ()       | Bildstock                                      | Reliefaufsatz mit Pietà auf Pfeiler, Sandstein, bezeichnet mit „1619“ | D-6-79-170-449 |                |
| Beckgasse 4 (Standort)                            | Wohngebäude                                    | zweigeschossiger, verputzter Satteldachbau mit Fachwerkobergeschoss, 17./18. Jahrhundert, mit älterem Kern | D-6-79-170-270 | BW             |
| Beckgasse 6 (Standort)                            | Wohngebäude                                    | herrschaftlicher, zweigeschossiger Bruchsteinmauerwerksbau mit Mansardwalmdach, barocker Fassadengliederung und Hausfigur einer Maria Immaculata, bezeichnet 1770                                               | D-6-79-170-271 | weitere Bilder |
| Maustal (Standort)                                | Bildstock                                      | Reliefaufsatz mit Marienkrönung, frühes 18. Jahrhundert | D-6-79-170-398 | BW             |
| Darstadter Straße 2 (Standort)                    | Ehemalige Mühle: Ehemaliges Mühlengebäude      | eingeschossiger, verputzter Massivbau mit Satteldach und geohrten Fensterrahmungen, im Kern 18. Jahrhundert | D-6-79-170-273 | weitere Bilder |
| Darstadter Straße 2 (Standort)                    | Ehemalige Mühle: Wohngebäude                   | nördlich anschließender, zweigeschossiger Satteldachanbau mit Fachwerkobergeschoss, im Kern 18. Jahrhundert | D-6-79-170-273 | weitere Bilder |
| Darstadter Straße 2 (Standort)                    | Ehemalige Mühle                                | Ehemaliges Ökonomiegebäude, eingeschossiger Hausteinmauerwerksbau mit Satteldach, 2. Hälfte 19. Jahrhundert | D-6-79-170-273 | weitere Bilder |
| Darstadter Straße (Standort)                      | Wegkreuz                                       | Kruzifix auf Postament mit Inschriftenfeld, darauf Figur der trauernden Muttergottes, Sandstein, 2. Hälfte 19. Jahrhundert                                                                                      | D-6-79-170-315 | weitere Bilder |
| Domherrnviertel 1 (Standort)                      | Katholische Pfarrkirche Sankt Johannes Baptist | Saalbau mit eingezogenem Chor und Ostturm mit Welscher Haube, im Kern mittelalterlich, Turm im Kern nachgotisch, Turmobergeschosse, frühes 17. Jahrhundert, Chor und Langhaus erneuert, 1796, mit Ausstattung   | D-6-79-170-275 | weitere Bilder |
| Domherrnviertel 1 (Standort)                      | Ölberggruppe                                   | Sandsteinfiguren, spätgotisch um 1460 | D-6-79-170-275 | weitere Bilder |
| Domherrnviertel 2 (Standort)                      | Pfarrhaus                                      | zweigeschossiger, verputzter Massivbau mit Satteldach und profilierten Fensterrahmungen, bezeichnet 1668 | D-6-79-170-276 | weitere Bilder |
| Domherrnviertel 2 (Standort)                      | Einfriedung                                    | Bruchstein, gleichzeitig | D-6-79-170-276 | weitere Bilder |
| Domherrnviertel 28 ()                             | Hausmadonna                                    | 18. Jahrhundert nicht nachqualifiziert, im Bayerischen Denkmal-Atlas nicht kartiert | D-6-79-170-278 |                |
| Im Röt (Standort)                                 | Weinberghäuschen                               | kleiner Massivbau mit Walmdach und Figur einer Maria Immaculata auf Postament mit Inschrift, bezeichnet 1778, Gebäude, 18. Jahrhundert                                                                          | D-6-79-170-274 | BW             |
| Kapellengasse 1 (Standort)                        | Katholische Kapelle zum Hl. Kreuz              | kleiner Saalbau mit eingezogenem Chor und Satteldach, Westseite mit abgetreppter Giebelüberhöhung, spätgotische Anlage, 15. Jahrhundert, im 17. Jahrhundert verändert, mit Ausstattung.                         | D-6-79-170-279 | weitere Bilder |
| Linke Bachgasse 7 (Standort)                      | Hausmadonna                                    | gefasste Holzfigur, 17. Jahrhundert | D-6-79-170-282 | weitere Bilder |
| Linke Bachgasse 8 (Standort)                      | Wohngebäude                                    | zweigeschossiger, verputzter Halbwalmdachbau, wohl mit Fachwerkobergeschoss, bezeichnet 1815 | D-6-79-170-283 | weitere Bilder |
| Linke Bachgasse 8 (Standort)                      | Hausfigur Johannes                             | Holz, 16. Jahrhundert; | D-6-79-170-283 | weitere Bilder |
| Linke Bachgasse 8 (Standort)                      | Bildstock                                      | Sandsteinpietà auf Pfeiler, um 1700, mit historistischer Bedachung, 19. Jahrhundert | D-6-79-170-284 | weitere Bilder |
| Linke Bachgasse 13 (Standort)                     | Wohngebäude                                    | zweigeschossiger, verputzter Halbwalmdachbau in Ecklage, mit Fachwerkobergeschoss, im Kern 18. Jahrhundert, Umbau 19. Jahrhundert                                                                               | D-6-79-170-286 | weitere Bilder |
| Linke Bachgasse (Standort)                        | Prozessionsaltar                               | mit geschwungenem Sockel mit Inschriftenkartusche, mit Figur der Maria mit Kind und seitlichen Aufsätzen, Rokoko, 1749 von Joseph Grimbach(?)                                                                   | D-6-79-170-564 | BW             |
| Linke Bachgasse 14 (Standort)                     | Wohngebäude                                    | zweigeschossiger, verputzter Mansardwalmdachbau in Ecklage, mit Fachwerkobergeschoss, im Kern 18. Jahrhundert                                                                                                   | D-6-79-170-287 | weitere Bilder |
| Nähe Ölkammerweg (Standort)                       | Kreuzigungsgruppe                              | Kruzifix auf Postament, flankiert von Maria und Johannes, Postamente und Kreuzstamm erneuert, Sandstein, wohl spätes 18. Jahrhundert                                                                            | D-6-79-170-314 | weitere Bilder |
| Rechte Bachgasse 1 (Standort)                     | Wohngebäude                                    | zweigeschossiger, zurückversetzter Satteldachbau mit verputztem Fachwerkobergeschoss, 16. Jahrhundert, mit zweigeschossigem, verputztem Vorbau mit Satteldach und Fachwerkobergeschoss, wohl 17. Jahrhundert    | D-6-79-170-288 | weitere Bilder |
| Rechte Bachgasse 2, Rechte Bachgasse 3 (Standort) | Hofanlage: Wohngebäude                         | dreigeschossiger, verputzter Mansardgiebeldachbau mit auskragenden Fachwerkobergeschossen, 18. Jahrhundert | D-6-79-170-289 | weitere Bilder |
| Rechte Bachgasse 2 (Standort)                     | Hofanlage: Ehemaliges Ökonomiegebäude          | zweigeschossiger, verputzter Mansardgiebeldachbau mit Fachwerkobergeschoss, gleichzeitig | D-6-79-170-289 | BW             |
| Rechte Bachgasse 2 (Standort)                     | Hofanlage: Hofdurchfahrt                       | gleichzeitig | D-6-79-170-289 | BW             |
| Rechte Bachgasse 5 (Standort)                     | Hausmadonna                                    | Sandsteinfigur einer Maria Immaculata, bezeichnet 1750 | D-6-79-170-290 | weitere Bilder |
| Rechte Bachgasse 5 (Standort)                     | Ausleger                                       | 1788 | D-6-79-170-290 | BW             |
| Rechte Bachgasse 6 (Standort)                     | Wohngebäude                                    | Traufseithaus, Obergeschoss verputztes Fachwerk, 18./19. Jahrhundert | D-6-79-170-291 | BW             |
| Rechte Bachgasse 12 (Standort)                    | Giebelhaus                                     | verputztes Fachwerkobergeschoss, 2. Hälfte 16. Jahrhundert, Nordgiebel 18. Jahrhundert | D-6-79-170-292 | BW             |
| Rechte Bachgasse 13 (Standort)                    | Wohngebäude                                    | zweigeschossiger, verputzter Satteldachbau mit vorkragendem Fachwerkobergeschoss, 17./18. Jahrhundert | D-6-79-170-293 | weitere Bilder |
| Rechte Bachgasse 15 (Standort)                    | Wohngebäude                                    | zweigeschossiger, verputzter Satteldachbau in Ecklage, mit leicht vorkragendem Fachwerkobergeschoss, 17./18. Jahrhundert                                                                                        | D-6-79-170-294 | weitere Bilder |
| Rechte Bachgasse 17 (Standort)                    | Wohngebäude                                    | Eckhaus, Obergeschoss verputztes Fachwerk, 18. Jahrhundert | D-6-79-170-295 | BW             |
| Rechte Bachgasse 17 (Standort)                    | Hausmadonna                                    | Holz, um 1800 | D-6-79-170-295 | BW             |
| Rechte Bachgasse 18 (Standort)                    | Wohngebäude                                    | zweigeschossiger, verputzter Satteldachbau mit Fachwerkobergeschoss, 18./19. Jahrhundert | D-6-79-170-296 | weitere Bilder |
| Rechte Bachgasse 19 (Standort)                    | Wohngebäude                                    | zweigeschossiger, verputzter Massivbau mit Satteldach, 18./19. Jahrhundert | D-6-79-170-297 | weitere Bilder |
| Rechte Bachgasse 28 (Standort)                    | Gasthaus Zum Anker                             | zweigeschossiger, verputzter Satteldachbau mit Fachwerkobergeschoss, 18. Jahrhundert | D-6-79-170-298 | weitere Bilder |
| Winterhäuser Straße 2 (Standort)                  | Pietà                                          | kleines Vesperbild aus Sandstein, 18. Jahrhundert | D-6-79-170-272 | weitere Bilder |
| Winterleite (Standort)                            | Kalkofen                                       | am Hang errichteter, leicht geböschter Massivbau mit zwei stichbogigen Feueröffnungen, von den eingefügten, rund gemauerten Ofenschächten nur der nördliche erhalten, 2. Hälfte 19. Jh.                         | D-6-79-170-571 | BW             |
| Zehnthofstraße 1 (Standort)                       | Gasthaus zum Ochsen                            | zweigeschossiger Mansardwalmdachbau in Ecklage, mit Fachwerkobergeschoss über hohem Sockelgeschoss, mit westlichem dreigeschossigen Satteldachanbau mit Fachwerkobergeschossen und Hausmadonna, 18. Jahrhundert | D-6-79-170-299 | weitere Bilder |
| Zehnthofstraße 1 (Standort)                       | Ausleger                                       | frühes 19. Jahrhundert | D-6-79-170-299 | BW             |
| Zehnthofstraße 5 (Standort)                       | Hofanlage: Wohngebäude                         | zweigeschossiger, verputzter Krüppelwalmdachbau in Ecklage, mit Sockelgeschoss, Fachwerkobergeschoss und Hausmadonna in der Art des späten 15. Jahrhunderts, 19. Jahrhundert, über ältere Kern                  | D-6-79-170-301 | weitere Bilder |
| Zehnthofstraße 5 (Standort)                       | Hofanlage: Hoftor                              | 17./18. Jahrhundert | D-6-79-170-301 | weitere Bilder |
| Zehnthofstraße 5 (Standort)                       | Hofanlage: ehemaliges Ökonomiegebäude          | zweigeschossiger, verputzter Satteldachbau mit auskragendem Fachwerkobergeschoss, wohl 18./19. Jahrhundert | D-6-79-170-301 | weitere Bilder |
| Zehnthofstraße 5 (Standort)                       | Hofanlage: Scheune                             | Bruchsteinmauerwerksbau mit Satteldach, wohl 17./18. Jahrhundert | D-6-79-170-301 | weitere Bilder |
| Zehnthofstraße 5 (Standort)                       | Hofanlage: Ökonomiegebäude                     | Bruchsteinmauerwerksbau mit Satteldach und Hausteingliederung, 1. Hälfte 19. Jahrhundert | D-6-79-170-301 | weitere Bilder |
| Zehnthofstraße 22 (Standort)                      | Ehemals jüdisches Wohnstallhaus                | zweigeschossiger, teilweise verputzter Satteldachbau mit Fachwerkobergeschoss, Südseite fachwerksichtig, 1628 (dendro. dat.)                                                                                    | D-6-79-170-305 | weitere Bilder |
| Zehnthofstraße 24 (Standort)                      | Wohngebäude                                    | zweigeschossiger, verputzter Satteldachbau in Eck- und Hanglage, mit vorkragendem Fachwerkobergeschoss und einseitig abgeschlepptem Dach, im Kern vor 1600, Teilerneuerung, bezeichnet 1806                     | D-6-79-170-306 | weitere Bilder |
| Zehnthofstraße 31 (Standort)                      | Ehemaliger Freiherrlich v. Zobelscher Zehnthof | eingeschossiger Satteldachbau mit reichem Zierfachwerkgiebel, 1588 und westlichem zweigeschossigen Anbau mit Satteldach und Fachwerkobergeschoss, 1589                                                          | D-6-79-170-308 | weitere Bilder |
| Nähe Zehnhofstraße (Standort)                     | Scheune                                        | Fachwerkbau mit Krüppelwalm, massivem Sockel und vorkragendem Obergeschoss, wohl 18. Jahrhundert | D-6-79-170-303 | weitere Bilder |
| Zehnthofstraße 31 (Standort)                      | Scheune                                        | Bruchsteinmauerwerksbau mit Satteldach, wohl 16./17. Jahrhundert | D-6-79-170-308 | BW             |
| Zeilweg 8, Zeilweg 10 (Standort)                  | Bildstock                                      | rocailleverzierter Reliefaufsatz mit Monstranz, auf Pfeiler über Tischsockel, gleichzeitig Feldaltar, 18. Jahrhundert                                                                                           | D-6-79-170-312 | BW             |
| Zeilweg 10 (Standort)                             | Pietà                                          | Sandsteinskulptur mit Sockel, 1. Hälfte 18. Jahrhundert | D-6-79-170-313 | weitere Bilder |

### Hohestadt
| Lage                                           | Objekt                                          | Beschreibung | Akten-Nr.      | Bild                    |
| ---------------------------------------------- | ----------------------------------------------- | --- | -------------- | ----------------------- |
| Am Lohweg (Standort)                           | Bildstock                                       | baldachinbekrönter Reliefaufsatz mit Blutwunder von Walldürn, auf Pfeiler über Postament (teilweise Kopie 1961), Sandstein, bezeichnet 1819.                                                                                    | D-6-79-170-322 | Bildstock               |
| Am Vierzehnheiligenbild (Standort)             | Bildstock                                       | Sockel mit kräftiger Platte, darauf toskanischer Pfeiler, Aufsatz mit rundbogiger Ädikula mit Relief der Anbetung des Sakraments, Schmalseiten mit hl. Margarete und hl. Kilian, um 1700 (evtl. Nachschöpfung der 1920er Jahre) | D-6-79-170-566 | Bildstock               |
| Am Zorn (Standort)                             | Ehemals Kalkofen                                | zylindrischer Turmbau über Substruktionen, Kalkbruchstein, frühes 19. Jahrhundert | D-6-79-170-401 | BW                      |
| Dopplerstraße 27 (Standort)                    | Hausfiguren                                     | Madonna und Hl. Joseph, Sandstein, 18. Jahrhundert | D-6-79-170-318 | Hausfiguren             |
| Dopplerstraße 29 (Standort)                    | Hausmadonna                                     | 18. Jahrhundert | D-6-79-170-319 | BW                      |
| Fuchsenmühle 1 (Standort)                      | Bildstock                                       | baldachinbekrönter Reliefaufsatz mit Dreifaltigkeit, auf Pfeiler über Postament, Sandstein, 18. Jahrhundert | D-6-79-170-321 | BW                      |
| Johannes (Standort)                            | Sankt Nepomuk-Statue                            | Figur des Hl. Johann Nepomuk auf Sockel, Sandstein, bezeichnet 1811 | D-6-79-170-400 | Sankt Nepomuk-Statue    |
| Kreuzstraße (Standort)                         | Kreuzschlepper                                  | Figur des kreuztragenden Christus auf Knien, auf erneuertem Sockel Sandstein, bezeichnet 1794 | D-6-79-170-399 | Kreuzschlepper          |
| Lohweg 2 (Standort)                            | Bildstock                                       | Reliefaufsatz mit Kreuzigungsszene nebst Stiftern, auf Pfeiler, davor Prozessionsaltar, (Kopie), Sandstein, bezeichnet 1617 | D-6-79-170-320 | Bildstock               |
| Mönchstraße, Nähe Seeweg (Standort)            | Bildstock                                       | baldachinbekrönter Reliefaufsatz mit Gekreuzigtem und Schmerzhafter Muttergottes, auf erneuertem Pfeiler und Sockel, Sandstein, bezeichnet 1752                                                                                 | D-6-79-170-408 | Bildstock               |
| Tückelhäuser Straße (Standort)                 | Bildstock                                       | baldachinbekrönter Reliefaufsatz mit Christus an der Martersäule, auf Pfeiler über Postament, Sandstein, bezeichnet 1757 | D-6-79-170-323 | Bildstock               |
| Valentingasse 8 (Standort)                     | Ehemals Pfarrhaus                               | zweigeschossiger Hausteinmauerwerksbau mit Satteldach, gotisierend, 1844 | D-6-79-170-317 | Ehemals Pfarrhaus       |
| Valentingasse 9, Nähe Johannesgasse (Standort) | Katholische Pfarrkirche St. Johannes der Täufer | Saalbau mit eingezogenem Chor Langhaus mit eingezogenem Chor und Dachreiter mit Zwiebelhaube sowie Sonnenuhr, 1672, Langhausumbau, 1771, mit Ausstattung                                                                        | D-6-79-170-316 | weitere Bilder          |
| Valentingasse 9, Nähe Johannesgasse (Standort) | Reste der Kirchhofmauer                         | Bruchstein, 17. Jahrhundert | D-6-79-170-316 | Reste der Kirchhofmauer |

### Hopferstadt
| Lage                                          | Objekt                                       | Beschreibung | Akten-Nr.      | Bild           |
| --------------------------------------------- | -------------------------------------------- | --- | -------------- | -------------- |
| Angerstraße (Standort)                        | Brunnen                                      | neugotische Brunnensäule mit Bekrönung, Gusseisen, Mitte 19. Jahrhundert | D-6-79-170-327 | weitere Bilder |
| Angerstraße 6 (Standort)                      | Hausmadonna                                  | in Figurennische mit historistischer Sandsteineinfassung, 19. Jahrhundert | D-6-79-170-326 | BW             |
| Auber Straße (Standort)                       | Bildstock                                    | Aufsatz mit Madonnenhochrelief auf Pfeiler über älterem Postament, Sandstein, Kunststein, um 1900 | D-6-79-170-345 | weitere Bilder |
| Auber Straße ()                               | Bildstock                                    | Reliefs Kreuzigung und Heilige, Anfang 15. Jahrhundert nicht nachqualifiziert, im Bayerischen Denkmal-Atlas nicht kartiert                                                                             | D-6-79-170-350 |                |
| Auber Straße (Standort)                       | Bildstock                                    | Reliefaufsatz mit Dreifaltigkeit, auf Pfeiler mit Heiligenreliefs über Tischsockel, Sandstein, bezeichnet 1777                                                                                         | D-6-79-170-344 | weitere Bilder |
| Dorfstraße 1 (Standort)                       | Hl. Aquilin                                  | Sandsteinskulptur, teilerneuert, bezeichnet 1734 | D-6-79-170-333 | weitere Bilder |
| Dorfstraße 2 (Standort)                       | Hl. Johann Nepomuk                           | Sandsteinskulptur, bezeichnet 1734 | D-6-79-170-333 | weitere Bilder |
| Dorfstraße 7 (Standort)                       | Wirtshausausleger                            | mit Stern, Schmiedeeisen, frühes 19. Jahrhundert; | D-6-79-170-328 | BW             |
| Dorfstraße 7 (Standort)                       | Hausmadonna                                  | in Muschelnische, Sandstein, spätes 18. Jahrhundert | D-6-79-170-328 | BW             |
| Dorfstraße 15 (Standort)                      | Sankt Nepomuk-Statue                         | bezeichnet 1794 | D-6-79-170-329 | weitere Bilder |
| Dorfstraße 18 ()                              | Hausmadonna                                  | 18. Jahrhundert nicht nachqualifiziert, im Bayerischen Denkmal-Atlas nicht kartiert | D-6-79-170-330 |                |
| Dorfstraße 23 (Standort)                      | Ehemaliges Gasthaus „Zum Reichsadler“        | zweigeschossiger, verputzter Massivbau mit Krüppelwalmdach, um 1800 | D-6-79-170-410 | weitere Bilder |
| Dorfstraße 24 (Standort)                      | Ehemals Wohnwirtschaftsgebäude               | zweigeschossiger, verputzter Satteldachbau mit Fachwerkobergeschoss und Stuckrelief der Marienkrönung, 18. Jahrhundert                                                                                 | D-6-79-170-402 | weitere Bilder |
| Dorfstraße 32 (Standort)                      | Mariensäule                                  | Figur der Maria Immaculata auf hohem Postament mit Inschrift, Sandstein, historistisch, 2. Drittel 19. Jahrhundert                                                                                     | D-6-79-170-331 | weitere Bilder |
| Dorfstraße 38 (Standort)                      | Hausmadonna                                  | Sandstein, 18. Jahrhundert | D-6-79-170-332 | weitere Bilder |
| Duttenhöferstraße 1 (Standort)                | Ehemaliges Pfarrhaus                         | dann Rathaus, zweigeschossiger, verputzter Massivbau mit Halbwalmdach, 1. Hälfte 18. Jahrhundert | D-6-79-170-334 | weitere Bilder |
| Duttenhöferstraße 1, Adlerstraße 6 (Standort) | Einfriedung                                  | Bruchstein, wohl gleichzeitig | D-6-79-170-334 | weitere Bilder |
| Adlerstraße 6 (Standort)                      | Kreuzschlepper                               | Figur des kreuztragenden Christus auf Knien über hohem Postament mit Inschrift, Sandstein, bezeichnet 1788                                                                                             | D-6-79-170-334 | weitere Bilder |
| Nähe Duttenhöferstraße (Standort)             | Mariensäule                                  | Madonnenfigur auf Säule mit Engelskopfkapitell über Postament, Sandstein, bezeichnet 1726 | D-6-79-170-336 | weitere Bilder |
| Echterplatz (Standort)                        | Bildstock                                    | Reliefaufsatz mit Hl.-Blut-Darstellung, Rückseite mit Hl. Familie, auf ornamentiertem Pfeiler über Tischsockel, Sandstein, bezeichnet 1725                                                             | D-6-79-170-335 | weitere Bilder |
| Echterplatz 4 (Standort)                      | Katholische Pfarrkirche Sankt Peter und Paul | Saalbau mit eingezogenem, spätgotisch gewölbtem Chor und südlichem Chorflankenturm mit Spitzhelm, 1. Hälfte 16. Jahrhundert, Turm bezeichnet 1522, Langhauserweiterung, 1861 und 1864, mit Ausstattung | D-6-79-170-324 | weitere Bilder |
| Echterplatz 4 (Standort)                      | Ölbergkapelle                                | mit nahezu lebensgroßen Sandsteinfiguren, um 1500 | D-6-79-170-324 | weitere Bilder |
| Nähe Duttenhöferstraße (Standort)             | Reste der Kirchhofmauer                      | Bruchstein, wohl 16. Jahrhundert | D-6-79-170-324 | weitere Bilder |
| Echterplatz 4 (Standort)                      | Kruzifix                                     | Gekreuzigter auf Postament mit Rocaillekartusche, darauf Schmerzhafte Muttergottes, Sandstein, 18. Jahrhundert                                                                                         | D-6-79-170-324 | weitere Bilder |
| Grabengasse 2 a (Standort)                    | Bildstock                                    | Reliefaufsatz mit Hl. Familie, Rückseite mit Pietà, auf Pfeiler mit Heiligenreliefs über Postament, Sandstein, Mitte 19. Jahrhundert                                                                   | D-6-79-170-343 | weitere Bilder |
| Gülchsheimer Weg (Standort)                   | Bildstock                                    | Reliefaufsatz mit Madonna und Hl. Sebastian, auf Pfeiler mit Inschrift über Sockel mit Diamantierung, Sandstein, um 1700                                                                               | D-6-79-170-342 | BW             |
| Kapelle (Standort)                            | Katholische Kapelle Sankt Leonhard           | flachgedeckter Saalbau mit Satteldach und Dachreiter, 19. Jahrhundert, mit Ausstattung | D-6-79-170-325 | weitere Bilder |
| Ochsenfurter Weg (Standort)                   | Bildstock                                    | Reliefaufsatz mit Kreuzigungsszene, auf erneuerter Säule über Postament, Sandstein, 17. Jahrhundert | D-6-79-170-338 | weitere Bilder |
| Opferstätte (Standort)                        | Friedhof                                     | ummauerte Anlage mit Grabdenkmälern des 1. Viertel 20. Jahrhundert, Anlage im südlichen Teil 1. Viertel 19. Jahrhundert, mit späterer Friedhofserweiterung im Norden                                   | D-6-79-170-337 | weitere Bilder |
| Opferstätte (Standort)                        | Friedhof: Friedhofskreuz                     | Steinkruzifix auf Postament mit Inschrift, um 1920 | D-6-79-170-337 | weitere Bilder |
| Opferstätte (Standort)                        | Friedhof: Friedhofsmauer                     | mit erneuertem Rundbogenportal, letzteres bezeichnet 1822., Bruchsteinmauerwerk, 1. Viertel 19. Jahrhundert, später nach Norden erweitert                                                              | D-6-79-170-337 | BW             |
| Opferstätte (Standort)                        | Friedhof: Kriegerdenkmal                     | für die Gefallenen des Ersten Weltkrieges, Christusbüste einen Soldaten segnend, über Postament mit Namen der Gefallenen, um 1920                                                                      | D-6-79-170-337 | weitere Bilder |
| Opferstätte (Standort)                        | Bildstock                                    | rechteckiger Pfeiler auf Postament, Reliefaufsatz mit Pietà, Rückseite Hl. Georg, Muschelkalk, bez. 1950                                                                                               | D-6-79-170-576 | BW             |
| Ochsenfurter Weg (Standort)                   | Bildstock                                    | Reliefaufsatz mit Maria Immaculata, auf Pfeiler mit Heiligenreliefs über Postament, Sandstein, bezeichnet 1750                                                                                         | D-6-79-170-339 | BW             |
| Osterberg (Standort)                          | Bildstock                                    | rechteckiger Schaft mit Reliefaufsatz, Kreuzigungsszene, darunter Inschriftkartusche, Rückseite Pietà, Muschelkalk, bez. 1787, Schaft 1977 erneuert                                                    | D-6-79-170-575 | weitere Bilder |
| Riedberg (Standort)                           | Bildstock                                    | rechteckiger Pfeiler über Postament, Reliefaufsatz mit Kreuzigungsszene, Muschelkalk, 2. Hälfte 18. Jahrhundert.                                                                                       | D-6-79-170-577 | BW             |
| Scherbenloch (Standort)                       | Bildstock                                    | zur Erinnerung an den Ersten Weltkrieg, Reliefaufsatz mit Madonnenbüste mit Kreuzbekrönung, auf Pfeiler mit Inschrift über Postament, Sandstein, bezeichnet 1918                                       | D-6-79-170-341 | BW             |
| Schulstraße 1 ()                              | Bildstockaufsatz mit Zwischenstück           | Halbrelief der Gottesmutter mit Jesuskind, Inschrift, Sandstein, von Johann Michael Pfeuffer, spätes 18. Jahrhundert                                                                                   | D-6-79-170-578 |                |
| Tückelhausener Höhe (Standort)                | Bildstock                                    | Reliefaufsatz mit Marienkrönung, auf Pfeiler über Tischsockel, anstelle eines Bildstockes des 17. Jahrhunderts, Kunststein, 20. Jahrhundert                                                            | D-6-79-170-347 | weitere Bilder |
| Tückelhausener Höhe (Standort)                | Bildstock                                    | Reliefaufsatz mit Pietàdarstellung, auf Säule und Postament aus anderem Zusammenhang, Sandstein, 19. Jahrhundert                                                                                       | D-6-79-170-340 | BW             |
| Tückelhausener Höhe (Standort)                | Bildstock                                    | baldachinbekrönter Reliefaufsatz mit Kreuzigungsszene auf Pfeiler über Postament, Sandstein, bezeichnet 1824                                                                                           | D-6-79-170-348 | BW             |
| Bieberlein ()                                 | Bildstock                                    | baldachinbekrönter Reliefaufsatz mit Marienkrönung und rückseitigem Nothelfer-Relief auf beschrifteten Pfeiler mit Postament, Sandstein, wohl 18. Jahrhundert                                          | D-6-79-170-579 |                |
| Osterberg ()                                  | Bildstock                                    | Reliefaufsatz mit Kreuzigungsszene, auf erneuertem Pfeiler über Postament, Sandstein, 18. Jahrhundert                                                                                                  | D-6-79-170-463 |                |
| Riedberg ()                                   | Bildstock                                    | Reliefaufsatz mit Kreuzigungsszene in Medaillon, auf erneuertem Pfeiler über Tischsockel, Sandstein, wohl 18. Jahrhundert                                                                              | D-6-79-170-465 |                |

### Kaltenhof
| Lage                      | Objekt      | Beschreibung                                                                                            | Akten-Nr.      | Bild |
| ------------------------- | ----------- | --- | -------------- | ---- |
| Hofäcker (Standort)       | Bildstock   | stark verwitterter Reliefaufsatz, ehemals mit Hl. Georg, auf Pfeiler über Postament, Sandstein, um 1700 | D-6-79-170-352 | BW   |
| Kaltenhofer Wald ()       | Bildstock   | Marienkrönung, Sandstein, 1917 nicht nachqualifiziert, im Bayerischen Denkmal-Atlas nicht kartiert      | D-6-79-170-404 |      |
| Gaubahn-Radweg (Standort) | Pflasterweg | Verbindungsstrecke vom Kaltenhof zum Kloster Tückelhausen, Pflasterung 19. Jahrhundert                  | D-6-79-170-405 | BW   |
| Kaltenhof 1 (Standort)    | Hausfigur   | Pietà, spätes 17. Jahrhundert nicht nachqualifiziert, im Bayerischen Denkmal-Atlas nicht kartiert       | D-6-79-170-351 | BW   |

### Kleinochsenfurt
| Lage                                   | Objekt                               | Beschreibung | Akten-Nr.      | Bild           |
| -------------------------------------- | ------------------------------------ | --- | -------------- | -------------- |
| An der Warth (Standort)                | Wartturm                             | sogenannte Mainwarte, Rundturm, Bruchsteinmauerwerk, wohl in Zusammenhang mit der Stadtbefestigung von Ochsenfurt erbaut, Anfang 15. Jahrhundert                                               | D-6-79-170-358 | weitere Bilder |
| Kleinochsenfurter Straße 53 (Standort) | Bildstock                            | giebelbedachter Nischenaufsatz mit Kreuzbekrönung, darin Madonna, auf Säule über Tischsockel, Sandstein, bezeichnet 1859                                                                       | D-6-79-170-357 | BW             |
| Kleinochsenfurter Straße 53 (Standort) | Hauszeichen                          | mit Schere, bezeichnet 1617 | D-6-79-170-353 | weitere Bilder |
| Kleinochsenfurter Straße 53 (Standort) | Grenzstein                           | 1755 | D-6-79-170-353 | BW             |
| Maria-Schnee-Platz 1 (Standort)        | Katholische Pfarrkirche Maria Schnee | Saalbau mit nicht eingezogenem Chor und Turm mit Spitzhelm, Langhaus und Turmuntergeschoss im Kern spätes 12. Jahrhundert, Chor, Turmaufbau und Sakristei nachgotisch um 1615, mit Ausstattung | D-6-79-170-354 | weitere Bilder |
| Maria-Schnee-Platz 1 (Standort)        | Ehemaliger Friedhof                  | ummauerte Anlage mit Grabdenkmälern des 19. Jahrhunderts | D-6-79-170-354 | weitere Bilder |
| Maria-Schnee-Platz 1 (Standort)        | Friedhofsmauer                       | Bruchstein, im Kern mittelalterlich, mit eingemauerten Kreuzen und Rundportal mit Wappenrelief, 17. Jahrhundert                                                                                | D-6-79-170-354 | weitere Bilder |
| Maria-Schnee-Platz 1 (Standort)        | Bildstock                            | Reliefaufsatz mit Madonnenmedaillon, auf Pfeiler mit Inschrift über Postament, Sandstein, bezeichnet 1717                                                                                      | D-6-79-170-354 | weitere Bilder |
| Maria-Schnee-Platz 4 (Standort)        | Ehemaliges Pfarrhaus                 | sogenanntes Altes Pfarrhaus, zweigeschossiger Massivbau mit Walmdach und geohrten Fensterrahmungen, spätes 18. Jahrhundert                                                                     | D-6-79-170-355 | weitere Bilder |
| Maria-Schnee-Platz 4 (Standort)        | Nebengebäude                         | eingeschossiger Mansardhalbdachbau, wohl gleichzeitig | D-6-79-170-355 | BW             |
| Maria-Schnee-Platz 4 (Standort)        | Gartenmauer                          | mit reich geschmücktem Portal mit Wappenstein, Diamantierung und Nischen, bezeichnet 1600 | D-6-79-170-355 | BW             |
| Maria-Schnee-Platz 5 (Standort)        | Pietà                                | Verspergruppe aus Terrakotta, wohl 18. Jahrhundert | D-6-79-170-406 | weitere Bilder |
| Würzburger Straße 78 (Standort)        | Hausfigur                            | Johannes Evangelist, 18. Jahrhundert | D-6-79-170-356 | BW             |

### Mönchsmühle
| Lage                             | Objekt          | Beschreibung | Akten-Nr.      | Bild |
| -------------------------------- | --------------- | --- | -------------- | ---- |
| Am Lambertusweg (Standort)       | Bildstock       | Reliefaufsatz mit Kreuzigungsszene, auf Pfeiler über Postament, Sandstein, 1. Hälfte 17. Jahrhundert                                                       | D-6-79-170-360 | BW   |
| Mönchsmühle 1 (Standort)         | Mühle           | sogenannte Mönchmühle, zweigeschossiger Bruchsteinmauerwerksbau mit Satteldach, Kniestock und Sandsteingliederung, historistisch, um 1870 mit älterem Kern | D-6-79-170-359 | BW   |
| Mönchsmühle 1 (Standort)         | Ökonomiegebäude | Massivbau mit Satteldach, 18. Jahrhundert | D-6-79-170-359 | BW   |
| Mönchsmühle 1 (Standort)         | Ökonomiegebäude | zweigeschossiger, verputzter Satteldachbau, um 1870 | D-6-79-170-359 | BW   |
| Mönchsmühle 1 (Standort)         | Einfahrtstor    | Pfeiler mit zwei Sandsteinfiguren wohl des 18. Jahrhunderts, mit Schmiedeeisengittern, um 1870                                                             | D-6-79-170-359 | BW   |
| Ochsenfurter Wegäcker (Standort) | Bildstock       | Reliefaufsatz mit Kreuzigungsszene auf Pfeiler mit Steinmetzzeichen von Hans Rappolt, über Postament, Sandstein, bezeichnet 1594                           | D-6-79-170-407 | BW   |

### Oelmühle
| Lage                  | Objekt                               | Beschreibung | Akten-Nr.      | Bild           |
| --------------------- | ------------------------------------ | --- | -------------- | -------------- |
| Oelmühle 1 (Standort) | Ehemalige Ölmühle oder Heimannsmühle | dreigeschossiger Bruchsteinmauerwerksbau mit Satteldach und Hausteingliederung, mit nördlich anschließendem dreigeschossigen Bruchsteinmauerwerksbau mit Satteldach und Hausteingliederung, im Kern 17. Jahrhundert, 2. Hälfte 19. Jahrhundert | D-6-79-170-361 | weitere Bilder |
| Oelmühle 1 (Standort) | Hoftor                               | mit zwei Portallöwen, 18. Jahrhundert | D-6-79-170-361 | BW             |
| Oelmühle 1 (Standort) | Pfeilerbrunnen                       | 1. Hälfte 19. Jahrhundert | D-6-79-170-361 | BW             |
| Oelmühle 1 (Standort) | Nebengebäude                         | mit dorischen Holzsäulen und Dreiecksgiebel, um 1800 | D-6-79-170-361 | BW             |

### Rothmühle
| Lage                   | Objekt                | Beschreibung | Akten-Nr.      | Bild |
| ---------------------- | --------------------- | --- | -------------- | ---- |
| Rothmühle 1 (Standort) | Ehemals Mühlenanwesen | sogenannte Rothmühle, ehemals Mühlengebäude, zweigeschossiger, verputzter Krüppelwalmdachbau, wohl mit Fachwerkobergeschoss, Mitte 19. Jahrhundert, über älterem Kern, | D-6-79-170-362 | BW   |
| Rothmühle 1 (Standort) | ehemalige Scheune     | Massivbau mit Satteldach, 19. Jahrhundert, Nebengebäude, eingeschossiger, verputzter Satteldachbau, 19. Jahrhundert, Nebengebäude                                      | D-6-79-170-362 | BW   |
| Rothmühle 1 (Standort) | Nebengebäude          | eingeschossiger, verputzter Satteldachbau, 19. Jahrhundert, Nebengebäude                                                                                               | D-6-79-170-362 | BW   |
| Rothmühle 1 (Standort) | Nebengebäude          | | D-6-79-170-362 | BW   |

### Scheckenmühle
| Lage                       | Objekt                   | Beschreibung | Akten-Nr.      | Bild |
| -------------------------- | ------------------------ | --- | -------------- | ---- |
| Scheckenmühle 1 (Standort) | Ehemaliges Mühlenanwesen | sogenannte Scheckenmühle, ehemaliges Mühlengebäude, zweigeschossiger Bruchsteinmauerwerksbau mit Krüppelwalmdach und Hausmadonna der 2. Hälfte des 19. Jahrhunderts, Gebäude 19. Jahrhundert | D-6-79-170-363 | BW   |
| Scheckenmühle 1 (Standort) | Nebengebäude             | Bruchsteinmauerwerksbau mit Krüppelwalm, 19. Jahrhundert | D-6-79-170-363 | BW   |
| Scheckenmühle 1 (Standort) | Ehemaliges Mühlenanwesen | Nebengebäude, gleichzeitig | D-6-79-170-363 | BW   |
| Scheckenmühle 1 (Standort) | Ehemaliges Mühlenanwesen | Nebengebäude, gleichzeitig | D-6-79-170-363 | BW   |

### Tückelhausen
| Lage | Objekt                                   | Beschreibung | Akten-Nr.      | Bild           |
| --- | ---------------------------------------- | --- | -------------- | -------------- |
| Acholshäuser Straße 13 (Standort)                                                                                  | Gutshof                                  | Wohngebäude, eingeschossiger Bruchsteinmauerwerksbau mit Satteldach, Treppengiebeln und Backsteingliederung, historistisch, um 1900 | D-6-79-170-365 | BW             |
| Acholshäuser Straße 13 (Standort)                                                                                  | Gutshof                                  | Ökonomiegebäude, Bruchsteinmauerwerksbau mit Satteldach, Treppengiebeln und Backsteingliederung, historistisch, gleichzeitig | D-6-79-170-365 | BW             |
| Acholshäuser Straße (Standort)                                                                                     | Bildstock                                | Reliefaufsatz mit Dreifaltigkeit, auf Säule über Postament, Sandstein, 18. Jahrhundert | D-6-79-170-364 | weitere Bilder |
| Kartäuserstraße 11 (Standort)                                                                                      | Reihenhaus                               | ehemals zum Kloster gehörig, zweigeschossiger, verputzter Halbwalmdachbau, 18. Jh. / 1. Viertel 19. Jahrhundert | D-6-79-170-368 | BW             |
| Kartäuserstraße 13 (Standort)                                                                                      | Reihenhaus                               | ehemals zum Kloster gehörig, zweigeschossiger, verputzter Satteldachbau, im Kern 18. Jahrhundert | D-6-79-170-369 | BW             |
| Kartäuserstraße 14 (Standort)                                                                                      | Gasthaus                                 | zweigeschossiger Massivbau mit Walmdach und geohrten Fensterrahmungen, 1802 | D-6-79-170-370 | weitere Bilder |
| Kartäuserstraße 14a (Standort)                                                                                     | Brauereigebäude                          | viergeschossiger Bruchsteinmauerwerksbau mit Satteldach und Hausteingliederung, mit östlichen Anbauten, 19./20. Jahrhundert | D-6-79-170-370 | BW             |
| Kartäuserstraße 14b (Standort)                                                                                     | Brauereigebäude                          | eingeschossiger Bruchsteinmauerwerksbau mit Satteldach, Treppengiebel und Backsteingliederung, um 1900 | D-6-79-170-370 | BW             |
| Kartäuserstraße 15 (Standort)                                                                                      | Reihenhaus                               | Ehemals zum Kloster gehörig, zweigeschossiger, verputzter Satteldachbau, im Kern 18. Jh. / 1. Viertel 19. Jahrhundert | D-6-79-170-371 | BW             |
| Kartäuserstraße 16 (Standort)                                                                                      | Ökonomiehof                              | Dreiflügelanlage, zweigeschossiger, verputzter Hauptbau mit Satteldach und Tordurchfahrt, mit eingeschossigen, nördlichen Flügelanbauten mit Satteldächern, Bruchsteinmauerwerk, 18./19. Jahrhundert | D-6-79-170-372 | weitere Bilder |
| Kartäuserstraße 17 (Standort)                                                                                      | Reihenhaus                               | ehemals zum Kloster gehörig, zweigeschossiger, verputzter Satteldachbau, im Kern 18. Jh. / 1. Viertel 19. Jahrhundert | D-6-79-170-373 | BW             |
| Kartäuserstraße 17 (Standort)                                                                                      | Hausfigur                                | Skulptur des Hl. Stephan von Dolein mit Engel, Sandstein, auf Postament, Mitte 18. Jahrhundert | D-6-79-170-373 | BW             |
| Kartäuserstraße 18 (Standort)                                                                                      | Hausfigur                                | Sandsteinskulptur Johannes d. Täufer, bezeichnet 1772 | D-6-79-170-374 | weitere Bilder |
| Nähe Kartäuserstraße (Standort)                                                                                    | Kirchenruine St. Lambertus               | Mauerreste eines Saals mit eingezogenem Chor, Seitenportal, 12. Jahrhundert | D-6-79-170-367 | BW             |
| Nähe Sankt-Georg-Straße, Sankt-Georg-Straße (Standort)                                                             | Friedhof                                 | ummauerte Anlage mit Grabdenkmalen des 19./20. Jahrhunderts, mit nördlicher Erweiterung wohl des späten 19. Jahrhunderts, Friedhofsmauer, Bruchstein, 18./19. Jahrhundert | D-6-79-170-382 | Friedhof       |
| Nähe Sankt-Georg-Straße, Sankt-Georg-Straße (Standort)                                                             | Kreuzigungsgruppe                        | Kruzifix auf Postament, davor Figur der trauernden Muttergottes, Sandstein, spätes 18. Jahrhundert | D-6-79-170-382 | BW             |
| Schloßhof 3, 5, 7, Kartäuserstraße 1, 3, 5, 22, Konventstraße 2, 4, 5, 6, 8, 10, 12, 14, 16, 18, 20, 24 (Standort) | Ehemaliges Prämonstratenserdoppelkloster | Gegründet von Bischof Otto dem Heiligen, 1138, ab 1144 reines Prämonstratensermönchskloster, ab 1108 Prämonstratensernonnenkloster, ab 1351 Kartäuserkloster, 1803 säkularisiert. - Ehemalige Kartäuserklosterkirche, jetzt kath. Pfarrkirche St. Georg, einschiffige Anlage mit Querhaus und gerade geschlossenem Chor, im Kern 2. Hälfte 12. Jahrhundert, um 1350 Umbau, dabei Abtrennung des Querhauses und dessen Umnutzung als Kapitelsaal, Bibliothek und Kapelle, weitreichende Erneuerung und Überformung unter Bischof Julius Echter, 1613–1616, Renaissanceportal bezeichnet 1615; mit Ausstattung - Ehemaliges Priorat, heute Pfarrhaus, zweigeschossiger Satteldachbau mit Tordurchfahrt, darüber gesprengter Dreiecksgiebel und halbrunder Erker mit Glockendach, um 1700 - Ehemaliger Klausurhof, im Rechteck um das Chorhaupt angeordnet, die den ehemaligen Kreuzgang umgebenden Mönchszellen mit dazugehörigen, teilweise ummauerten Gärten, ehem. Zellen heute zu Wohnzwecken umgestaltet, zumeist eingeschossige Satteldachbauten, bei Konventstraße 6 Hieronymusrelief, bezeichnet 1450, bei Konventstraße 16 Inschriftentafel, bezeichnet 1666, Anlage im Kern 1613–1616, überformt - Ehemaliger Gästetrakt, Klostersüdflügel, langgestreckter, zweigeschossiger Massivbau mit Satteldächern, westlich abgewalmt, teilweise über hohem Sockelgeschoss, im Erdgeschoss teilweise mit geöffneten Rundbogenarkaden, 1719 - Ehemalige Wirtschaftstrakte, den Klosterhof im Norden und Westen begrenzend, zwei- bzw. dreigeschossige Massivbauten mit Walm- bzw. Satteldächern, Bruchsteinmauerwerk, Nordflügel mit Torbau, dieser mit reicher Sandsteingliederung, bezeichnet 1694, Wirtschaftstrakte im Wesentlichen 17. Jahrhundert, über älterem Kern - Brunnen, zwei polygonale Brunnenbecken und Pfeilerfiguren St. Georg und Maria, bezeichnet 1715 - Kruzifix, Sandstein, spätes 17. Jahrhundert - Gartenpavillon, wohl ehem. Sommerhaus, sechseckiger überkuppelter Massivbau, frühes 18. Jahrhundert - Ehemalige Wasserleitung, offene Steinrinne auf Schwibbögen in der Umfassungsmauer, auf Höhe der zu den ehem. Mönchszellen gehörigen Gärten, um 1690 - Klostermauer, Bruchsteinmauerwerk, 1561 | D-6-79-170-377 | weitere Bilder |

### Zeubelried
| Lage                                             | Objekt                                | Beschreibung | Akten-Nr.      | Bild           |
| ------------------------------------------------ | ------------------------------------- | --- | -------------- | -------------- |
| Birkenstraße 2 (Standort)                        | Bildstock                             | Baldachinbekrönter Reliefaufsatz mit Pietàgruppe und Heiligen, auf Pfeiler mit Heiligenreliefs über Postament, Sandstein, spätes 18. Jahrhundert von Johann Adam Geßner                                                               | D-6-79-170-390 | weitere Bilder |
| Fichtenstraße; im Dorf (Standort)                | Bildstock                             | mit Dreifaltigkeits- und Vierzehnheiligenrelief, spätes 18. Jahrhundert | D-6-79-170-389 | weitere Bilder |
| Fichtenstraße 3 (Standort)                       | Katholische Pfarrkirche Sankt Blasius | Saalbau mit eingezogenem Chor und Chorturm mit Spitzhelm, mit Holzfigur des Kirchenpatrons über dem Nordportal, diese wohl Mitte 14. Jahrhundert, erbaut Ende 13. Jahrhundert, Langhaus im 18. Jahrhundert verändert; mit Ausstattung | D-6-79-170-384 | weitere Bilder |
| Fichtenstraße 3 (Standort)                       | Ölbergkapelle                         | mit spätgotischen Holzskulpturen, spätes 15. Jahrhundert | D-6-79-170-384 | weitere Bilder |
| Fichtenstraße 3; bei der Kirche (Standort)       | Kruzifix                              | Rest eines im Zweiten Weltkrieg zerstörten Christuscorpus, Sandstein, 18. Jahrhundert | D-6-79-170-388 | weitere Bilder |
| Lindenstraße; an der Grundstücksmauer (Standort) | Bildhäuschen                          | rundbogiger Nischenaufsatz, darin Figurengruppe der Heiligen Familie, 19. Jahrhundert | D-6-79-170-387 | weitere Bilder |
| Lindenstraße 19 (Standort)                       | Wohngebäude                           | zweigeschossiger, verputzter Mansarddachbau mit Fachwerkobergeschoss, spätes 18. Jahrhundert | D-6-79-170-385 | weitere Bilder |
| Lindenstraße 21 (Standort)                       | Scheune                               | Fachwerkbau mit Mansarddach, 18./19. Jahrhundert; Hofeinfahrt, um 1800 | D-6-79-170-386 | BW             |

## Ehemalige Baudenkmäler
In diesem Abschnitt sind Objekte aufgeführt, die früher einmal in der Denkmalliste eingetragen waren, jetzt aber nicht mehr. Objekte, die in anderem Zusammenhang – also z. B. als Teil eines Baudenkmals – weiter eingetragen sind, sollen hier nicht aufgeführt werden. Aktennummern in diesem Abschnitt sind ehemalige, jetzt nicht mehr gültige Aktennummern.

| Lage | Objekt            | Beschreibung | Akten-Nr.      | Bild           |
| --- | ----------------- | --- | -------------- | -------------- |
| Ochsenfurt Kolpingstraße 24 (Standort)                                                                   | Wohngebäude       | zweigeschossiger Massivbau mit Mansardhalbwalmdach in Ecklage, Bruchstein mit Hausteingliederung, frühes 19. Jahrhundert | D-6-79-170-122 | weitere Bilder |
| Ochsenfurt Spitalgasse 7 (Standort)                                                                      | Giebelhaus        | Obergeschoss Fachwerk verputzt, im Kern 16. Jahrhundert                                                                  | D-6-79-170-179 | BW             |
| Ochsenfurt Uffenheimer Straße, bei der Wolfgangskapelle                                                  | Bildstock         | spätmittelalterlich | D-6-79-170-197 | BW             |
| Ochsenfurt Uffenheimer Straße, bei der Wolfgangskapelle                                                  | Lourdesgrotte     | | D-6-79-170-197 | BW             |
| Ochsenfurt Staatsstraße 2269, Landstraße nach Aub, nach Abzweigung von der Uffenheimer Straße (Standort) | Bildstock         | mit hl. Michael, wohl 17. Jahrhundert; wohl identisch mit D-6-79-170-239                                                 | D-6-79-170-240 | BW             |
| Darstadt Am alten Acholshäuser Weg ()                                                                    | Bildstock         | mit Madonna und 14 Nothelfern, um 1900                                                                                   | D-6-79-170-409 |                |
| Hopferstadt ca. 1300 m außerhalb, an der Straße nach Ochsenfurt ()                                       | Bildstock         | mit Relief Marienkrönung, 18. Jahrhundert                                                                                | D-6-79-170-346 |                |
| Hopferstadt im Feld, ca. 2 km außerhalb, bei der Straße nach Ochsenfurt ()                               | Bildstock         | Relief Hl. Familie, 17. Jahrhundert                                                                                      | D-6-79-170-349 |                |
| Hopferstadt ()                                                                                           | Bildstockfragment | mit Relief Hl. Michael, 18. Jahrhundert                                                                                  | D-6-79-170-403 |                |

## Abgegangene Baudenkmäler
In diesem Abschnitt sind Objekte aufgeführt, die früher einmal in der Denkmalliste eingetragen waren, jetzt aber nicht mehr existieren, z. B. weil sie abgebrochen wurden. Aktennummern in diesem Abschnitt sind ehemalige, jetzt nicht mehr gültige Aktennummern.

| Lage                                                              | Objekt    | Beschreibung                                | Akten-Nr.      | Bild           |
| ----------------------------------------------------------------- | --------- | ------------------------------------------- | -------------- | -------------- |
| Ochsenfurt Frickenhäuser Straße 12 a (Standort)                   | Pietà     | Sandstein, 18. Jahrhundert                  | D-6-79-170-392 | BW             |
| Zeubelried Sulzfelder Weg, an der Straße nach Sulzfeld (Standort) | Bildstock | mit Pietà-Relief, 1. Hälfte 17. Jahrhundert | D-6-79-170-391 | weitere Bilder |